# Biserica de lemn din Budești Josani

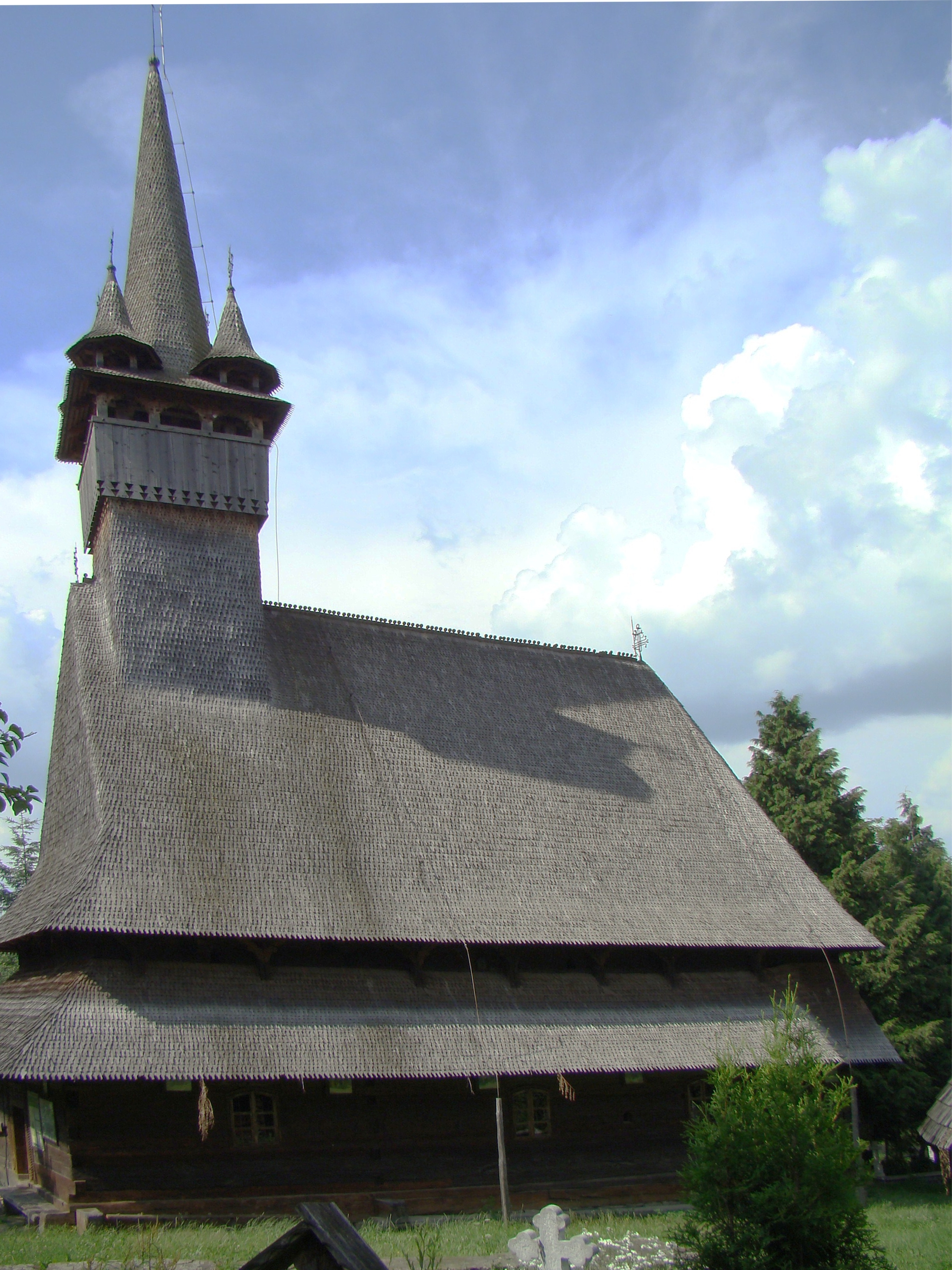
Biserica de lemn din Budești - Josani, fotografiată în iulie 2009

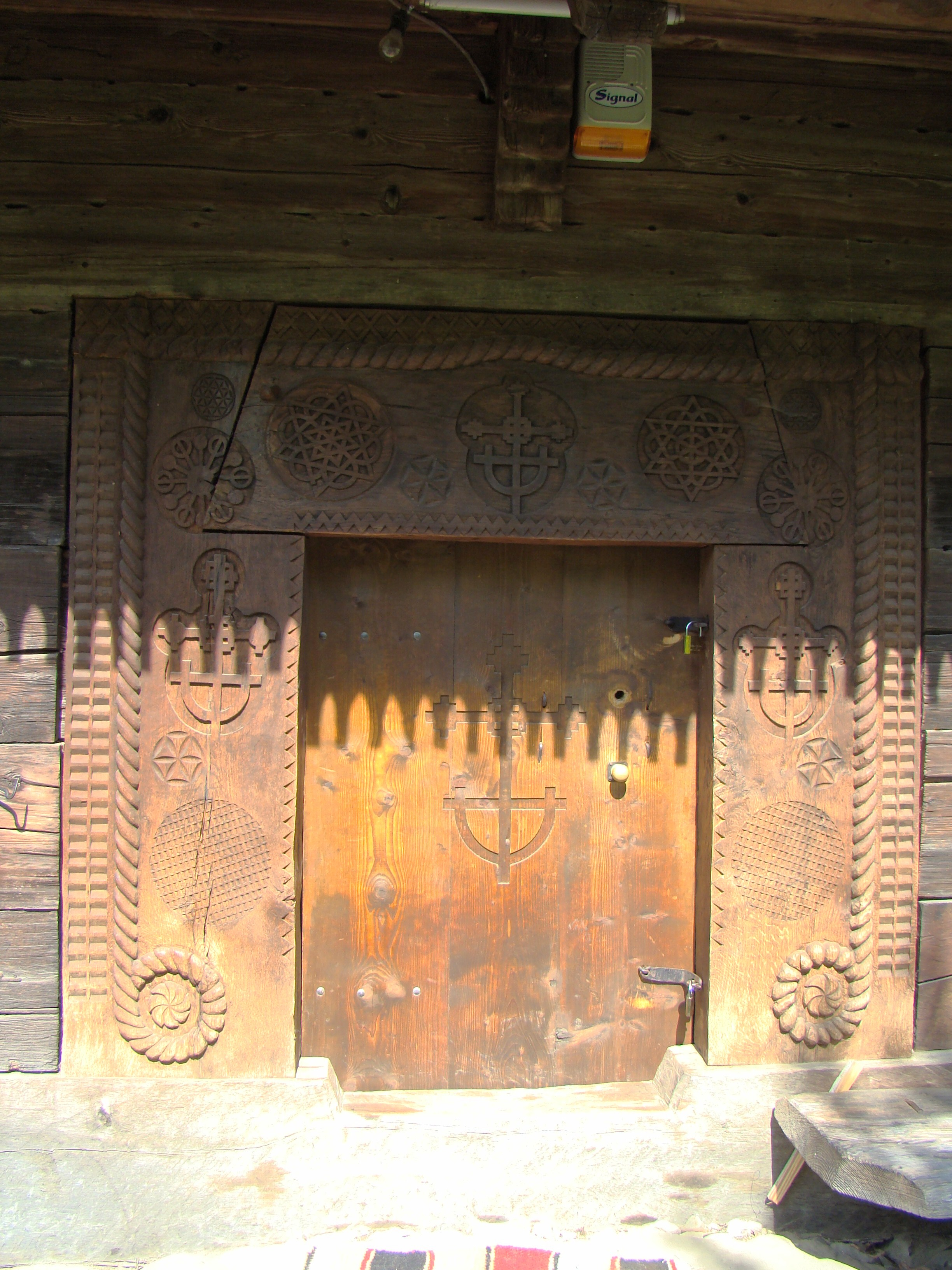
Portalul ușii de intrare

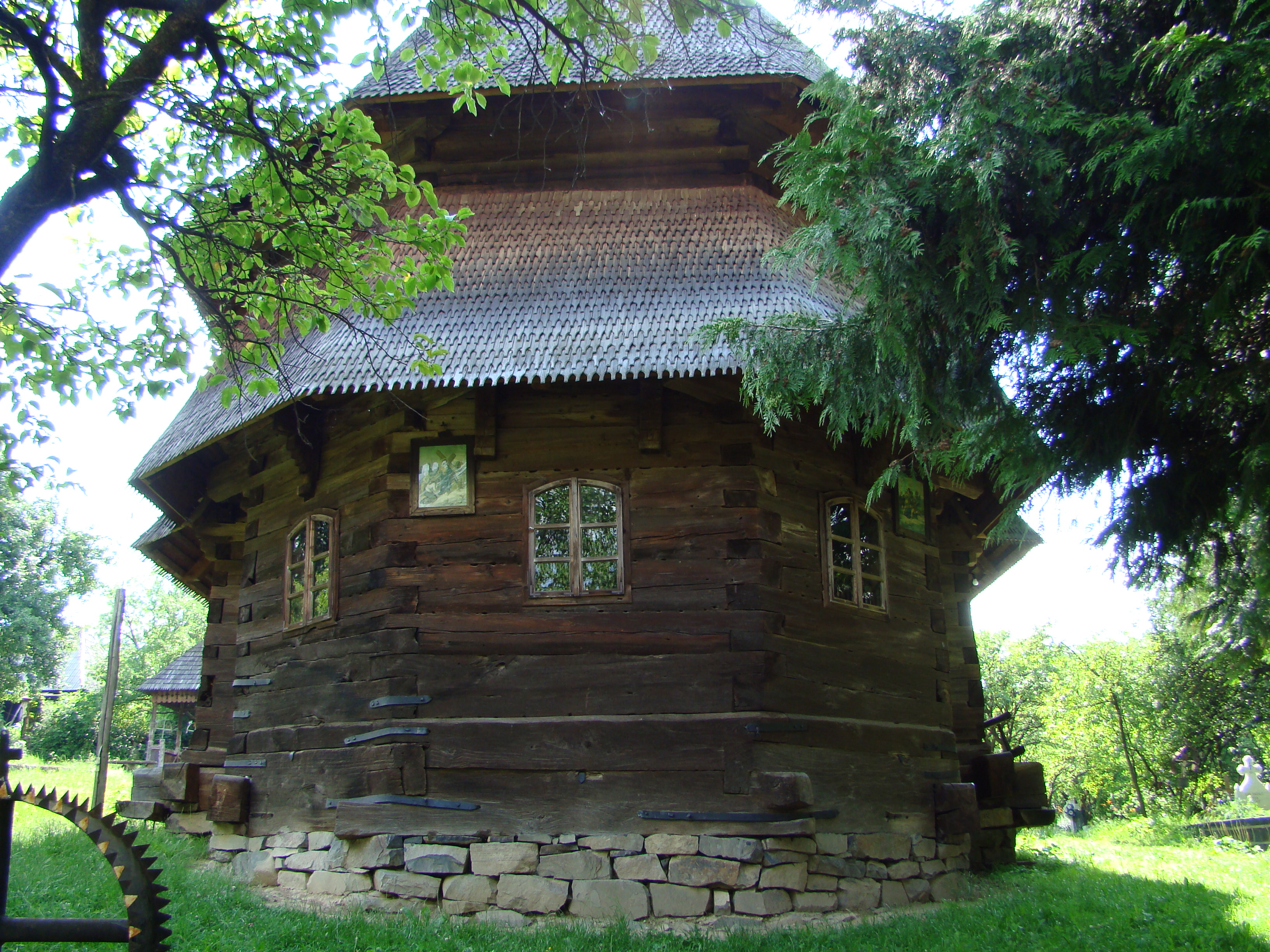
Absida altarului

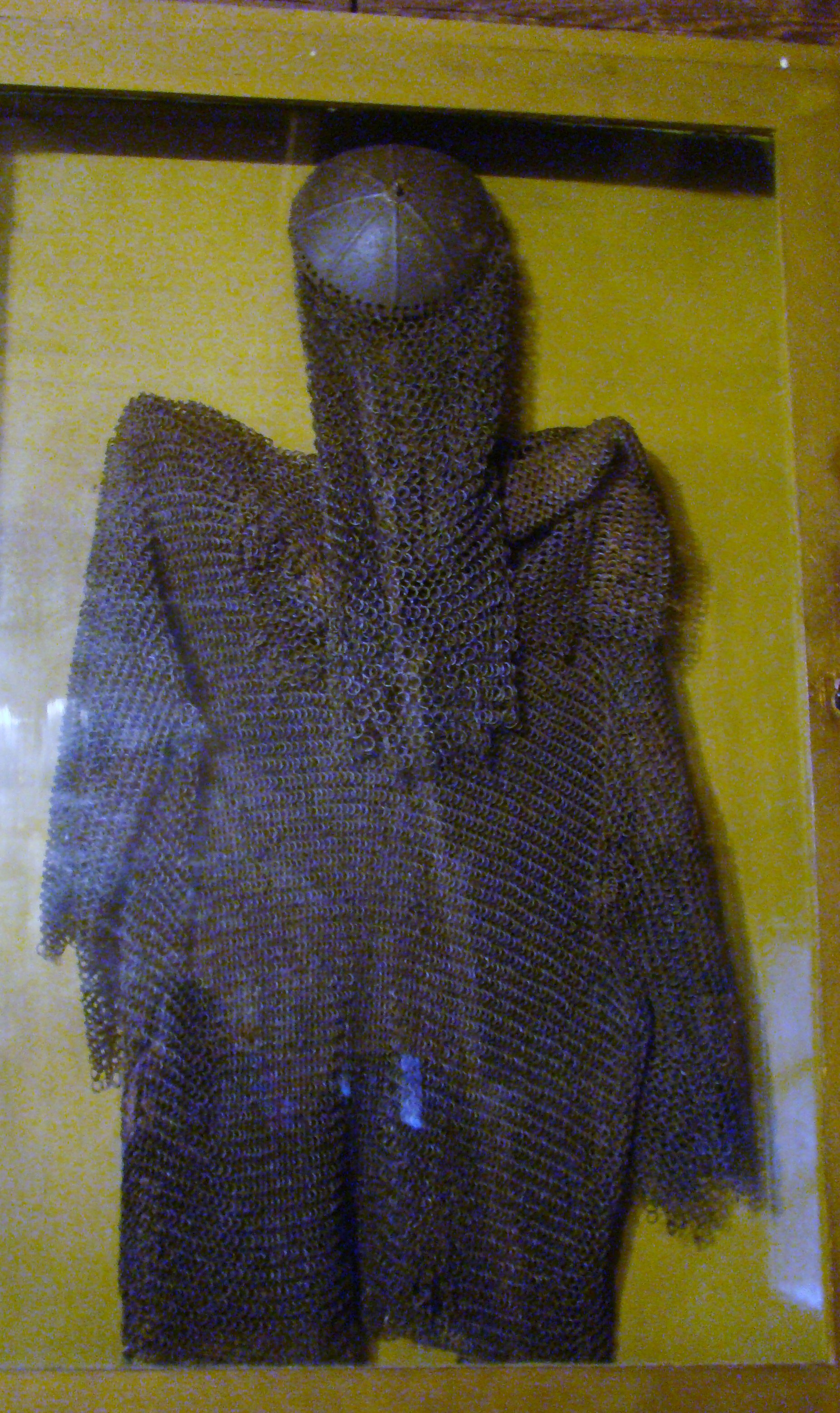
Cămașa de zale atribuită haiducului Pintea Viteazul. Grigore Pintea din Măgoaja (1670-1703), vestit haiduc și căpitan de oaste, iubitor de libertate și dreptate pentru cei mulți și obidiți.

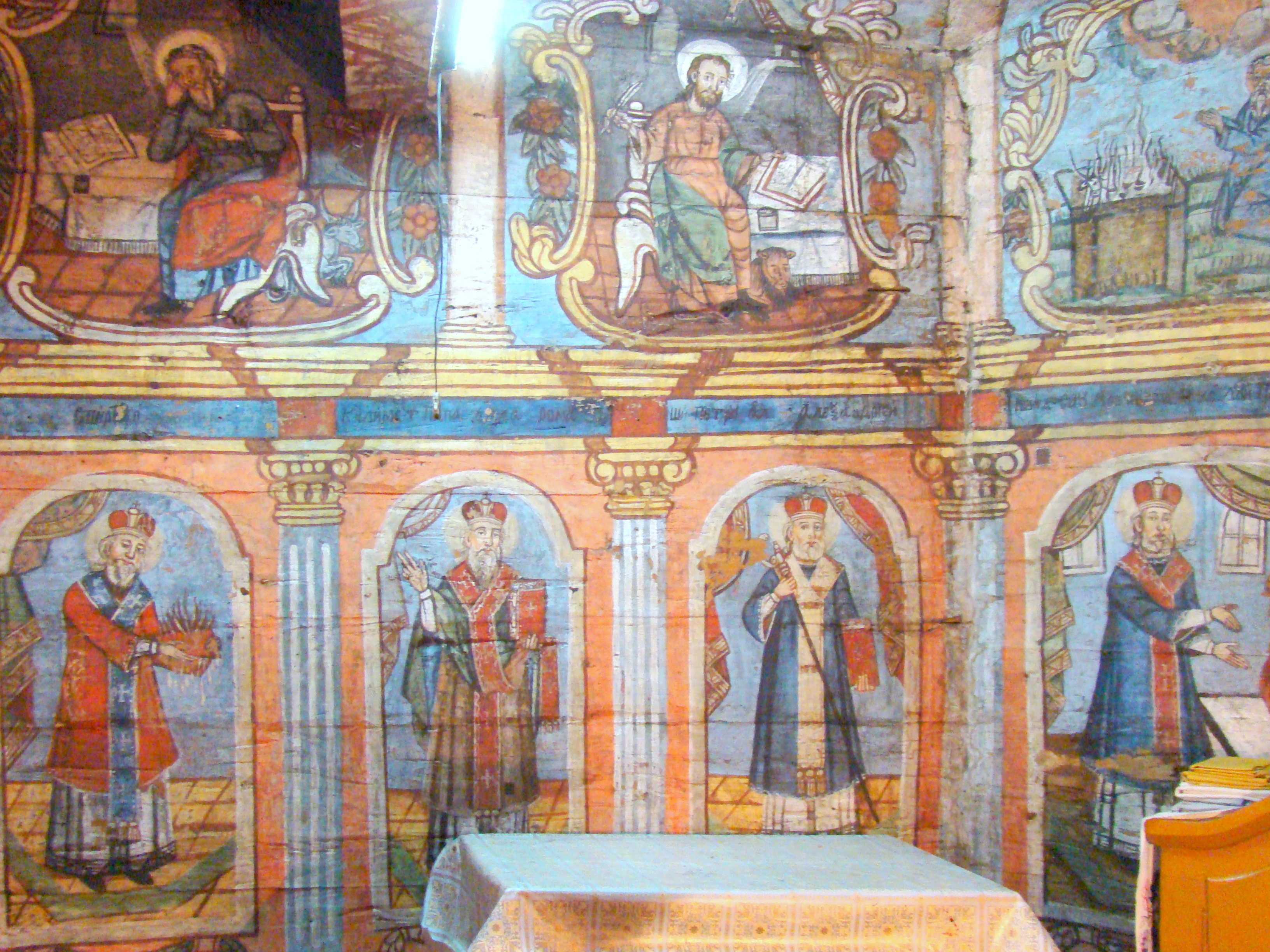
Absida altarului; pe pereții laterali pot fi remarcați evangheliștii și jertfa lui Avraam, în registrul inferior sunt reprezentați o serie de slujitori ai bisericii: papa Clement, Vasile cel Mare, Ioan Gură de Aur, papa Leon cel Mare.

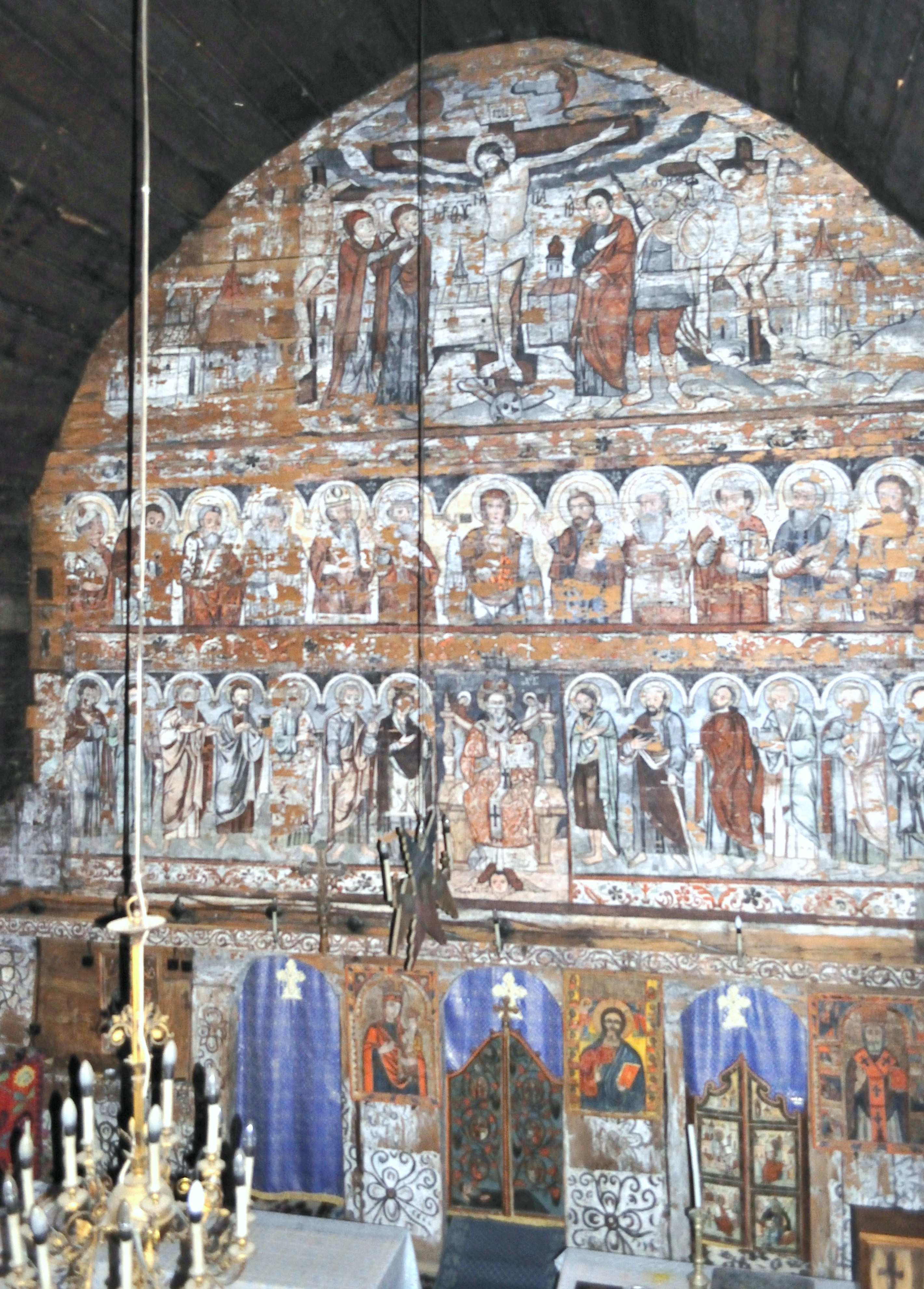
Iconostasul

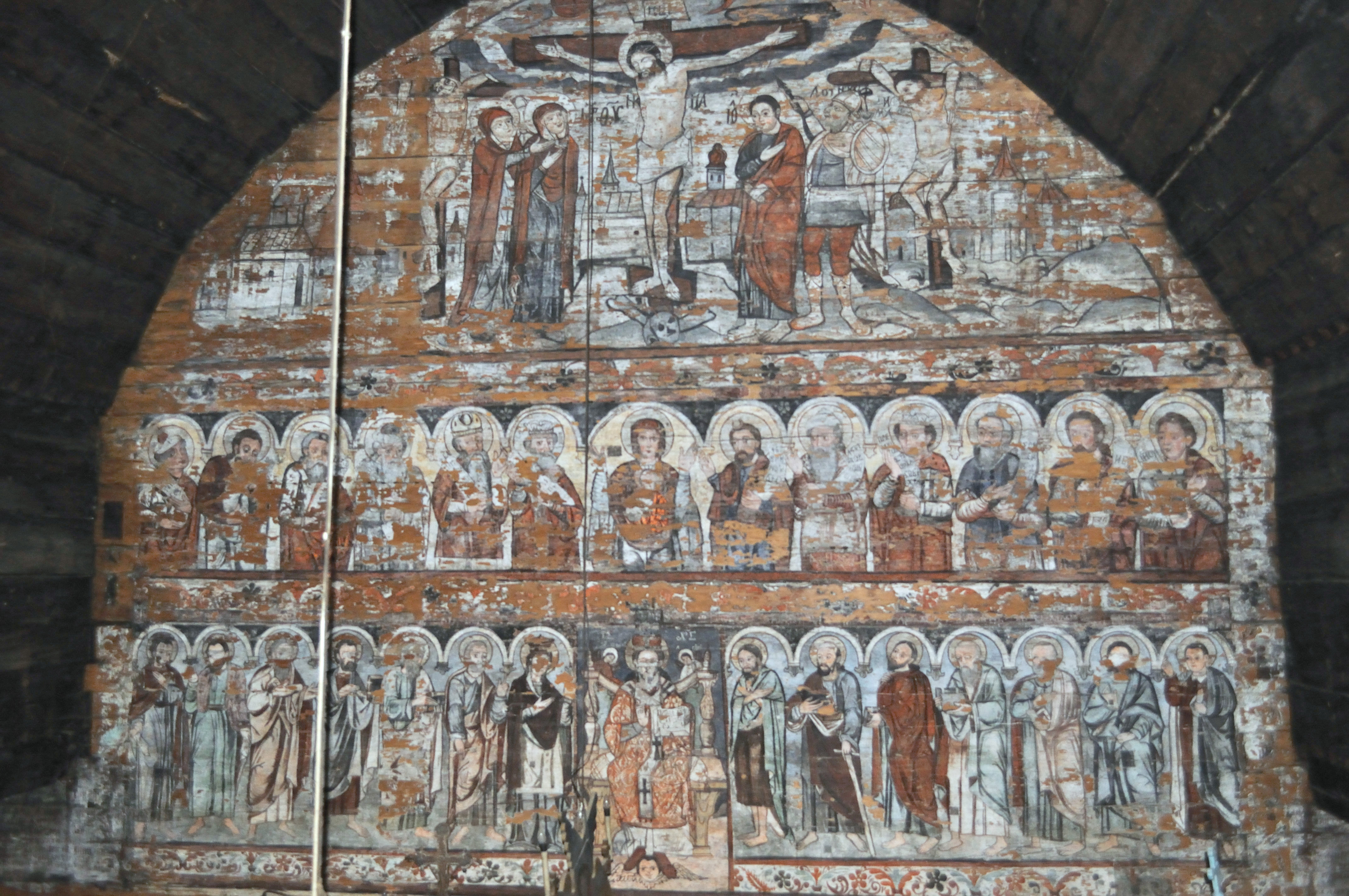
Tâmpla, fața dinspre Naos.

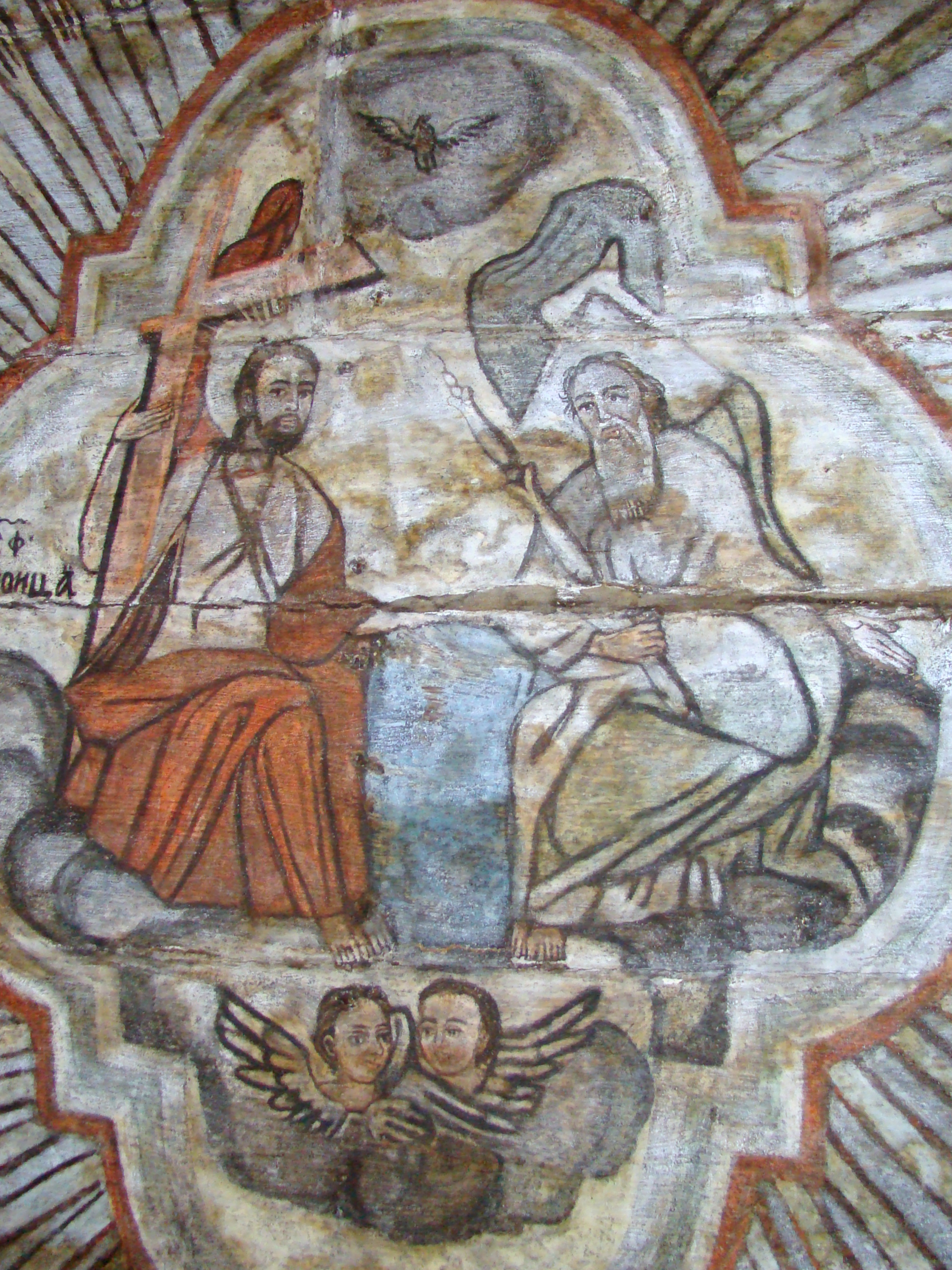
Sfânta Treime reprezentată pe bolta absidei: Dumnezeu Tatăl îmbrăcat în alb, ținând un glob în mână, Isus cu crucea și porumbelul reprezentând Sf. Spirit.

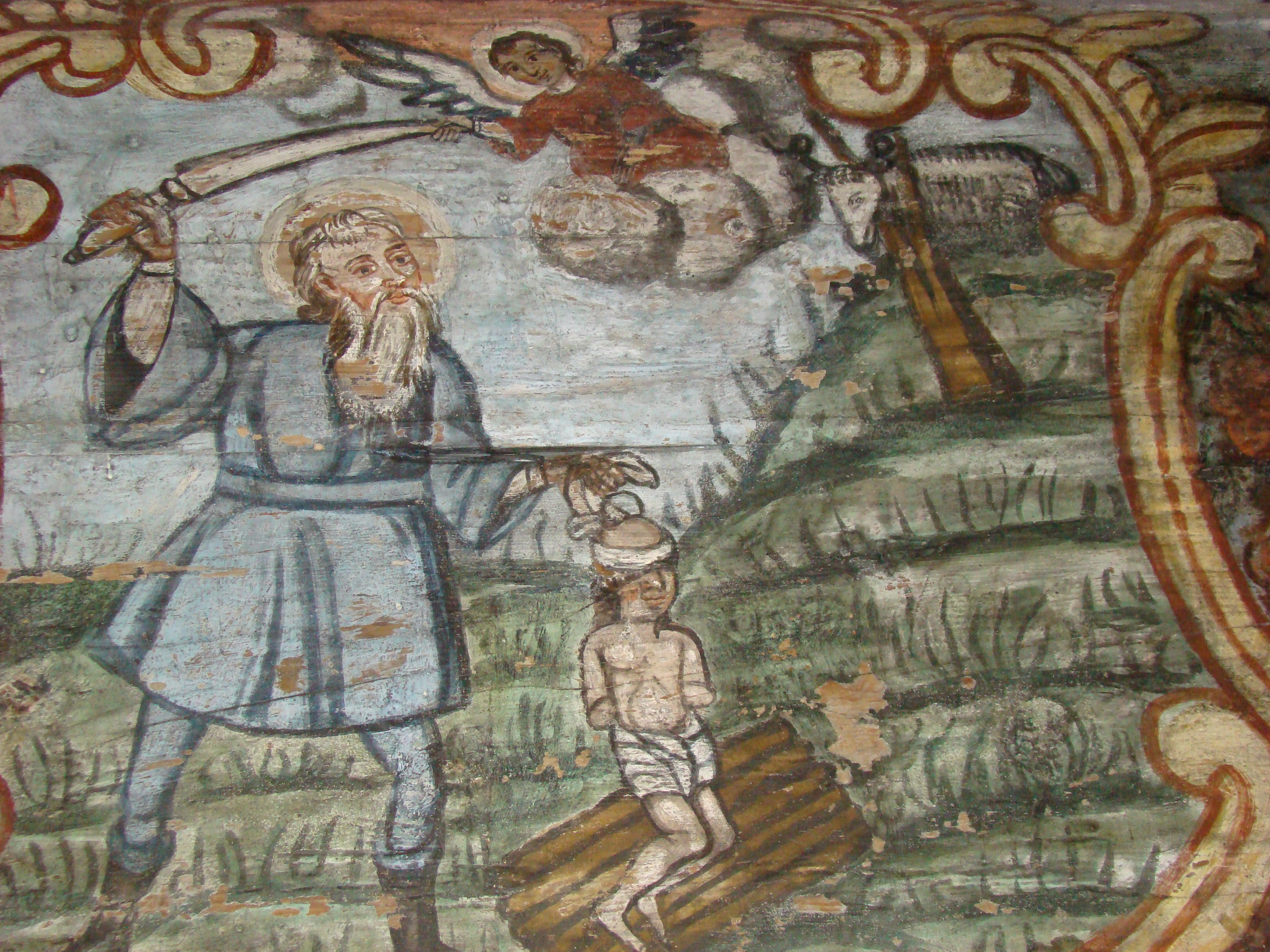
Altar: Jertfa lui Avraam

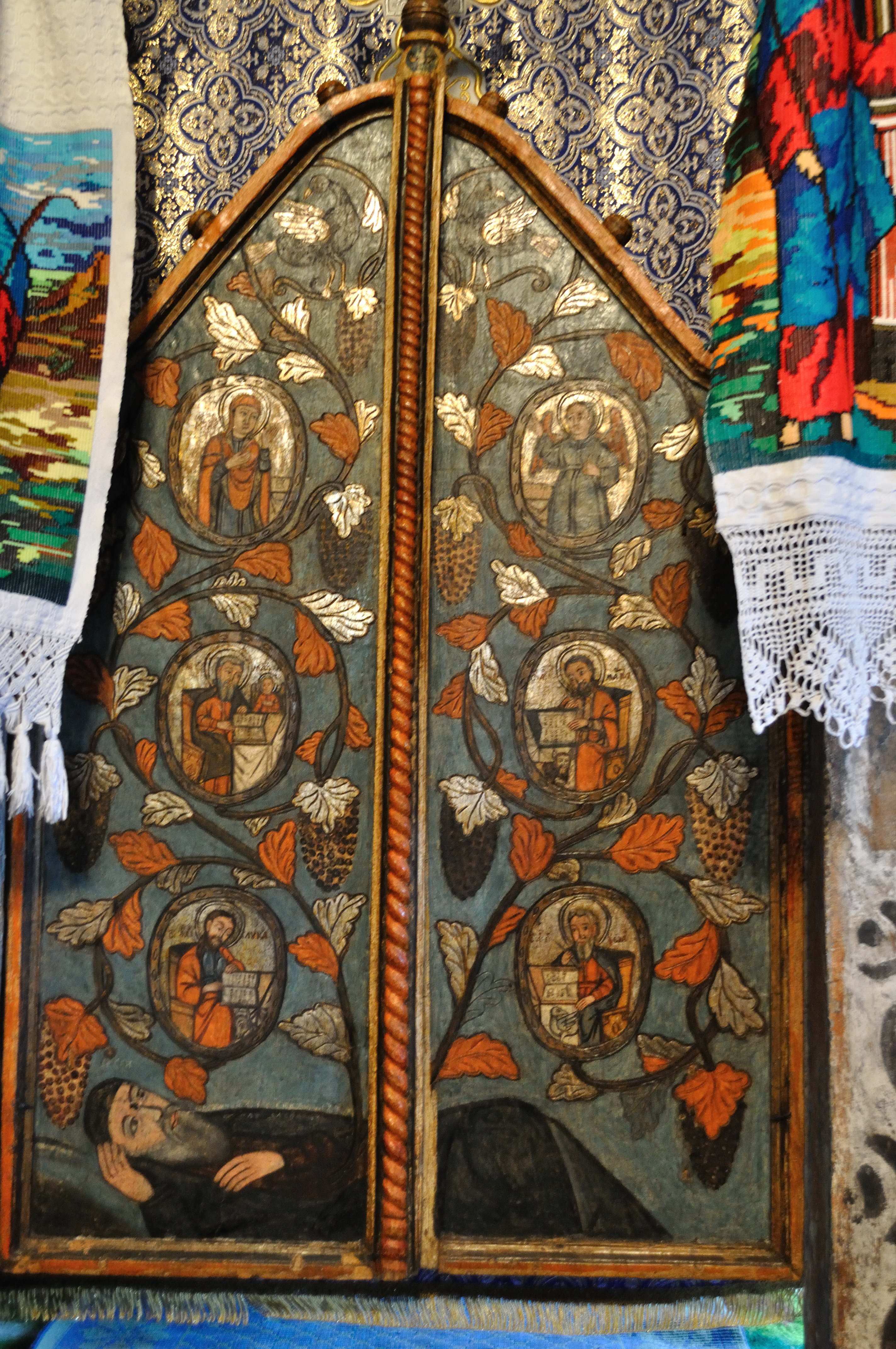
Ușile împărătești

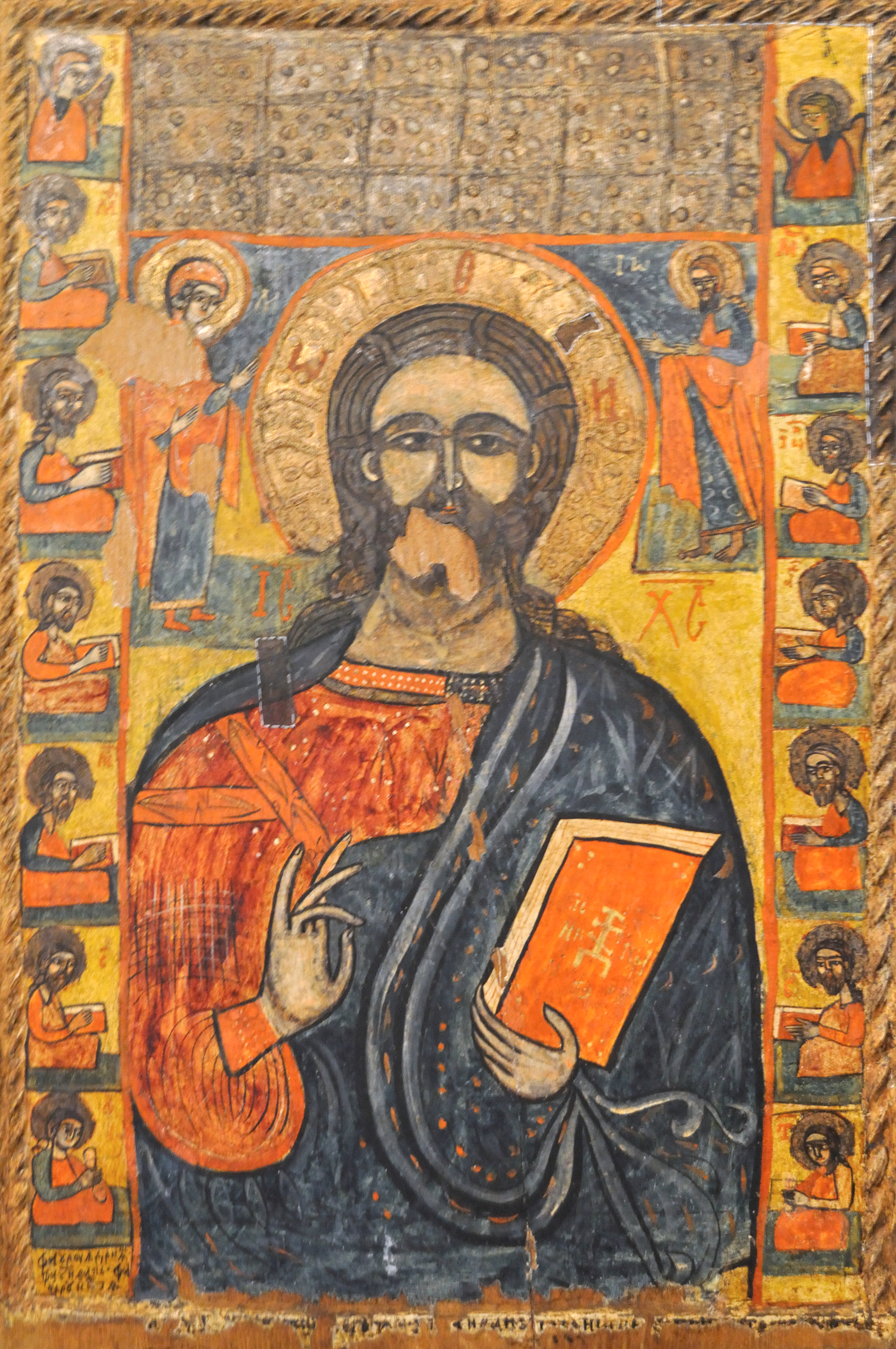
Icoană împărătească: Isus binecuvântând

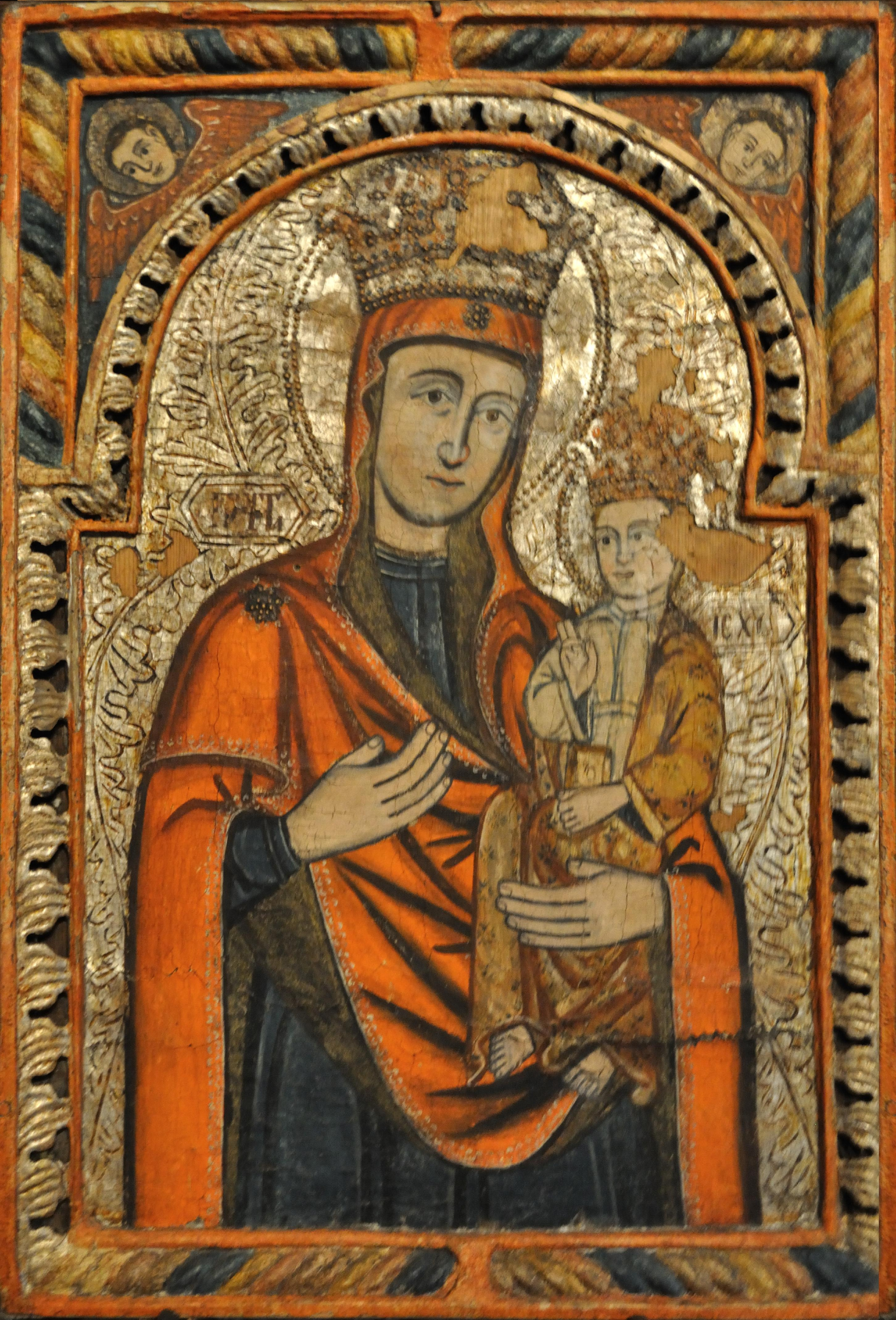
Icoană împărătească: Maica Domnului cu Pruncul

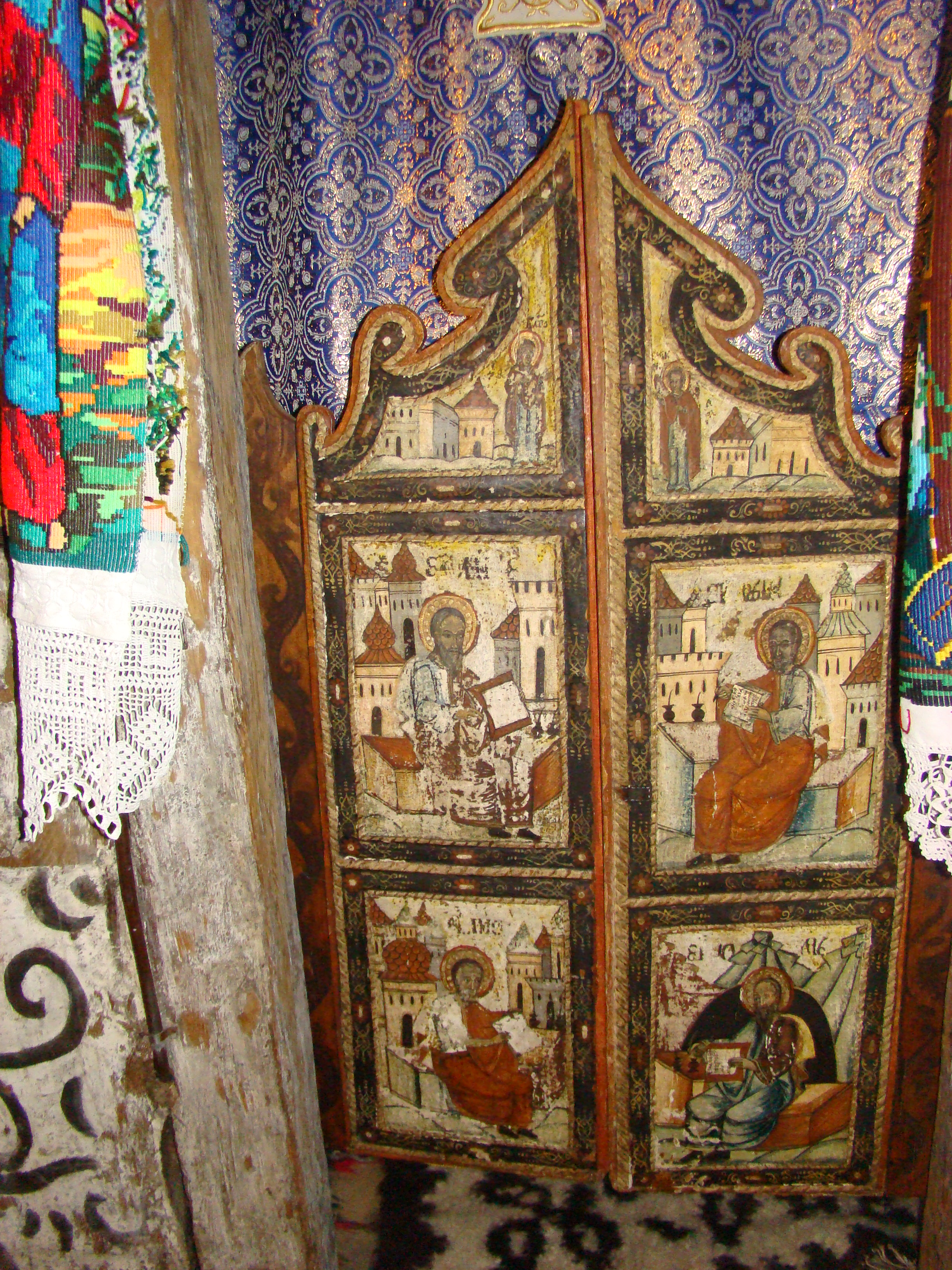
Al doilea rând de uși împărătești care formează ușa de intrare din dreapta. Au ornament floral zugrăvit, cuprind figurile celor patru evangheliști și datează din secolul al XVII-lea, după cum o arată și inscripția care însoțește banda ornamentală de la mijlocul ușilor.

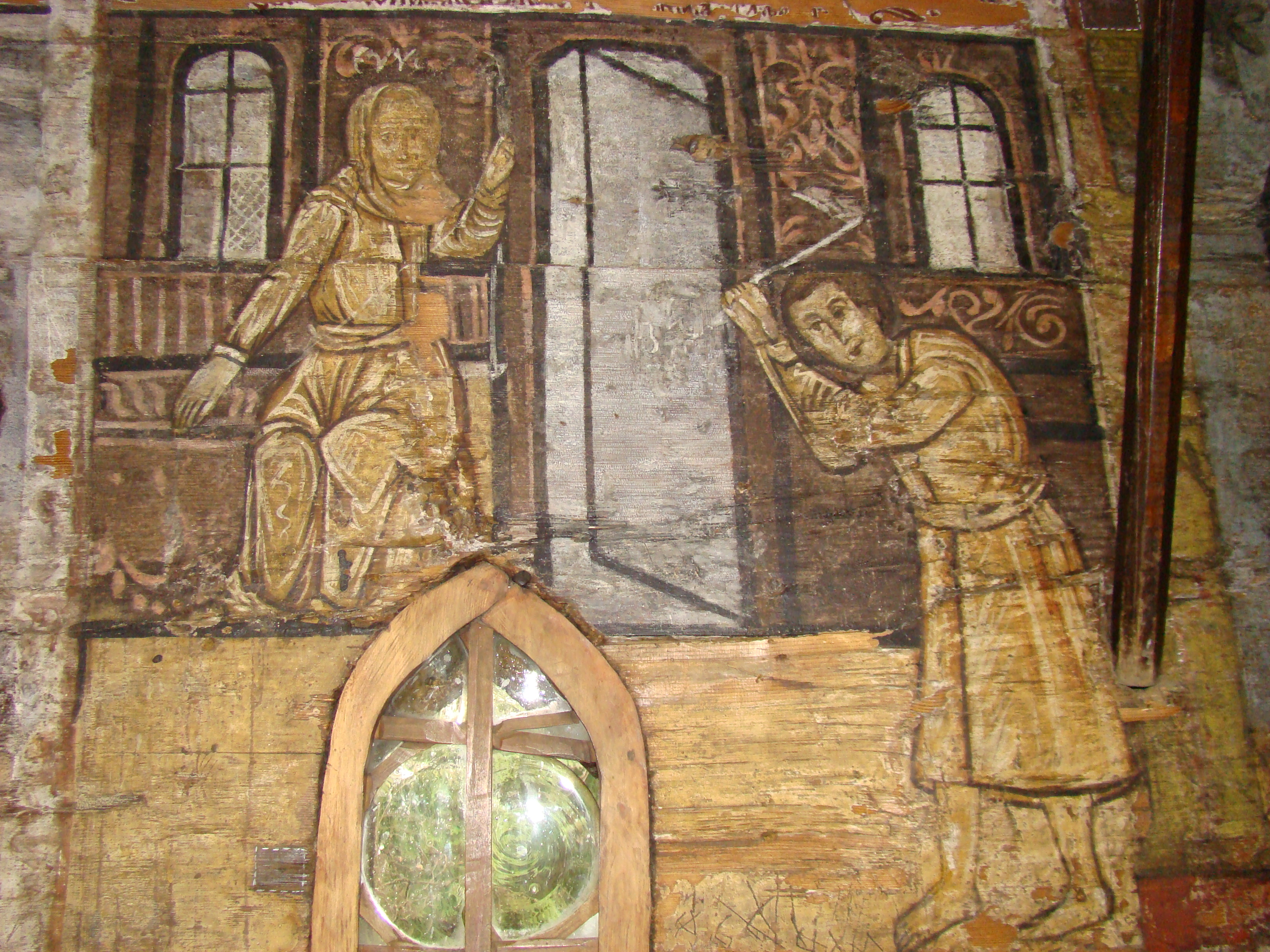
Pictura naosului: Eva care toarce, Adam care sapă pământul

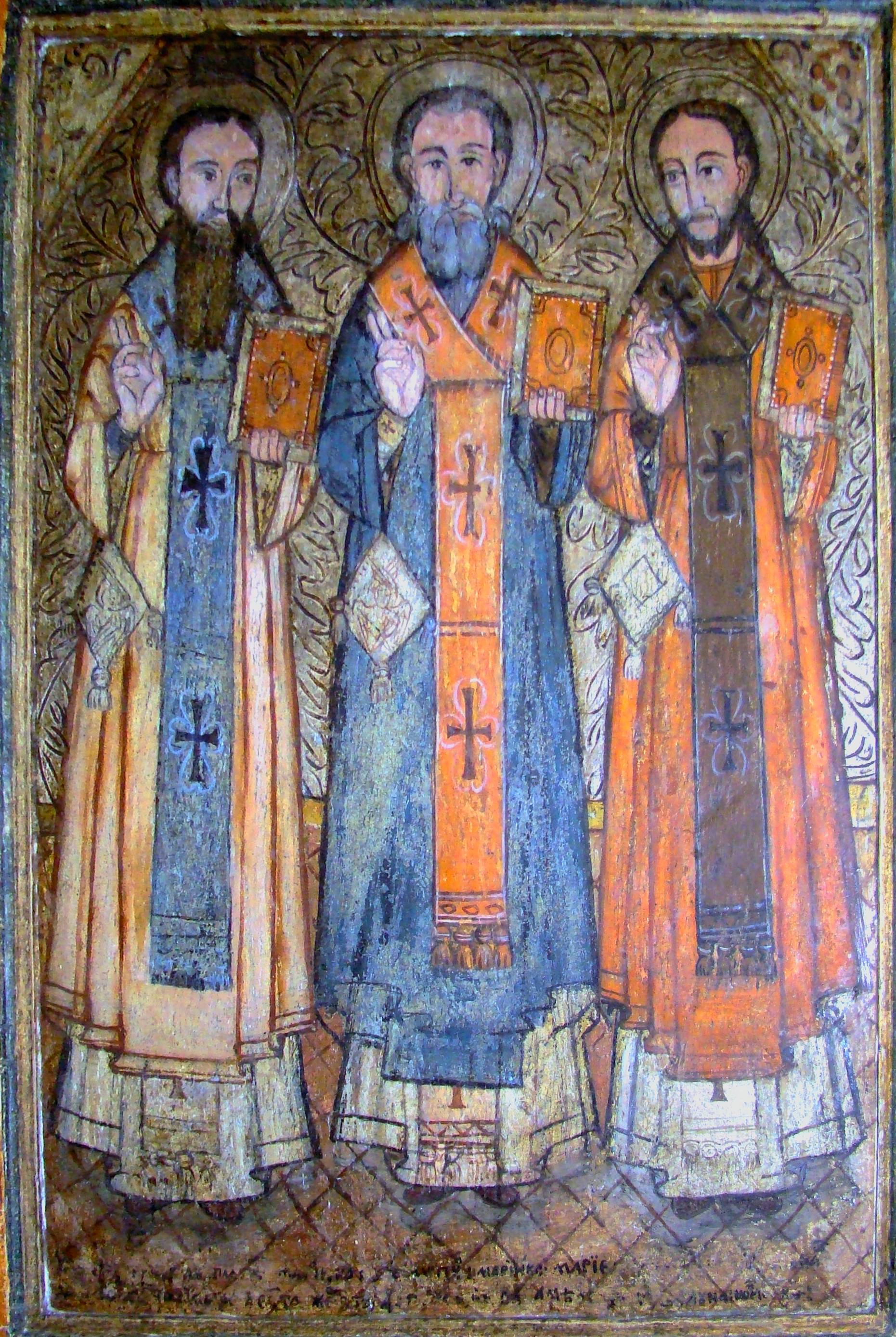
Sfinții Trei Ierarhi

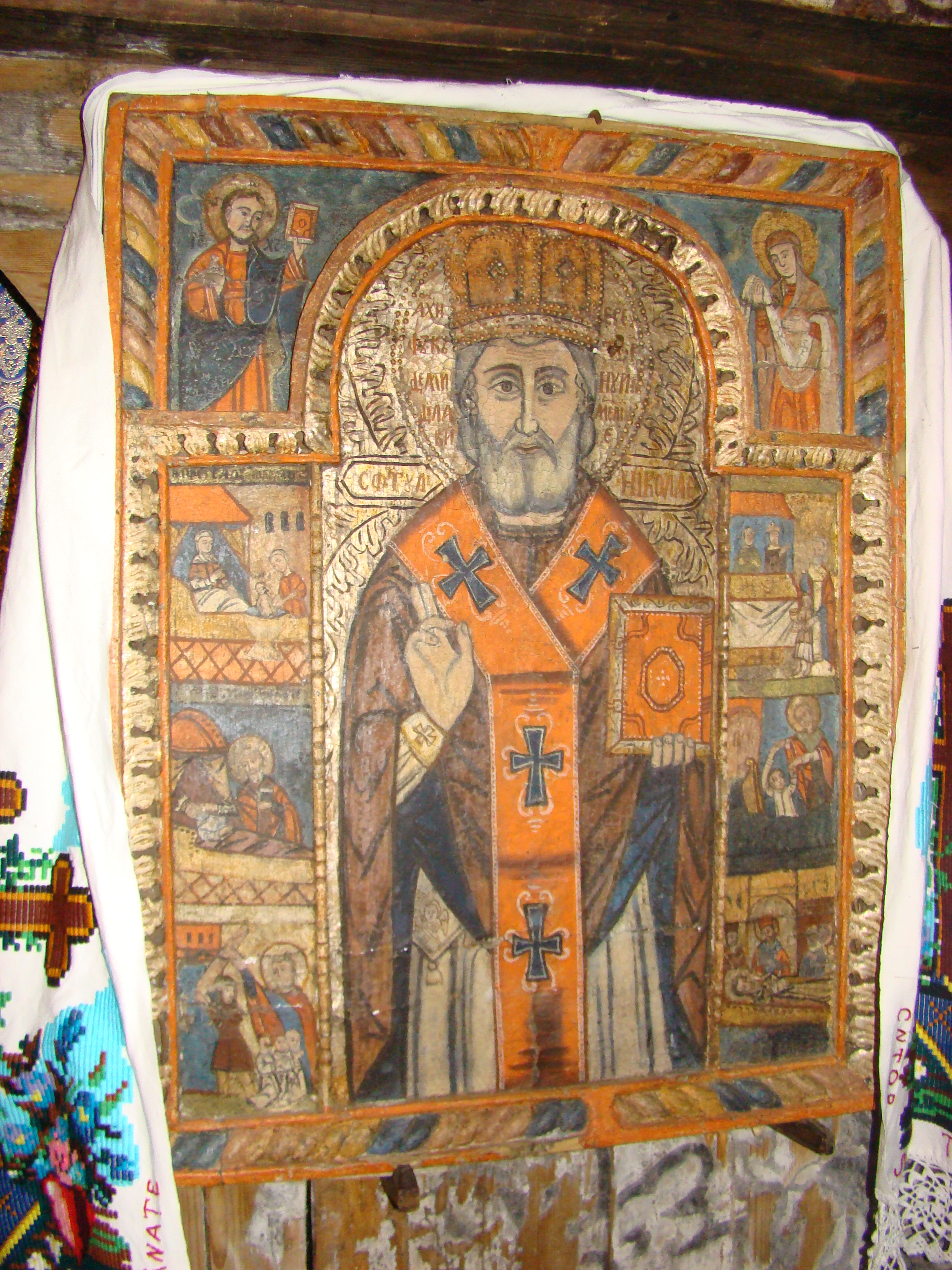
Sfăntul Nicolae

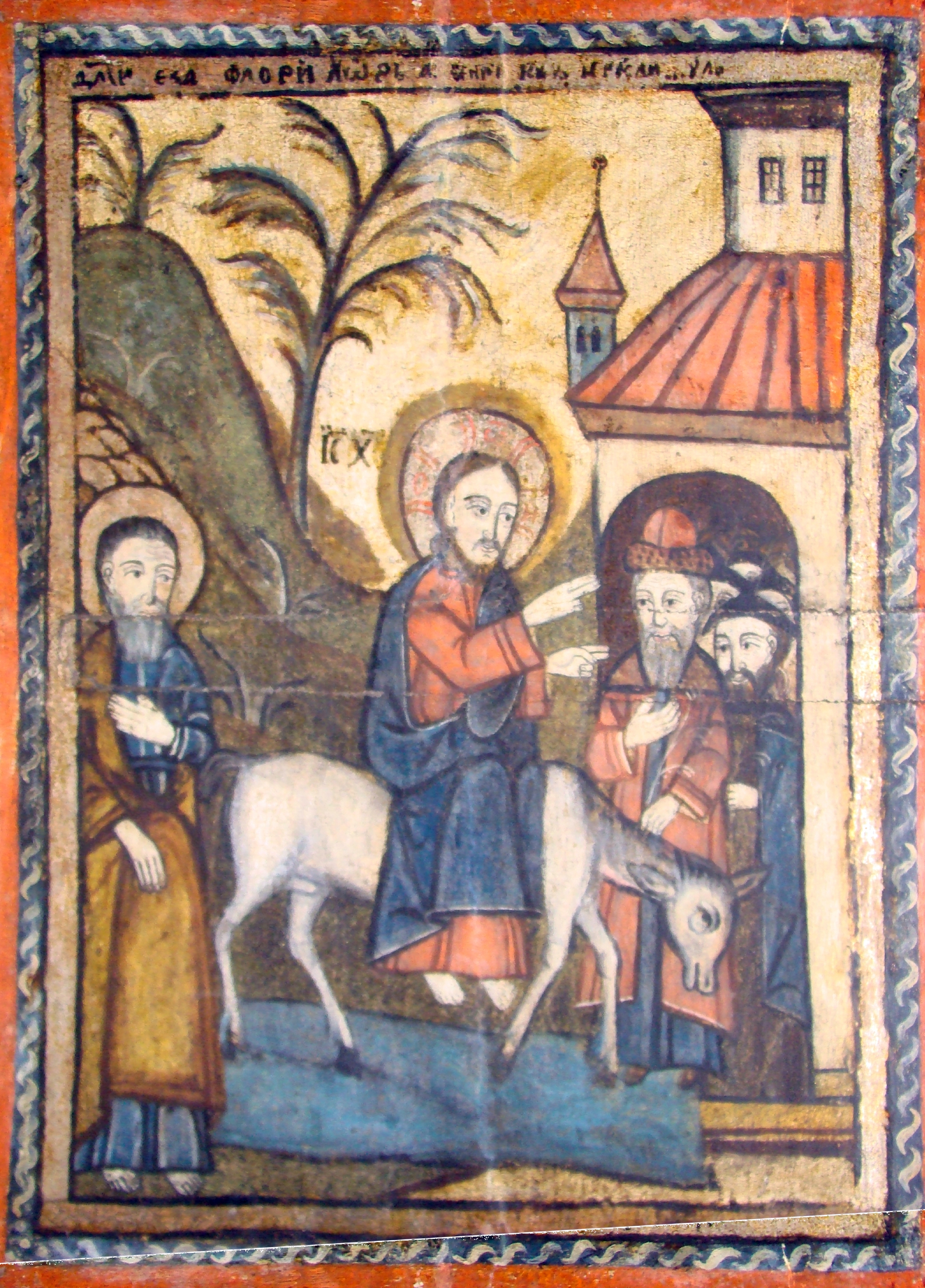
Intrarea Domnului în Ierusalim

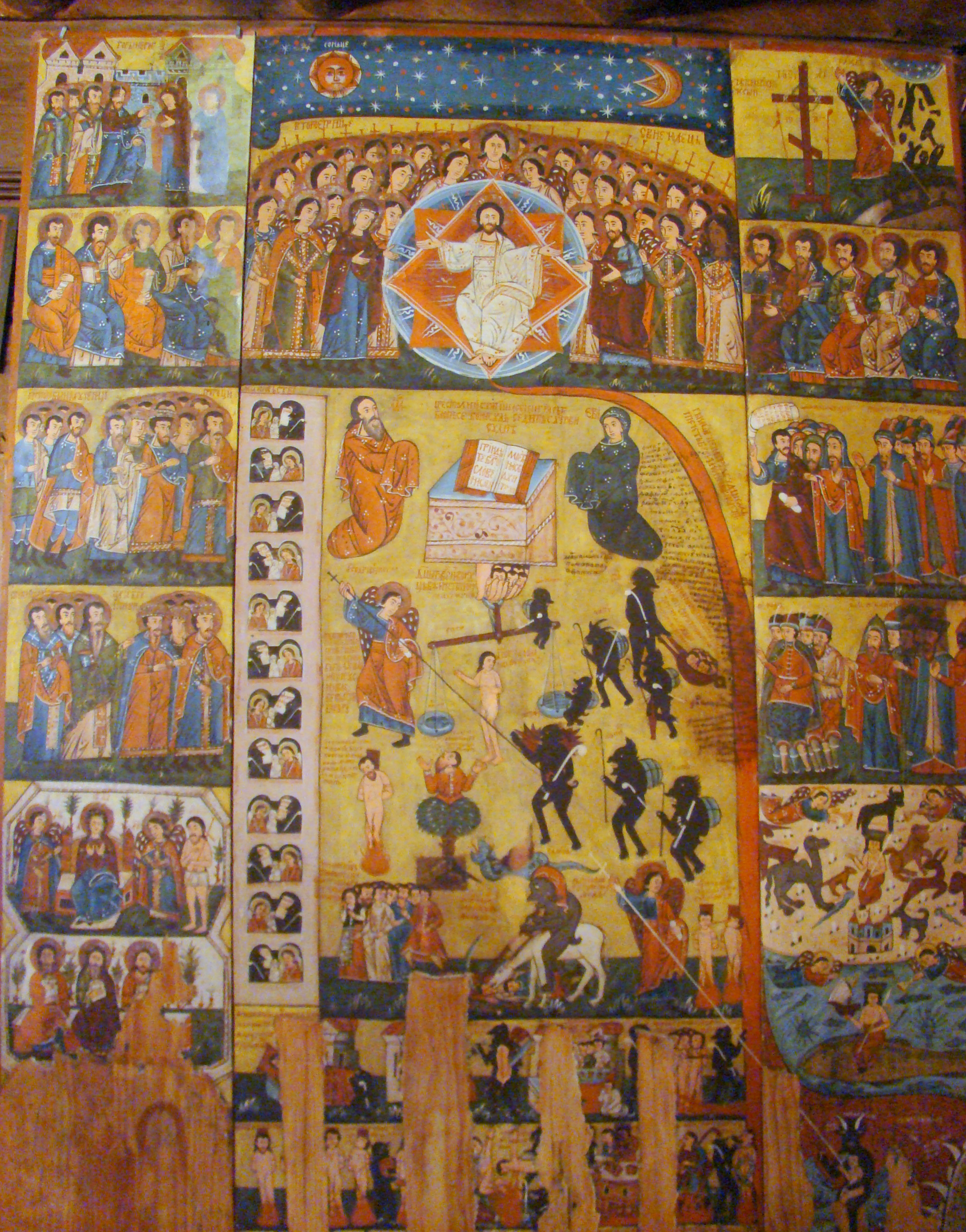
Pronaos, tripticul Judecății de Apoi

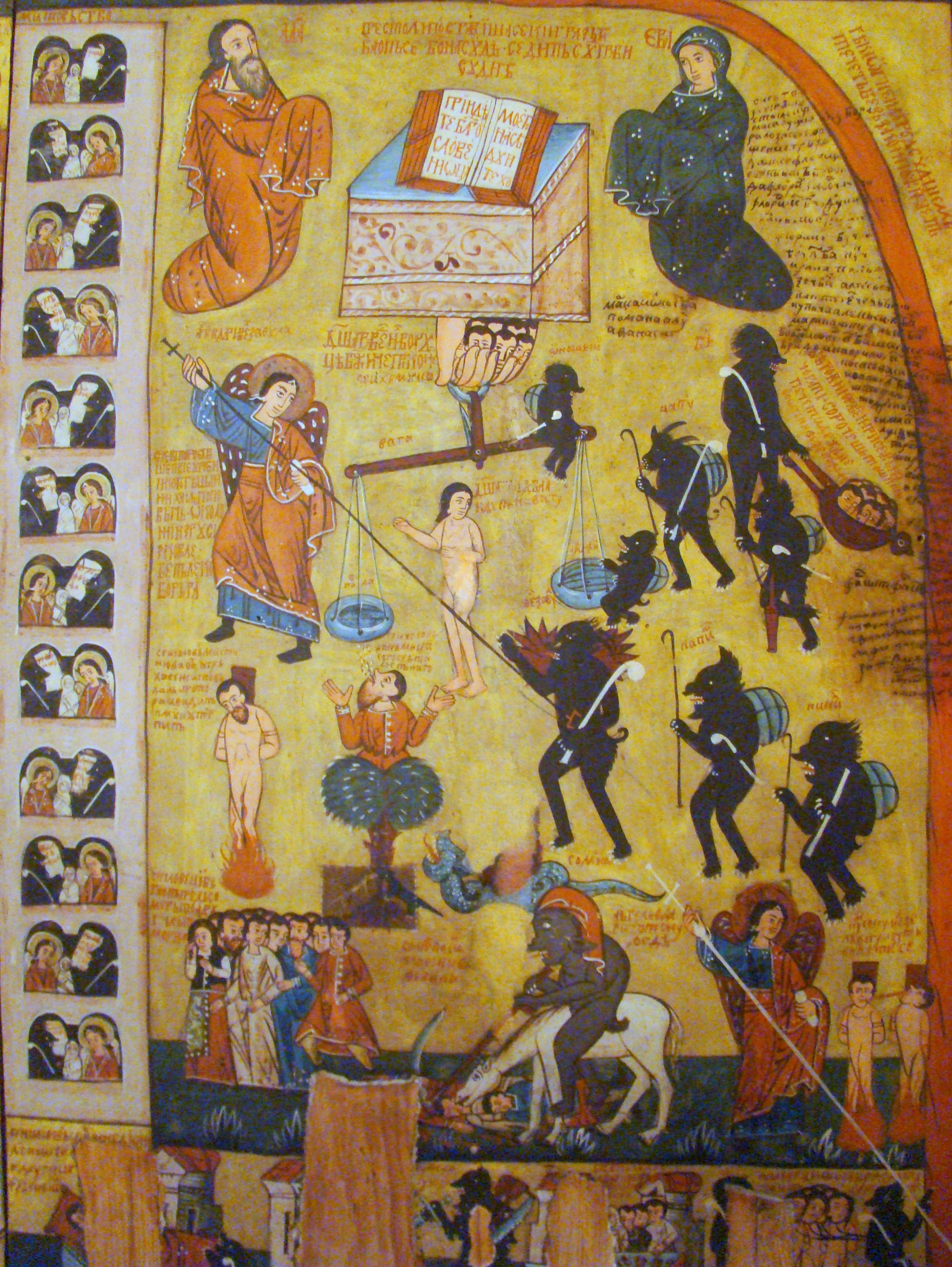
Pronaos, tripticul Judecății de Apoi

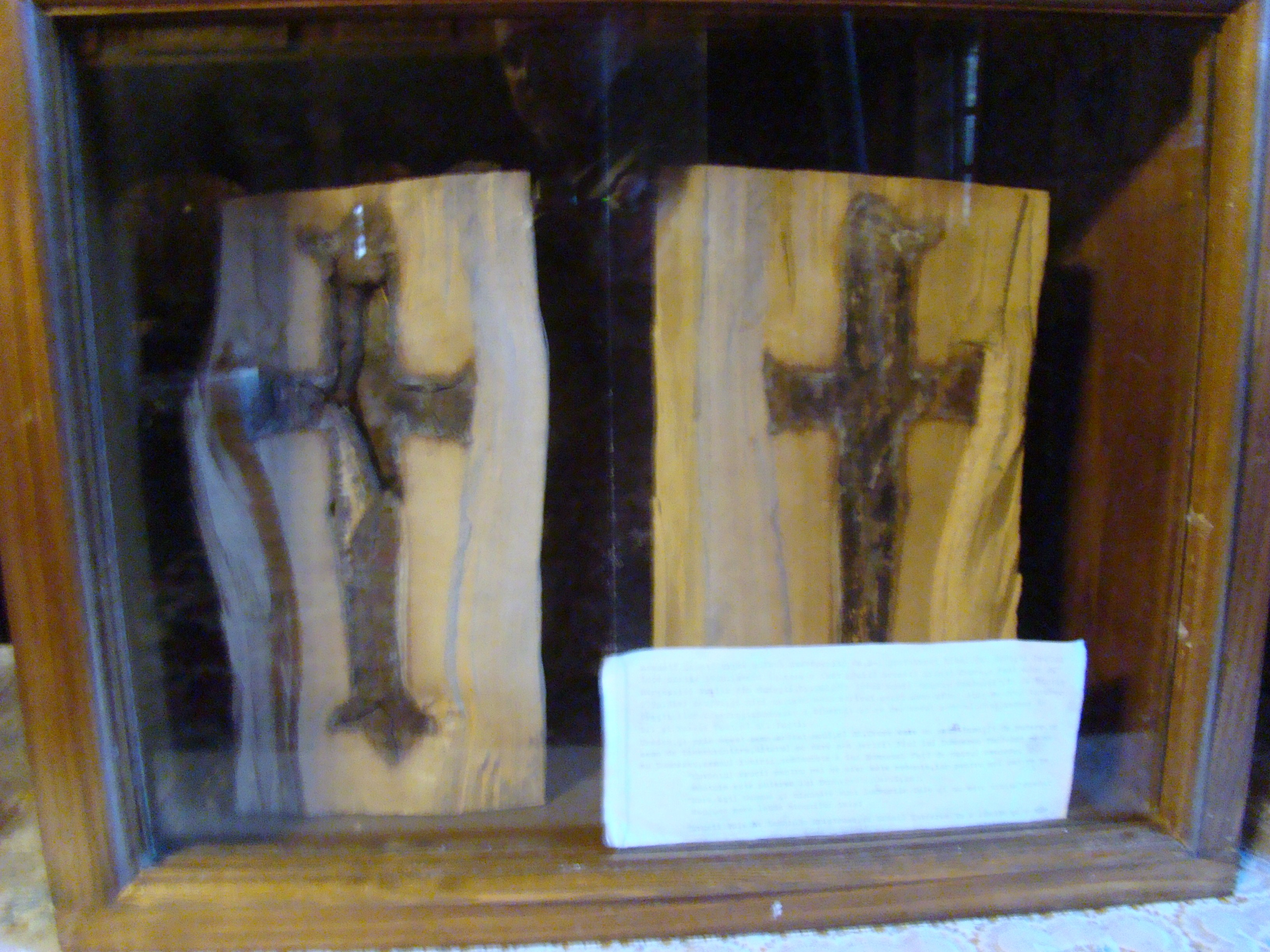
Cruce descoperită de profesorul Tepei Mihai din Budești în 30 martie 1998.

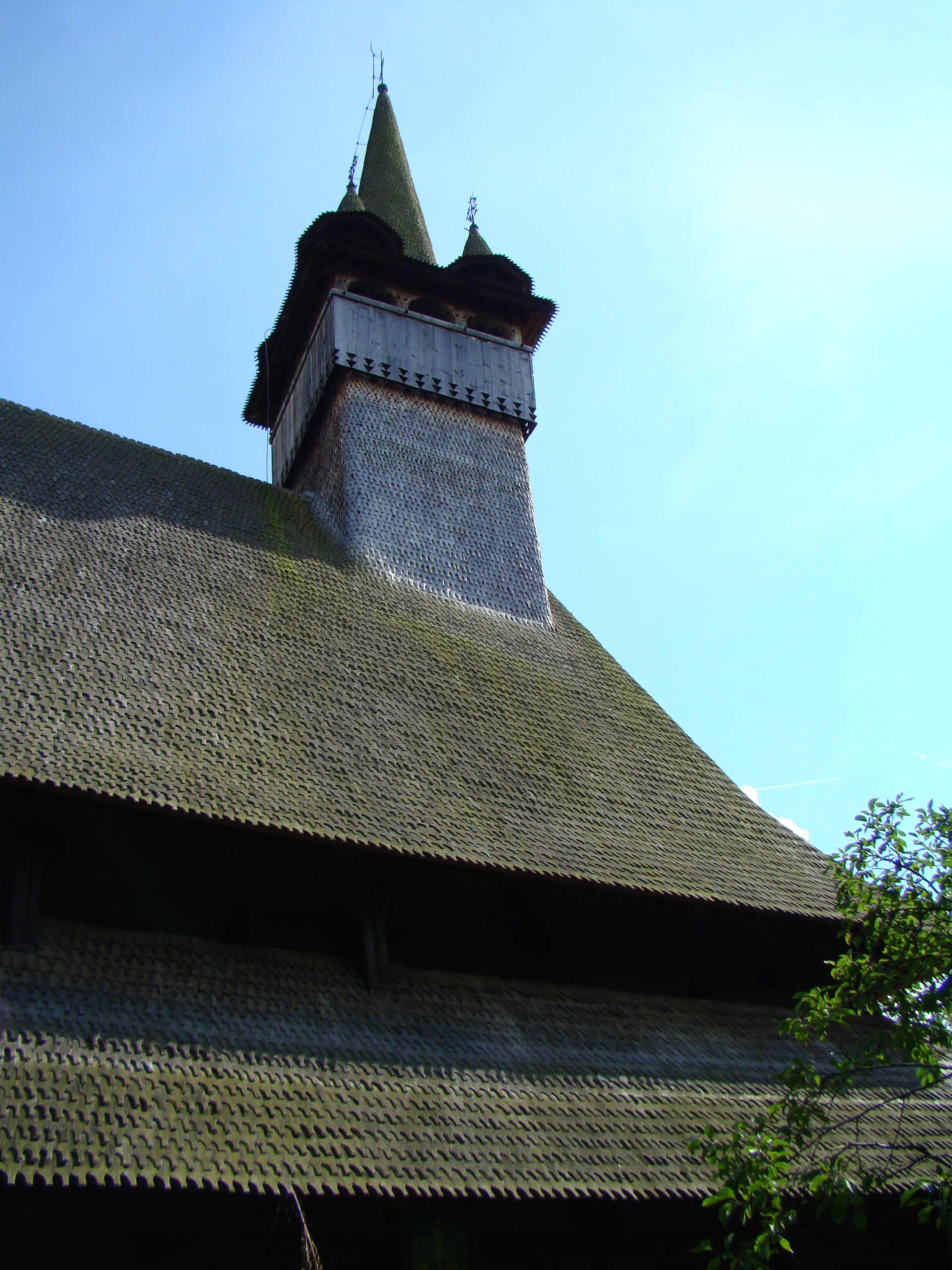
Construită la 1643, biserica de lemn din Josanii Budeștiului este cel mai amplu dintre monumentele religioase din Maramureșul istoric.

Biserica de lemn din Budești Josani este o veche biserică de lemn maramureșeană în cheotori, datată din 1643, fiind considerată o construcție "magnifică" pentru epoca sa și mult timp după aceea. Are un plan dreptunghiular, cu absida poligonală, decroșată. Picturi murale populare sunt datate din anul 1762. Biserica a fost inclusă pe lista patrimoniului mondial al UNESCO în decembrie 1999.
Biserica de lemn din Budești-Josani are hramul Sfântului Nicolae încă din anul datării sale, 1643.
Lăcașul de cult se află din anul 1948 în posesia Bisericii Ortodoxe Române, respectiv a Parohiei Ortodoxe Române Budești, în ciuda tuturor demersurilor făcute de Biserica Română Unită, relegalizată în decembrie 1989, pentru restituirea vechiul lăcaș de cult ce i-a aparținut. . 

## Istoric și trăsături
Așezare străveche, întemeiată înainte de 1361, satul Budești se află la poalele Munților Gutâi, pe valea râului Cosău, aproape de izvoare, la circa 30 km sud de Sighet. În anul 1361 făcea parte din cnezatul românesc de pe valea Cosăului, actualul sat Budești formându-se prin contopirea a două vechi așezări. Este amintită pentru prima dată într-o diplomă a regelui Ludovic cel Mare din același an, 1361.
Zestrea cultural-artistică a localității se păstrează în cele două monumente istorice pe care le are satul (bisericile de lemn din Susani și din Josani), edificii reprezentative pentru arhitectura de lemn a Maramureșului, adevărate tezaure de artă veche românească.
Biserica de lemn din Josani, cu hramul Sfântul Nicolae, este construită pe o mică colină, dominând zona centrală a satului. Ridicată de către comunitatea sătească, în prima jumătate a secolului al XVII-lea (tradiția menționează anul 1643), edificiul se impune prin monumentalitate și valoarea artistică, fiind cea mai amplă biserică de lemn din Maramureșul istoric. Prețiosul monument istoric a fost înscris pe lista Patrimoniului Mondial UNESCO.
De dimensiuni apreciabile (lungimea 18 m, lățimea 8 m, înălțimea turnului 26 m), biserica din Josani are cele trei încăperi tradiționale, respectiv spre răsărit absida poligonală a altarului, naosul și pronaosul, de plan rectangular. Spațiul destinat altarului este acoperit cu o semicalotă (element preluat din arhitectura de zid și transpus în lemn), naosul are o boltă semicilindrică, supraînălțată pe console, iar pronaosul susține pe grinzile masive ale tavanului turnul clopotniță.
Cele trei încăperi ale bisericii au un acoperiș unic din șindrilă, cu pante repezi, având streașină dublă de jur împrejur, acestea având un rol deosebit de important în protejarea pereților împotriva umidității. Deasupra pronaosului se înalță zvelt turnul clopotniță, având în partea superioară, sub coiful ascuțit un foișor cu câte trei arcade pe fiecare latură. Fleșa elansată a turnului este încadrată de patru mici turnulețe, element singular în arhitectura Maramureșului istoric.
În interior se păstrază o parte din zalele lui Pintea Viteazul, haiduc legendar al Maramureșului.
Pictura interioară este alcătuită din scene despărțite prin dungi de culoare. Figurile sunt desenate pentru a fi văzute de aproape ca în miniaturile manuscriselor după care pictorul s-a inspirat. Predomină culorile deschise, luminoase, curate și armonizate. Întreg ansamblul ,,cântă și cheamă cu ochiul’’. Pictura interioară și o bună parte din numeroasele icoane din biserică datează din anul 1762, când a activat aici Alexandru Ponehalschi. Conform unei inscripții în anul menționat s-a pictat un mare număr de icoane, ce formează actuala tâmplă de pe peretele estic al naosului. Icoanele pictate pe panouri formează primul registru al tâmplei, deasupra urmând alte registre: cei doisprezece apostoli, în arcade, având în centru Deisis (Isus arhiereu pe tron flancat de Maria și Ioan Botezătorul), apoi un șir de medalioane ce cuprind câte doi prooroci, în centru fiind Maria cu Pruncul Isus, iar ultimul registru ampla scenă cu Isus pe cruce, completată cu episoadele Coborârii de pe cruce în stânga și Plângerea lui Isus, în dreapta. Bolta naosului nu are decor deoarece pânza pictată a fost smulsă și a dispărut. Alexandru Ponehalschi, autorul picturii murale și a icoanelor, este o remarcabilă personalitate artistică din Maramureșul secolului al XVIII-lea, fiind atașat stilistic și din punctul de vedere al programului iconografic abordat tradiției postbizantine. Aceluiași pictor îi datorăm și fragmentele păstrate în naos și pronaos. În schimb, pictura absidei altarului, din 1812, aparține lui Ianoș Opriș, ce semnează acest ansamblu mural de factură baroc, concomitent cu icoana „Încoronarea Mariei”, de pe masa altarului.
În biserică se păstrează, de asemenea, un mare număr de icoane pe lemn datând din sec. XVII-XVIII, și se pare chiar mai vechi, precum și o valoroasă colecție de icoane pe sticlă. Printre icoanele cele mai interesante este aceea a Sf. Ioan Botezătorul care aparținea unei biserici ridicate înainte de sec XV; o inscripție în slavonă într-un colț, spune că „această sfântă icoană s-a făcut de mult greșitul Gheorghe”.

## Imagini din exterior

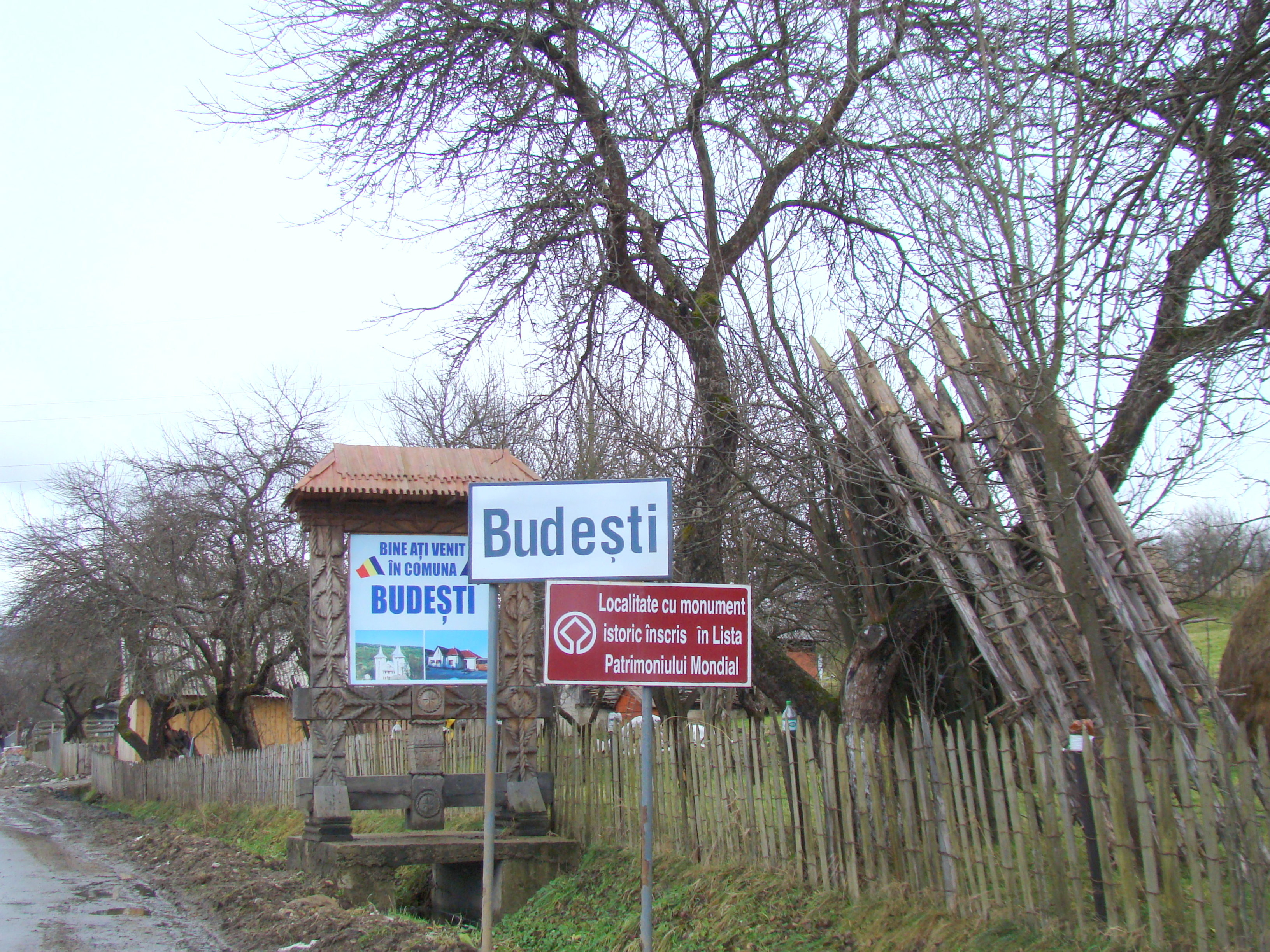
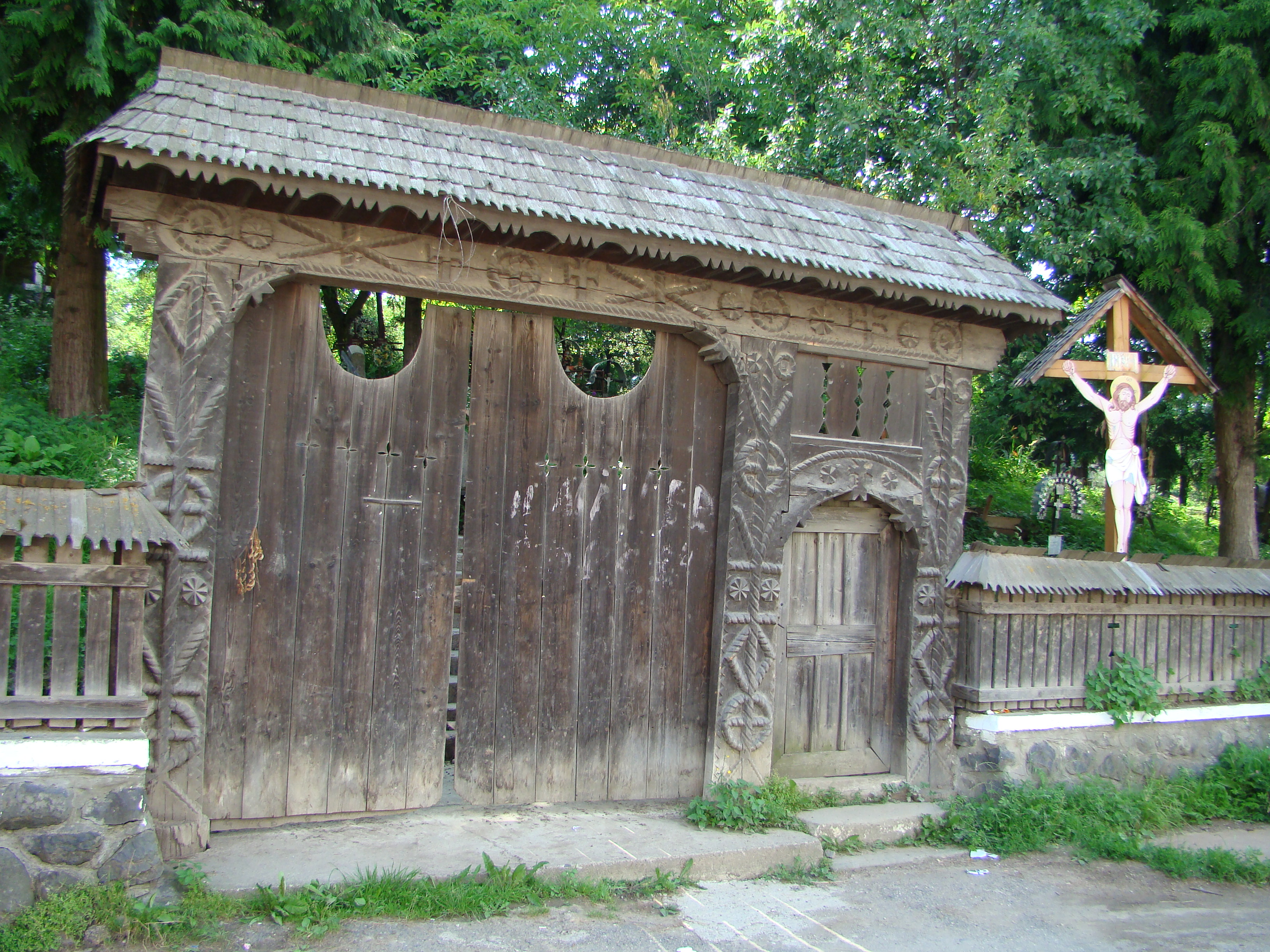
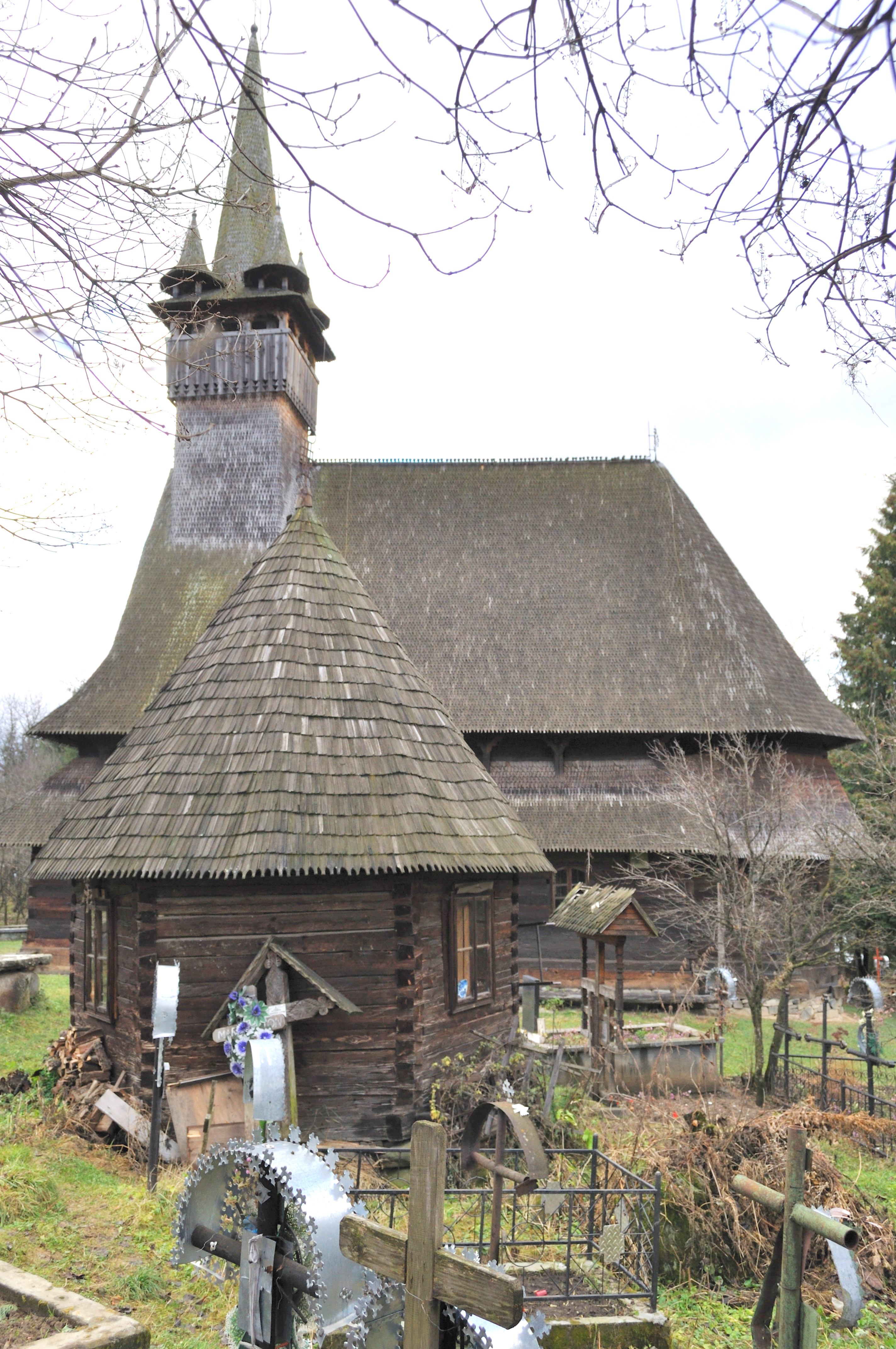
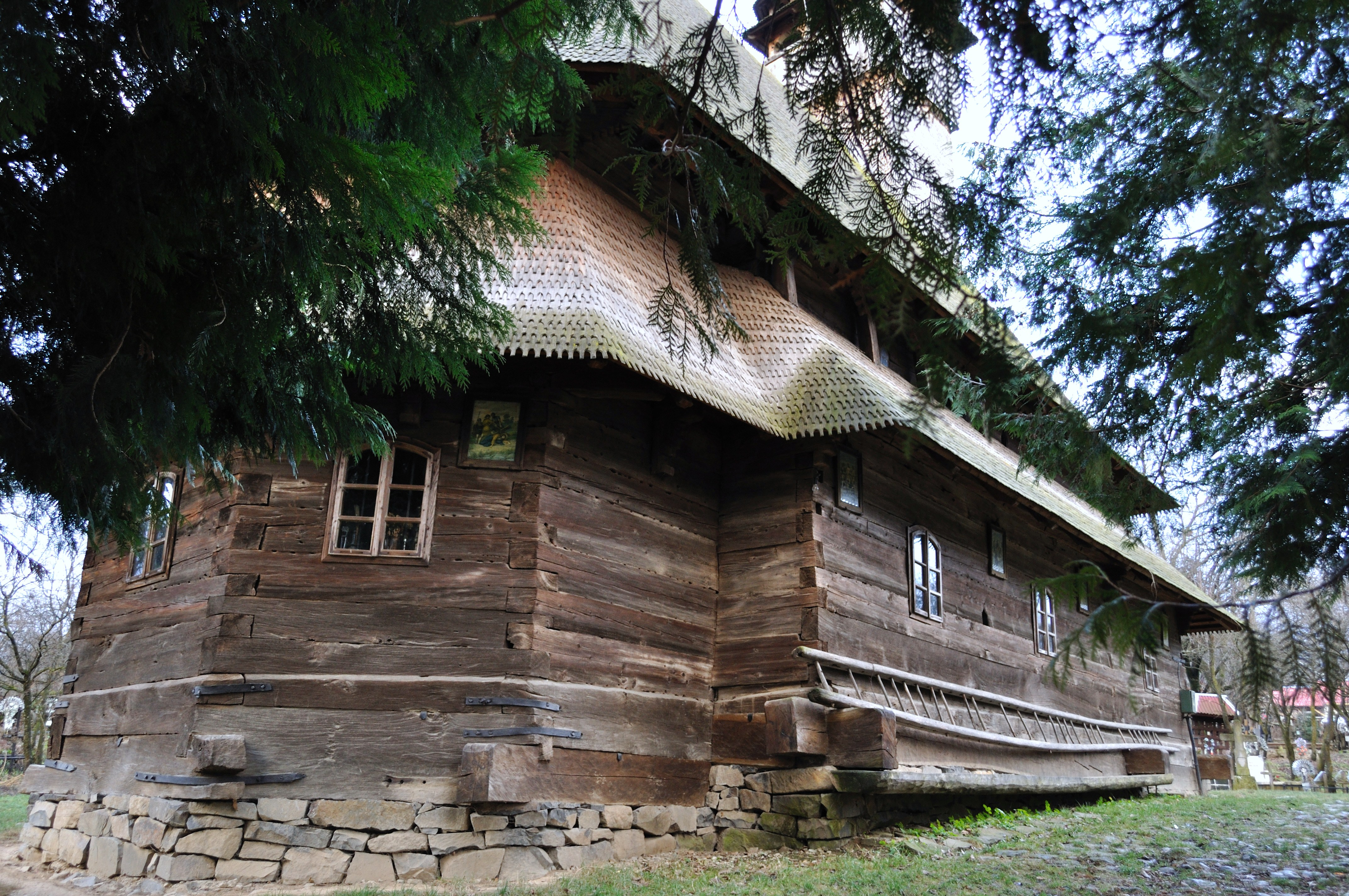
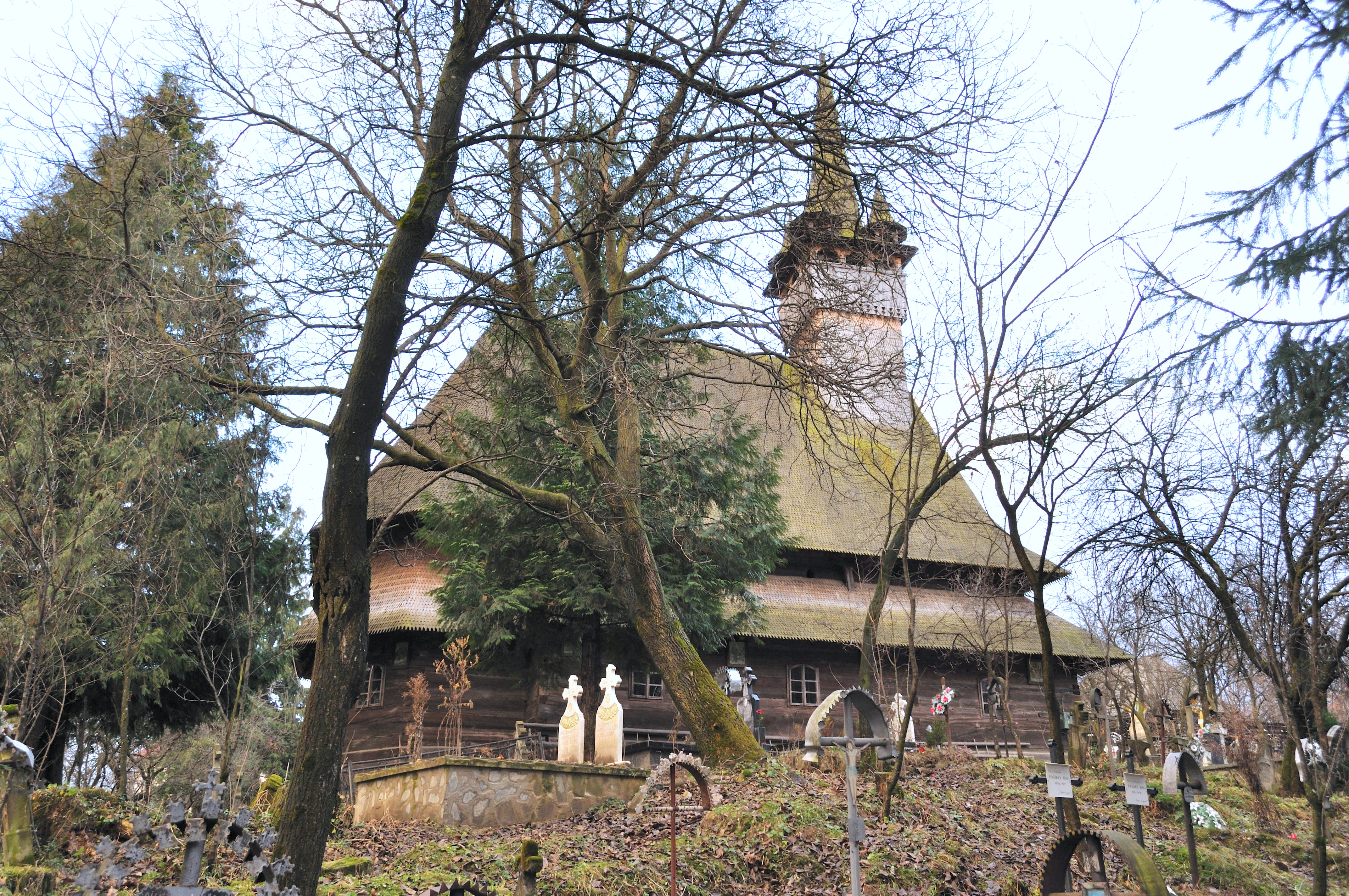
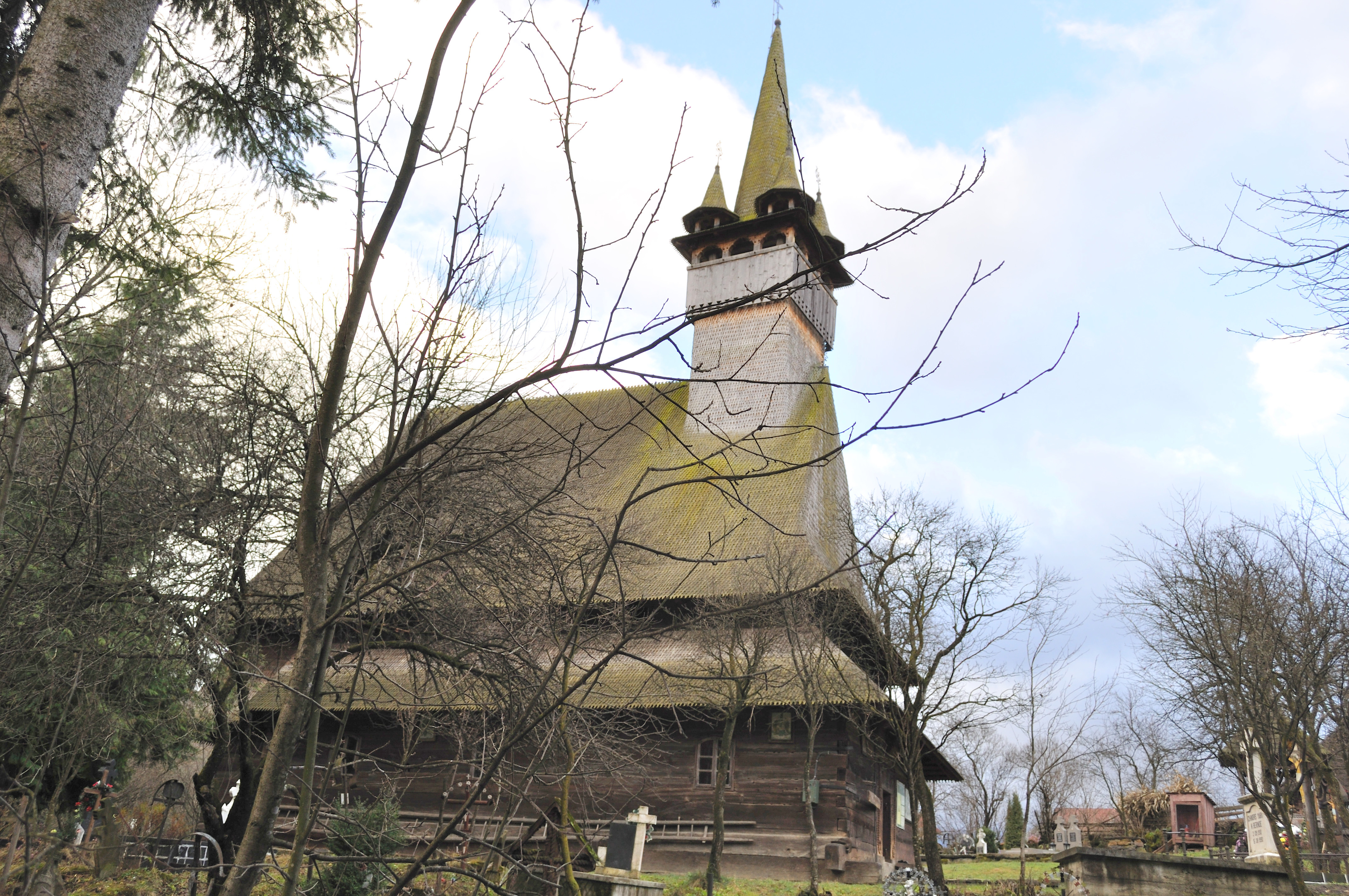
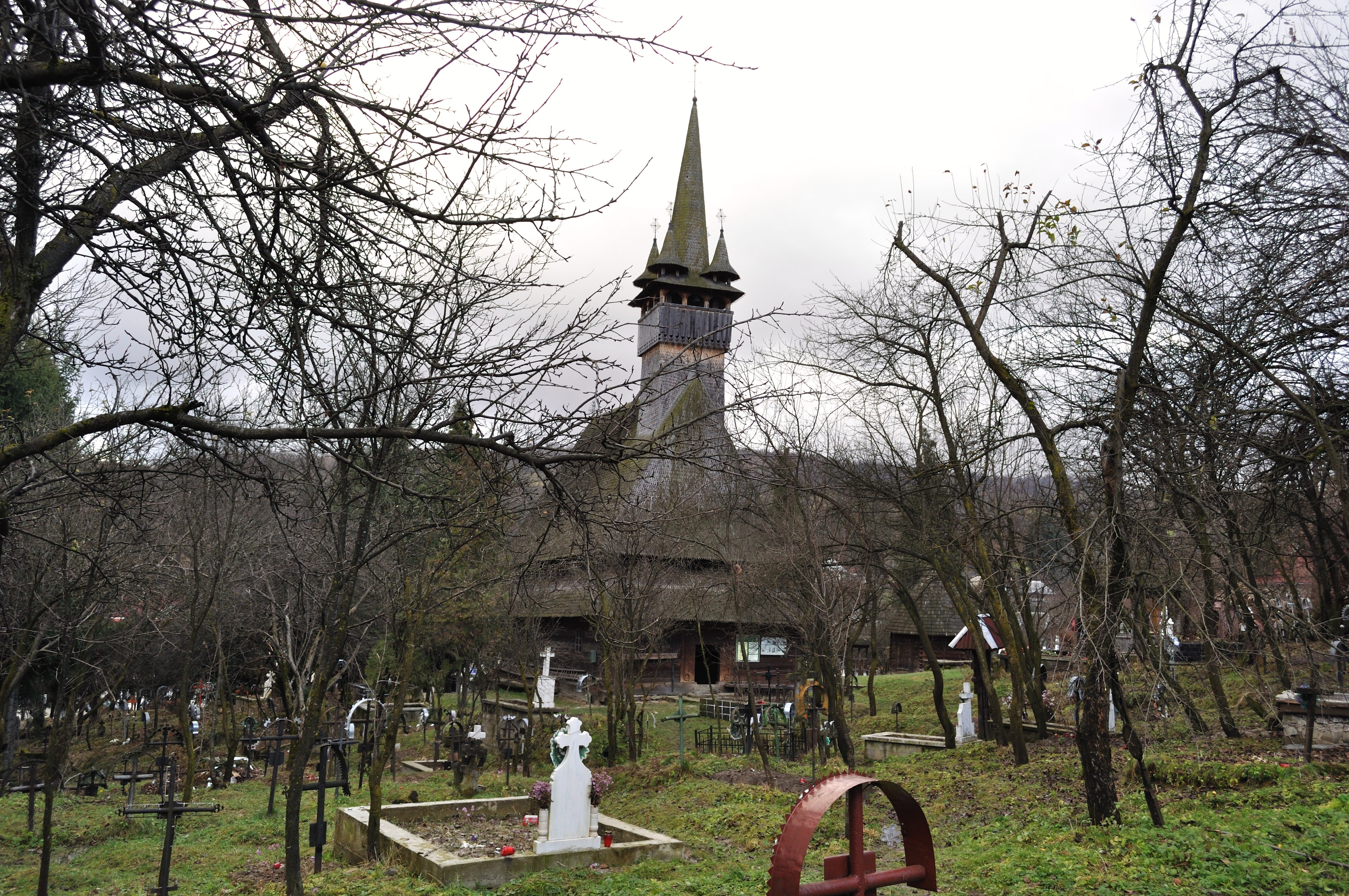
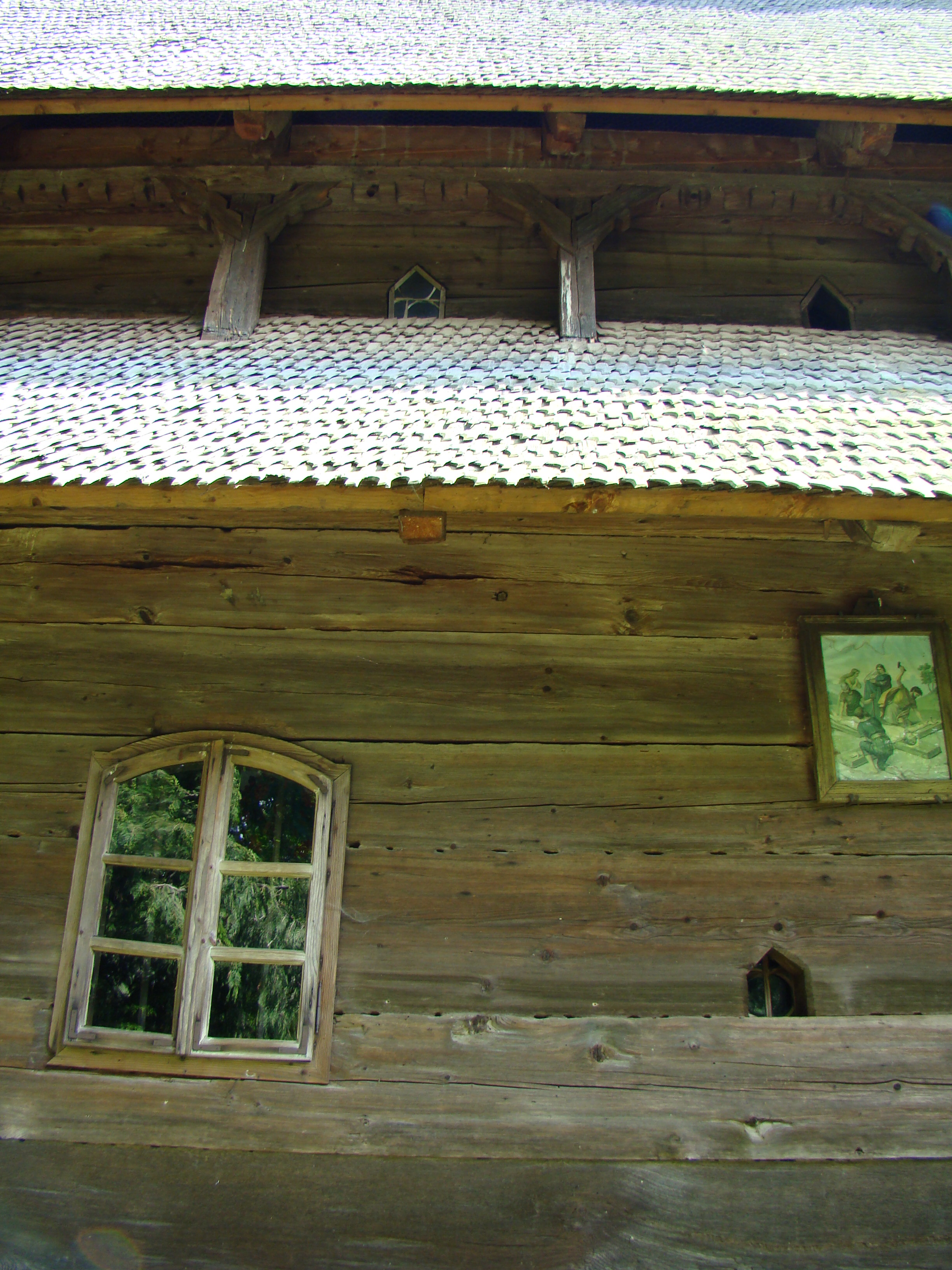
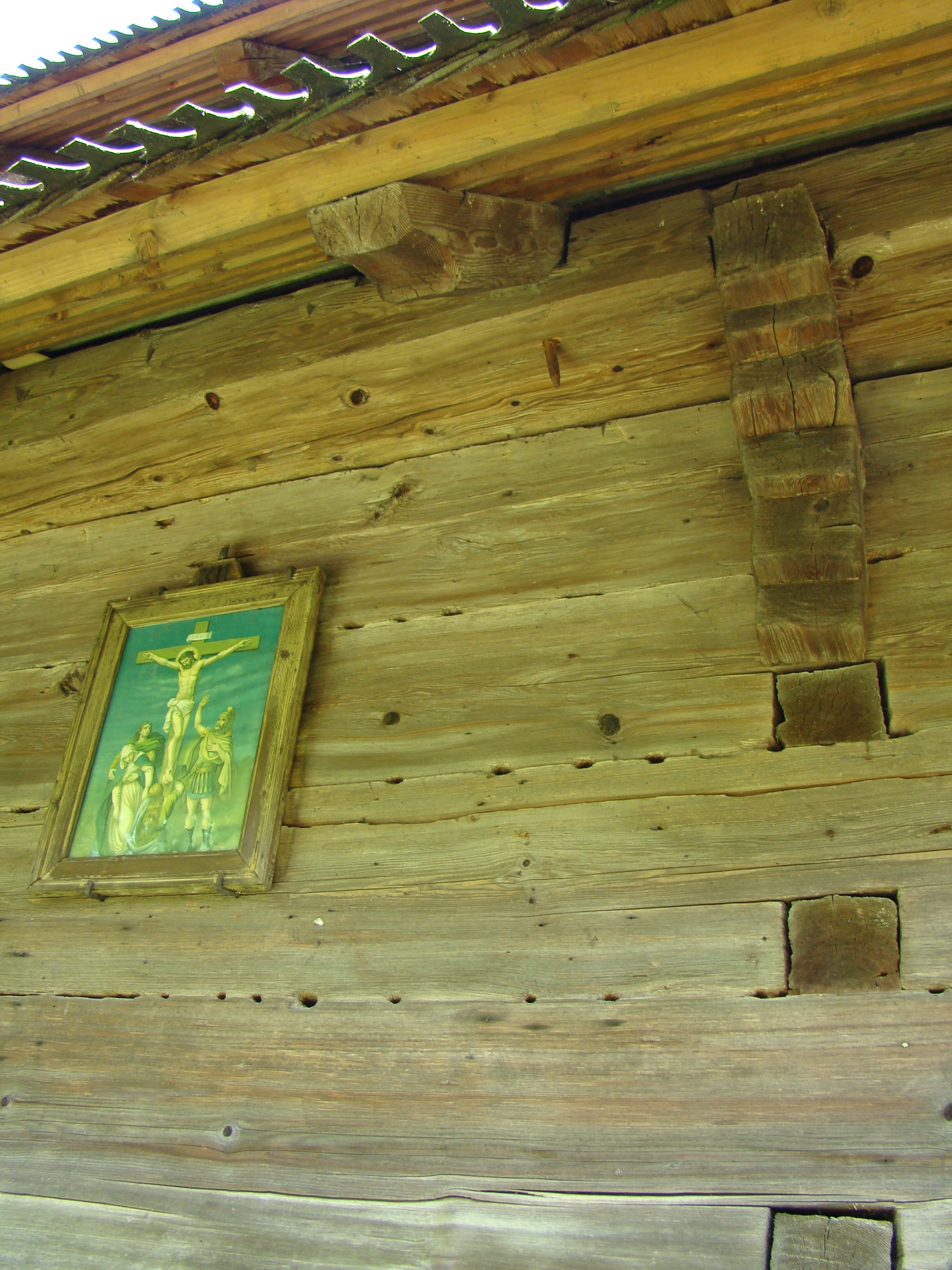
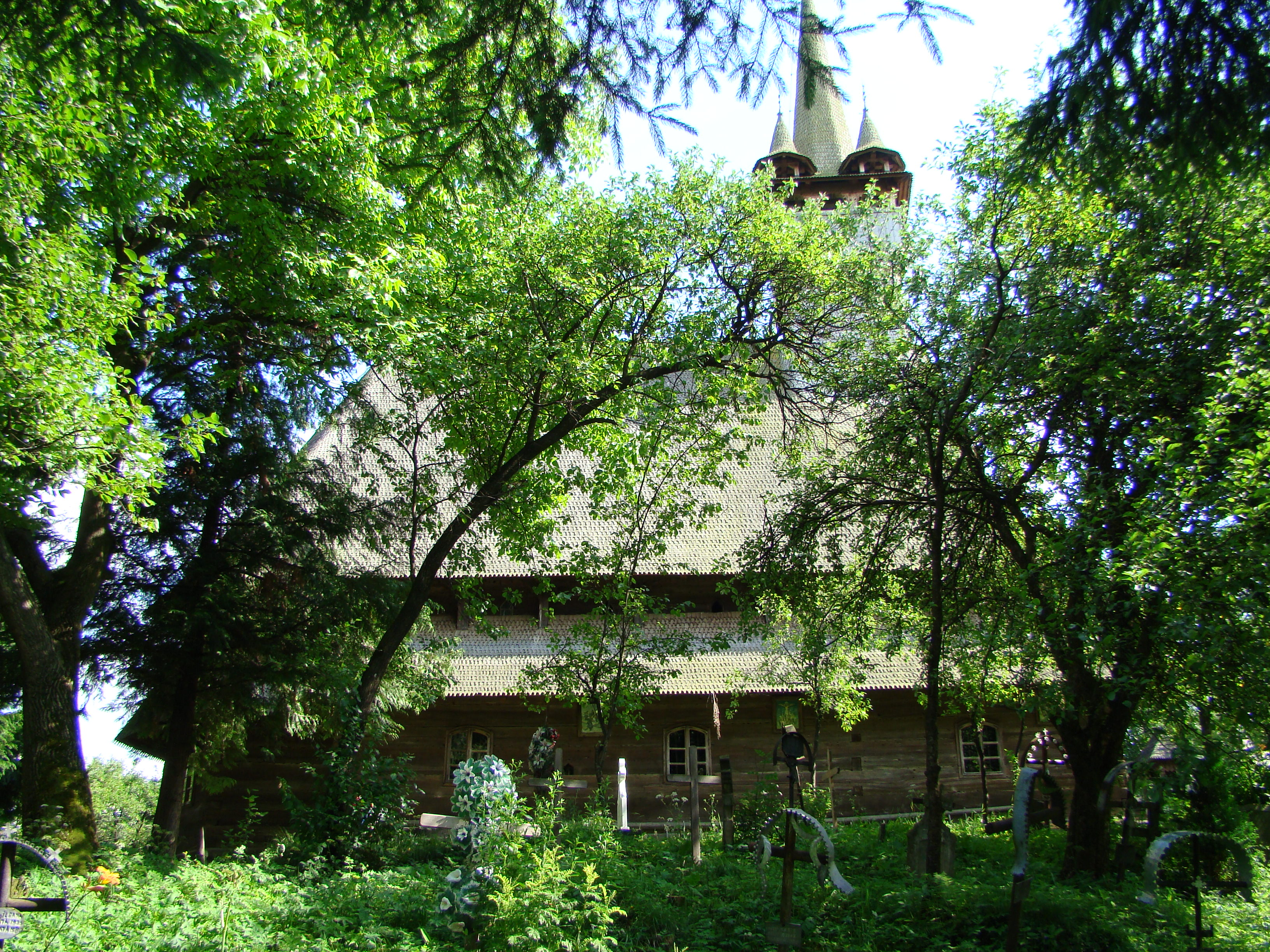
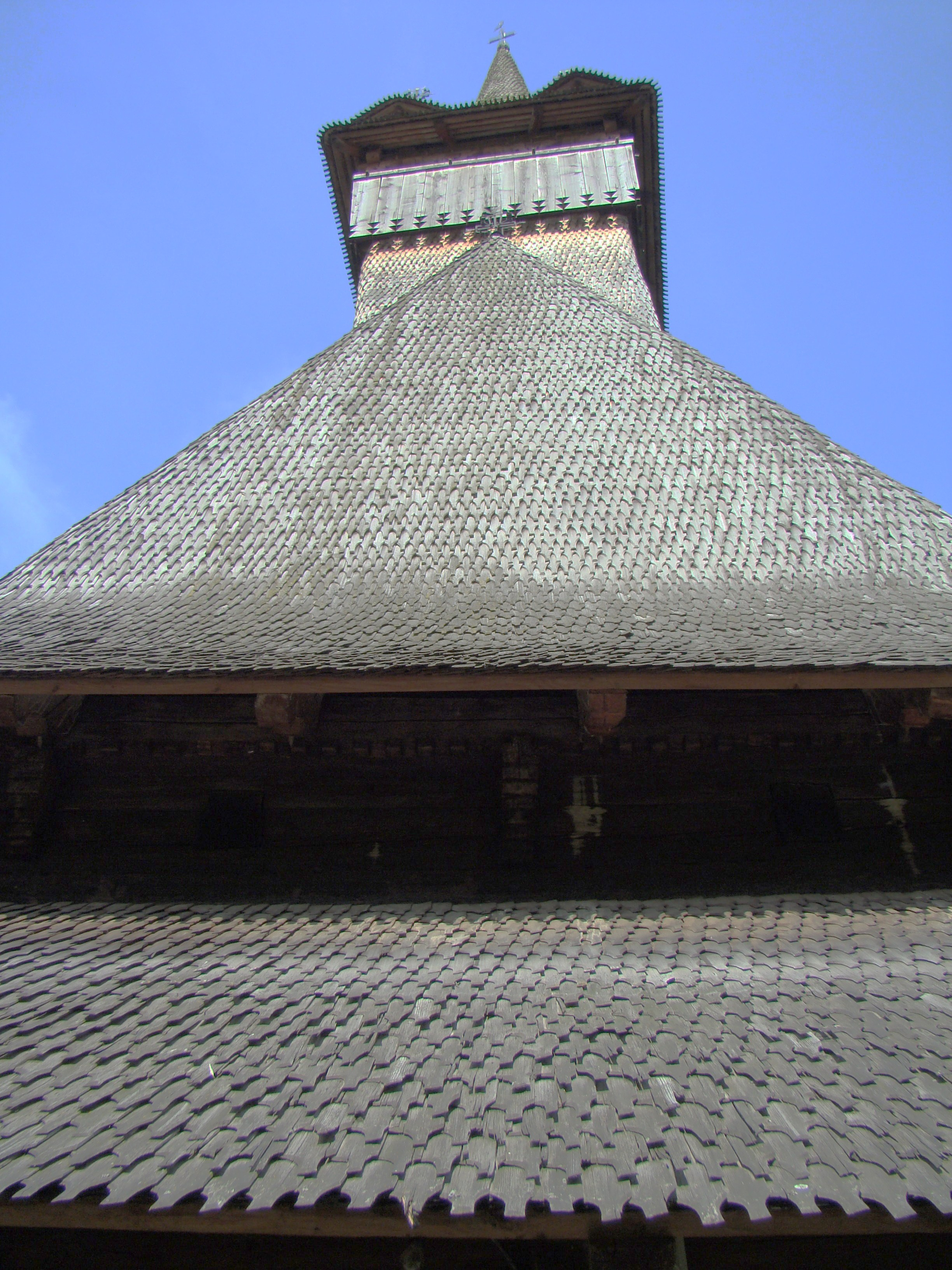
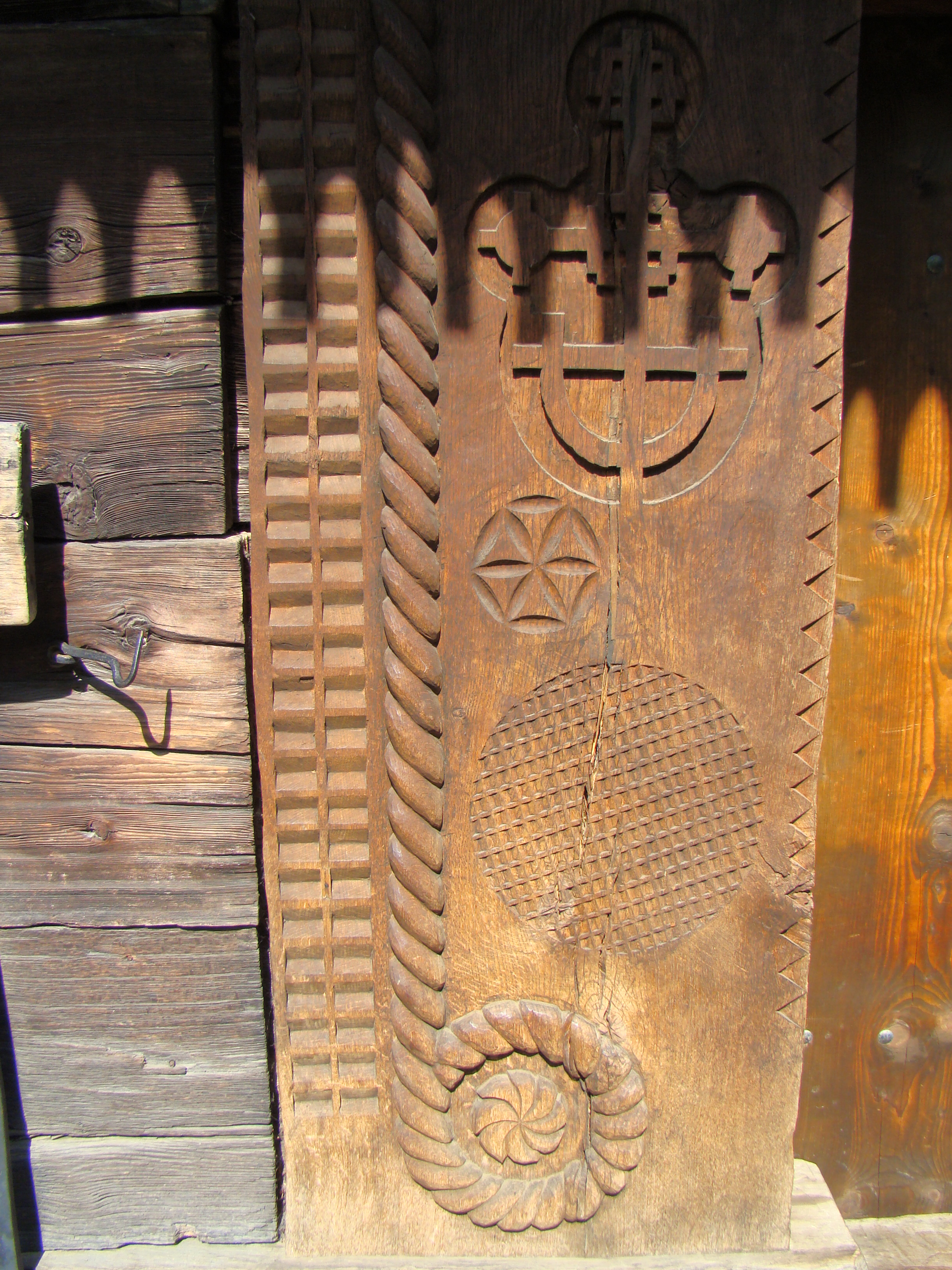
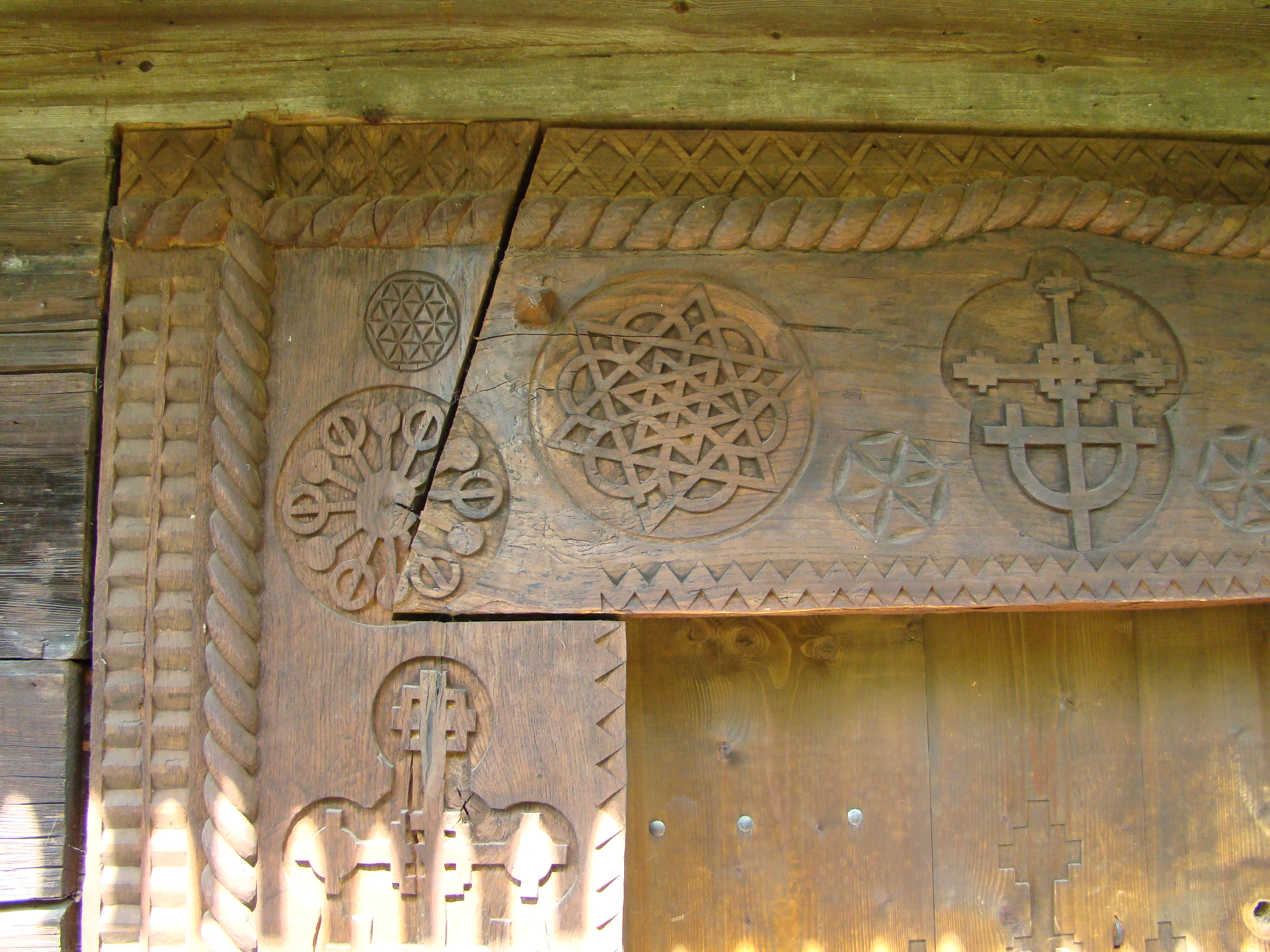
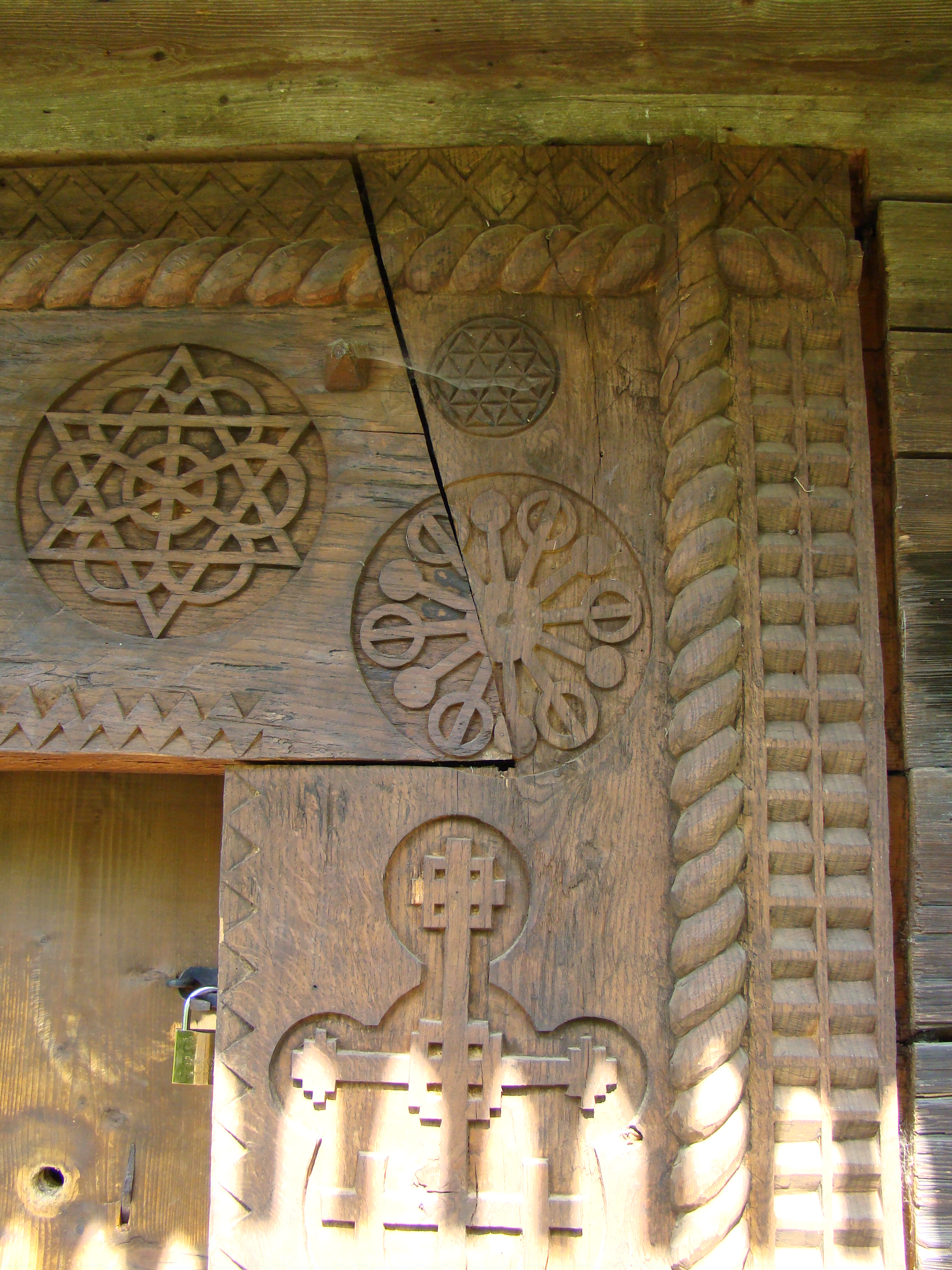
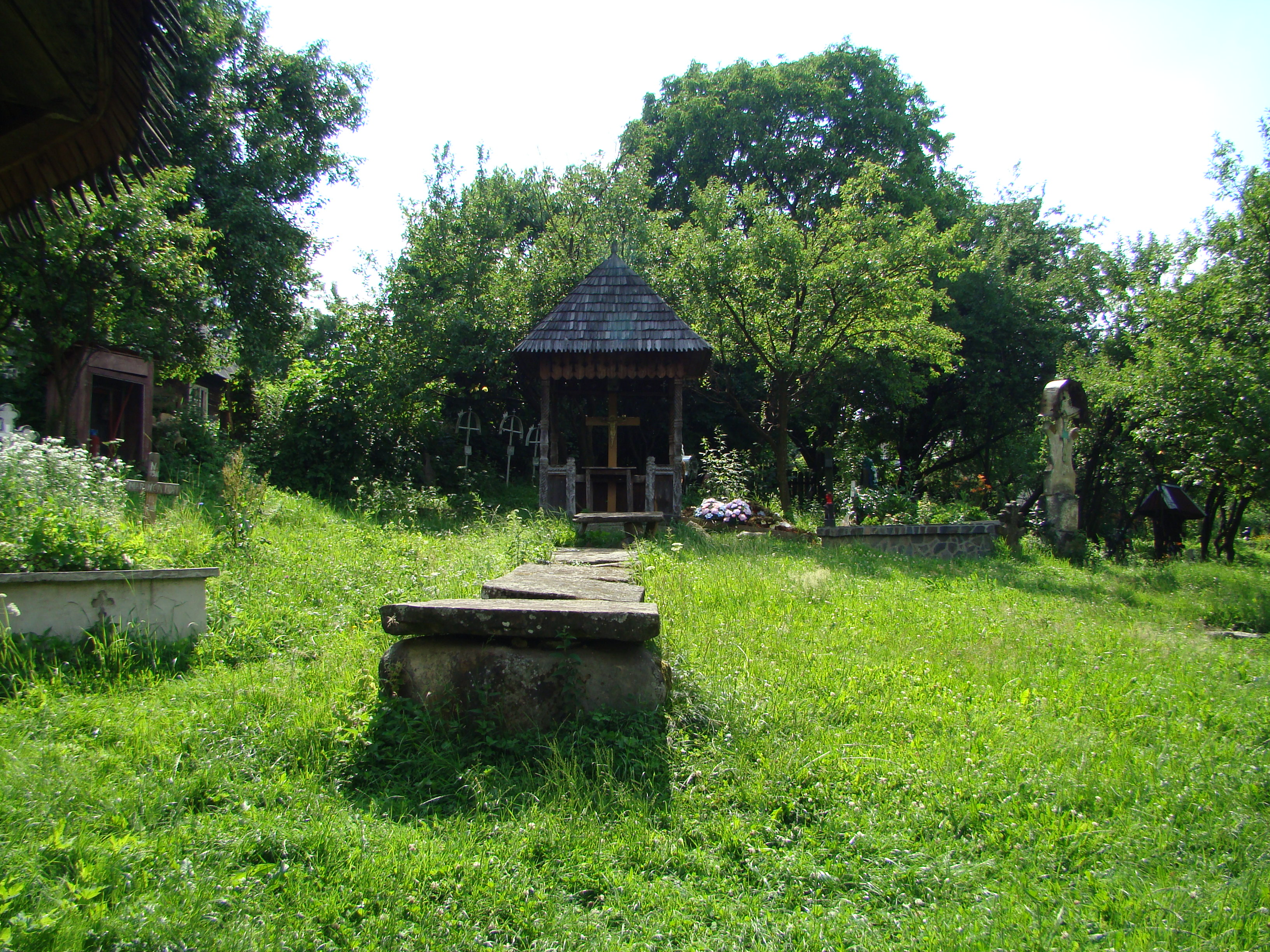
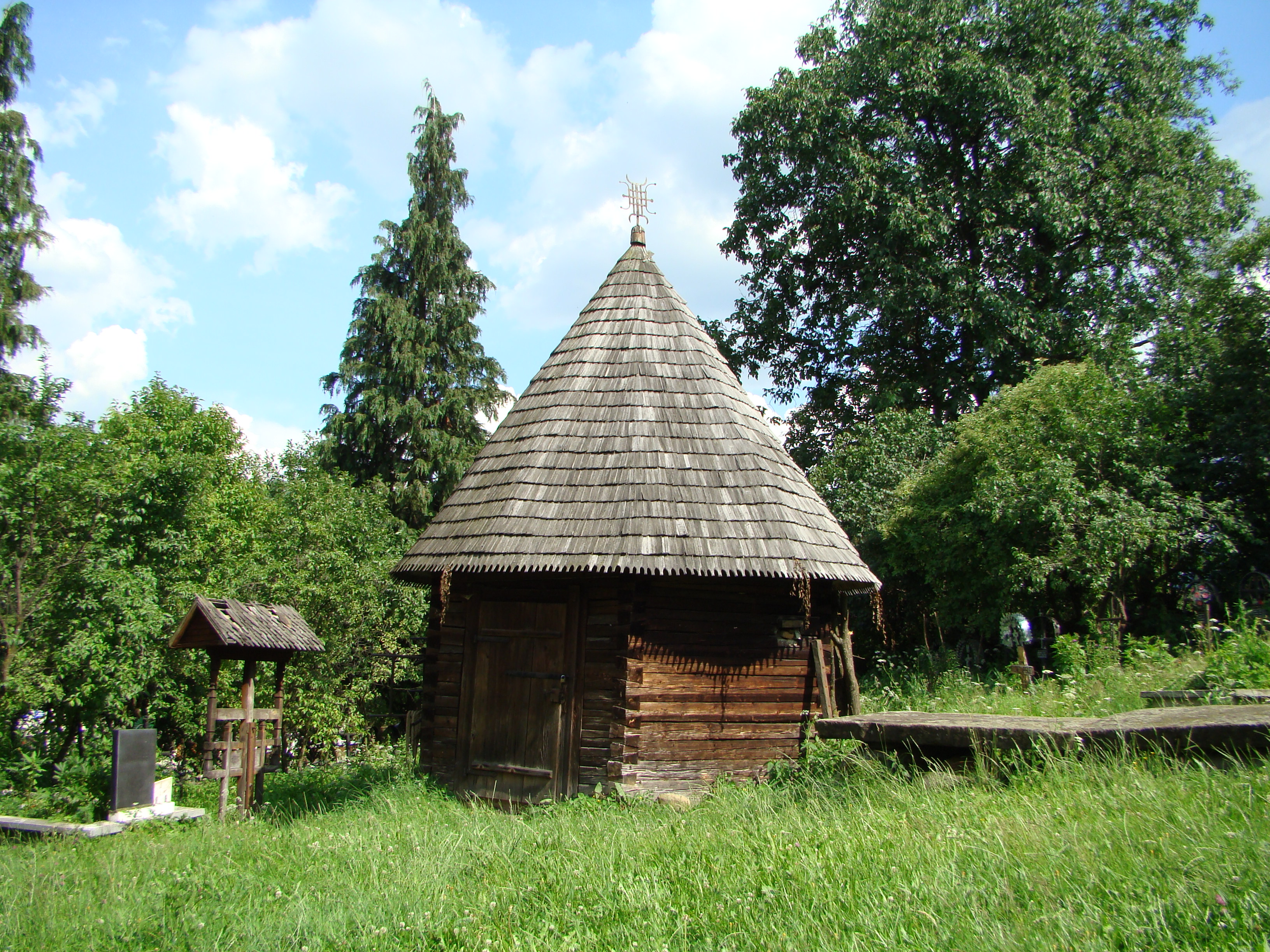
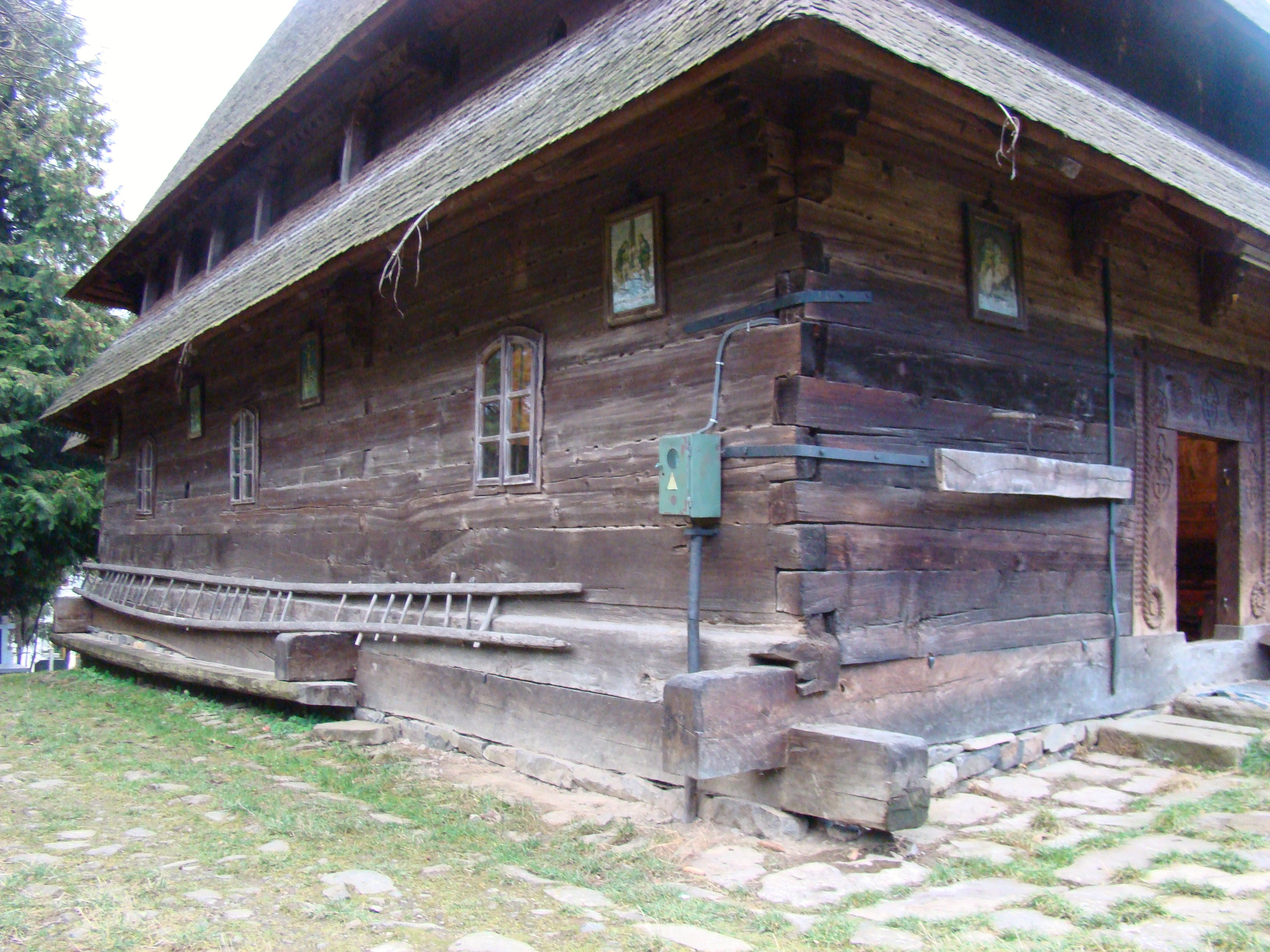
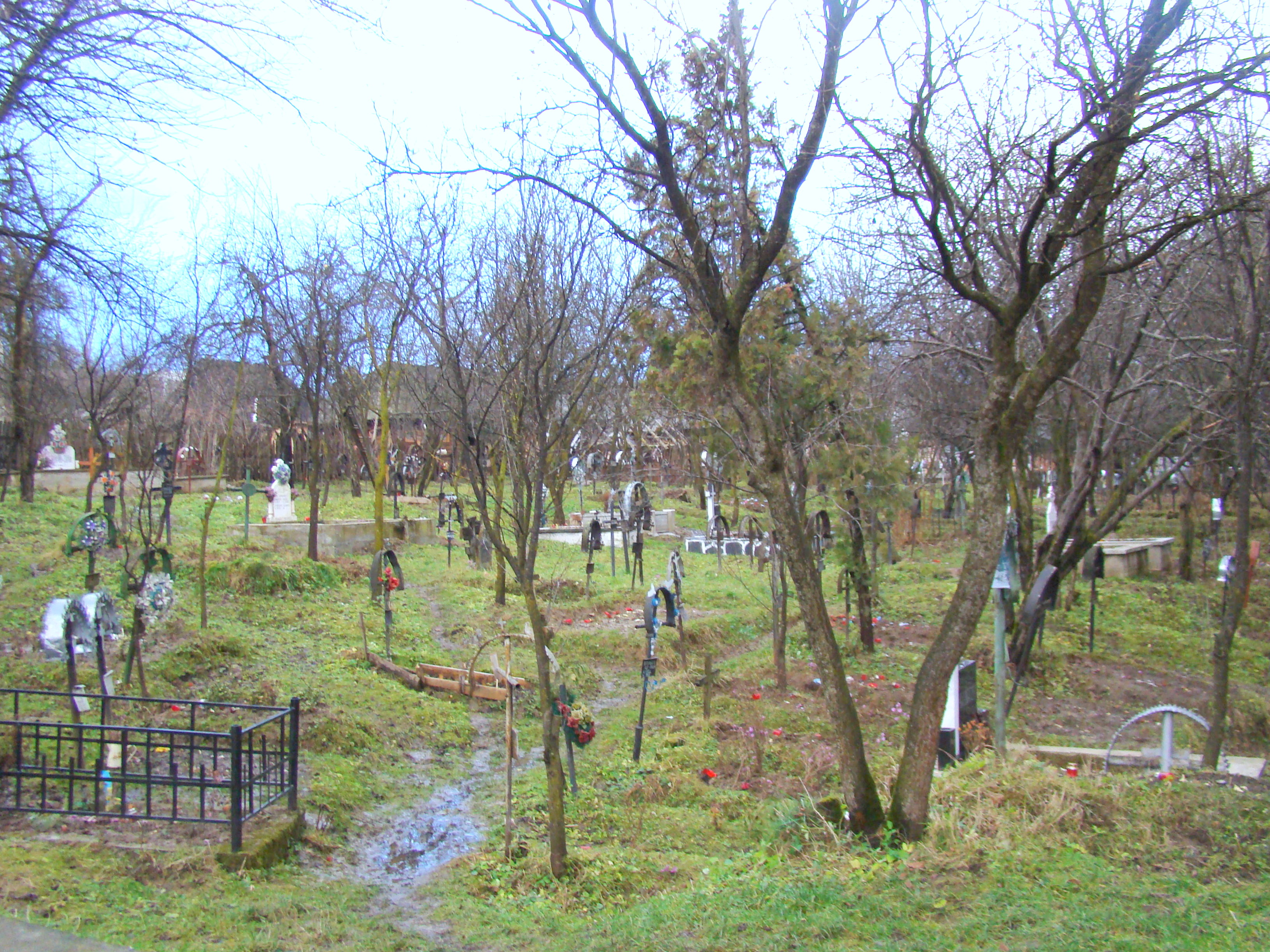
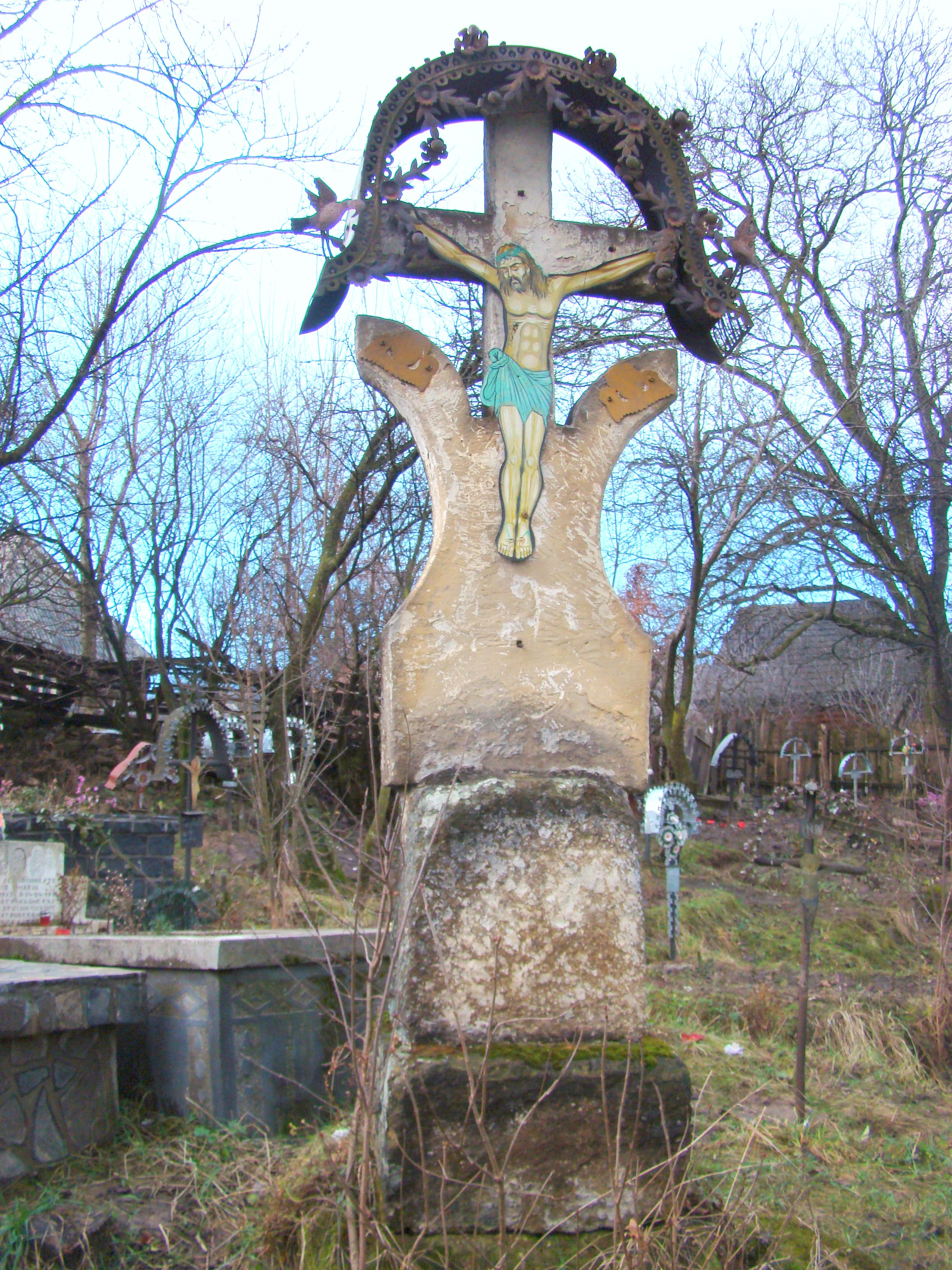
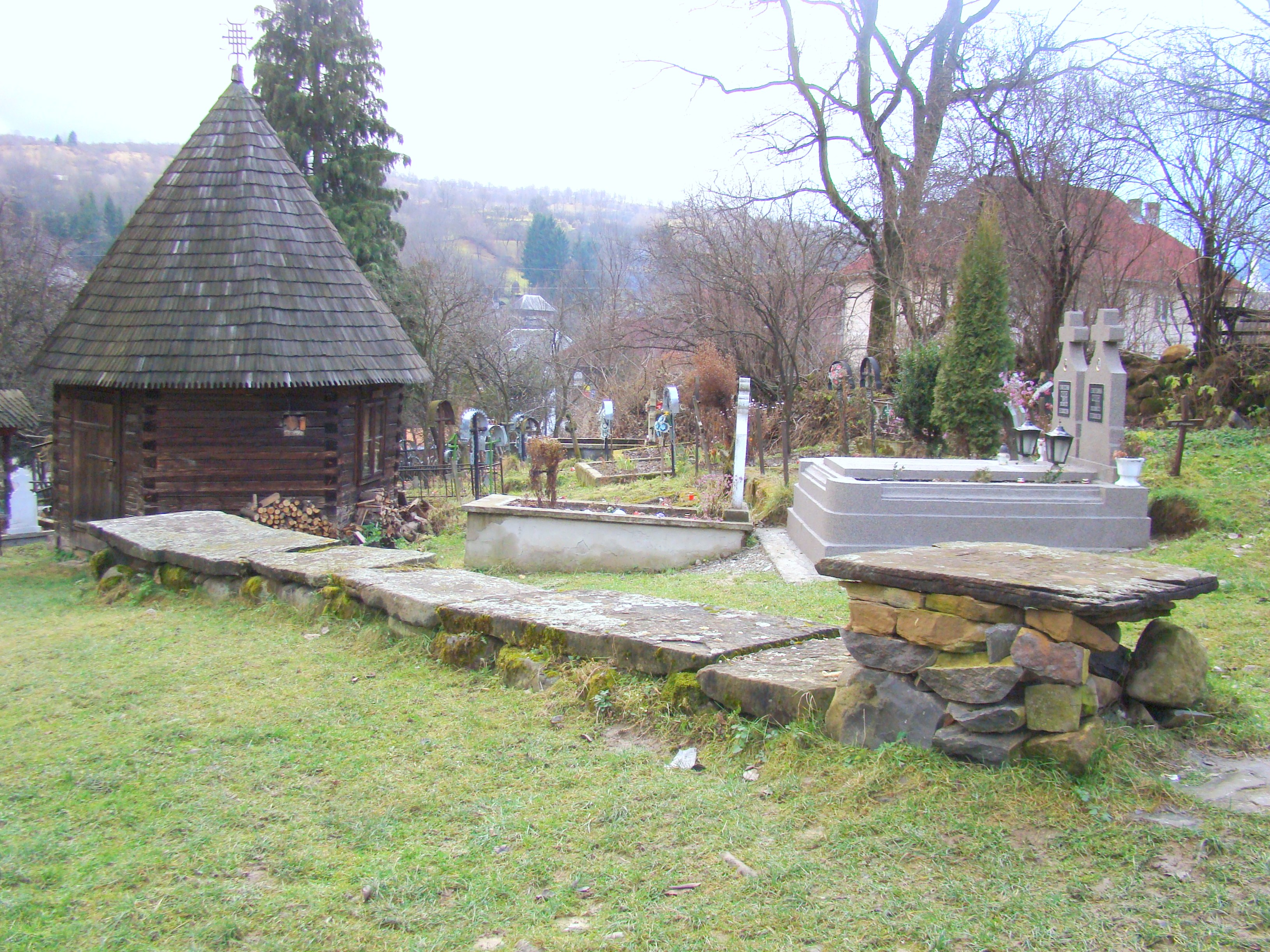

## Imagini din interior

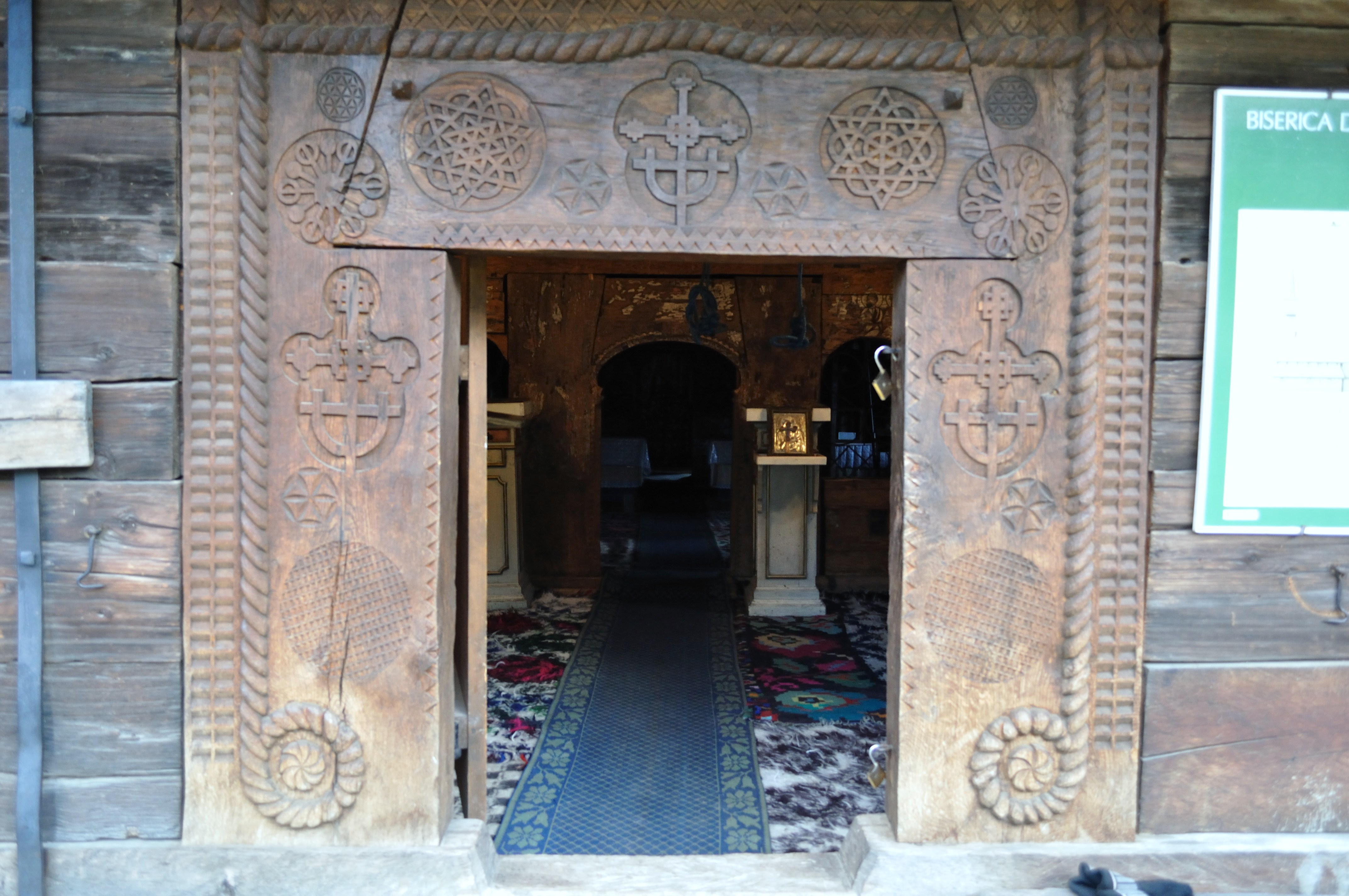
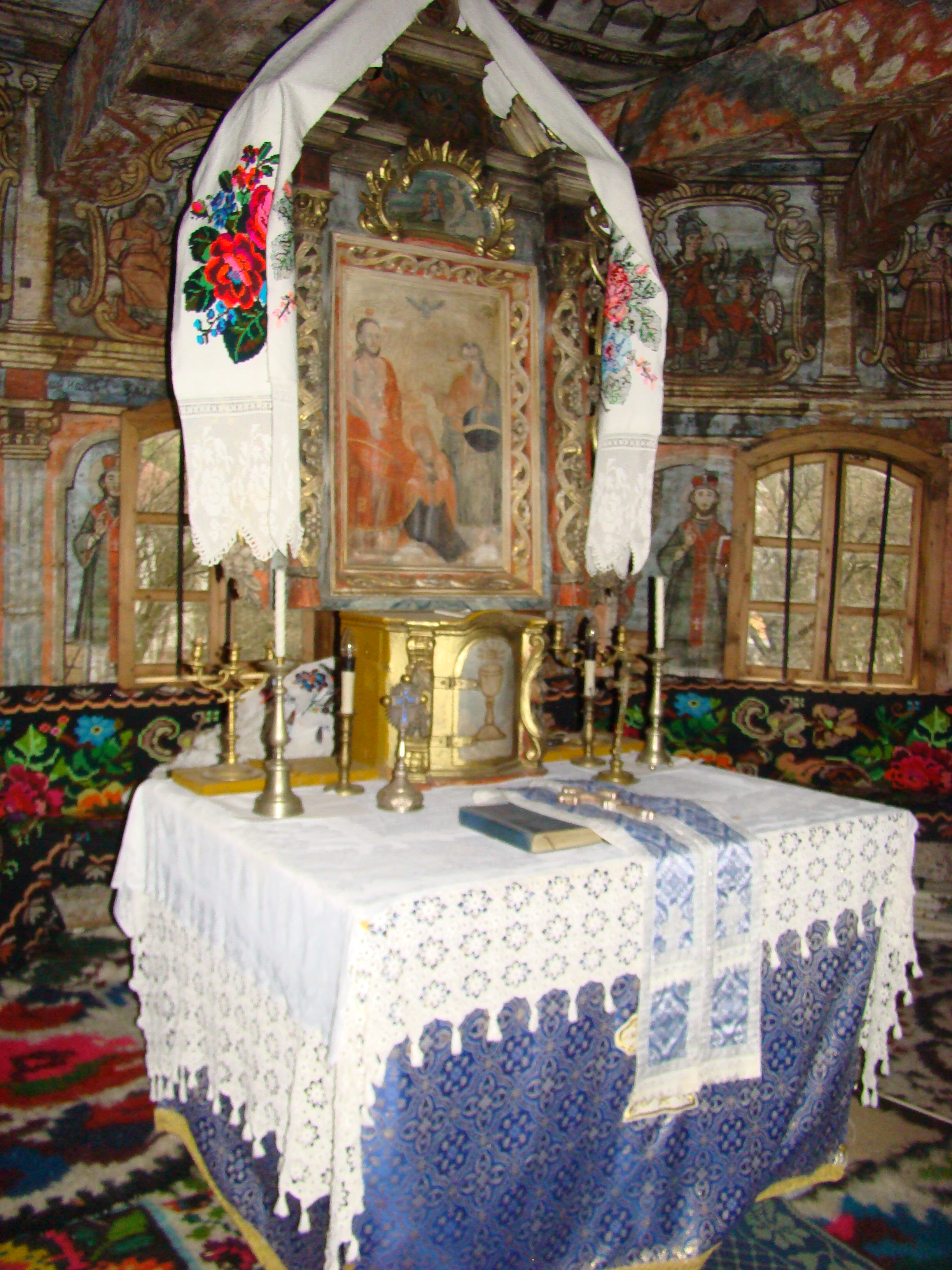
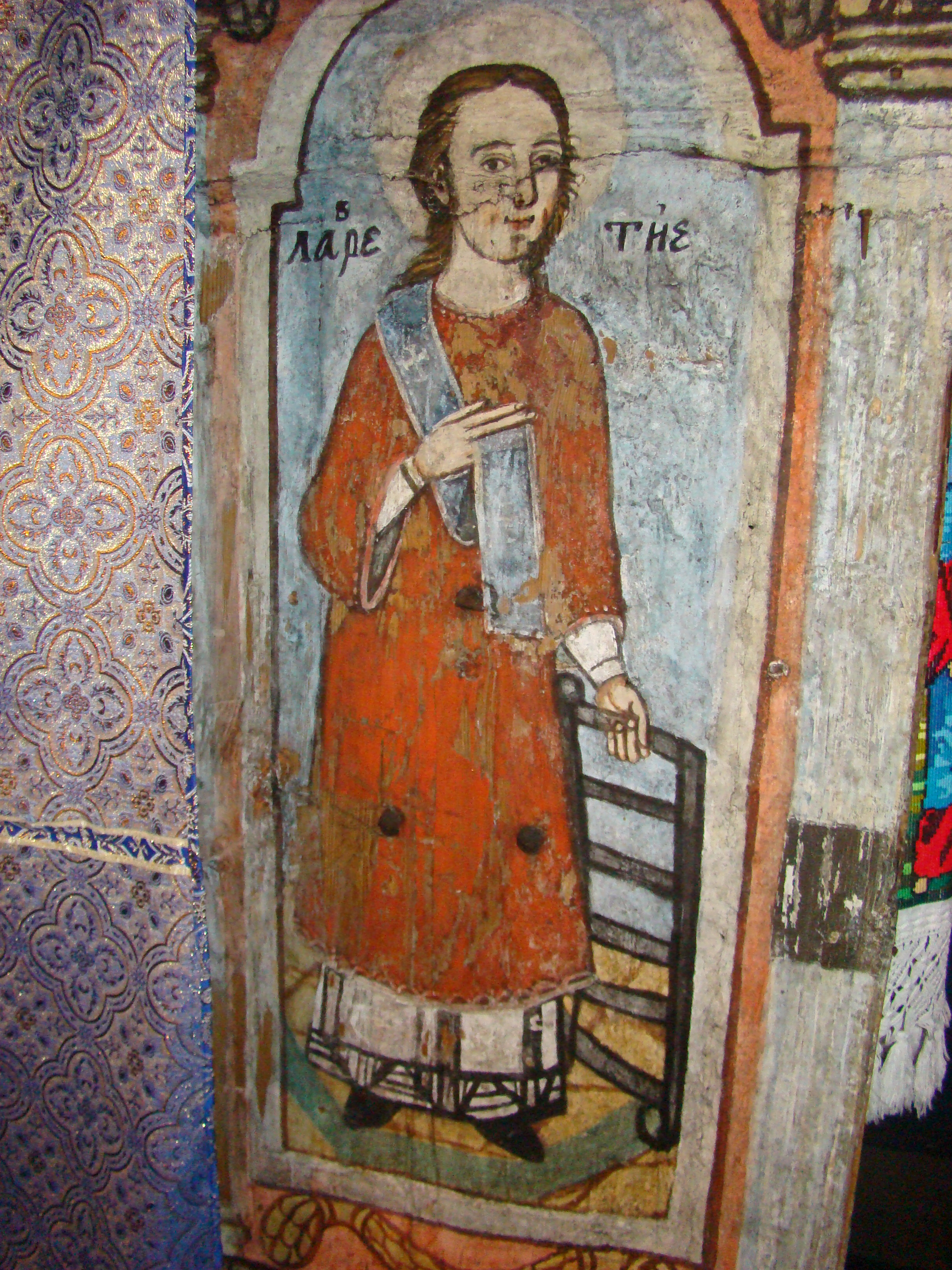
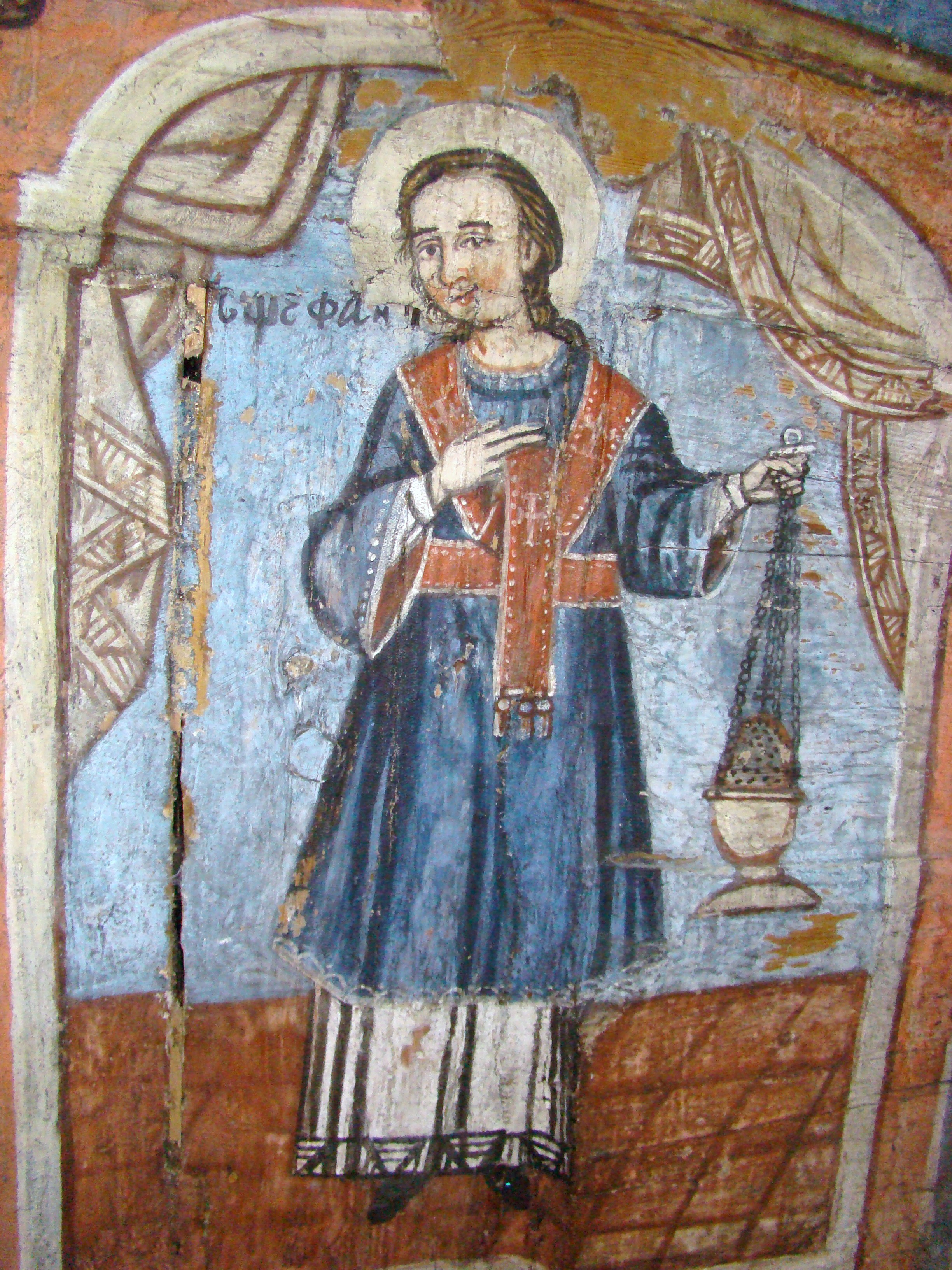
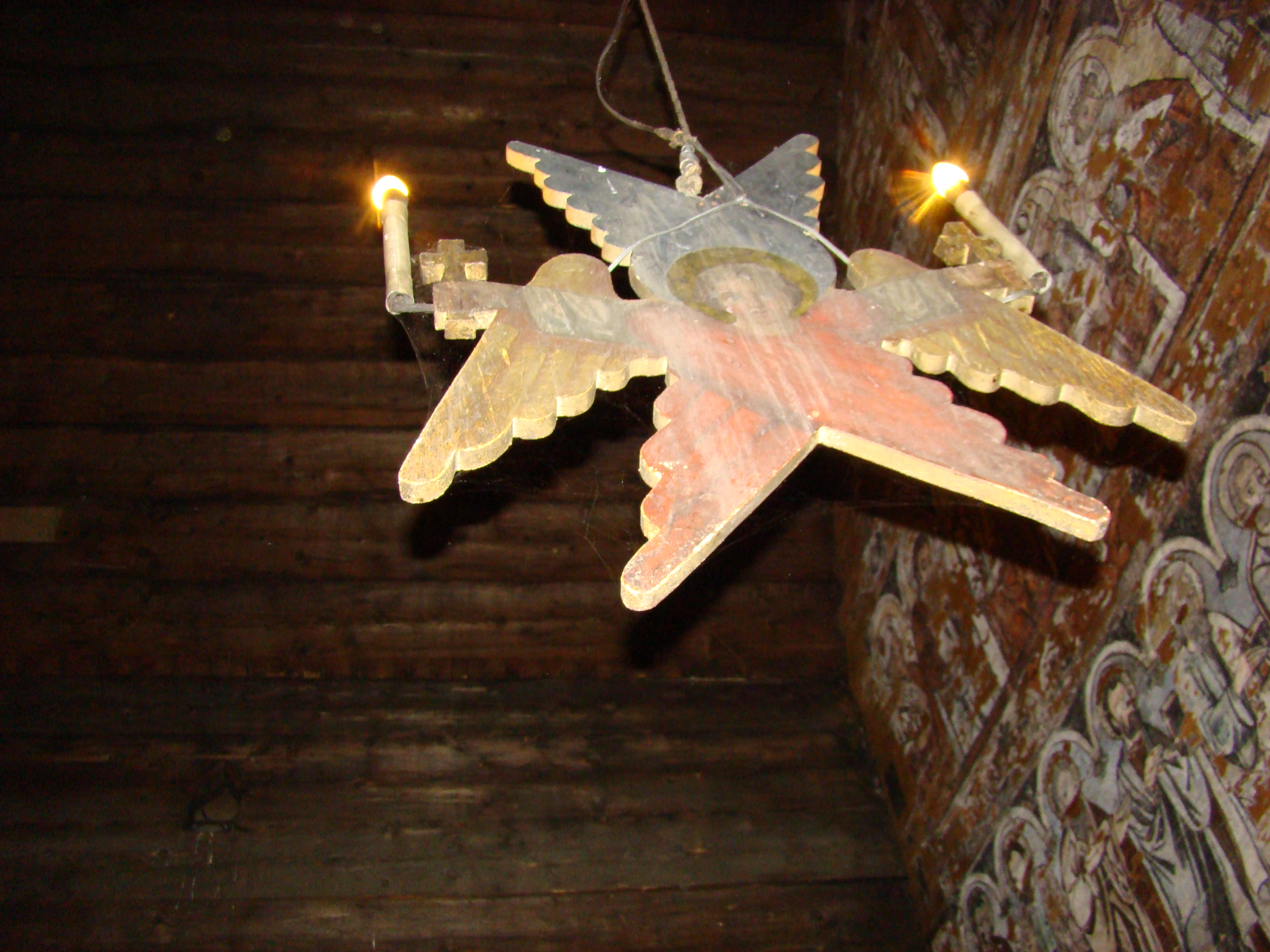
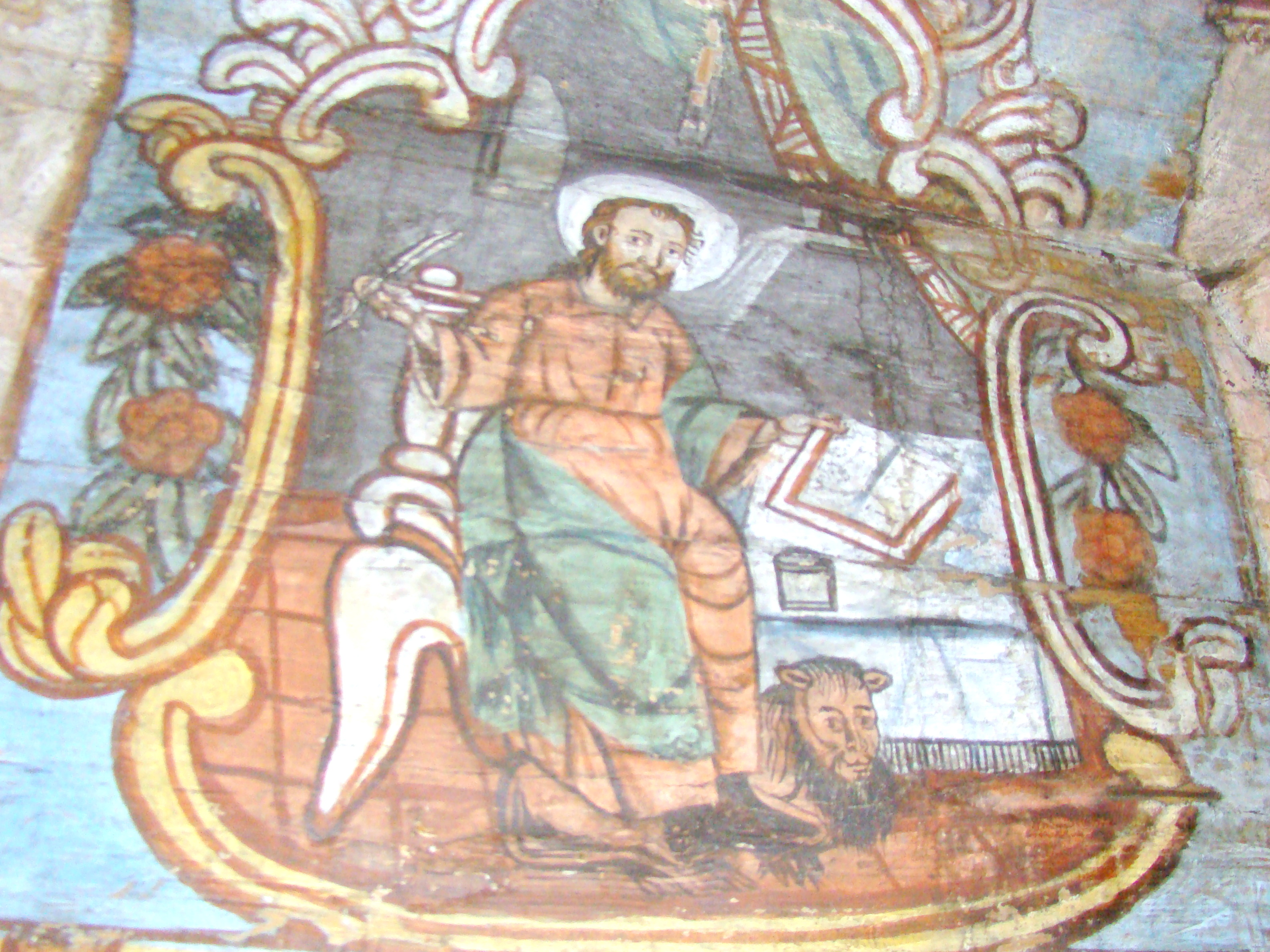
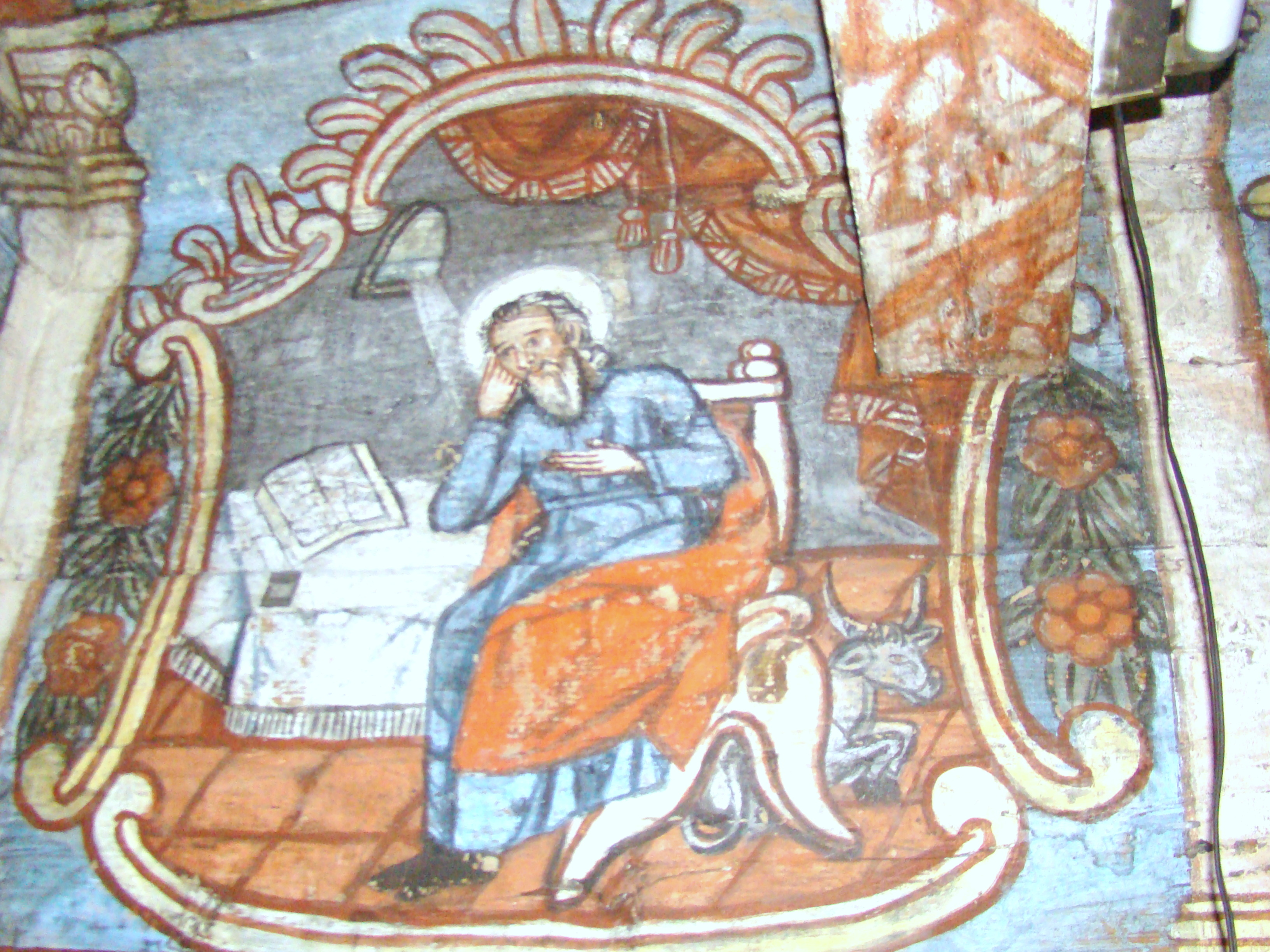
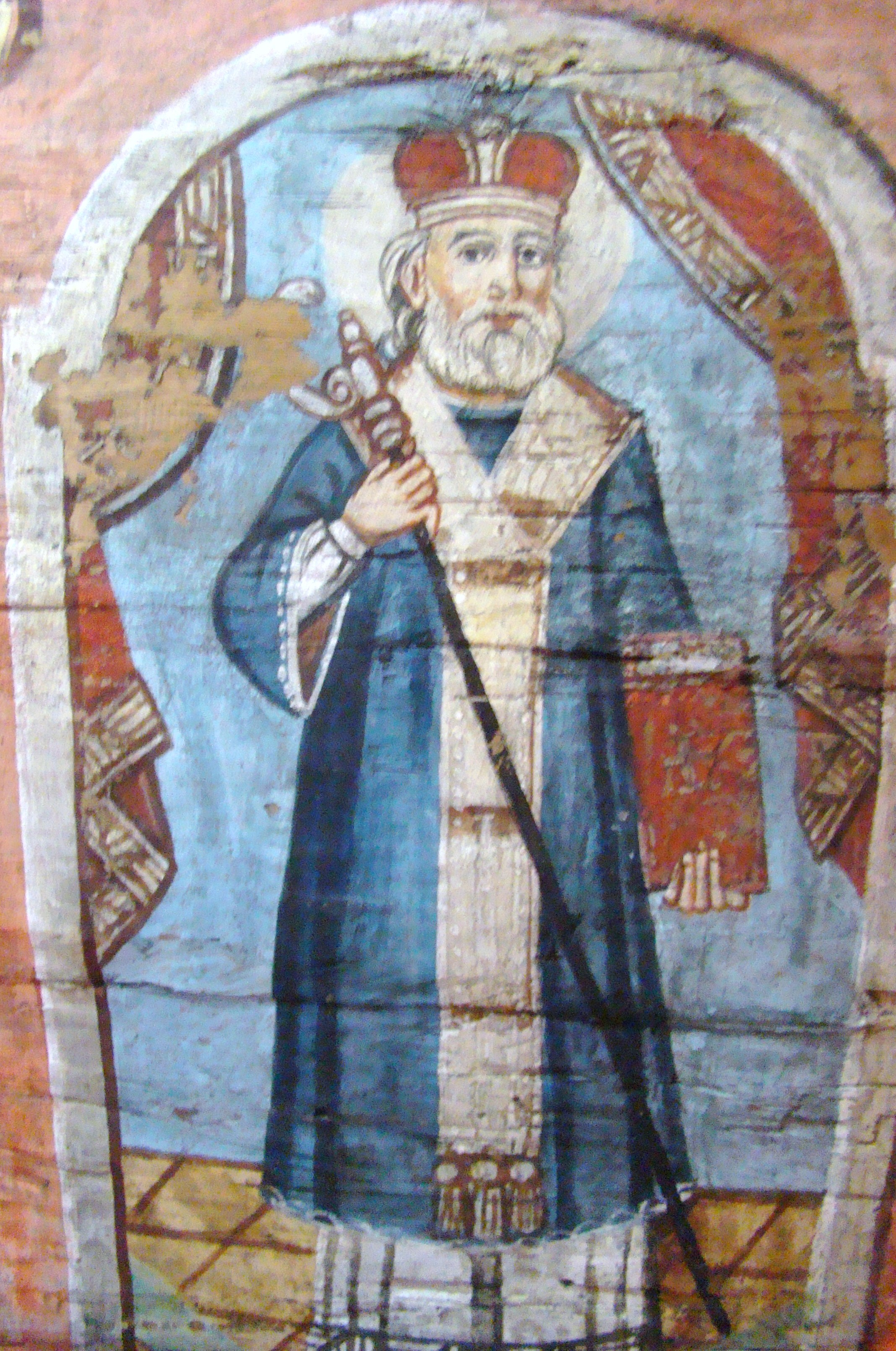
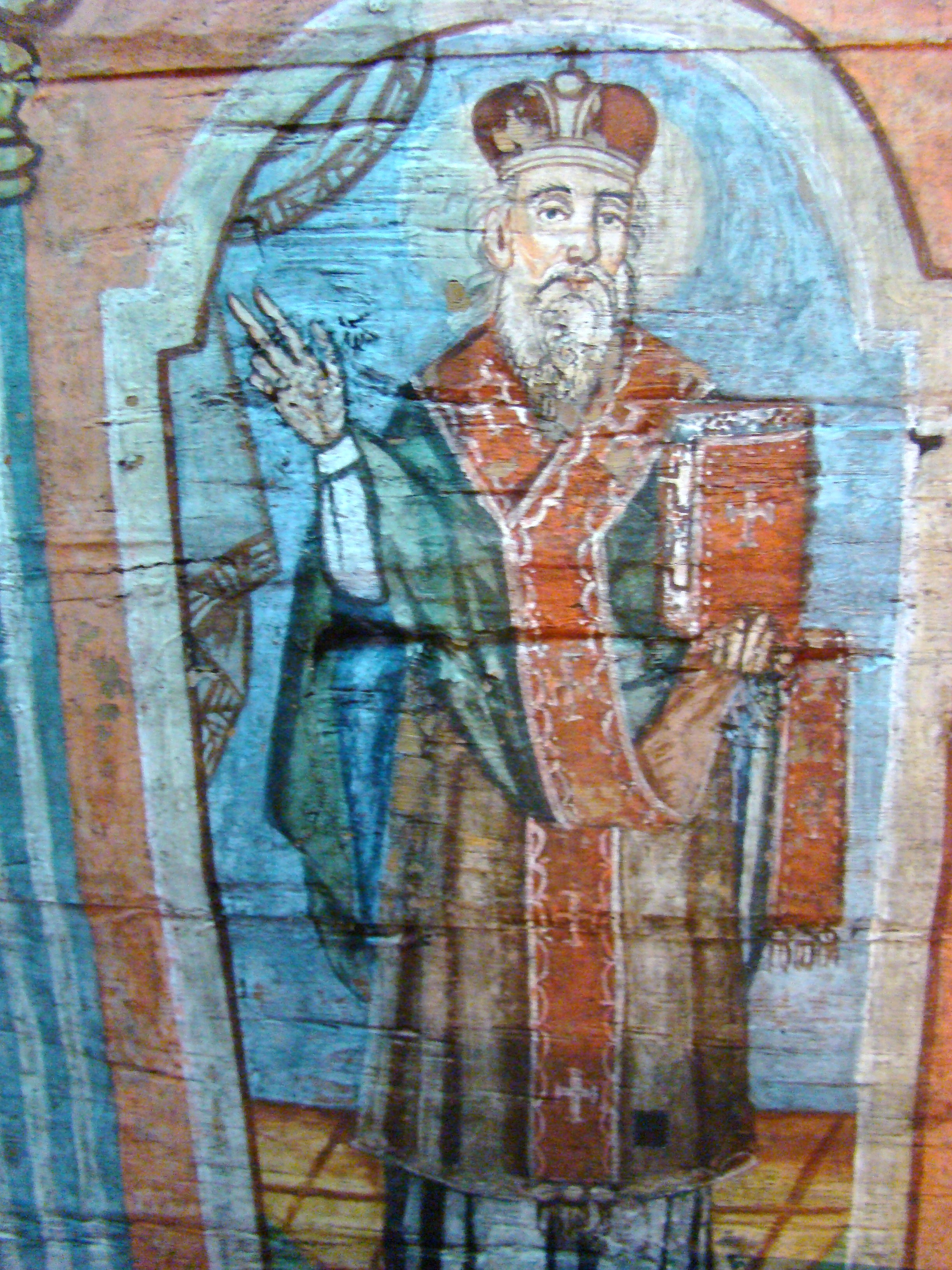
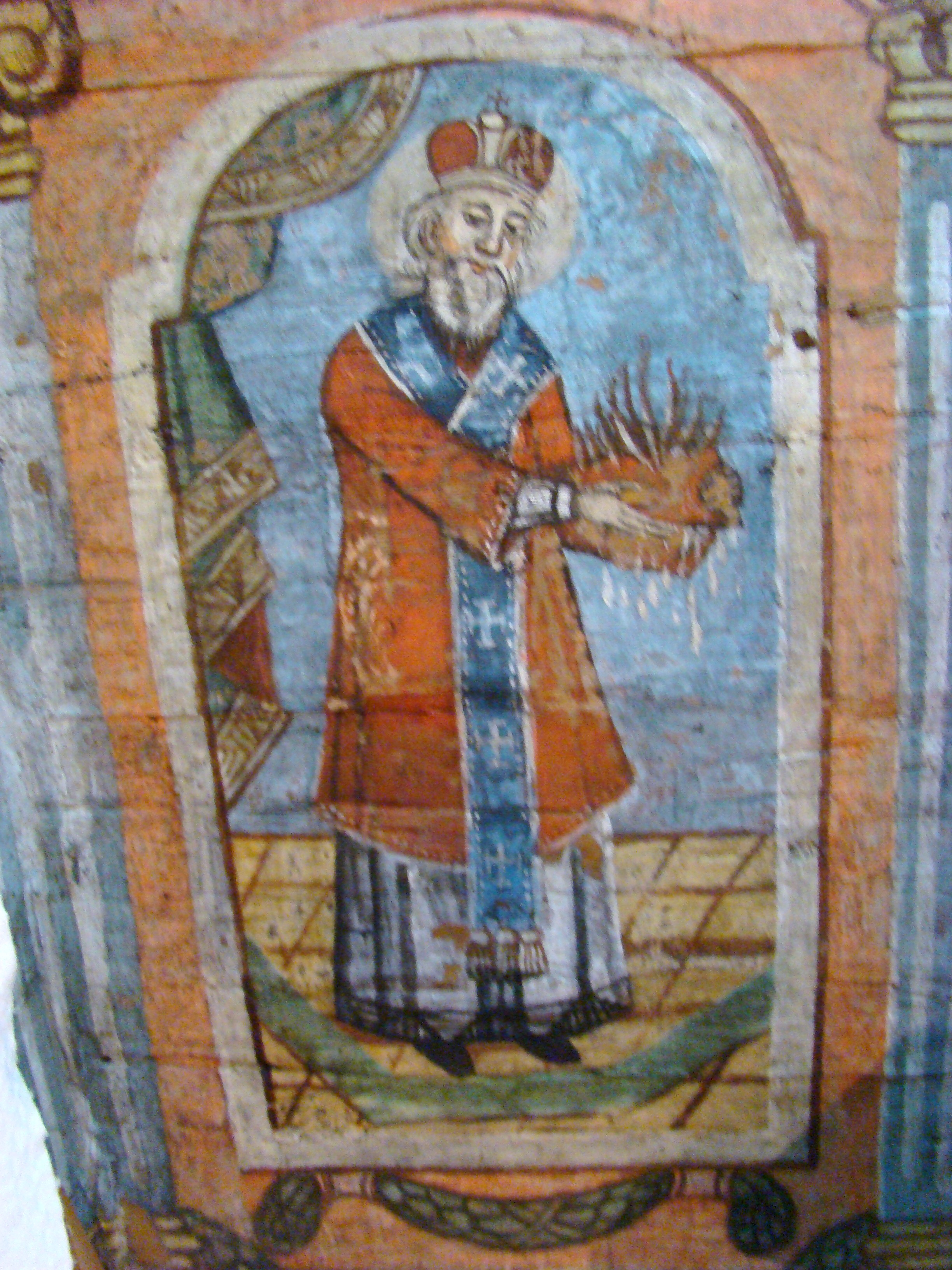
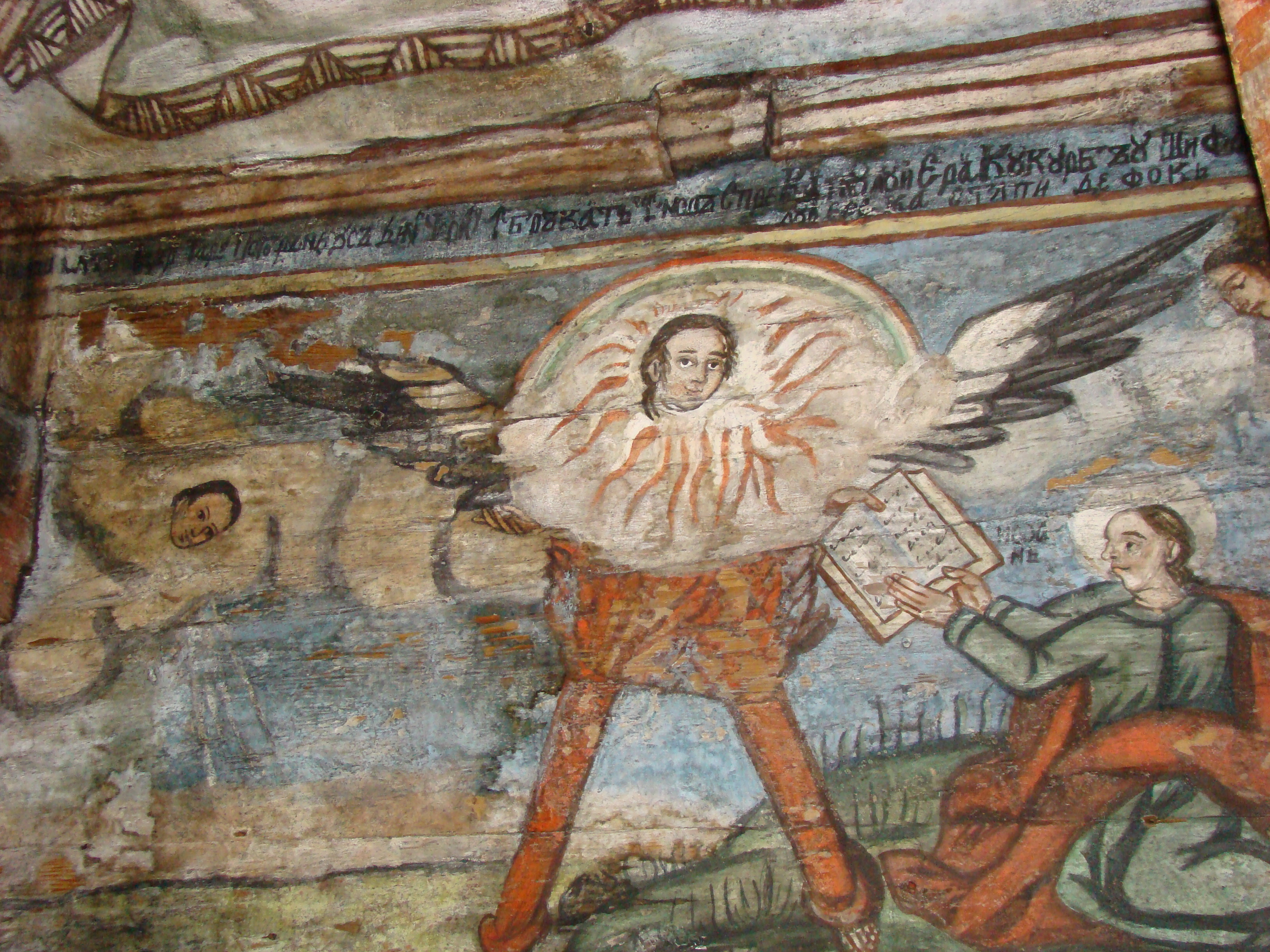
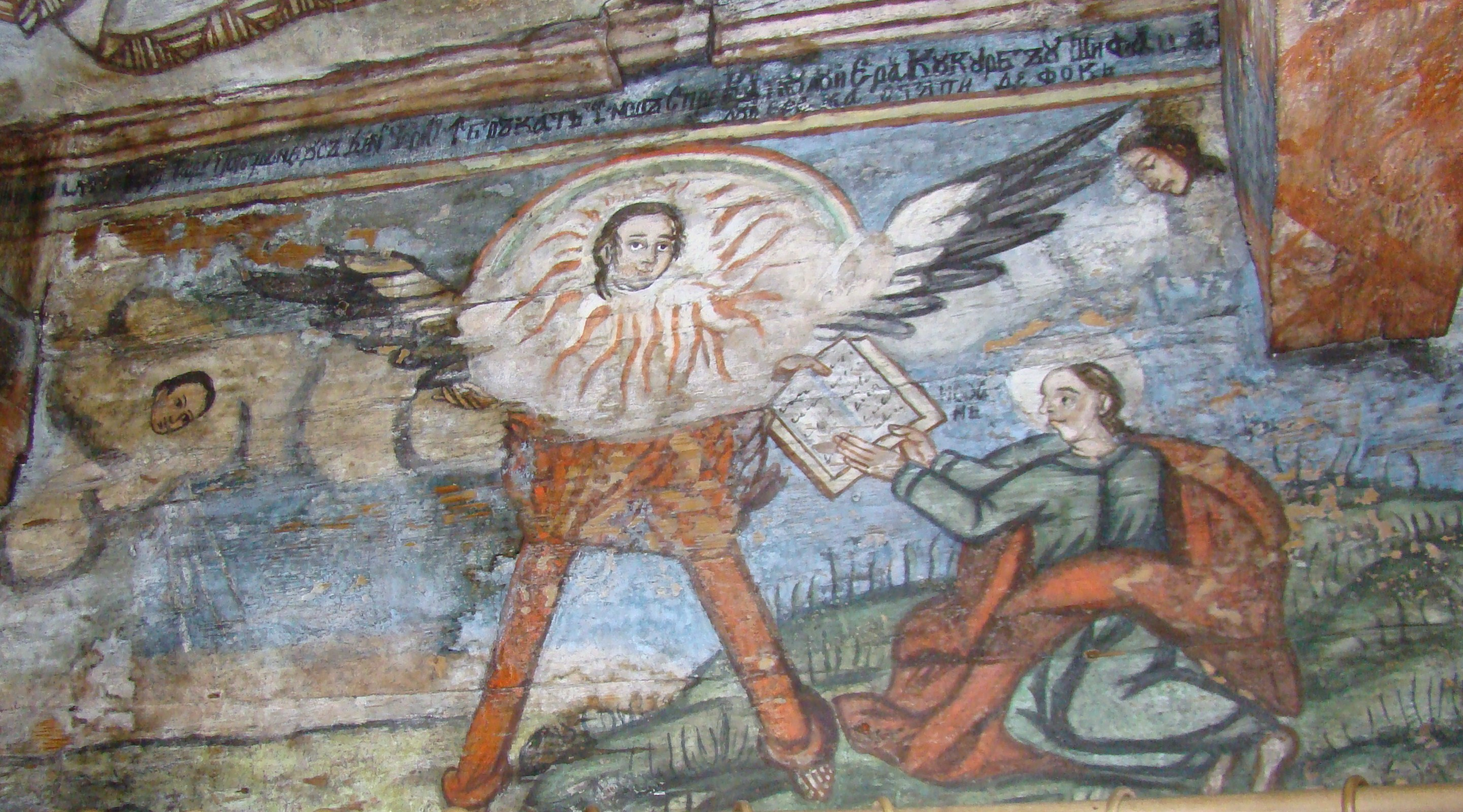
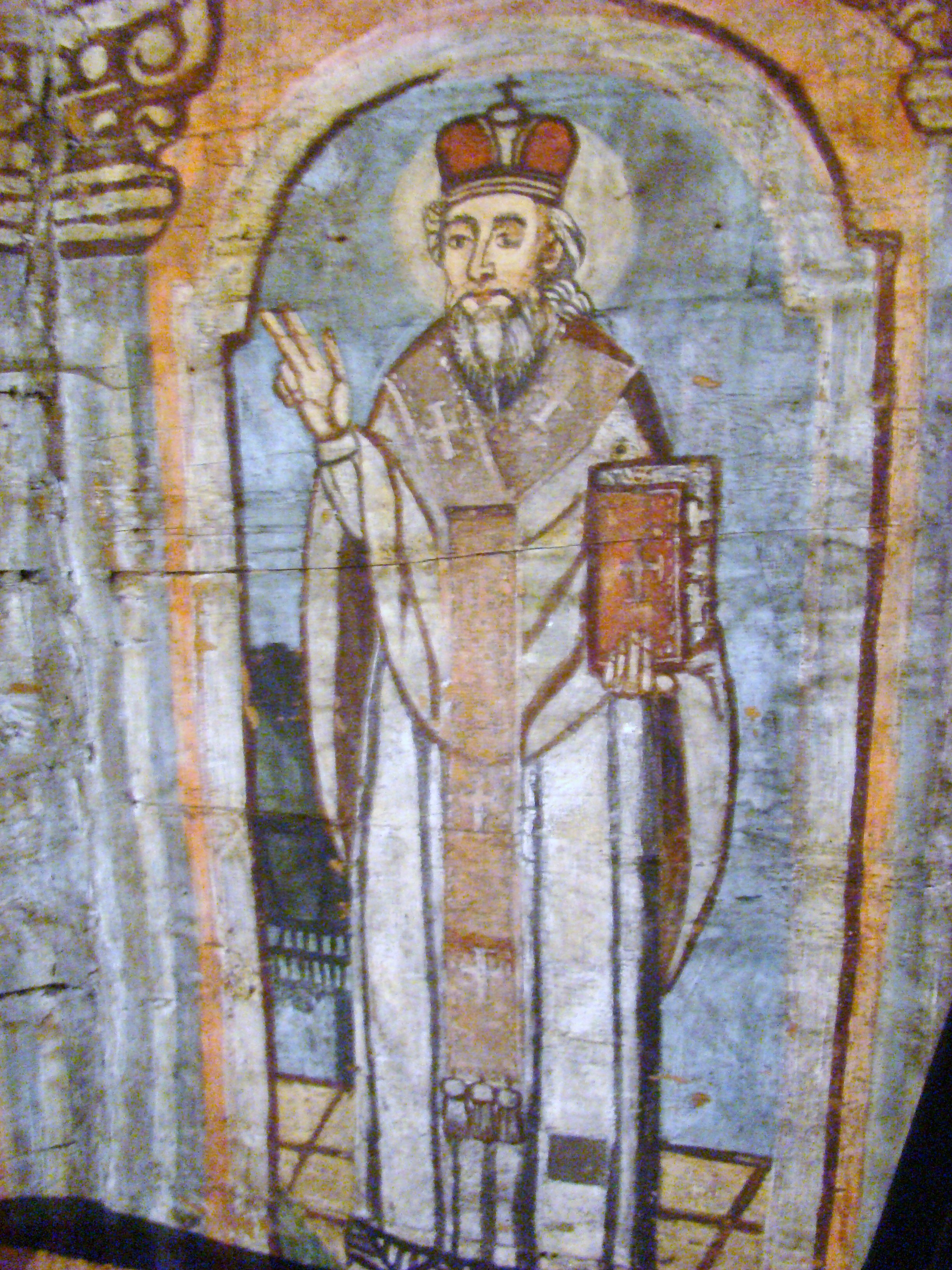
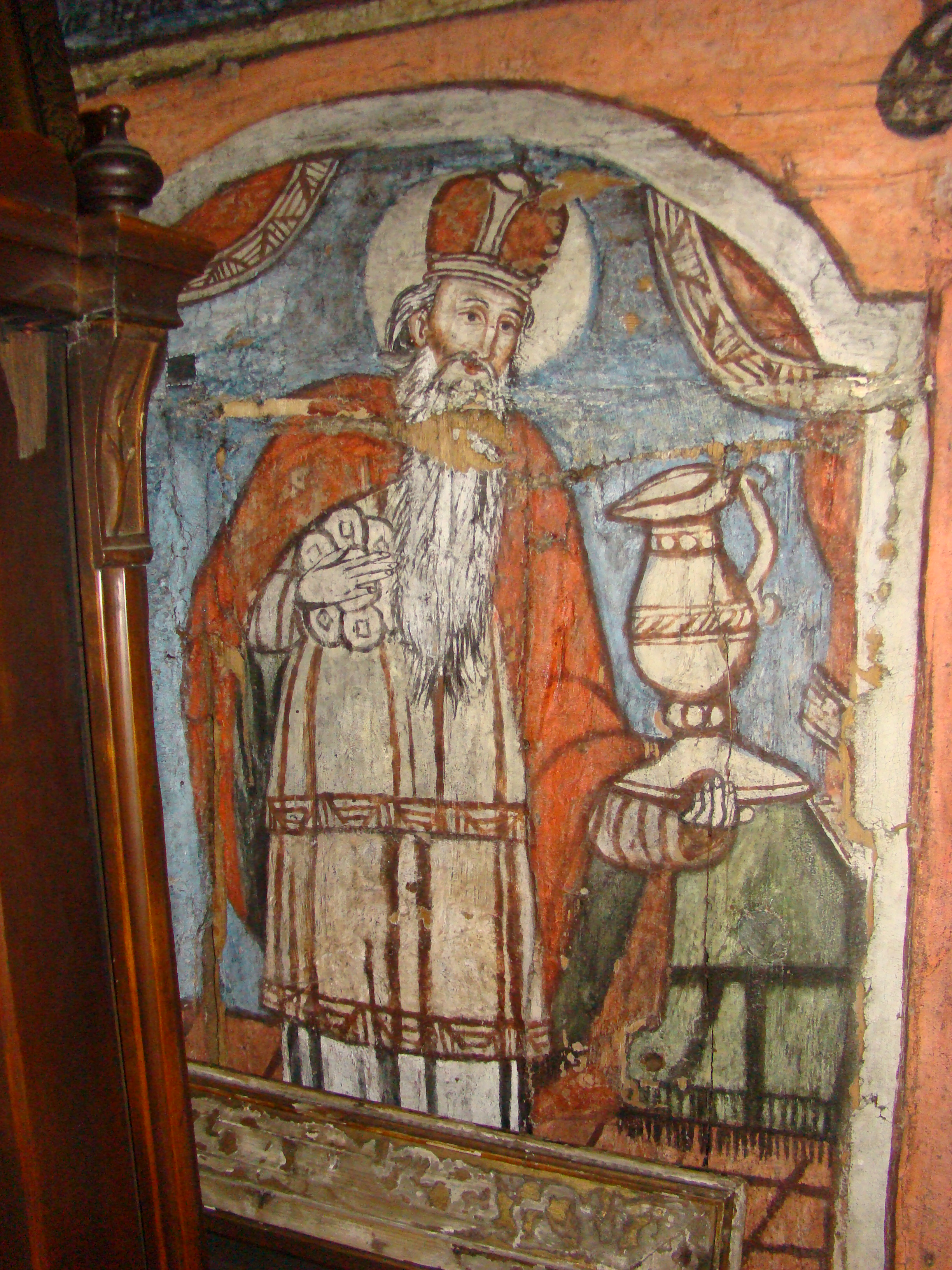
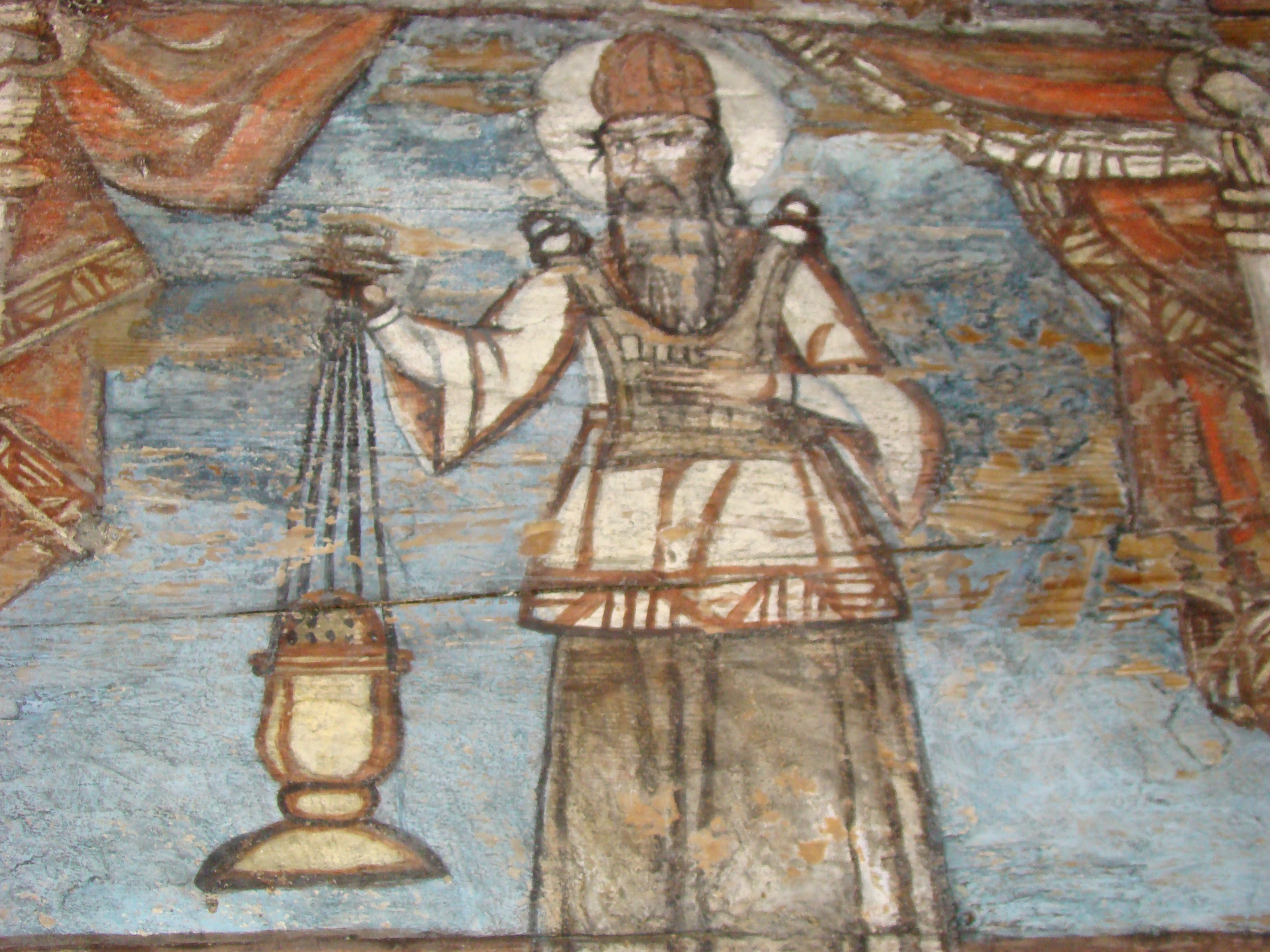
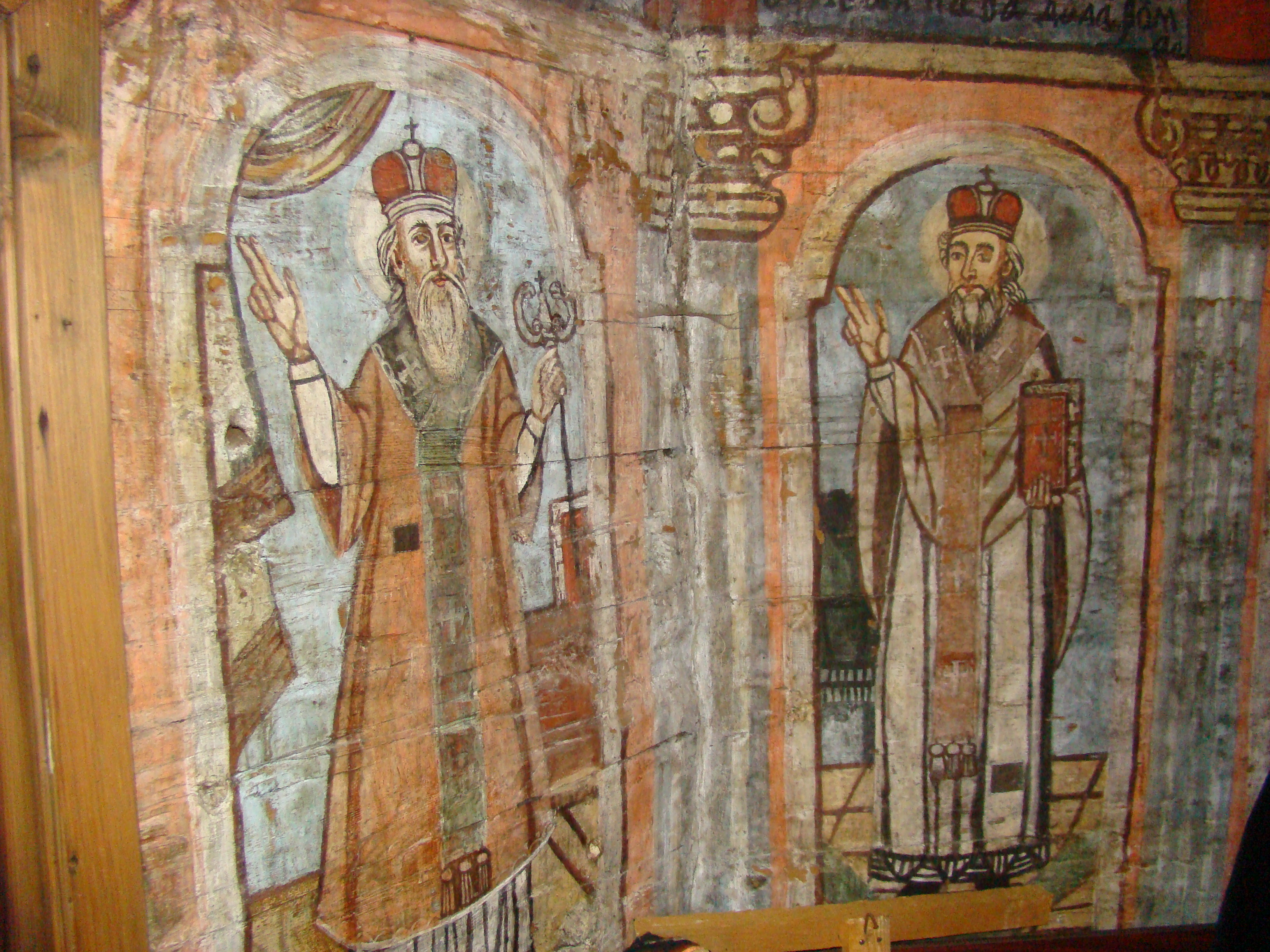
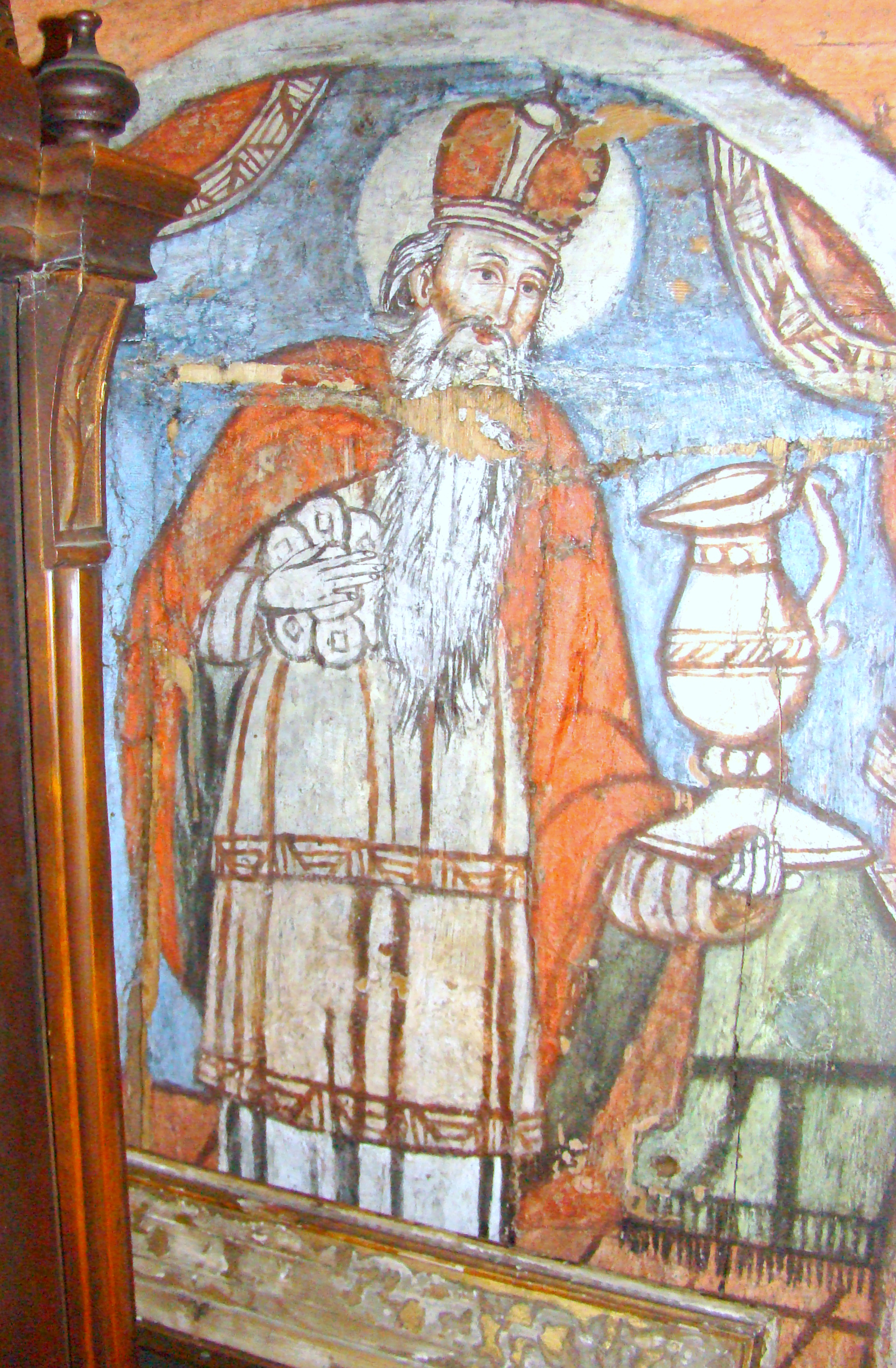
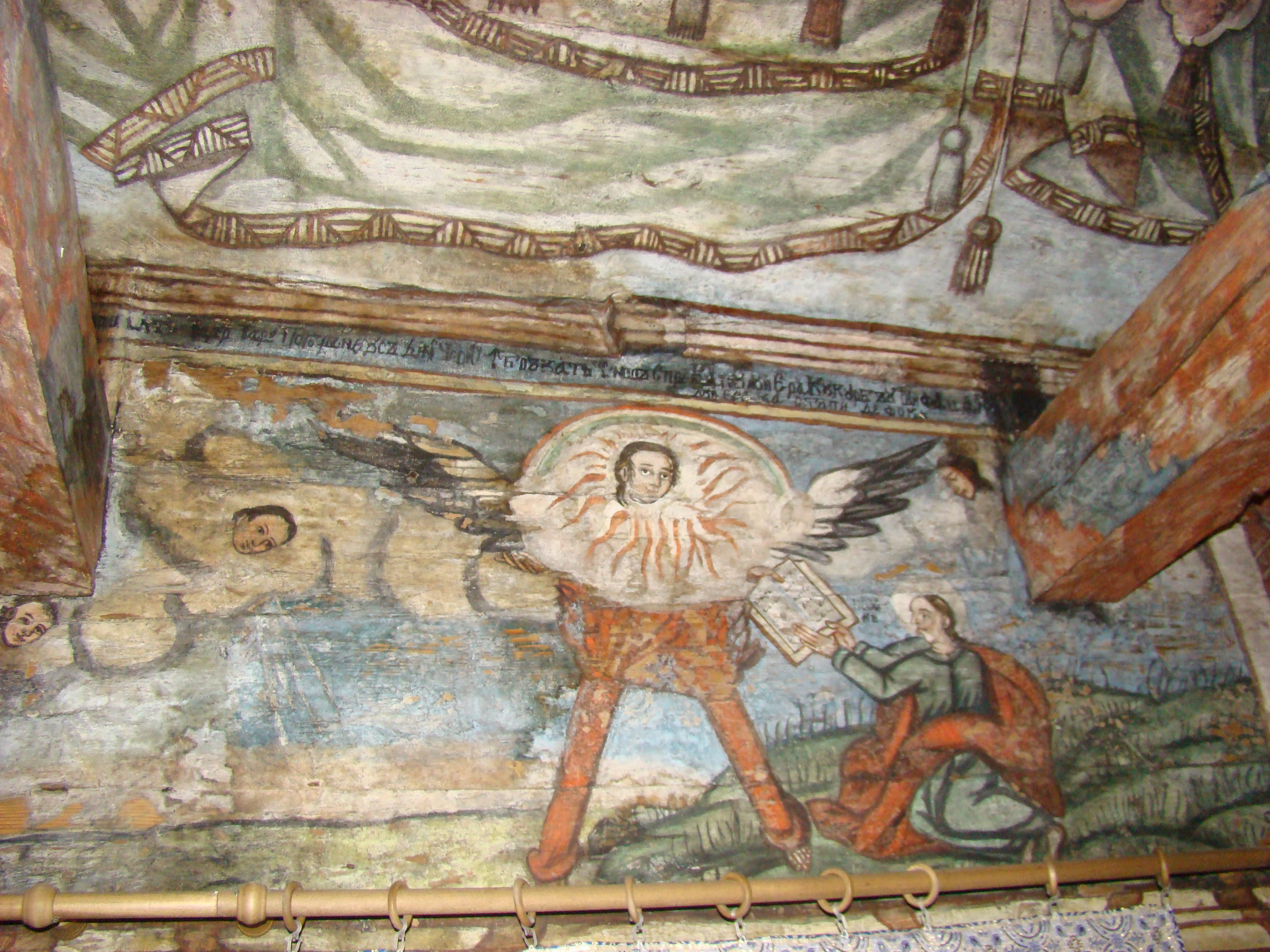
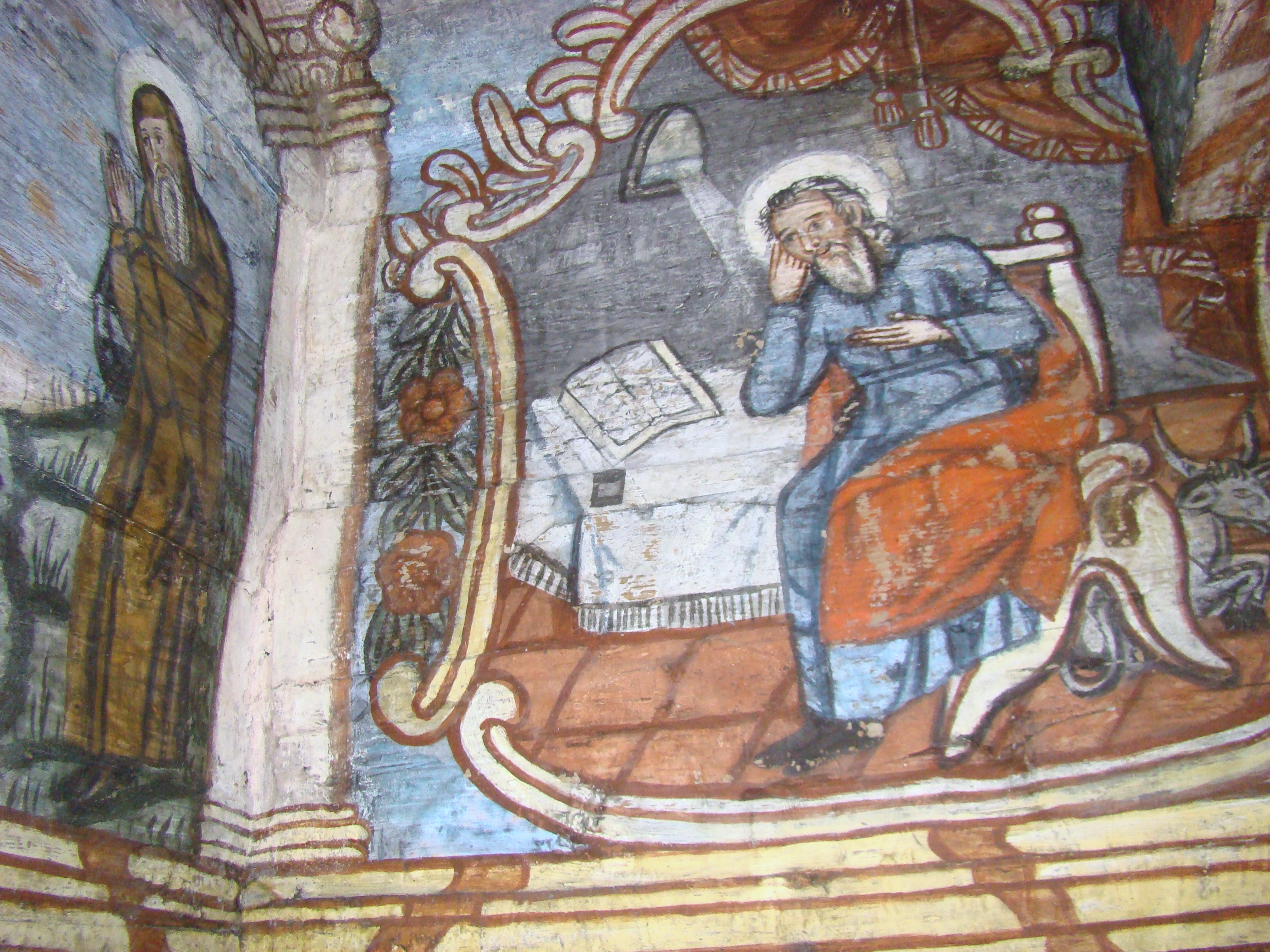
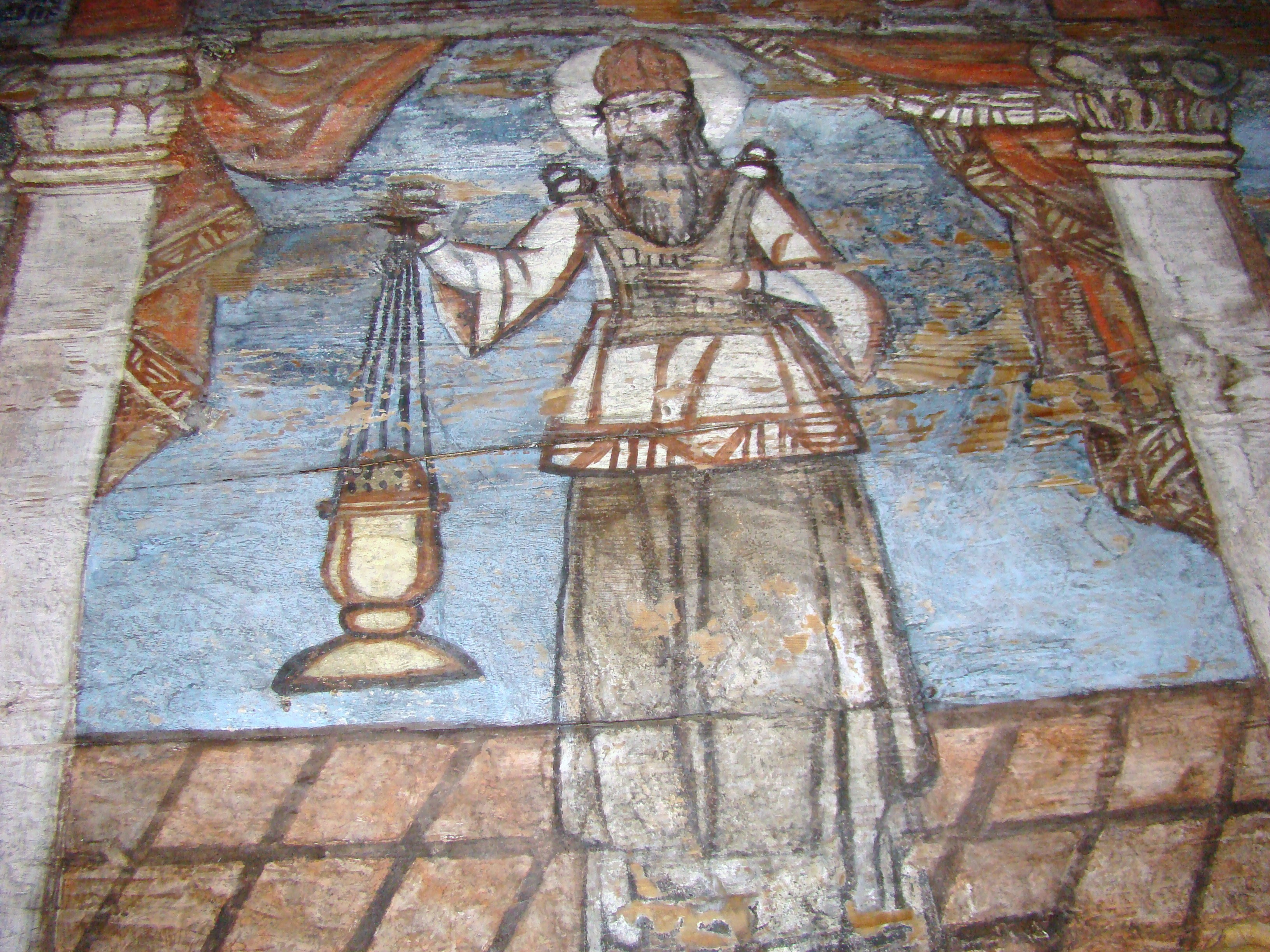
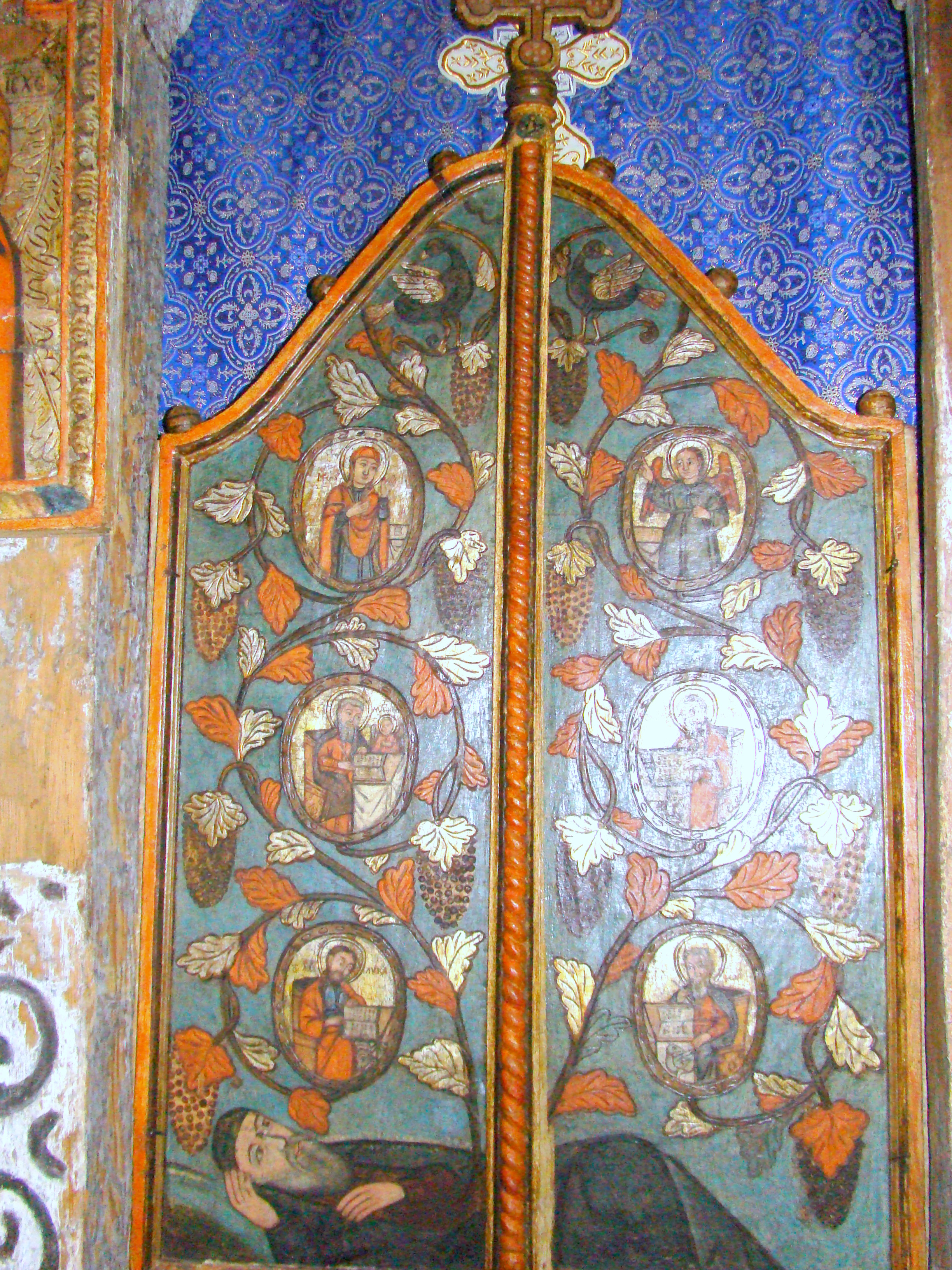
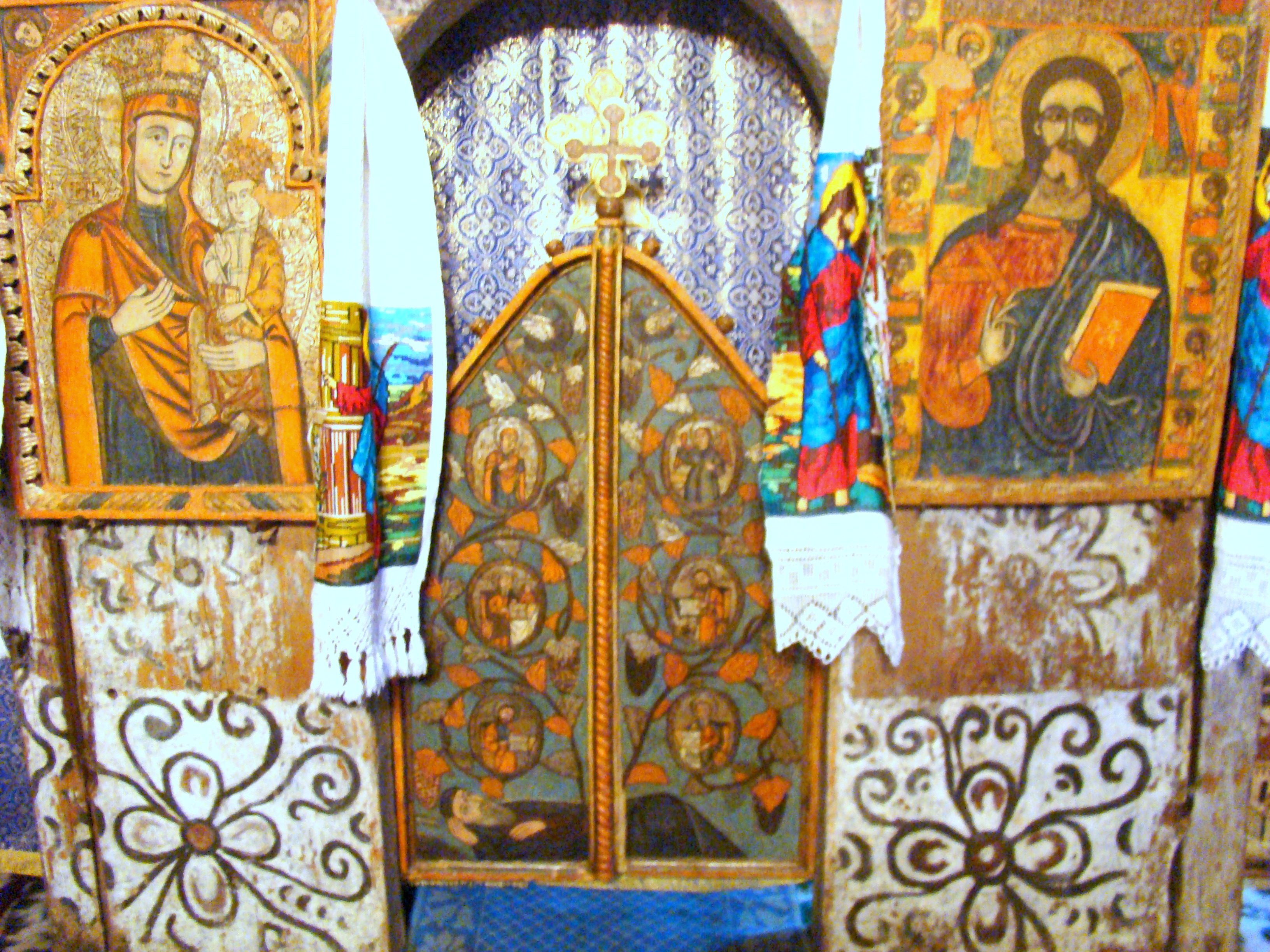
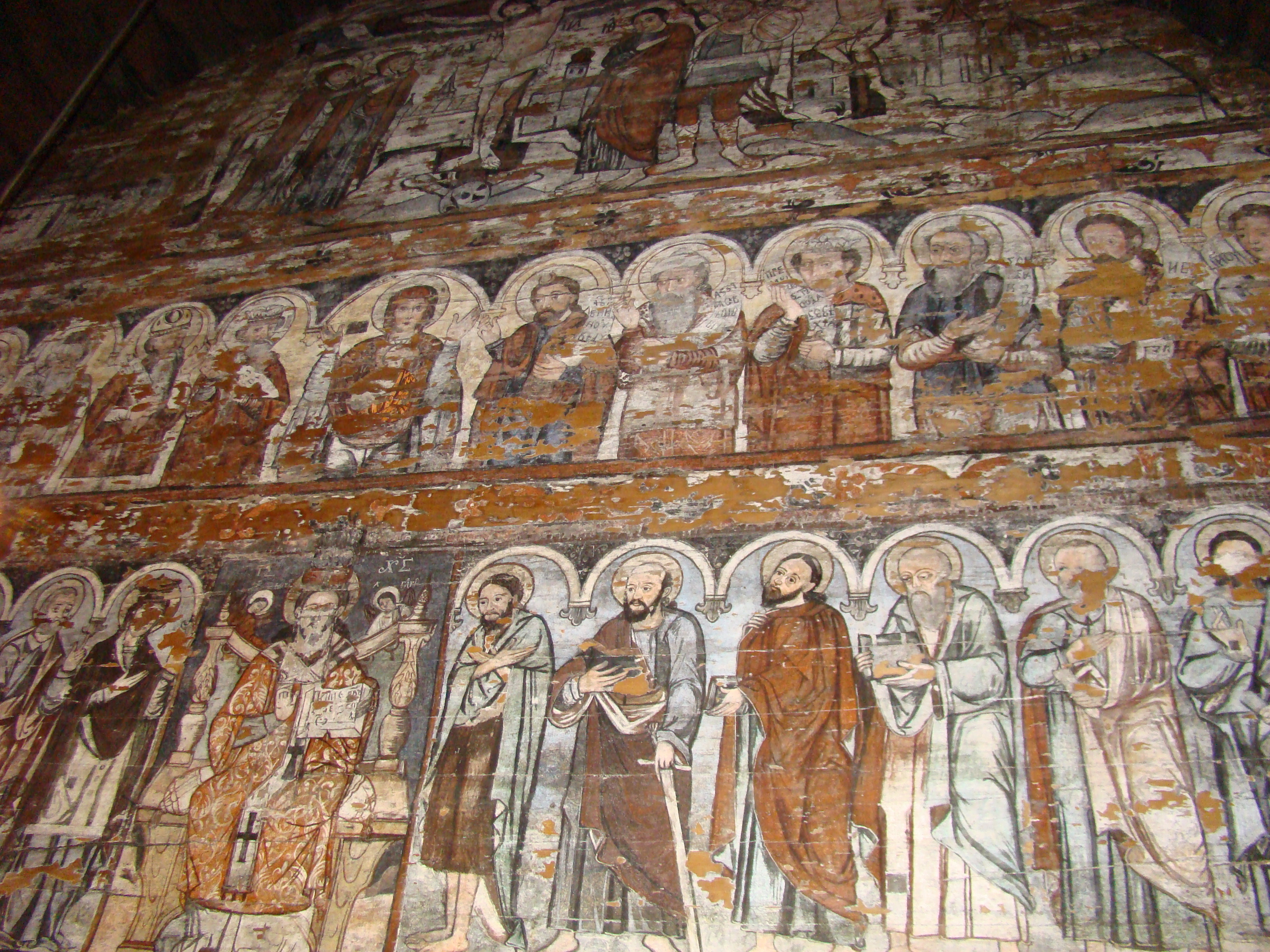
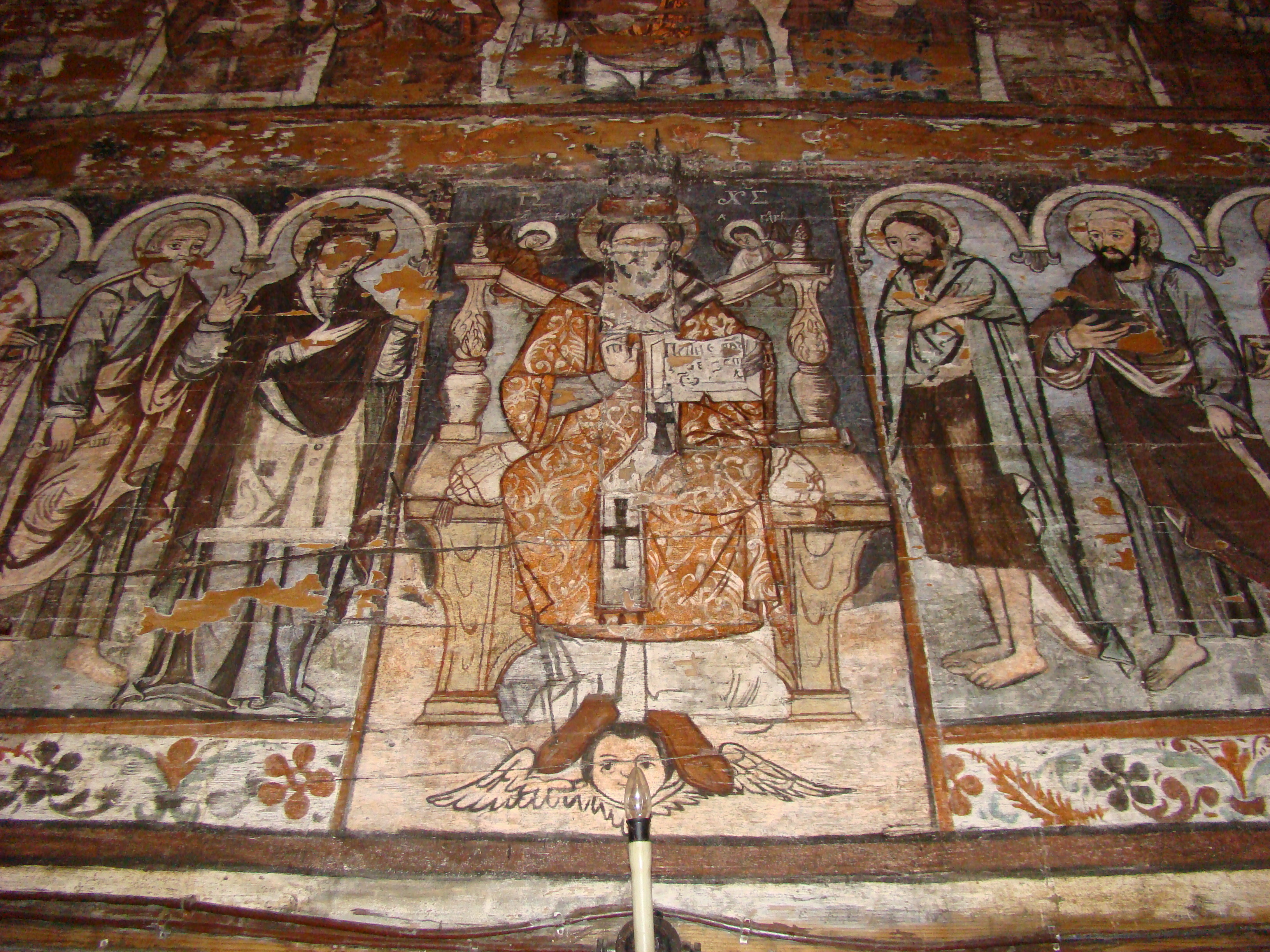
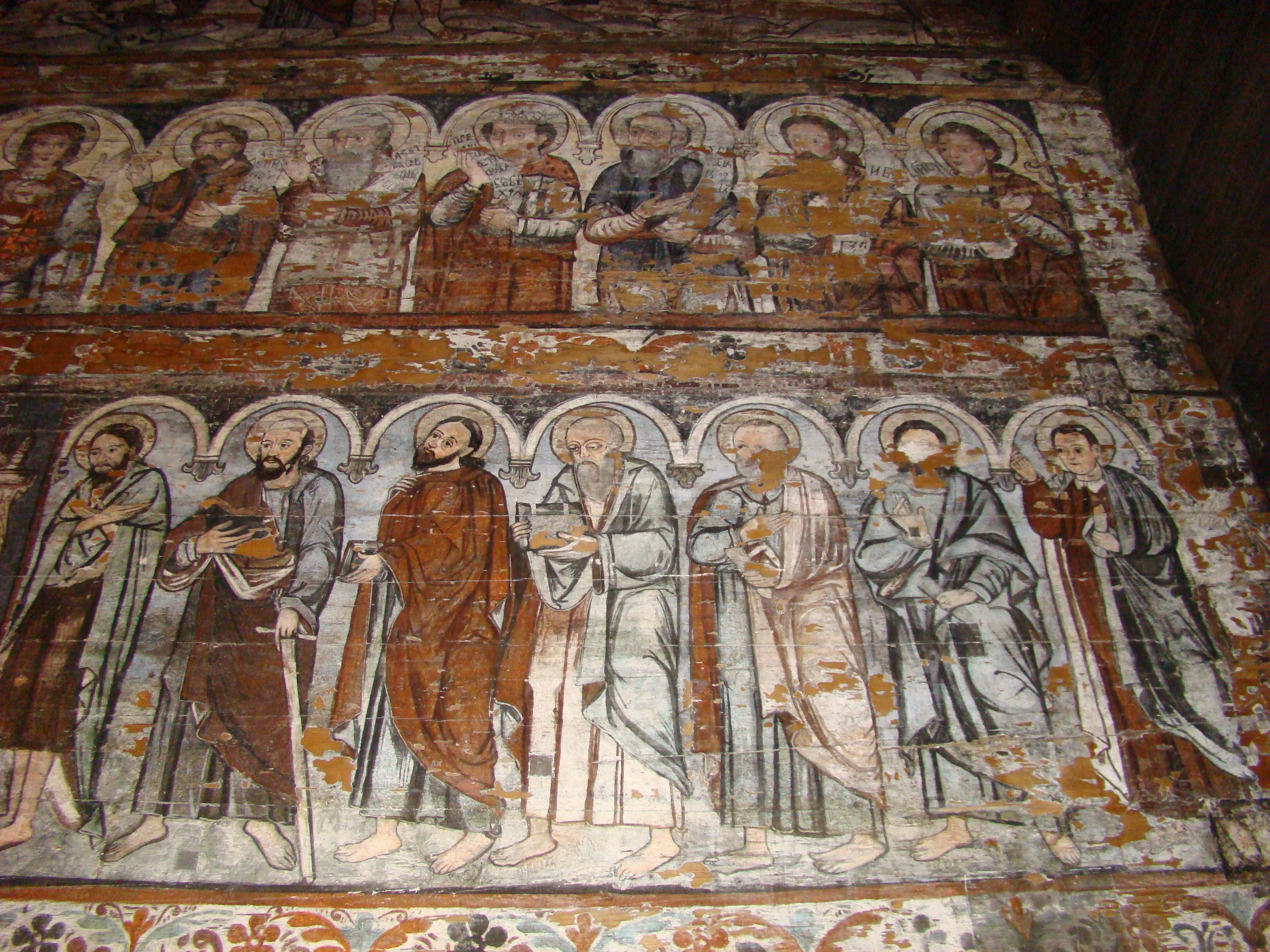
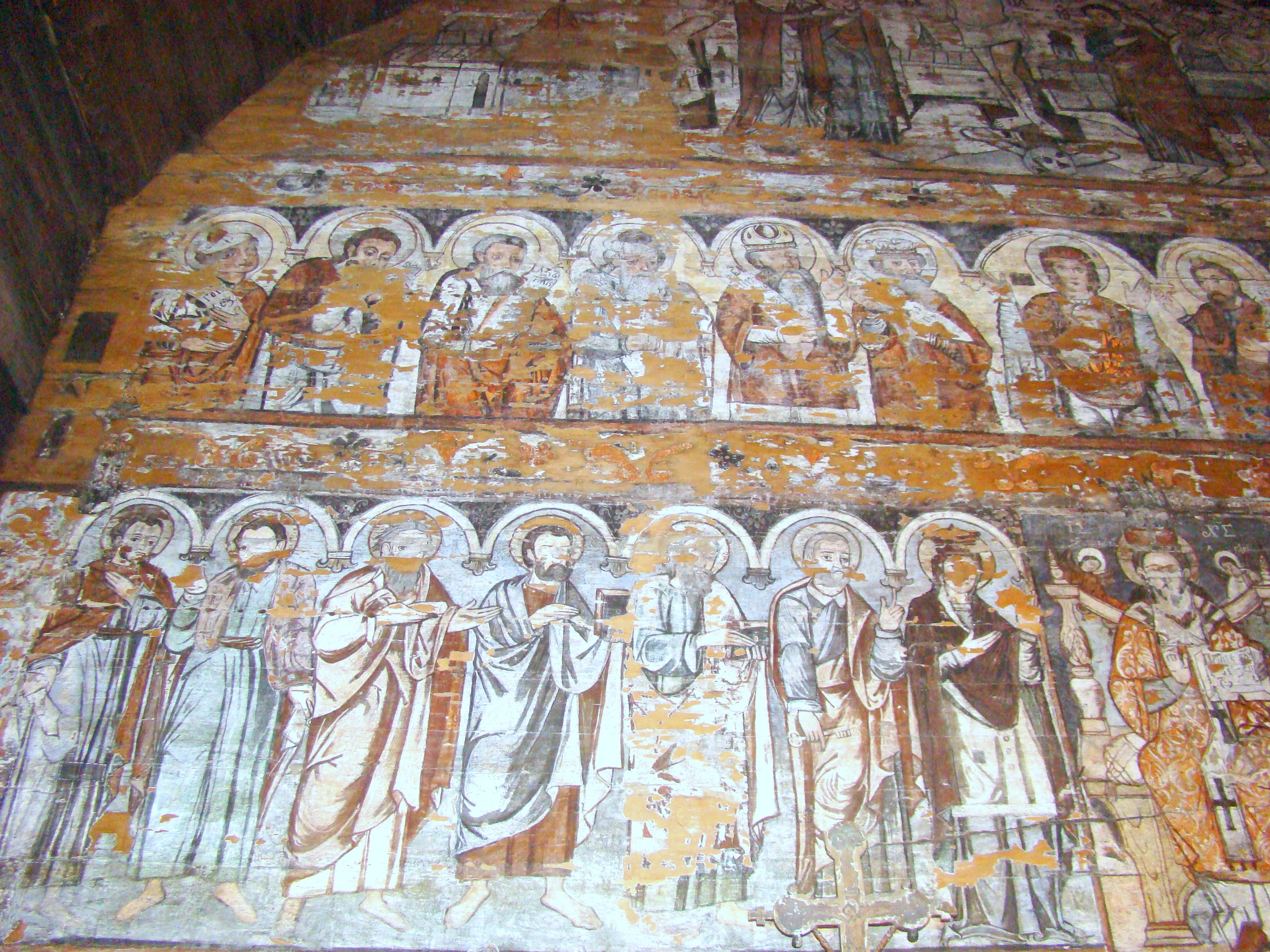
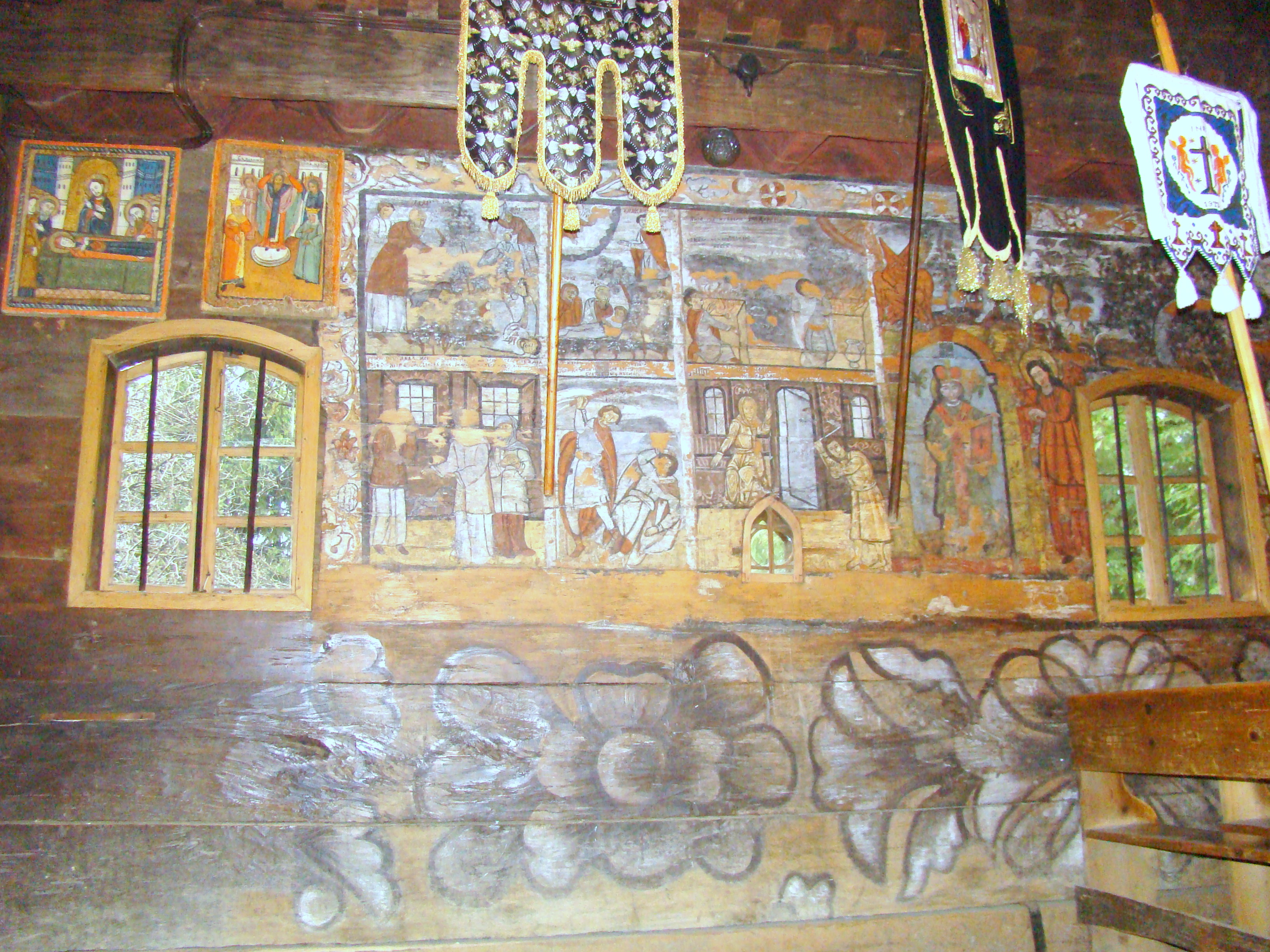
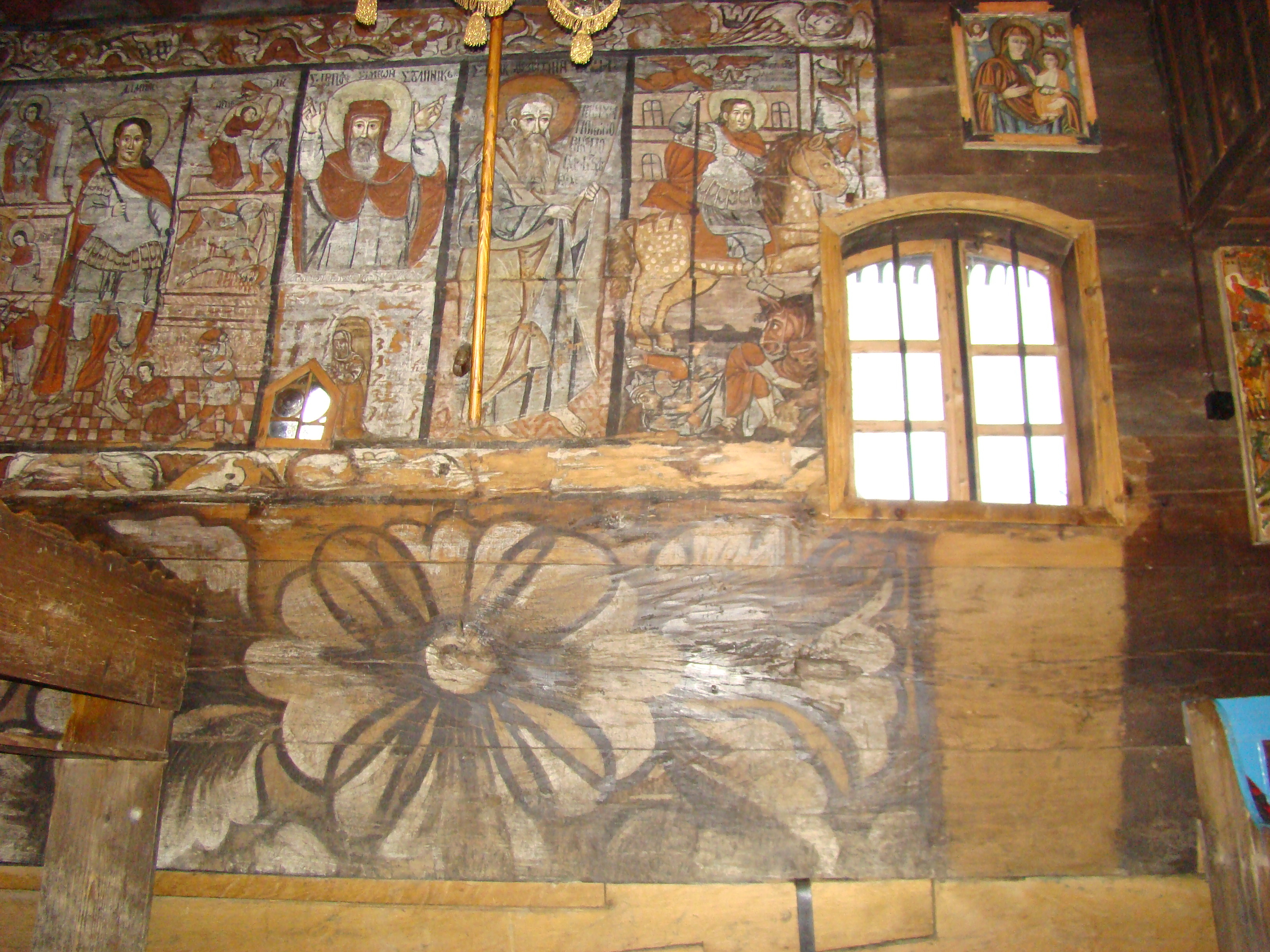
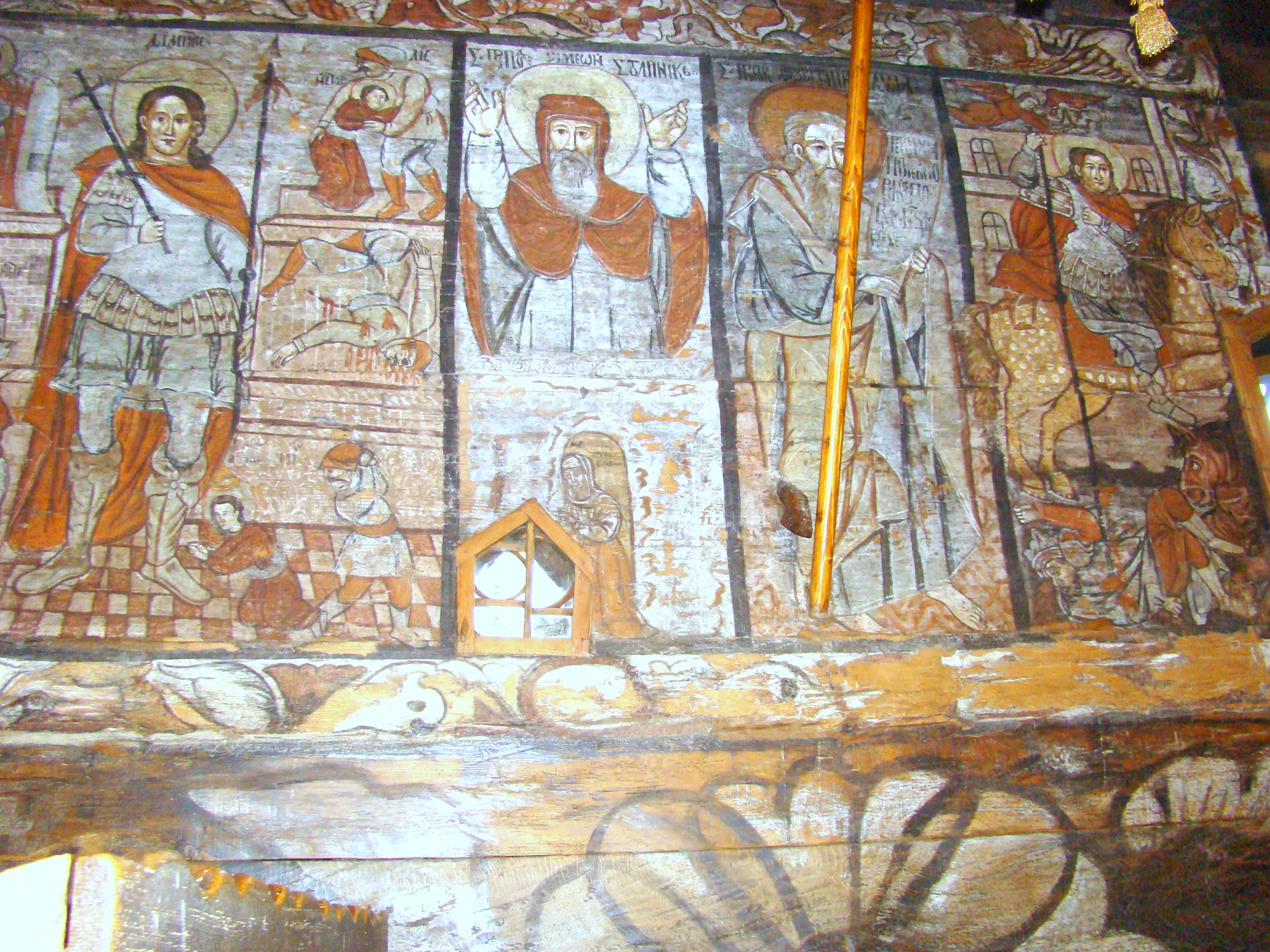
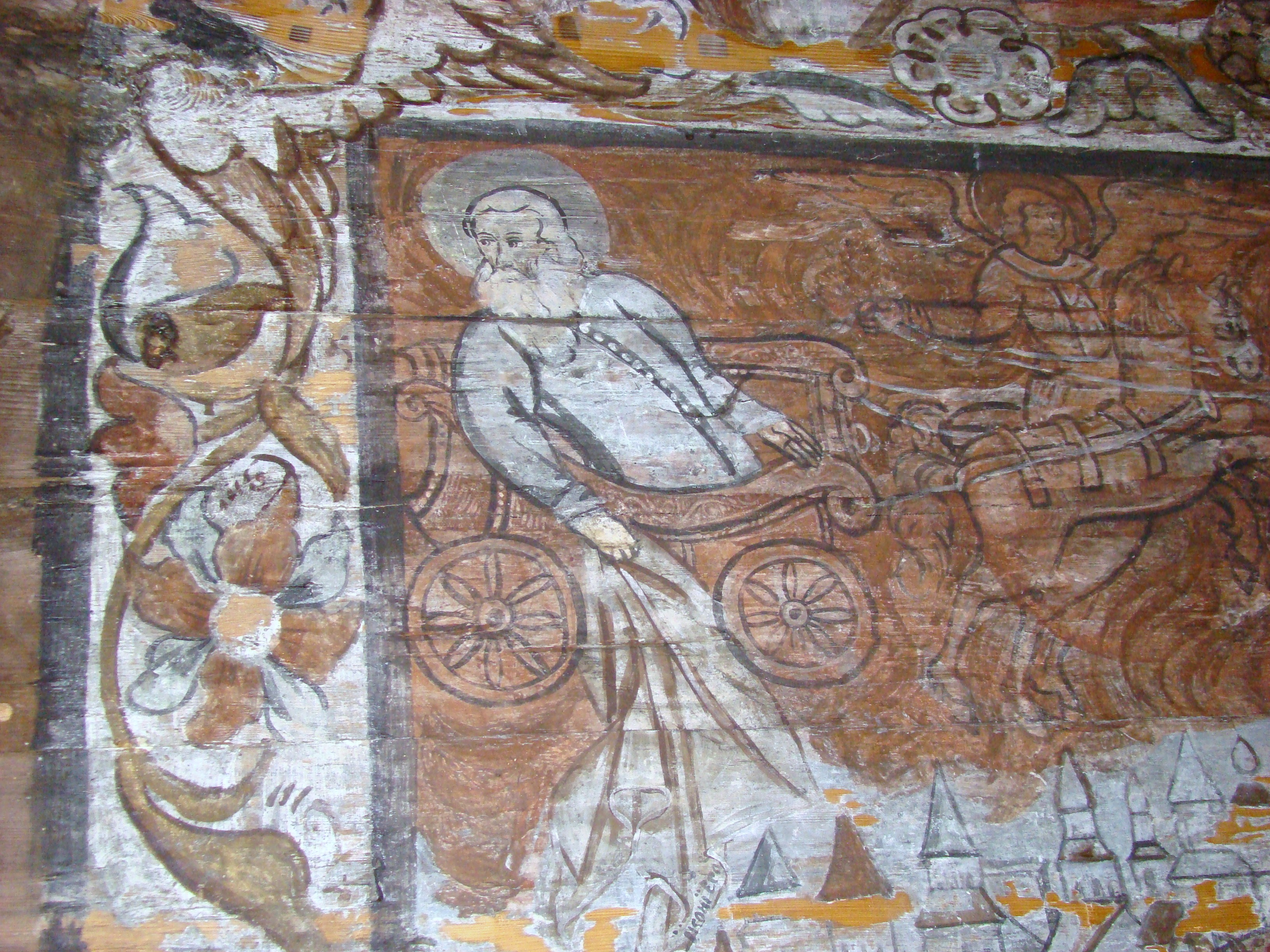
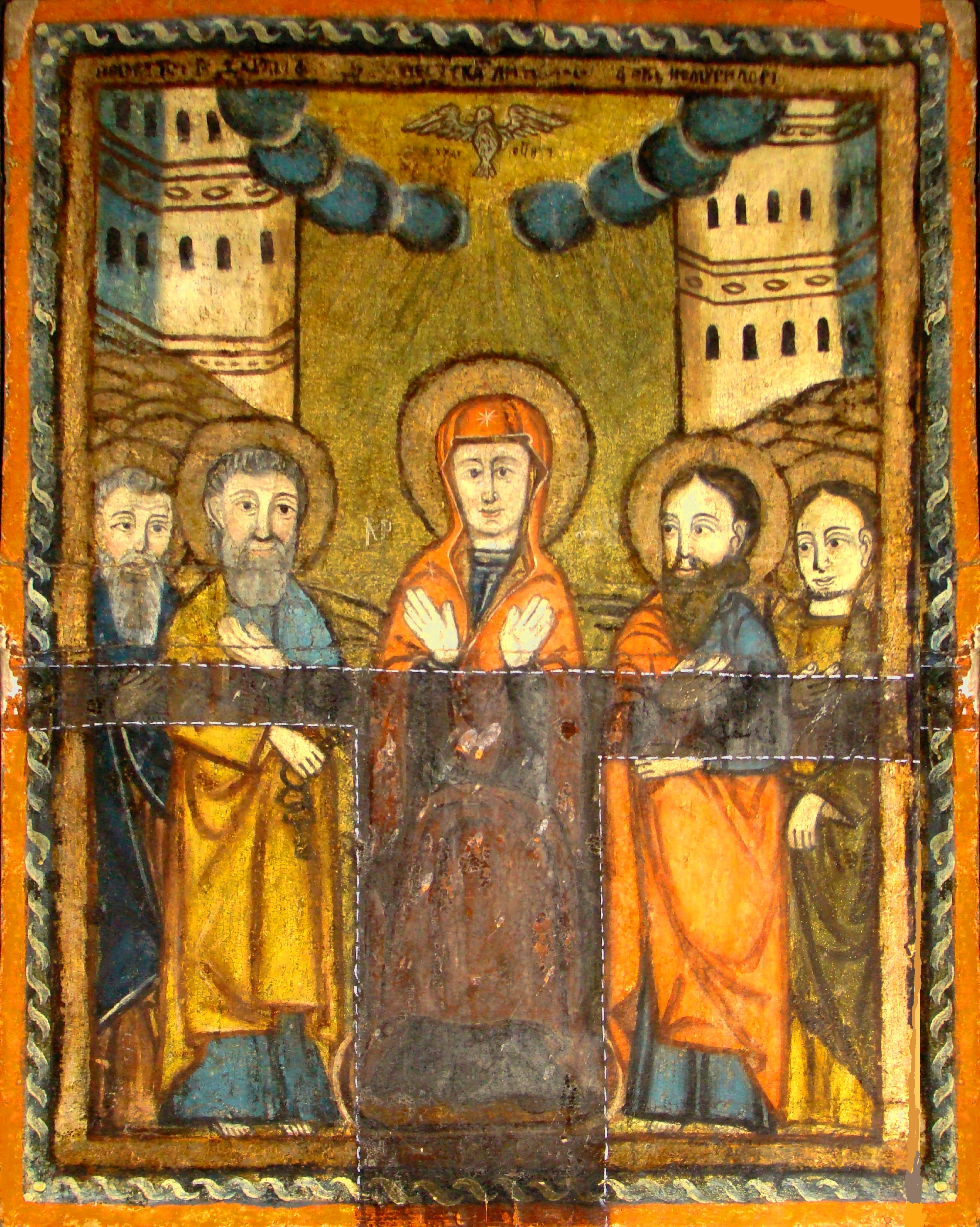
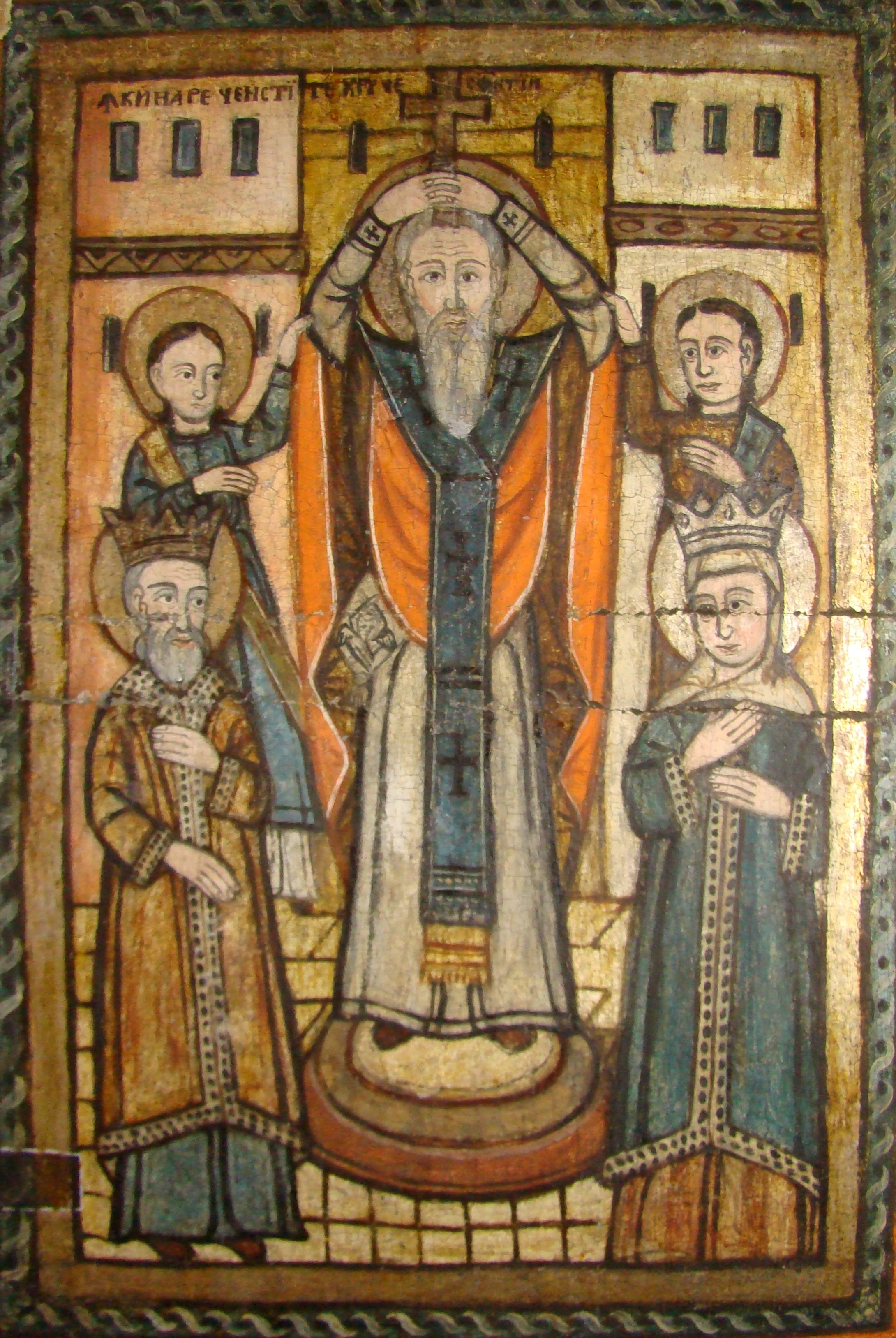
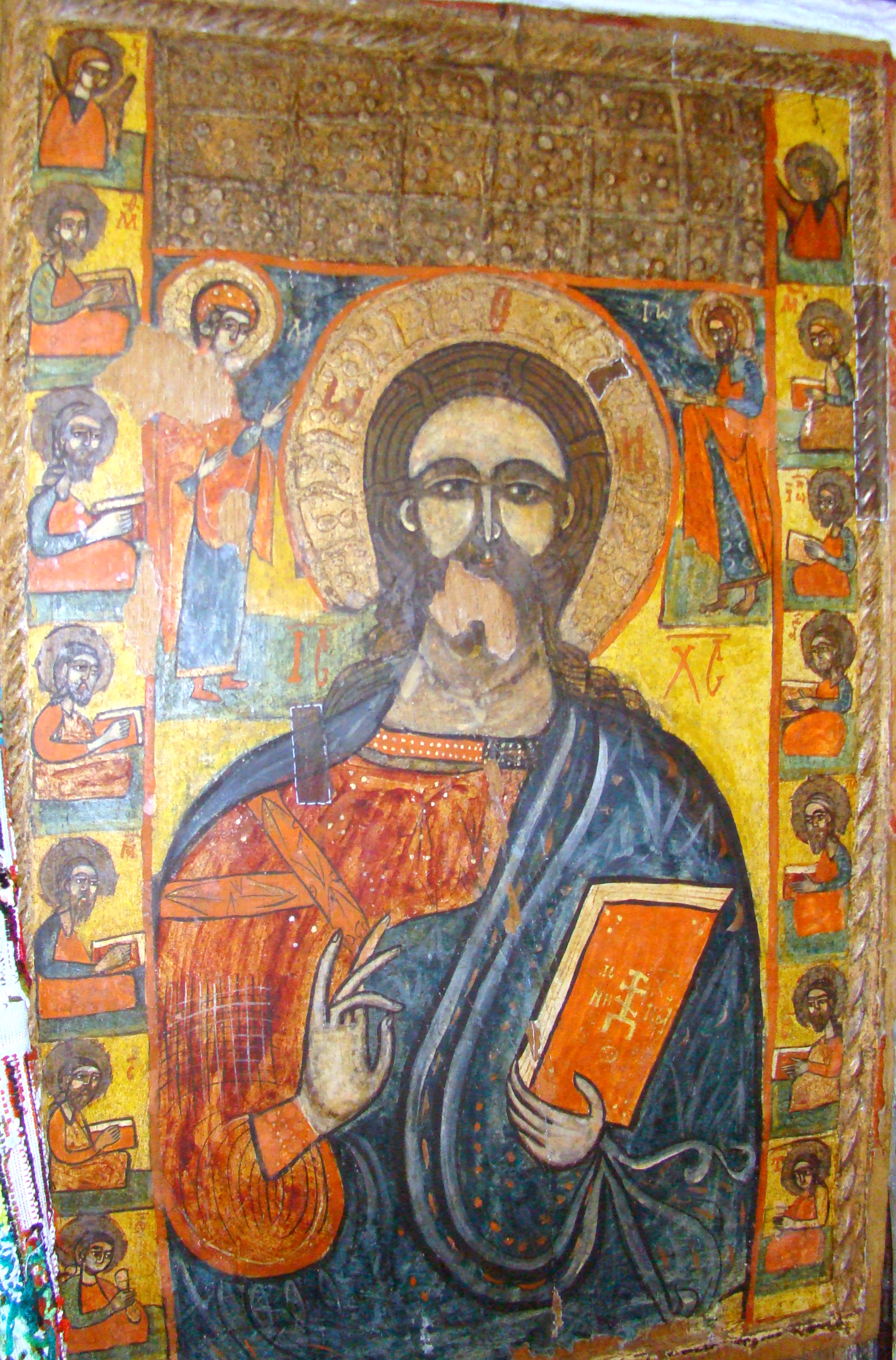
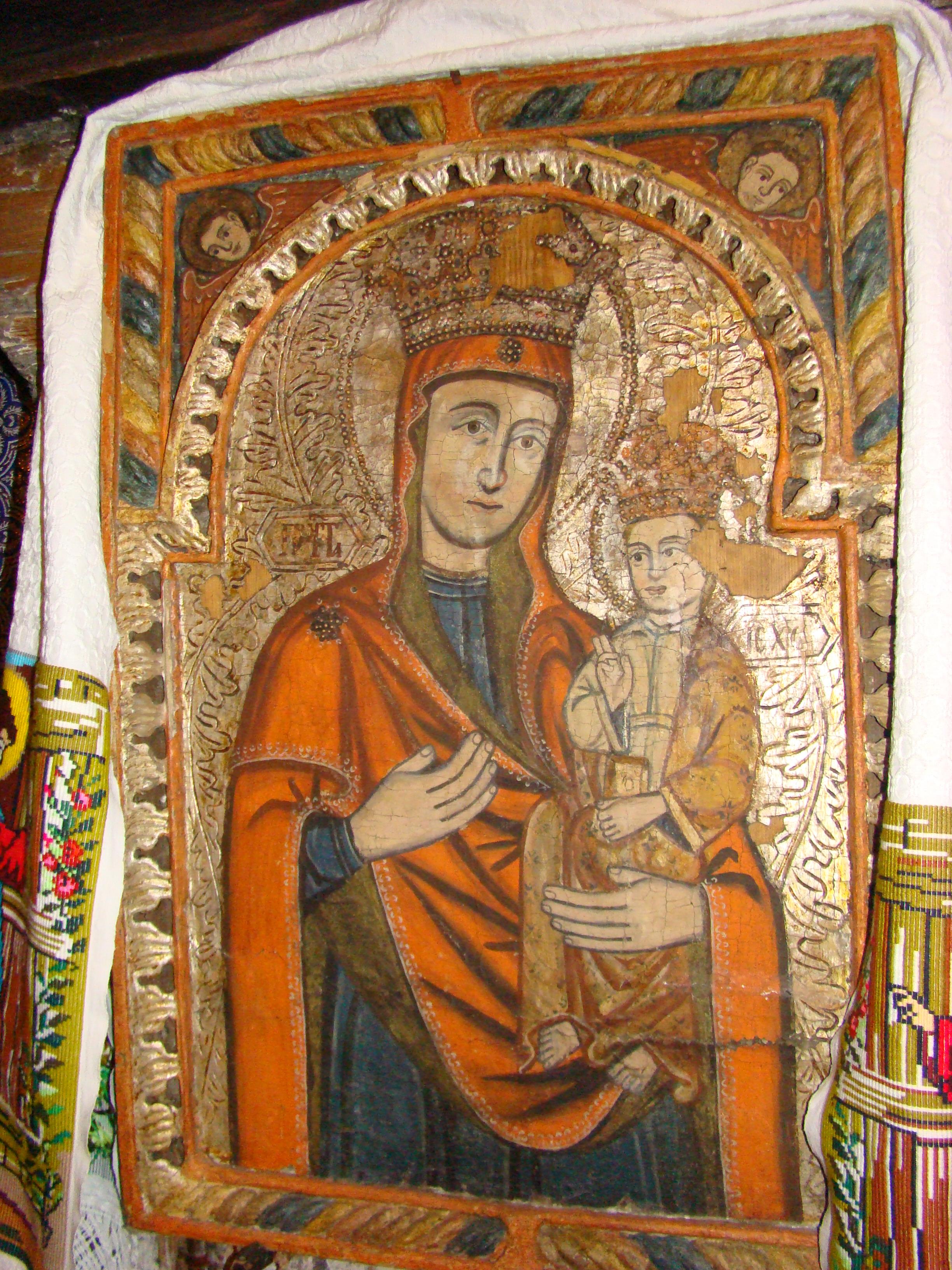
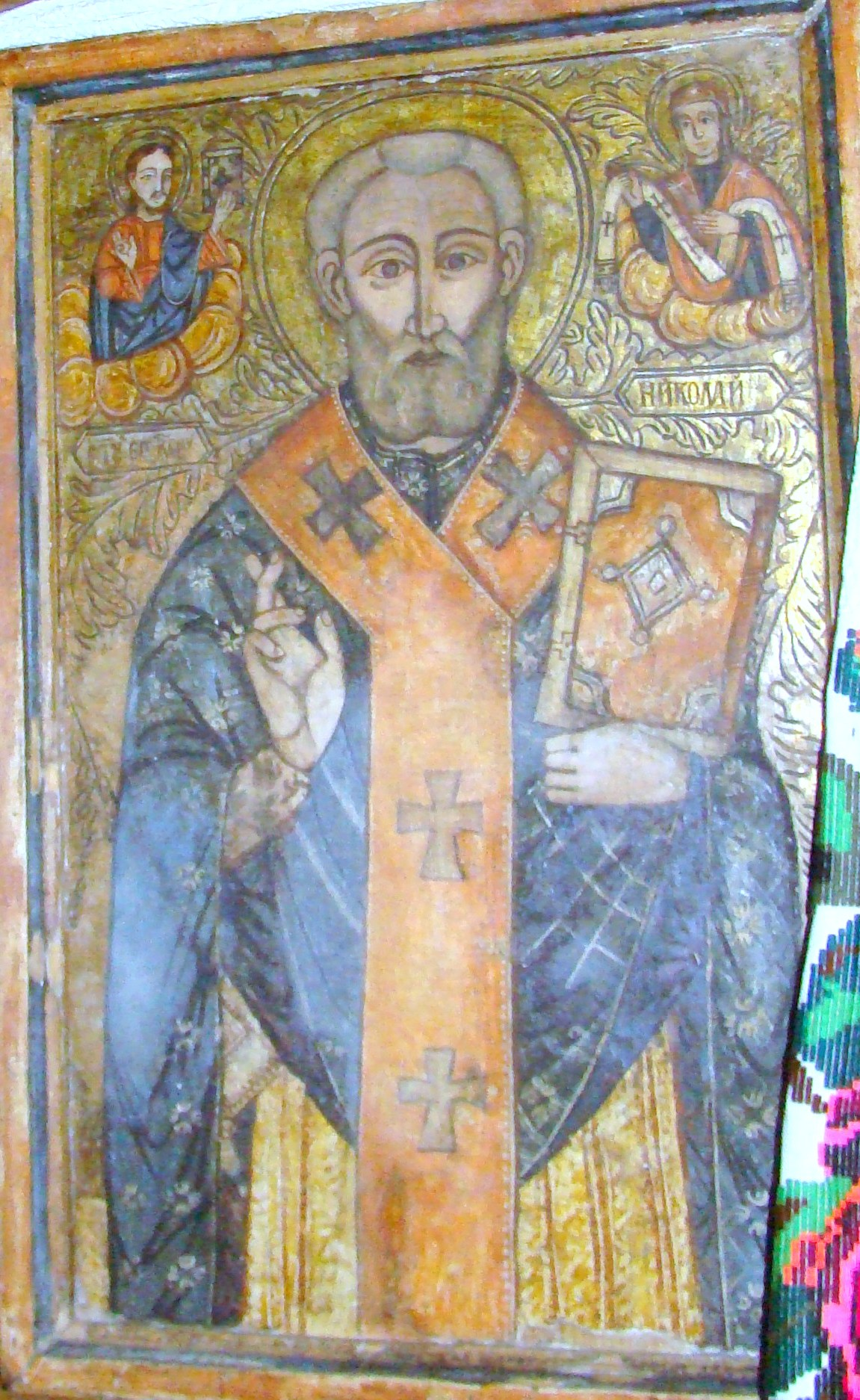
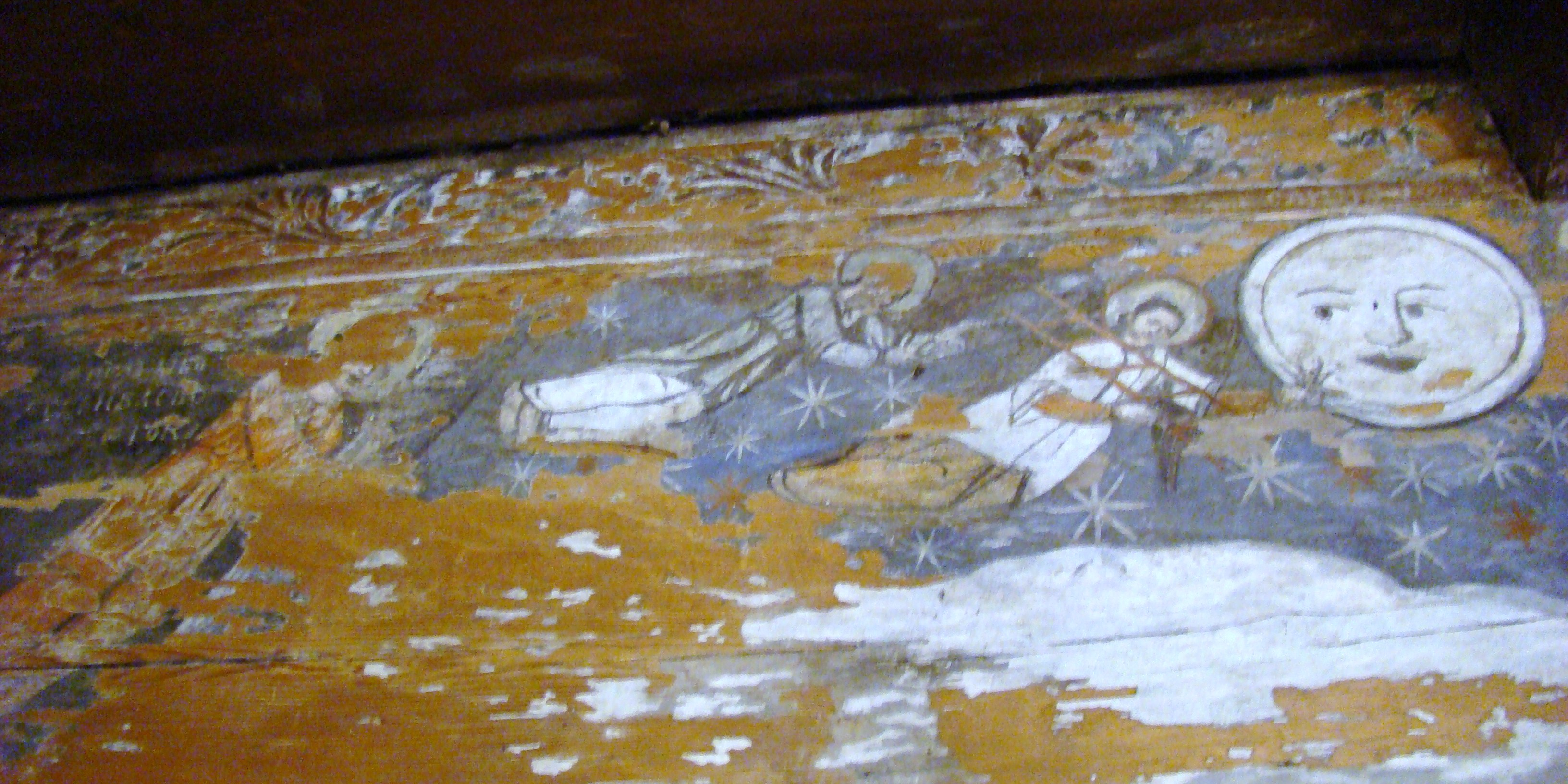
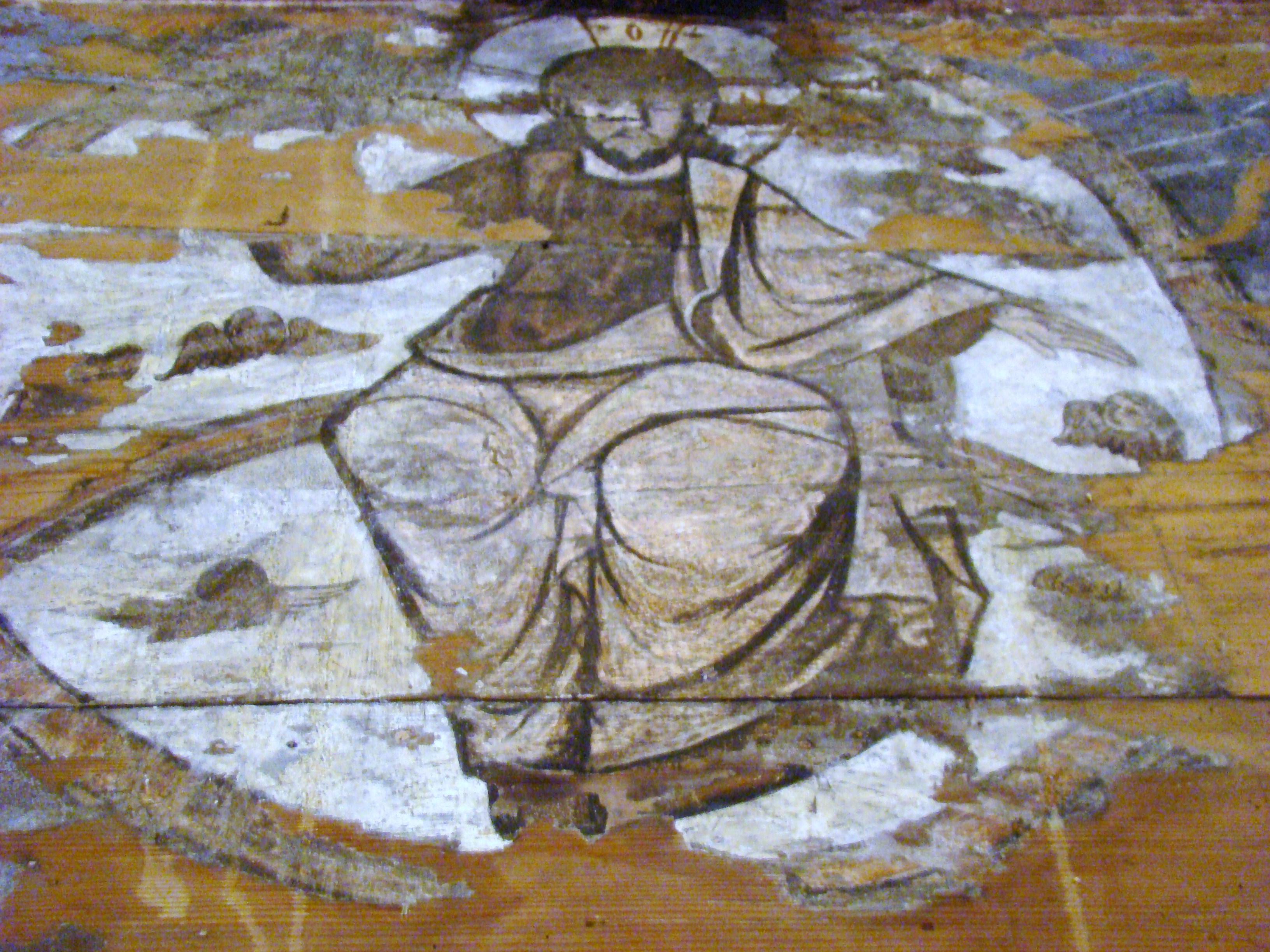
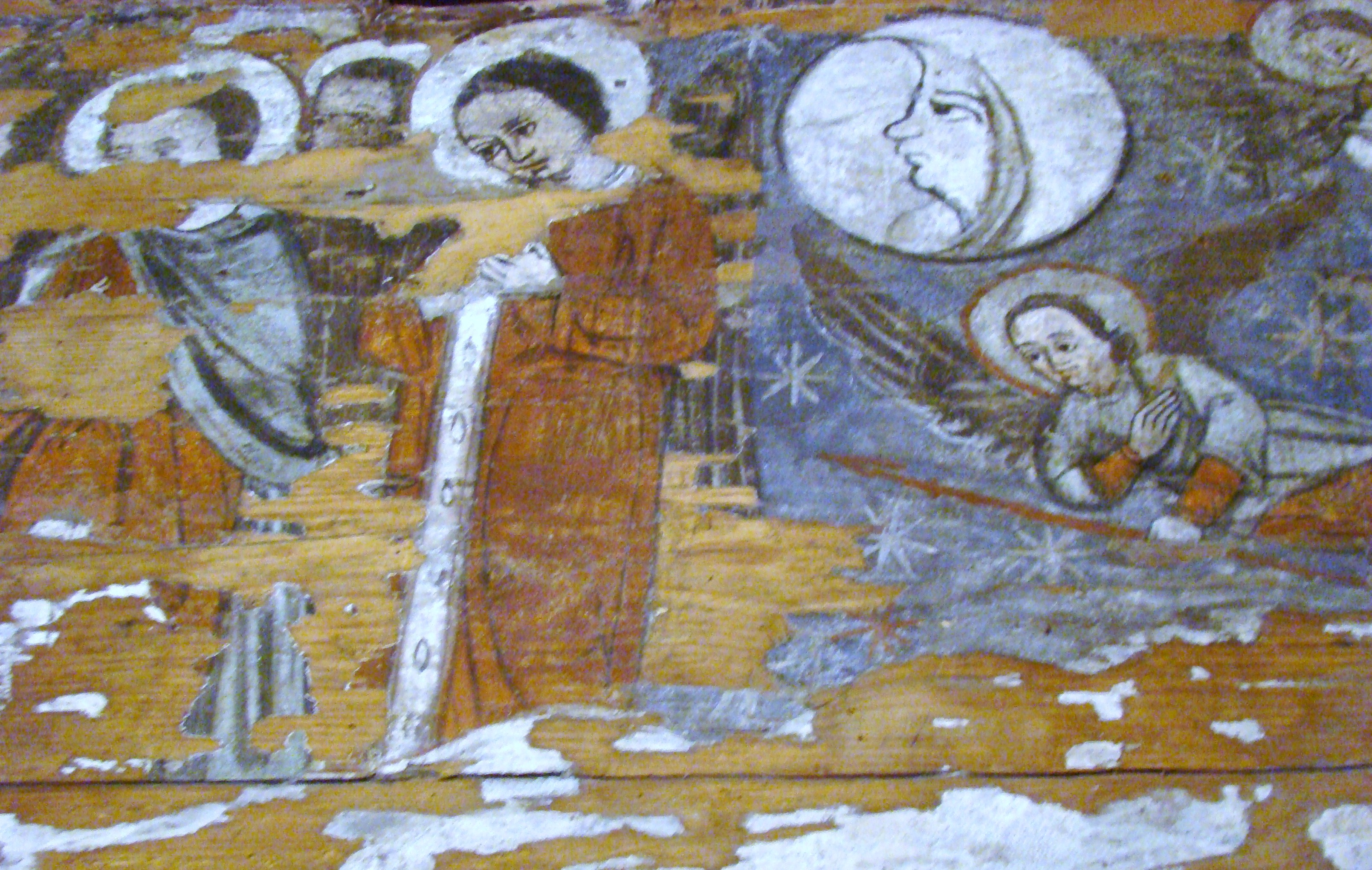
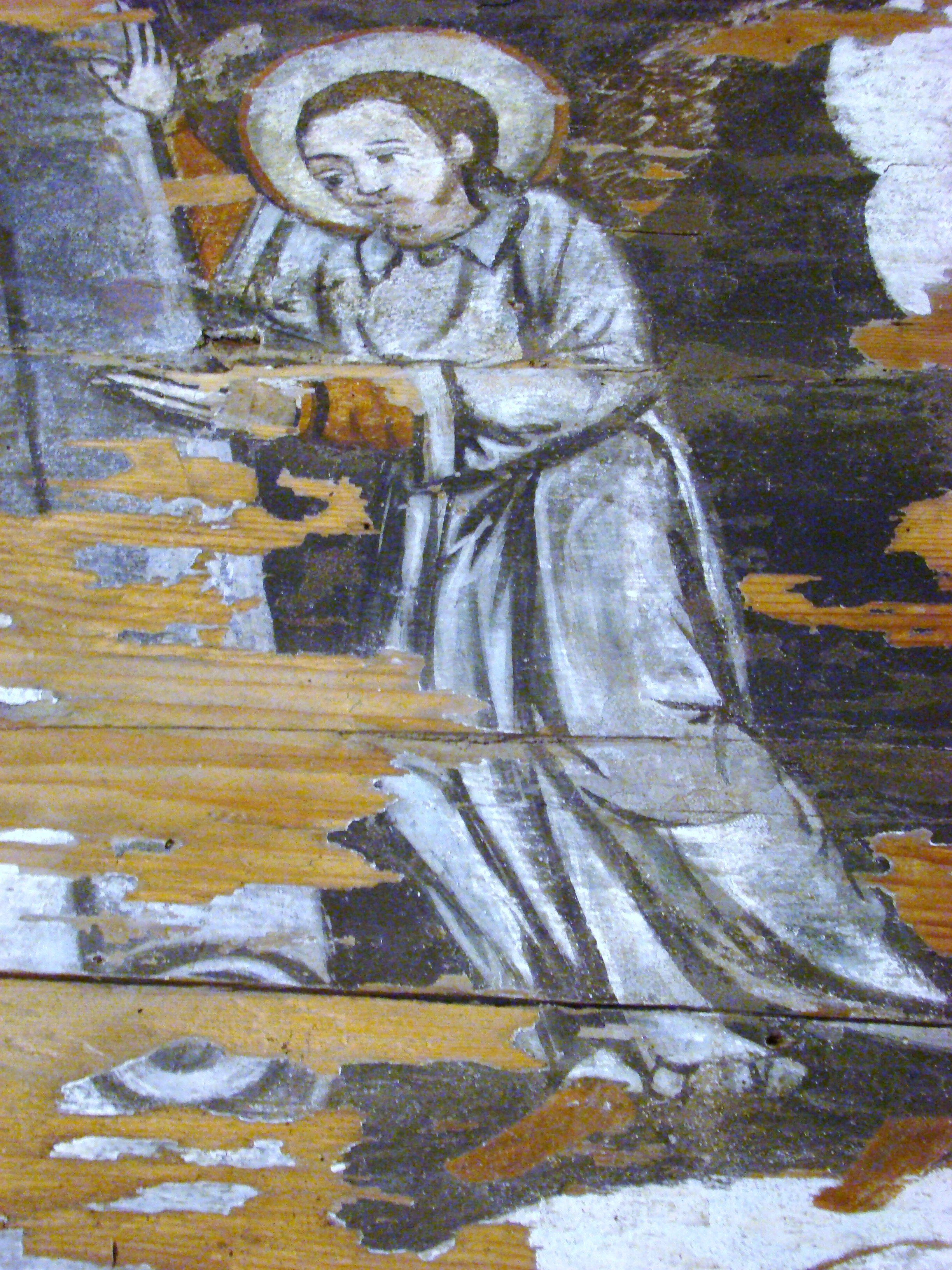
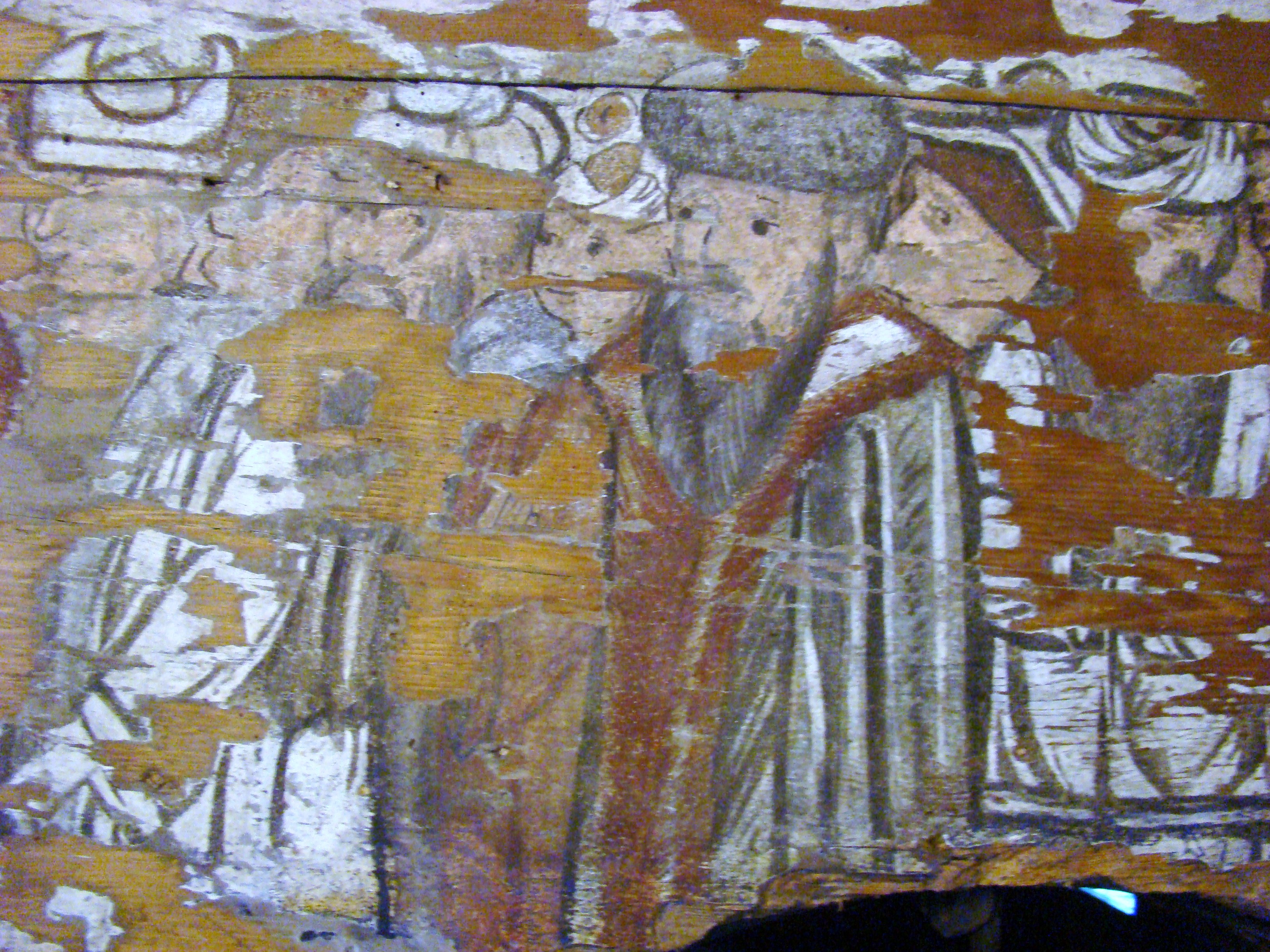
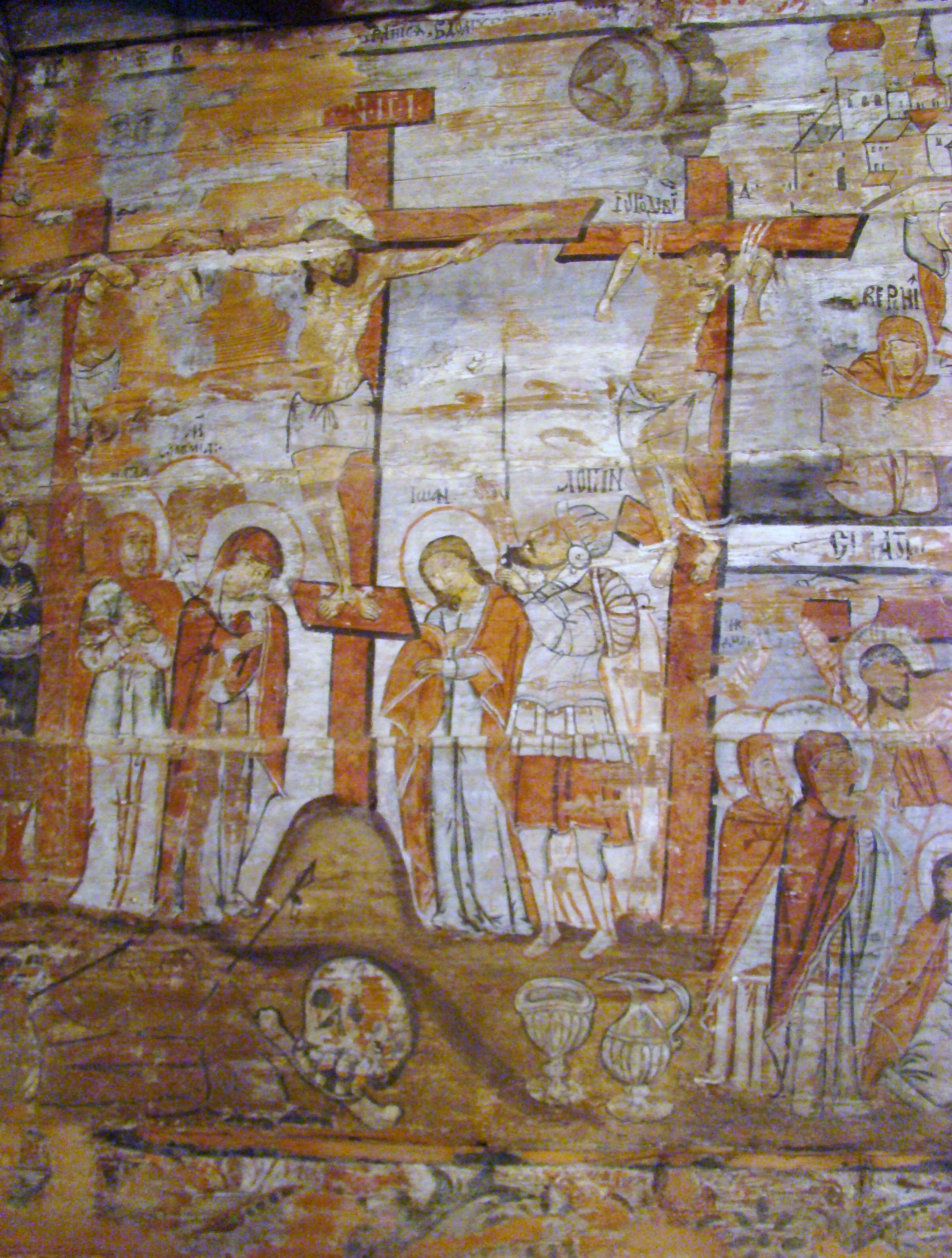
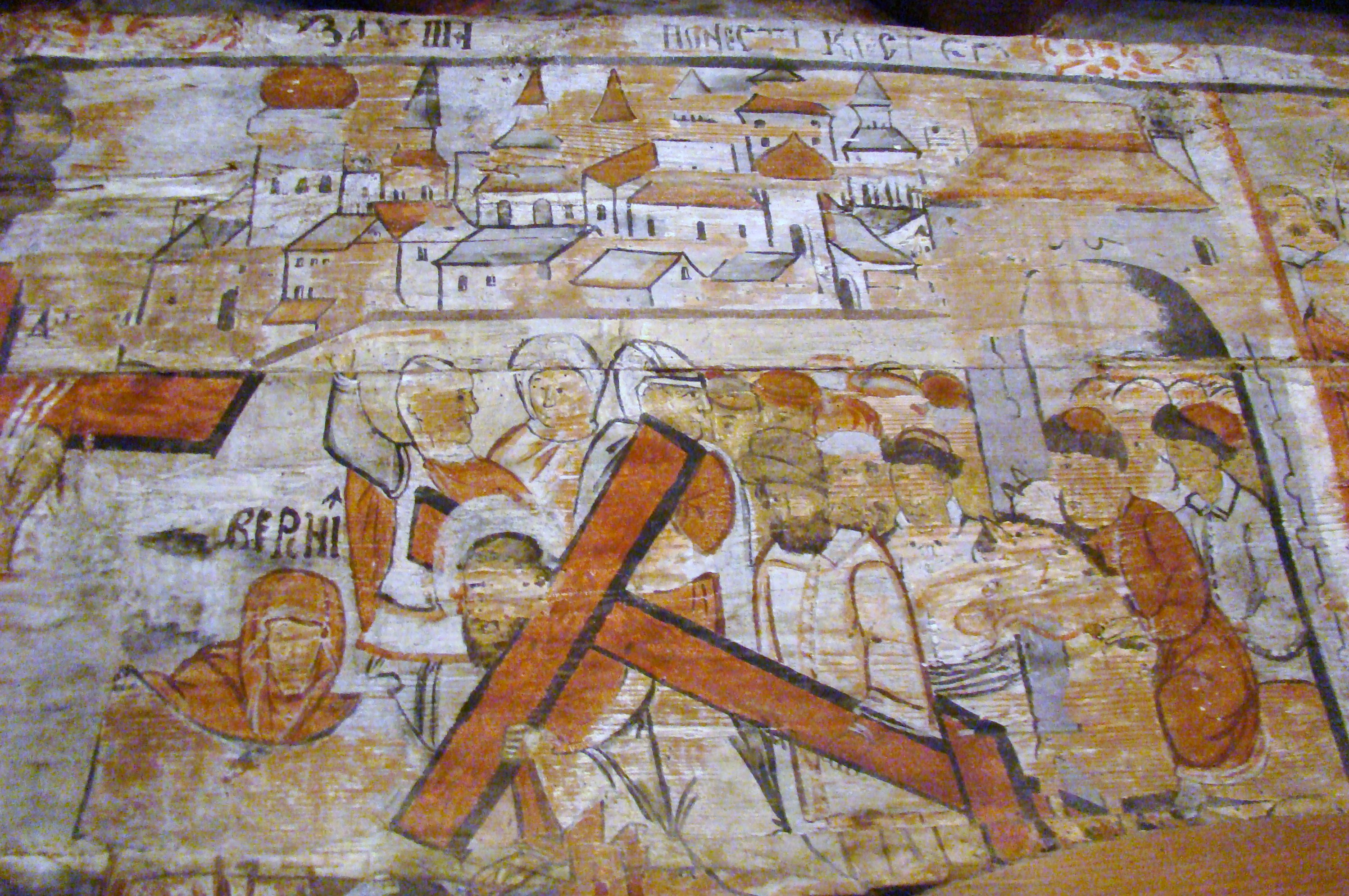
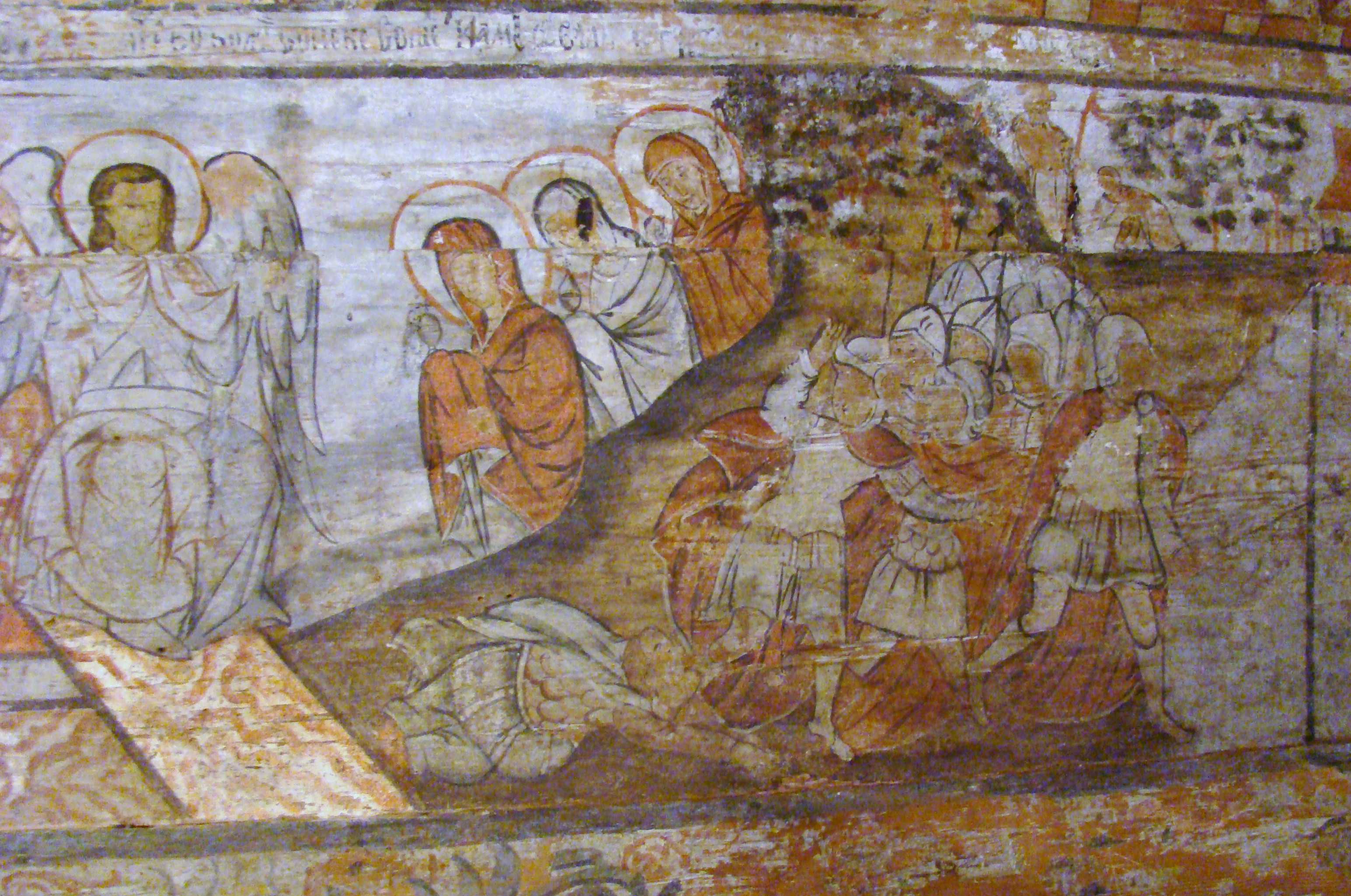
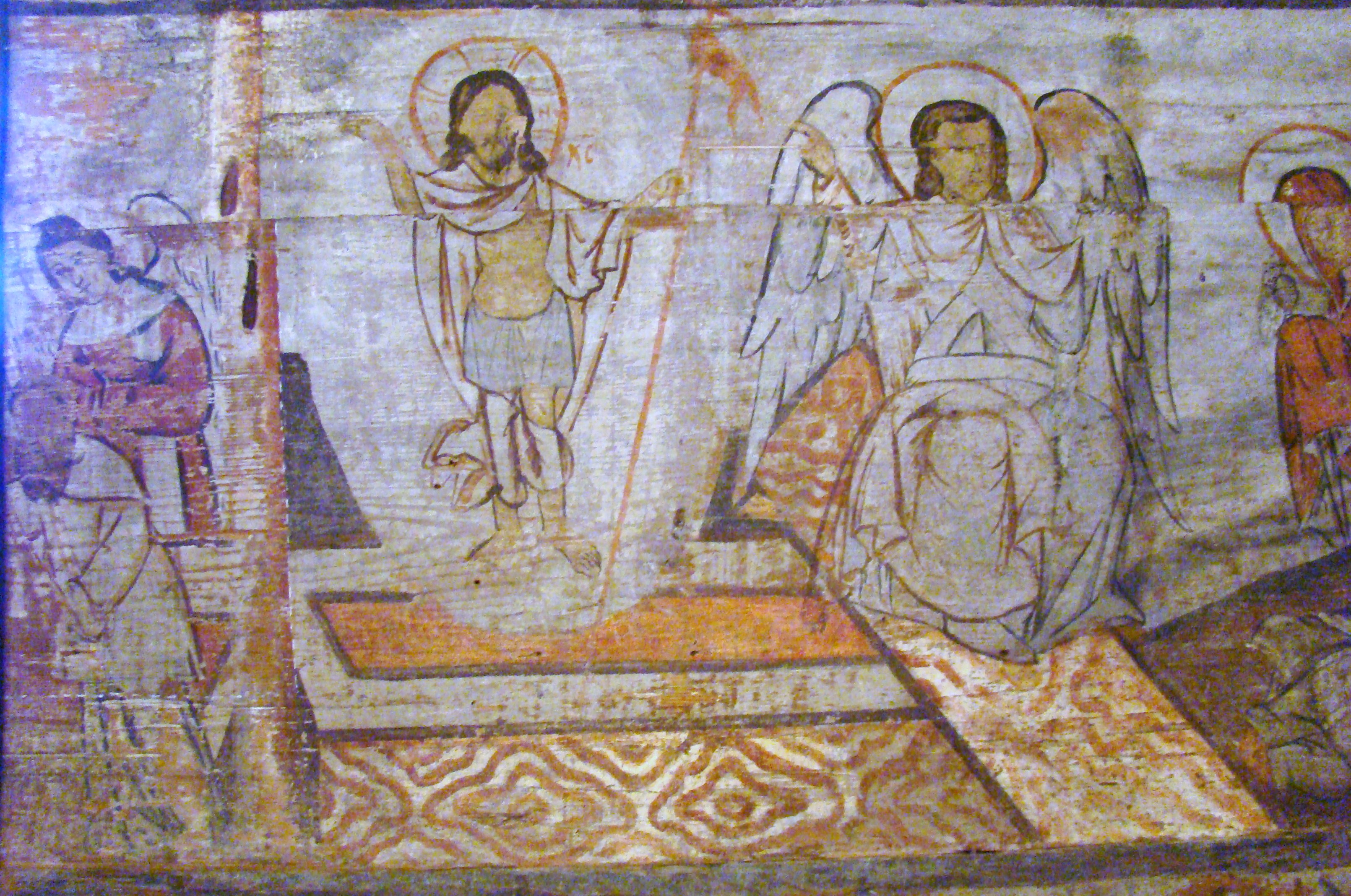
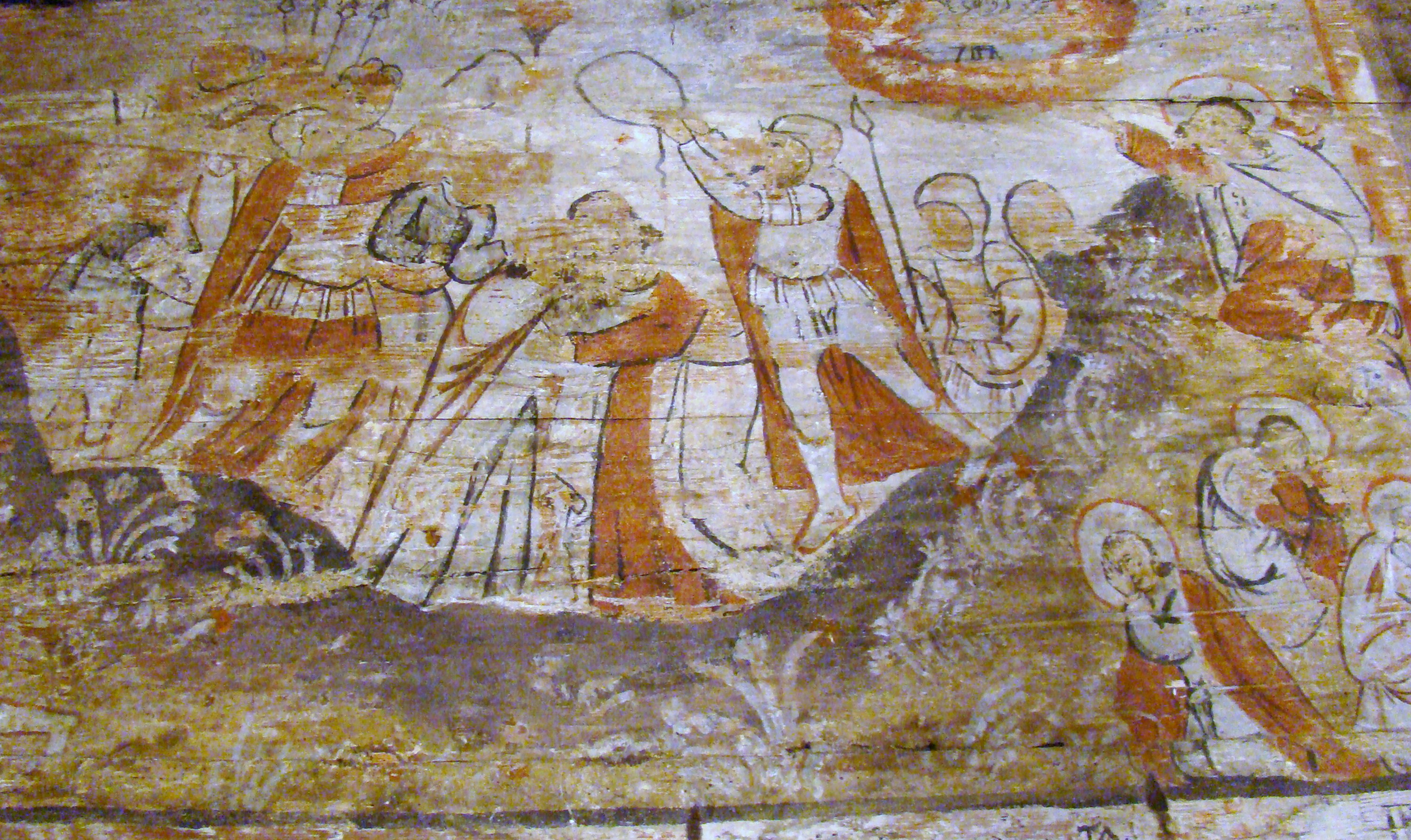
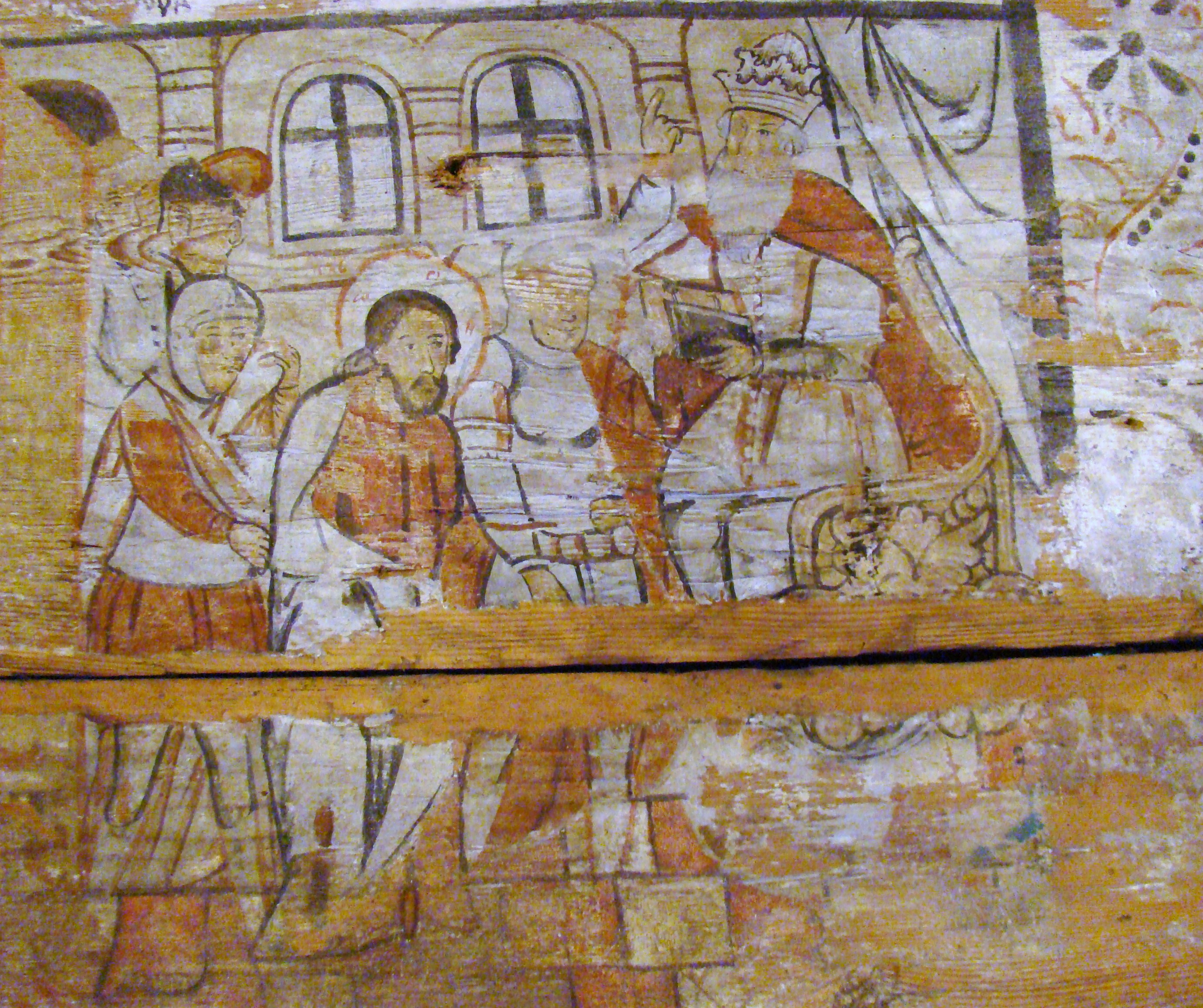
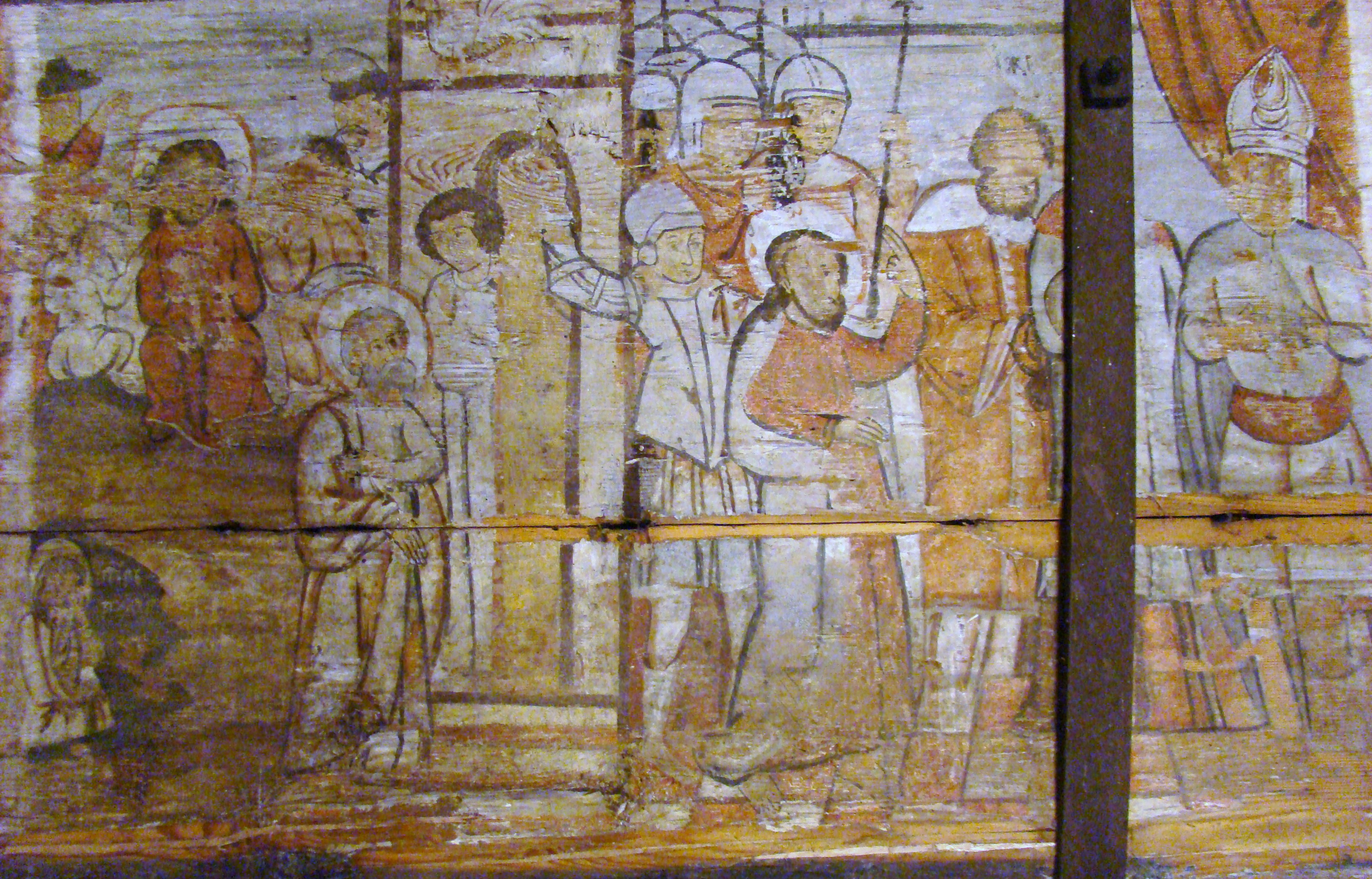
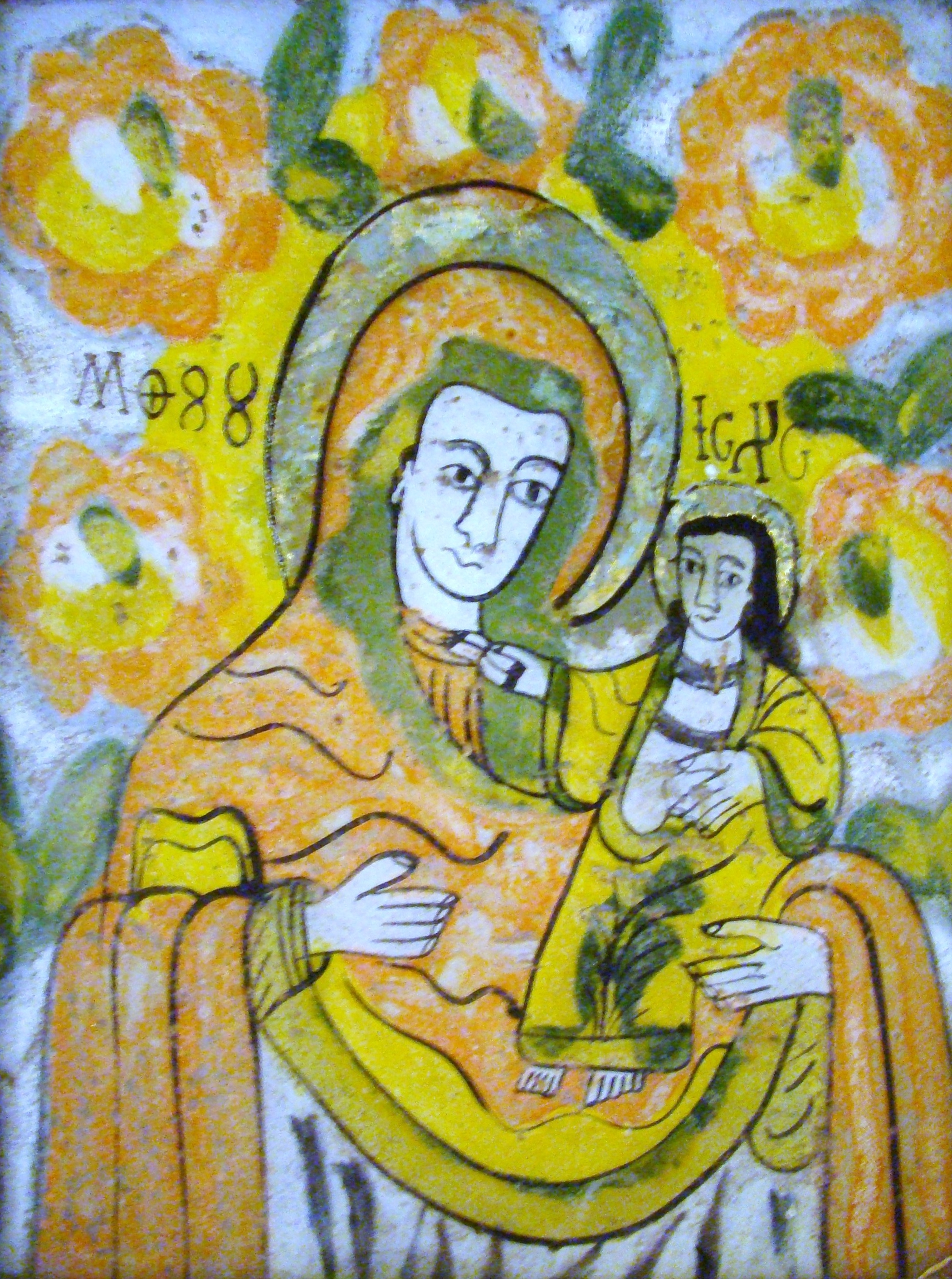
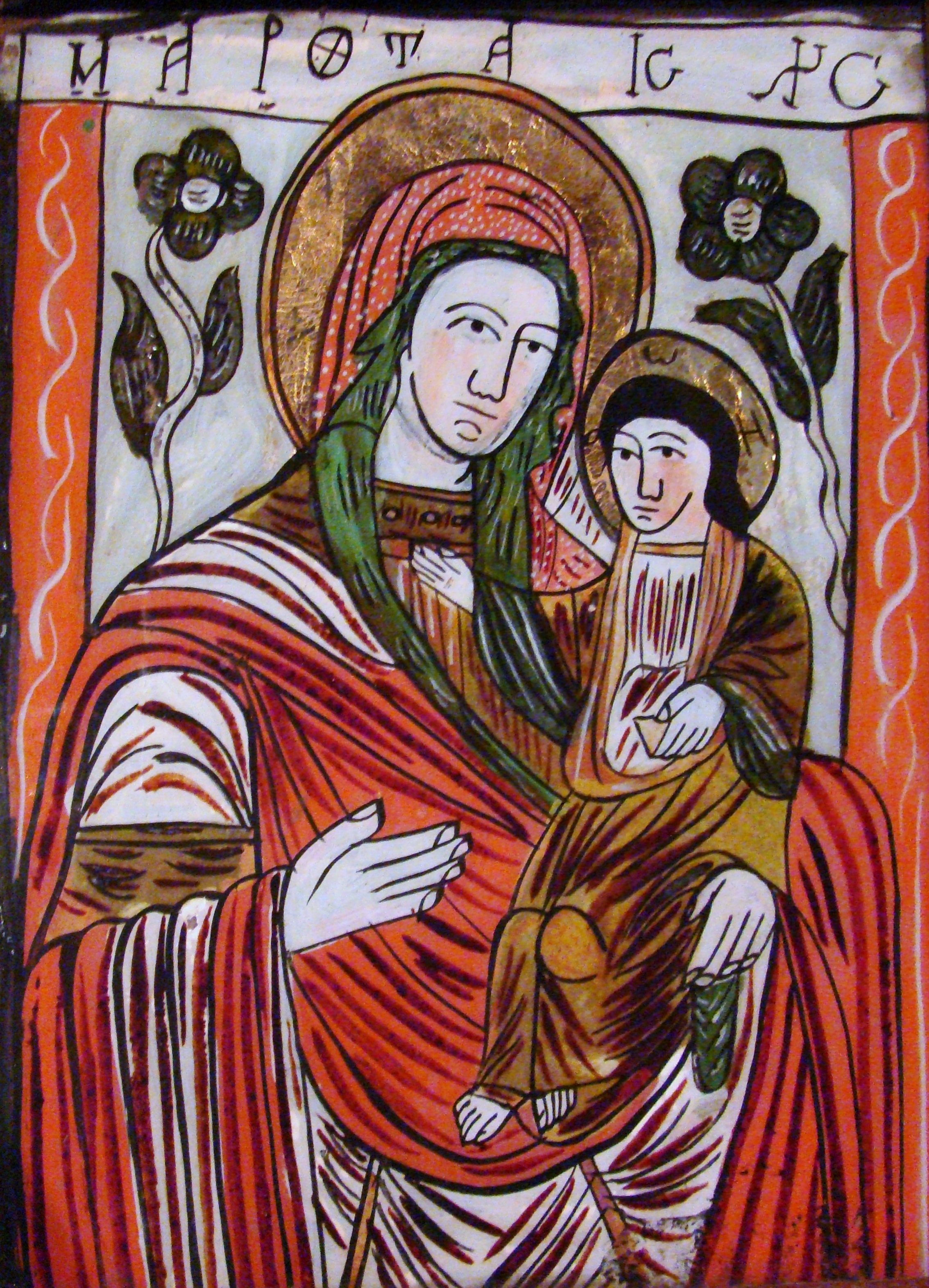
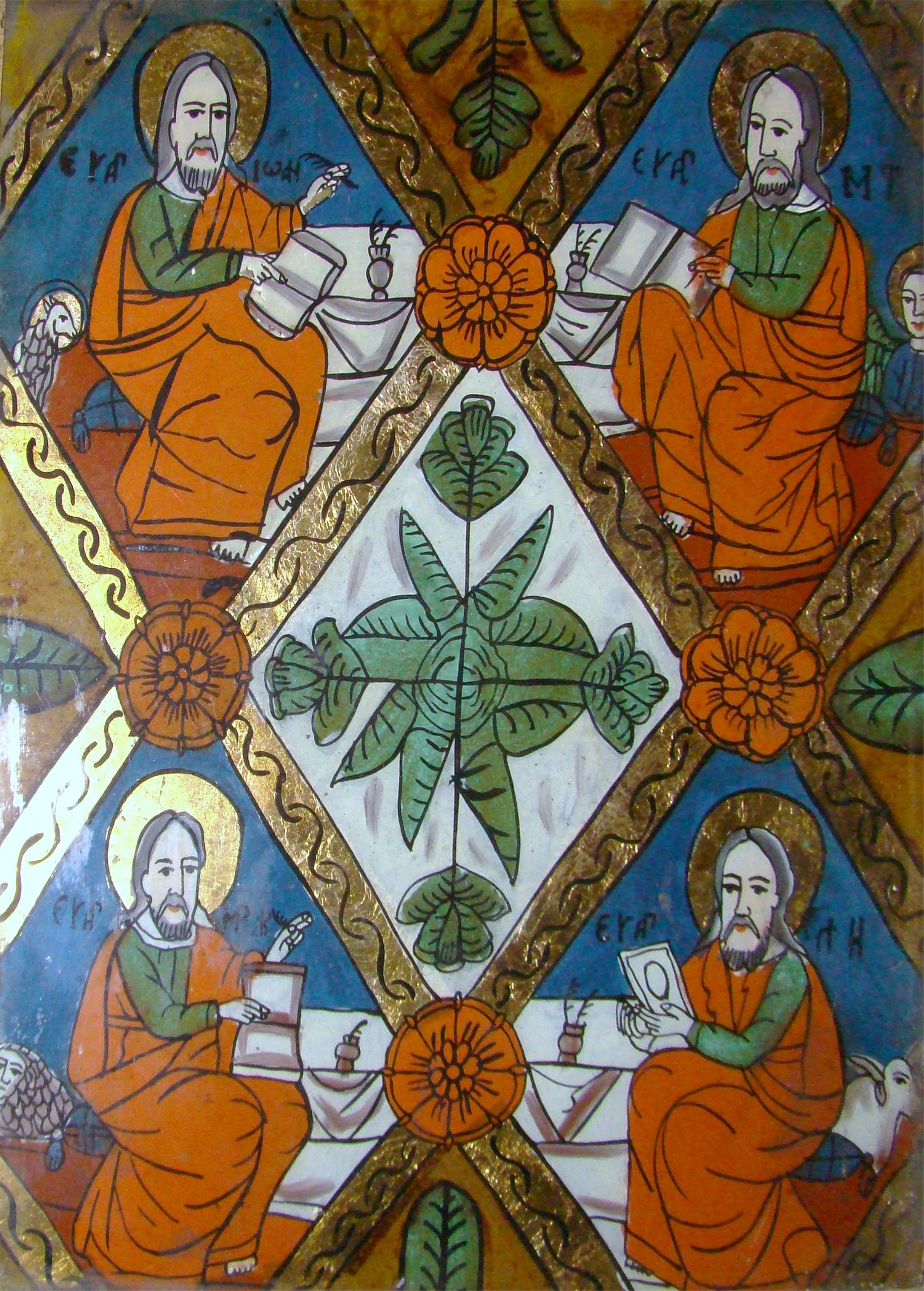
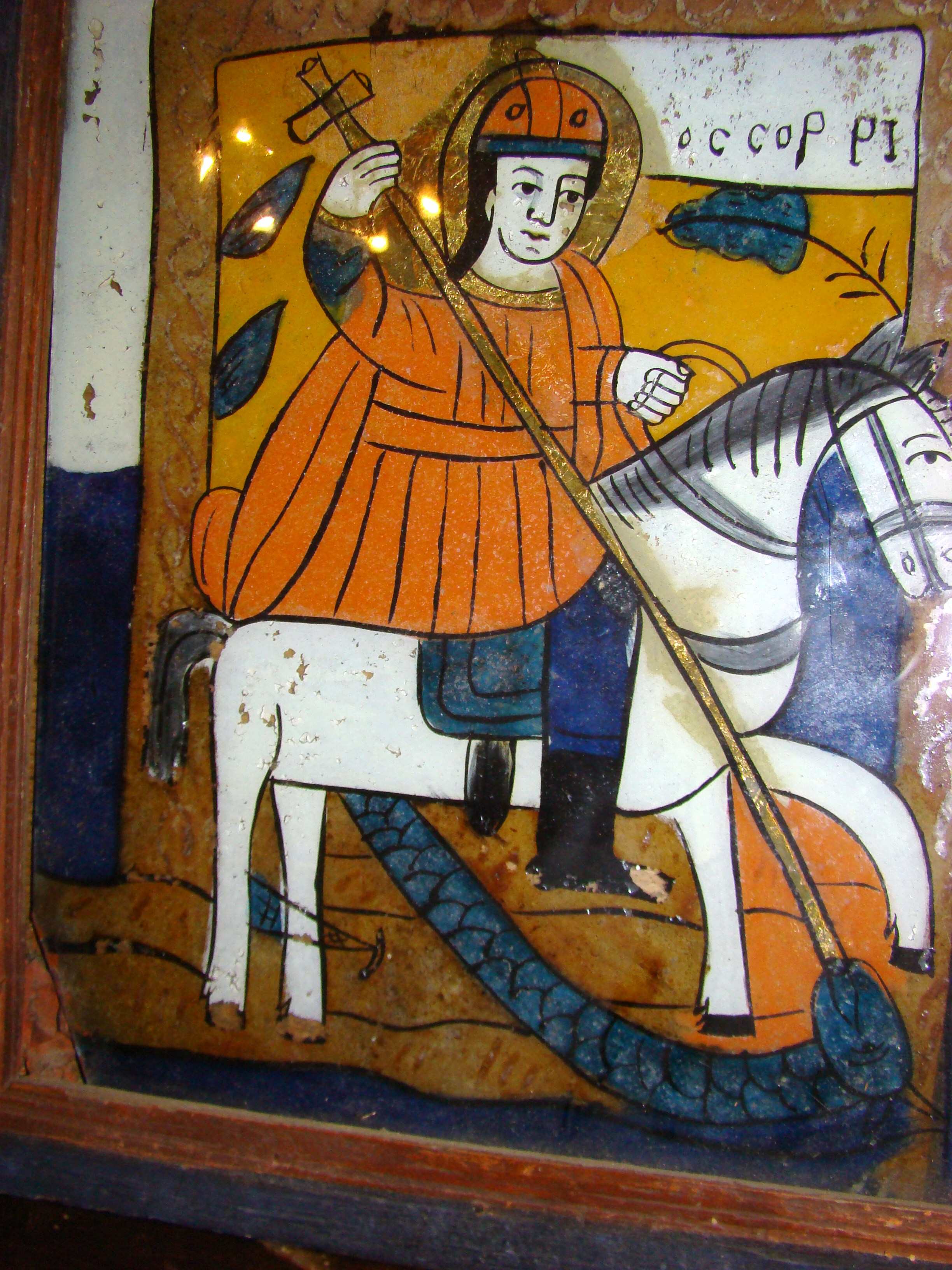
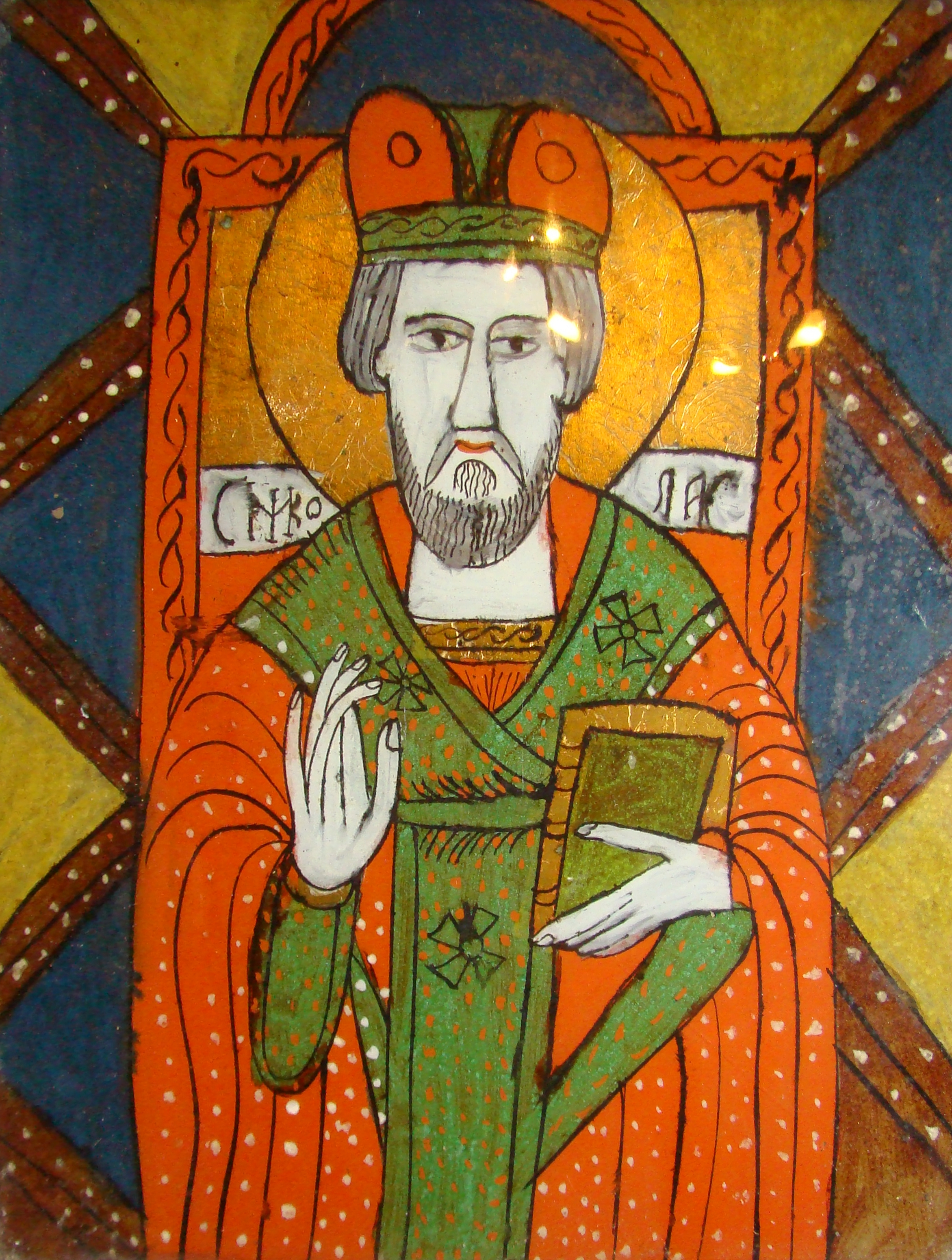
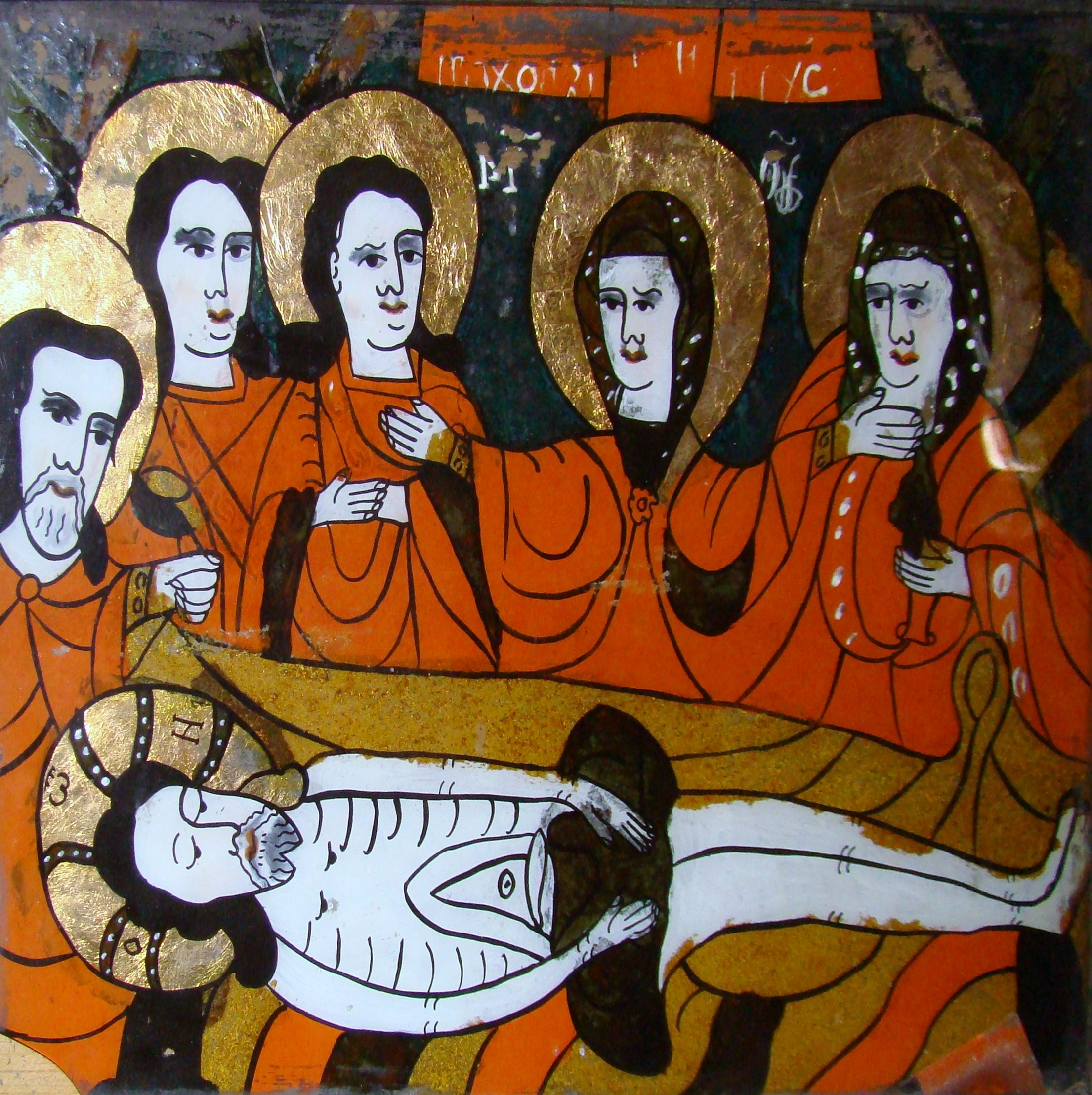
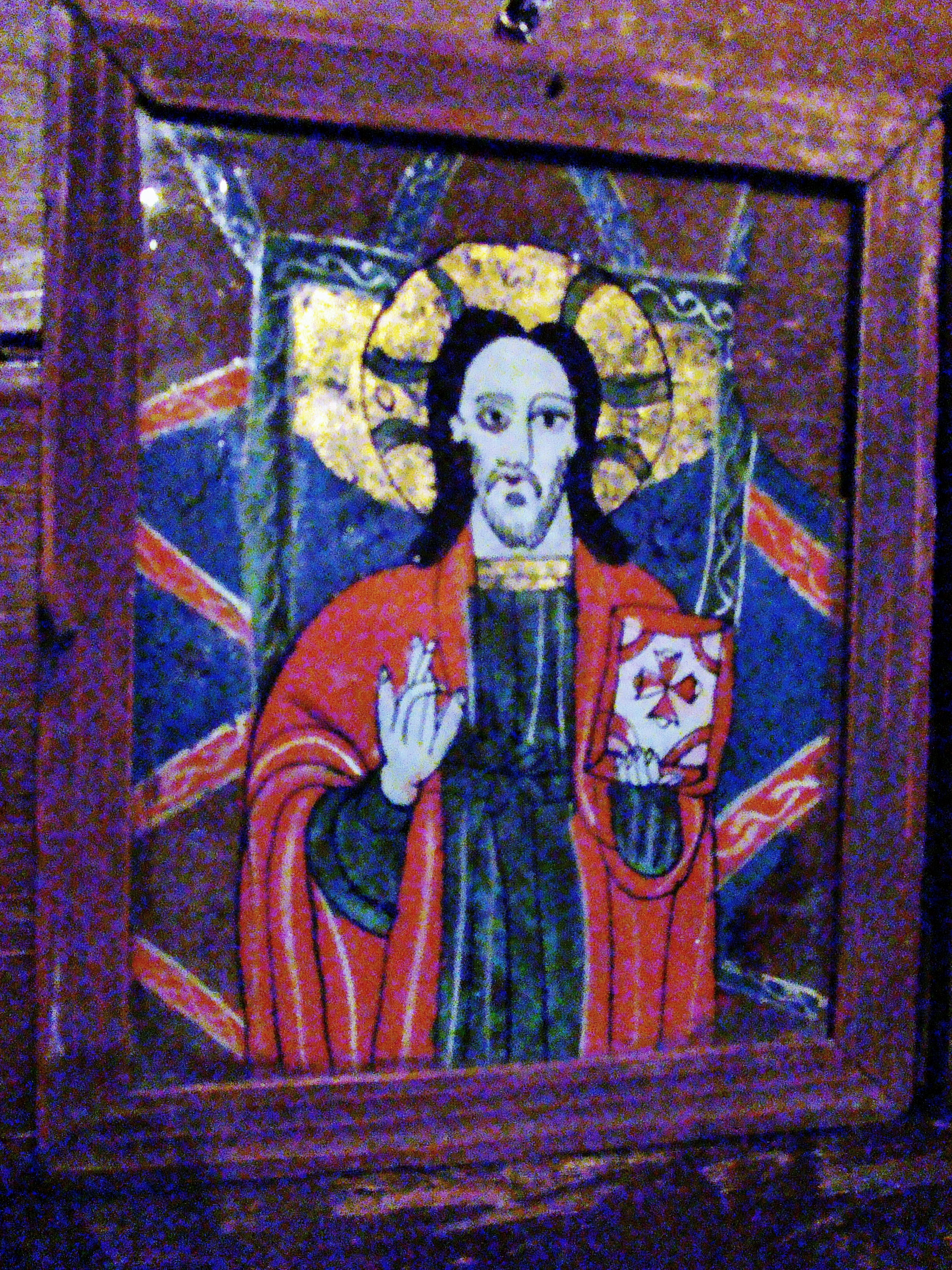
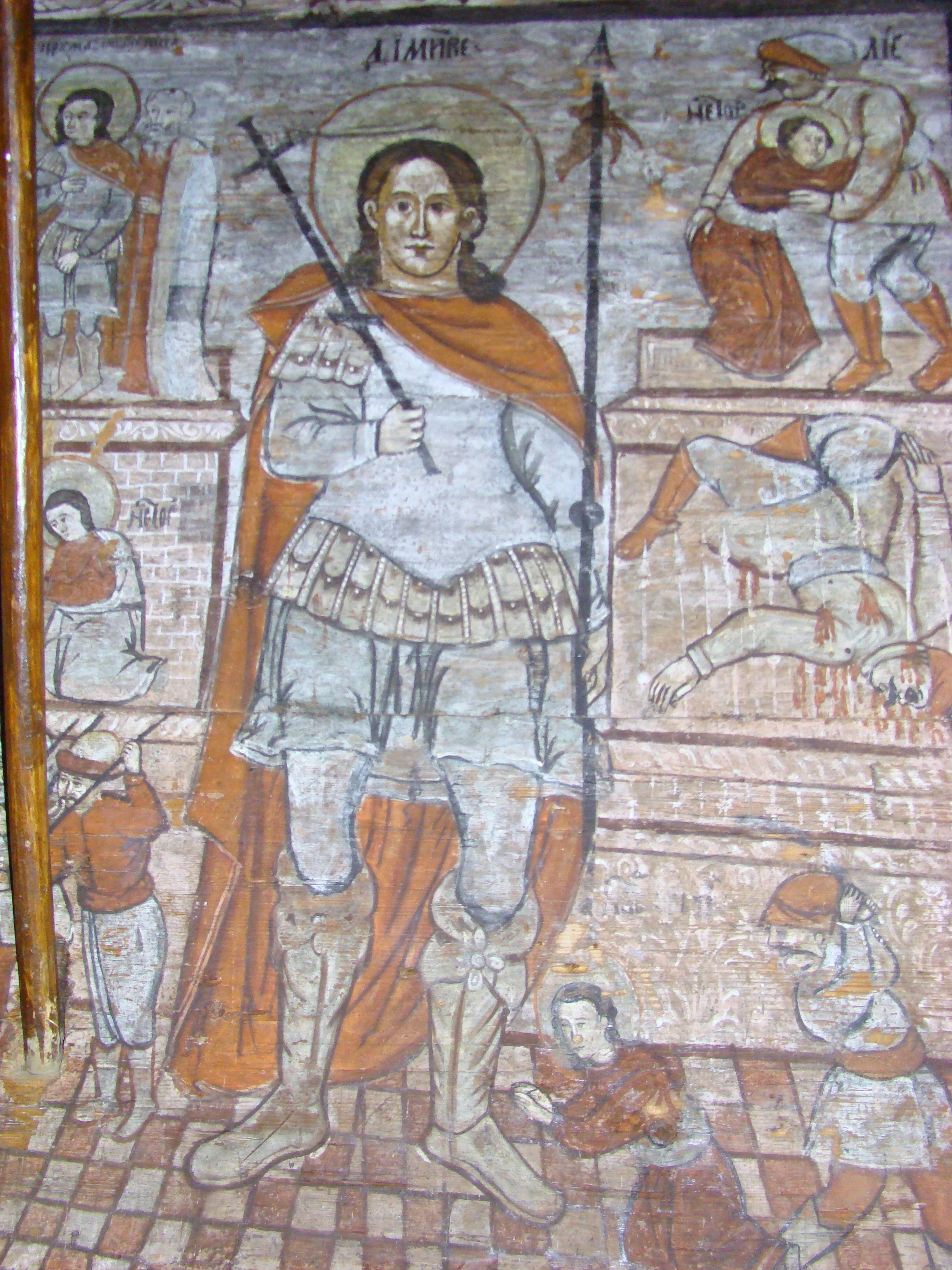
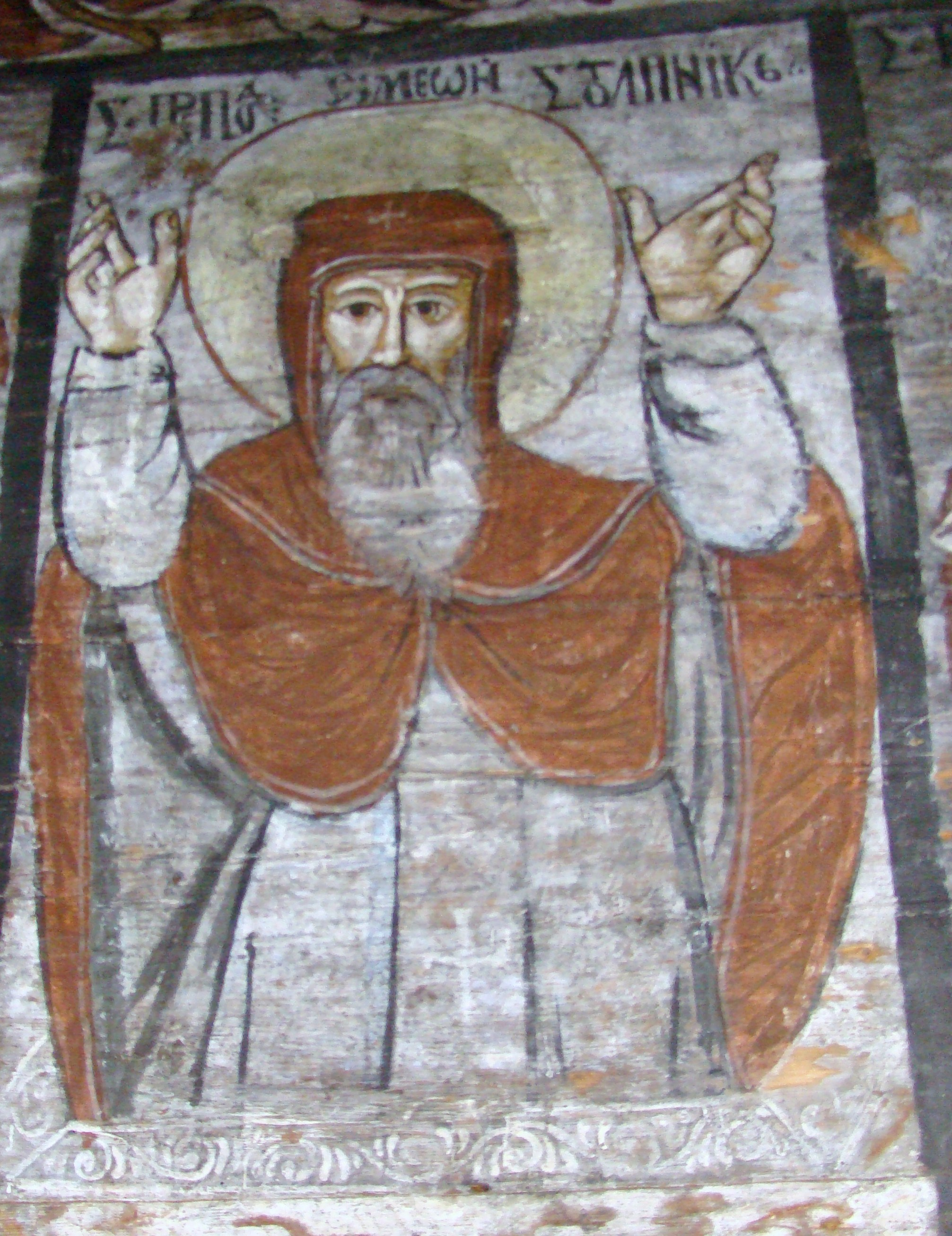
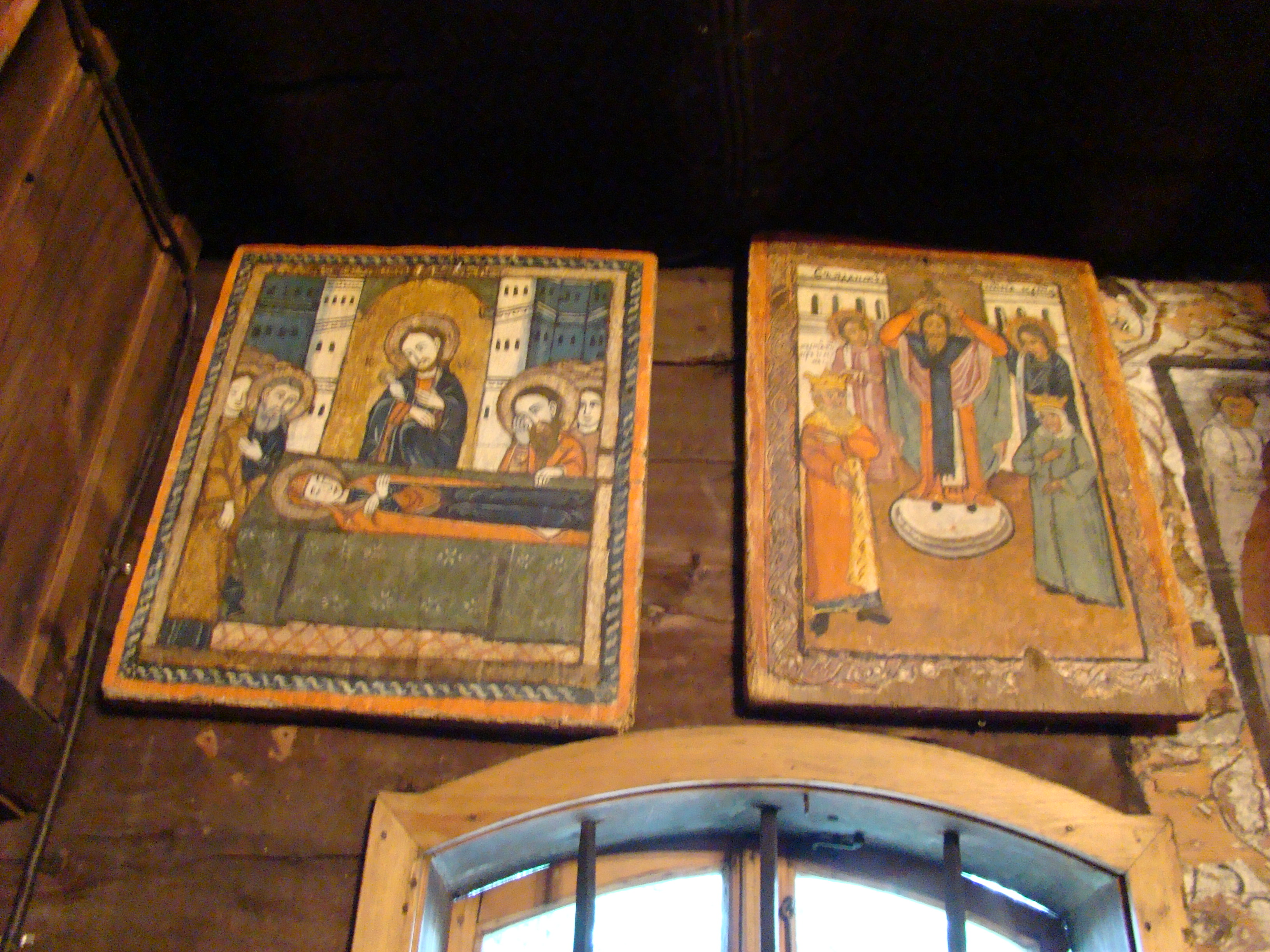
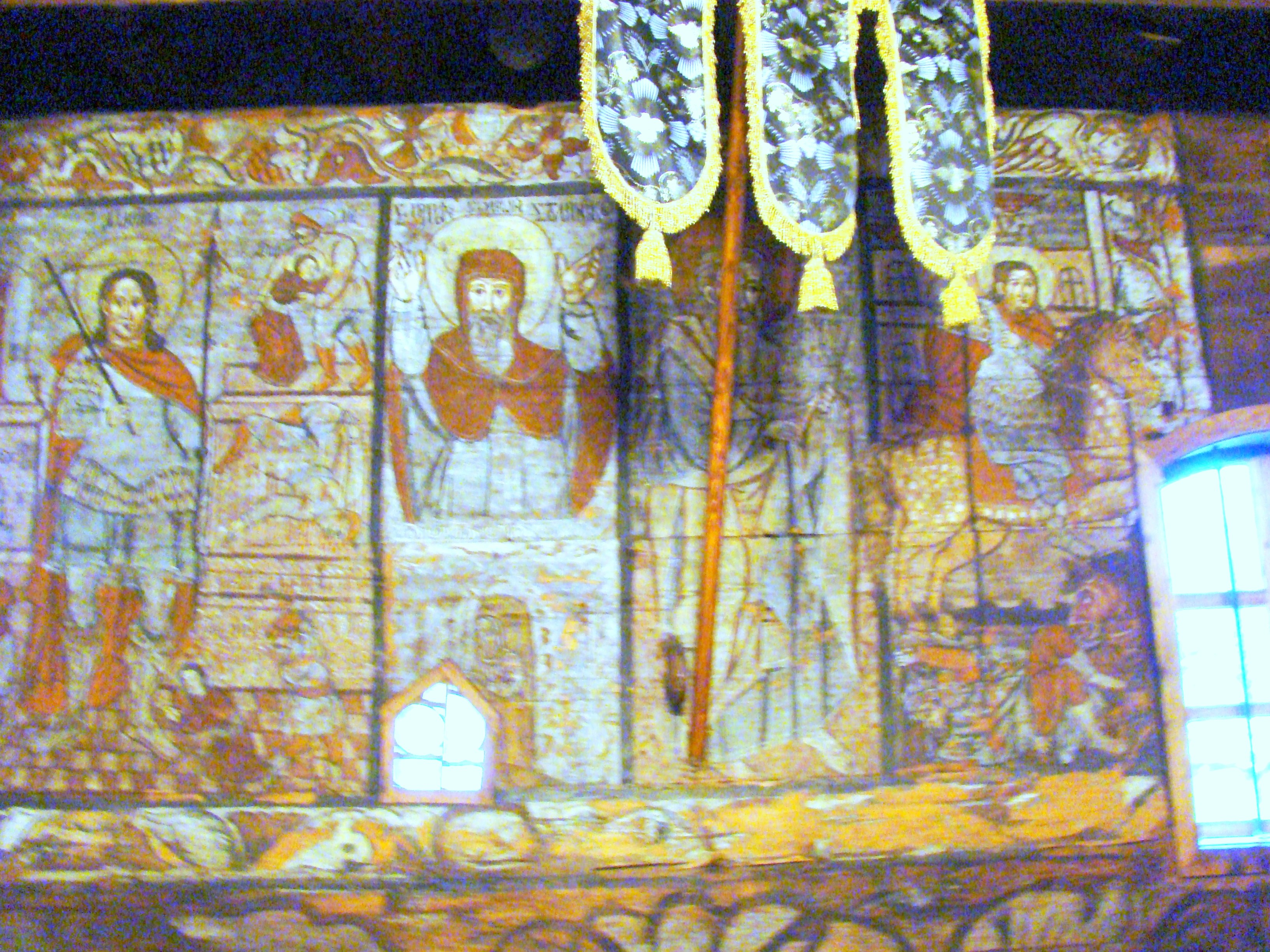
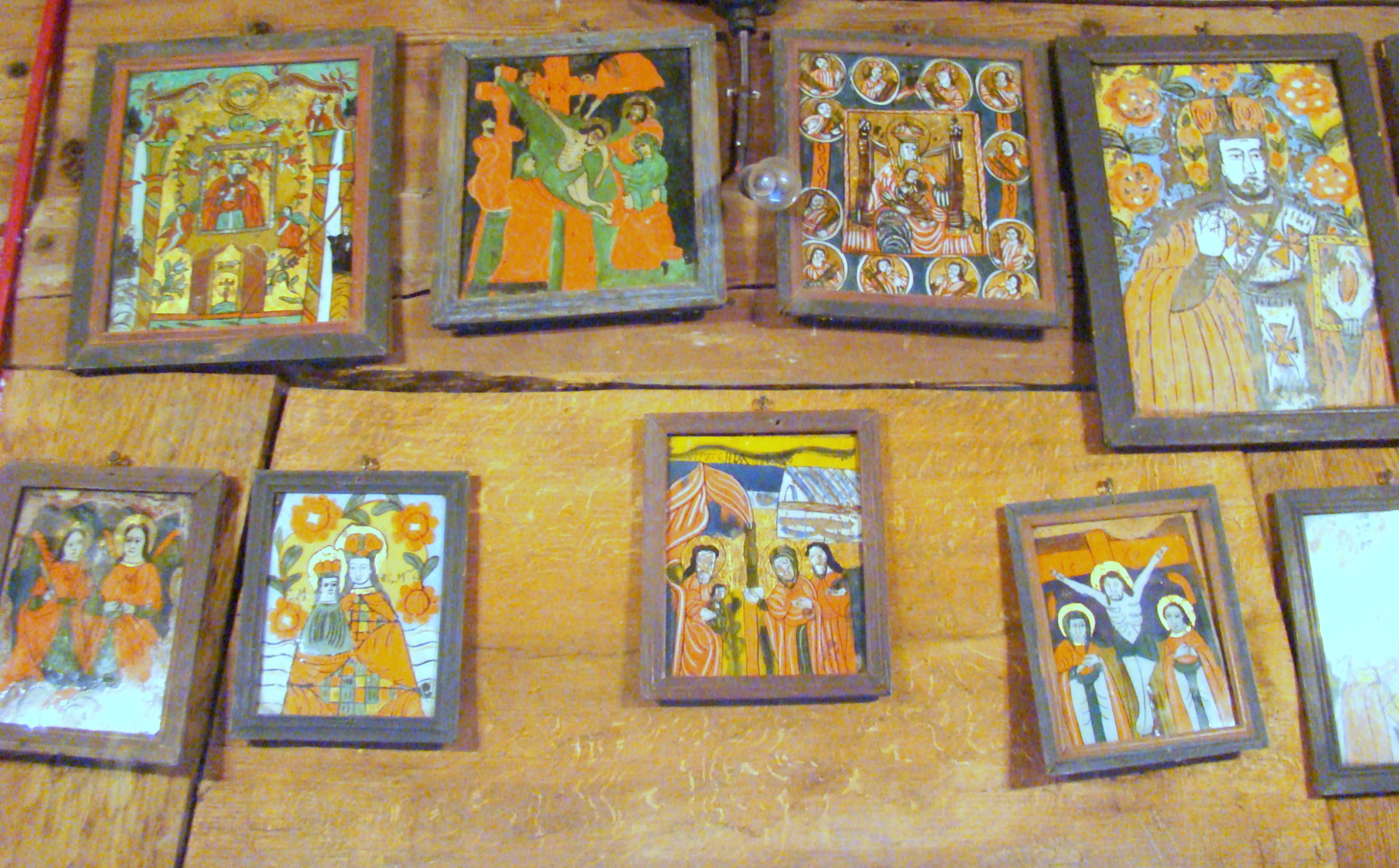
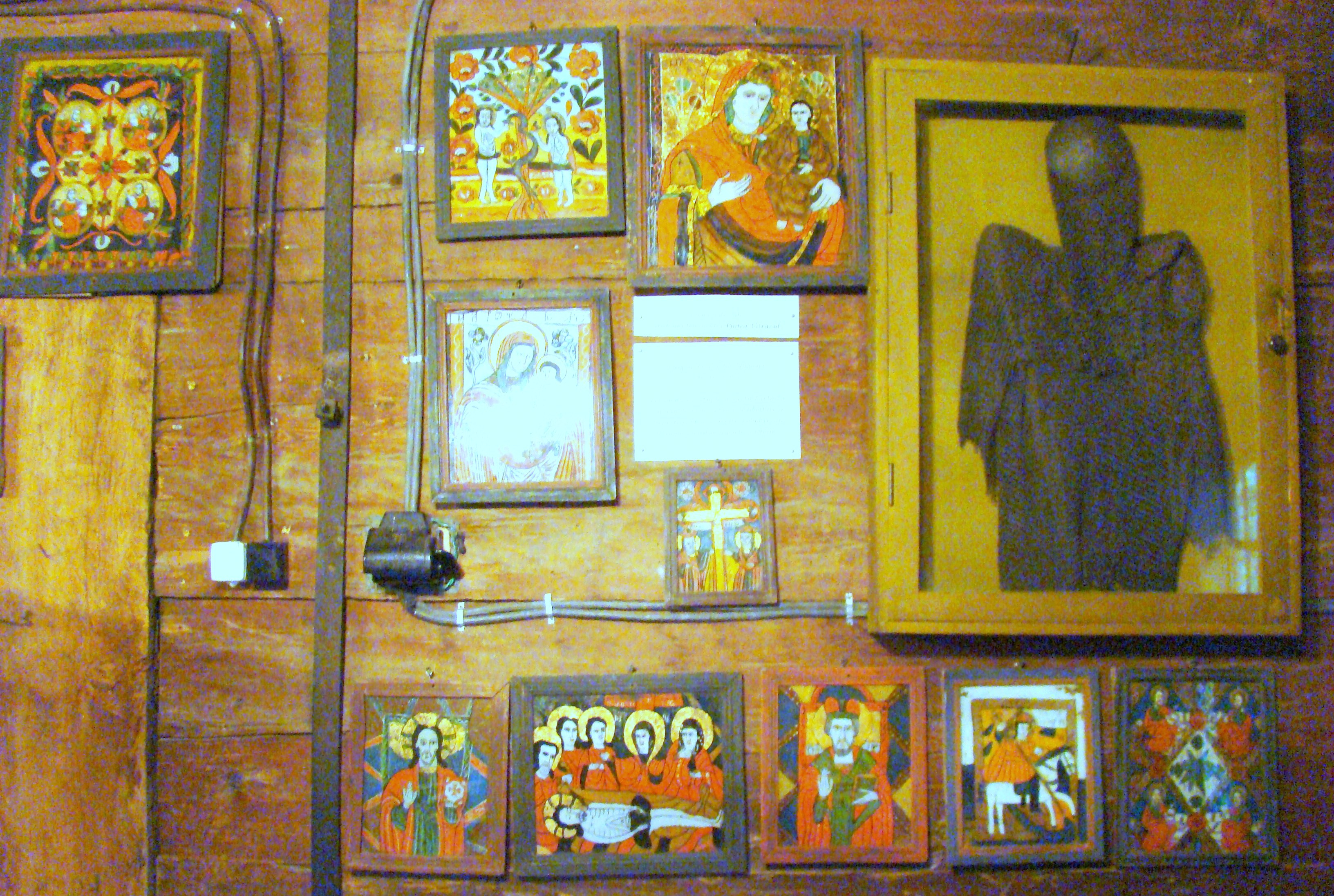
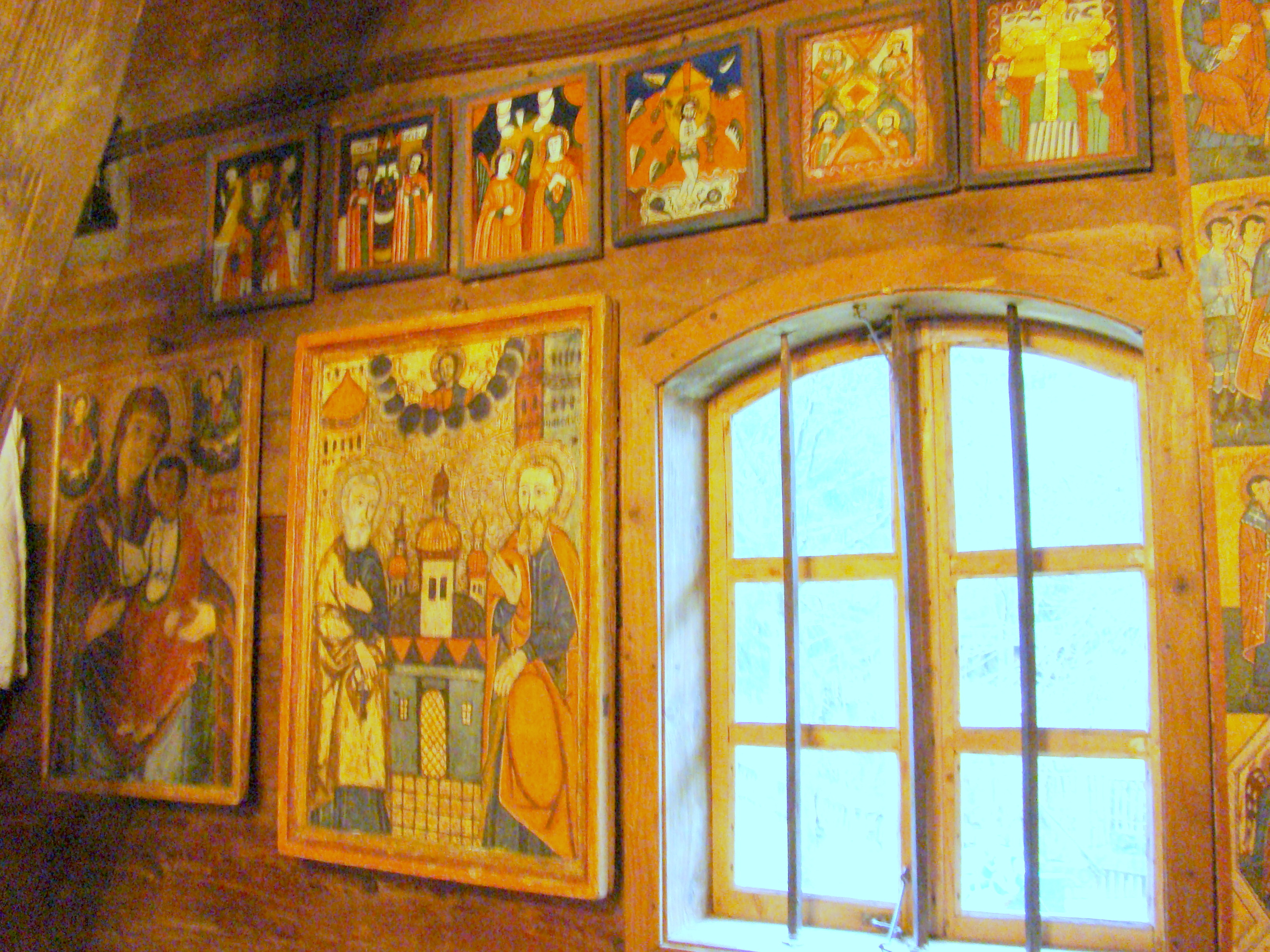
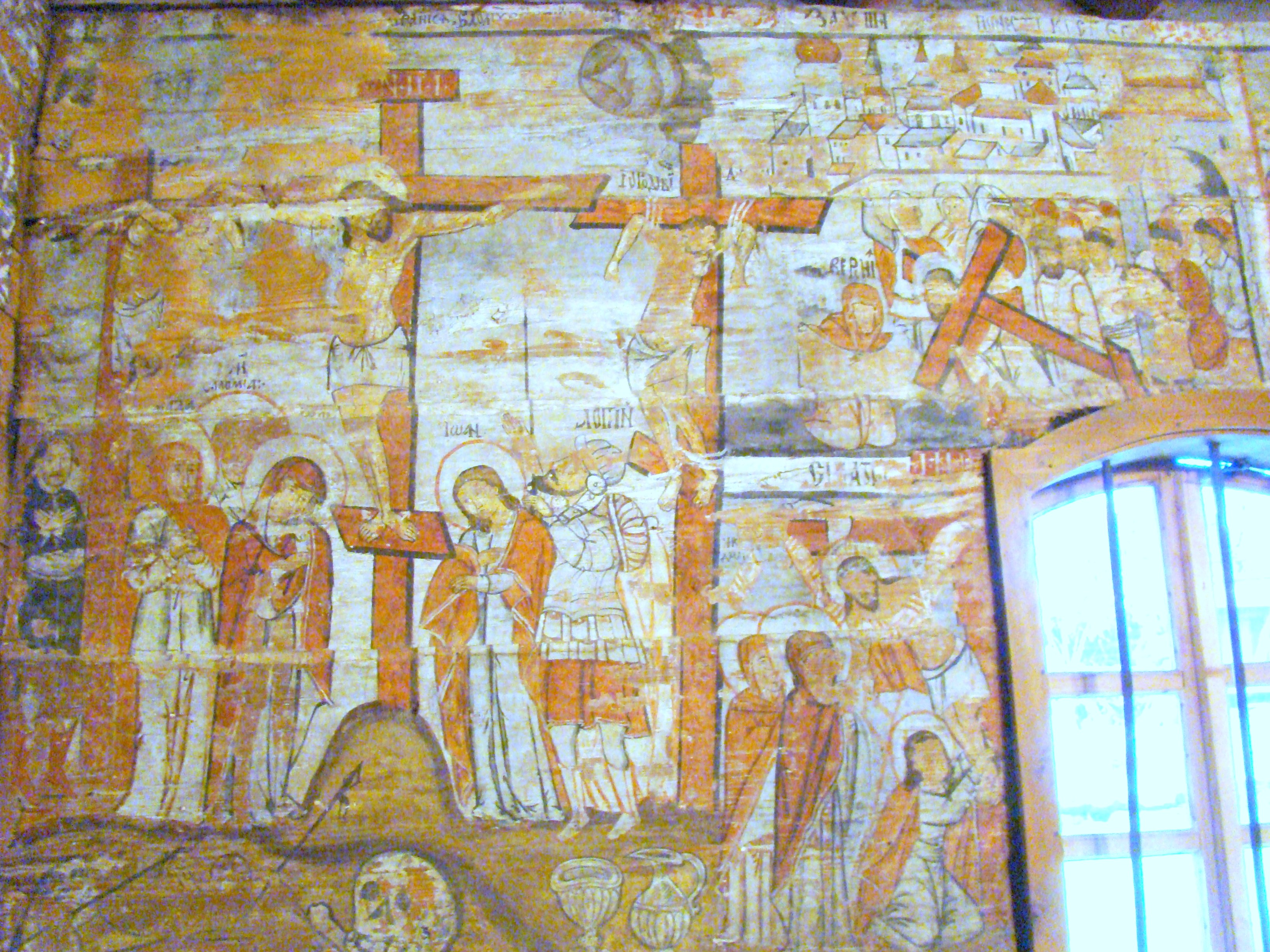
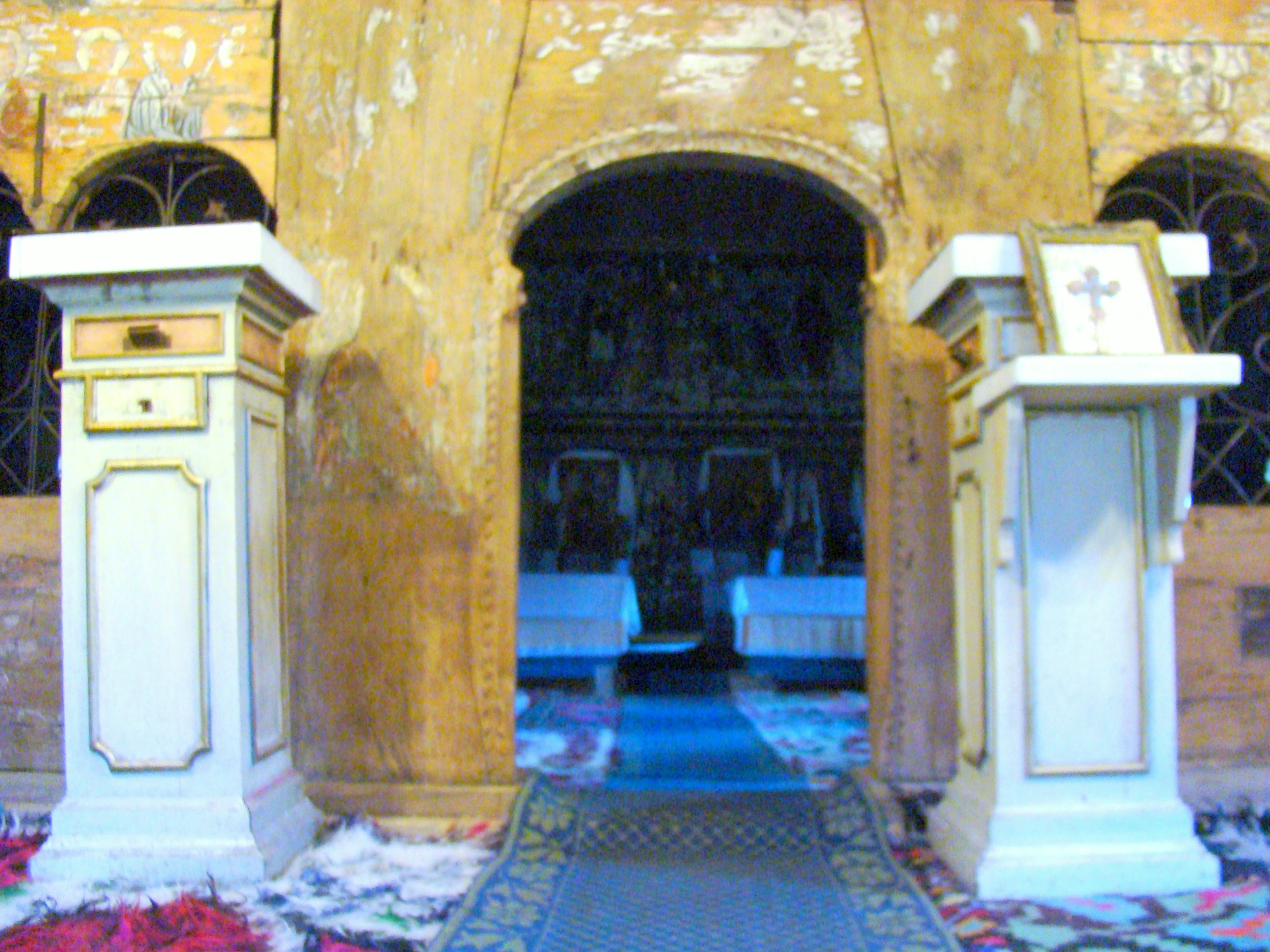
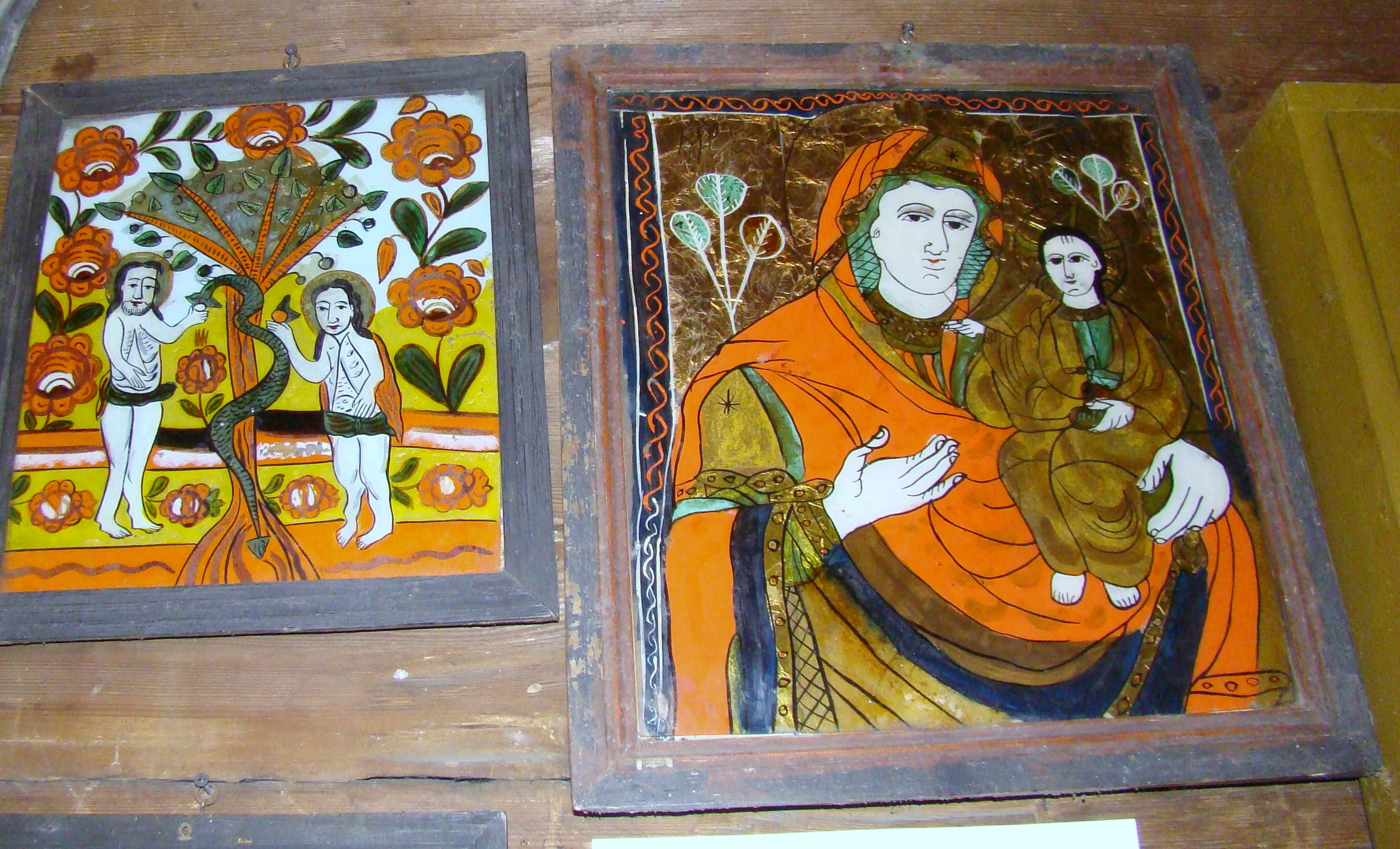
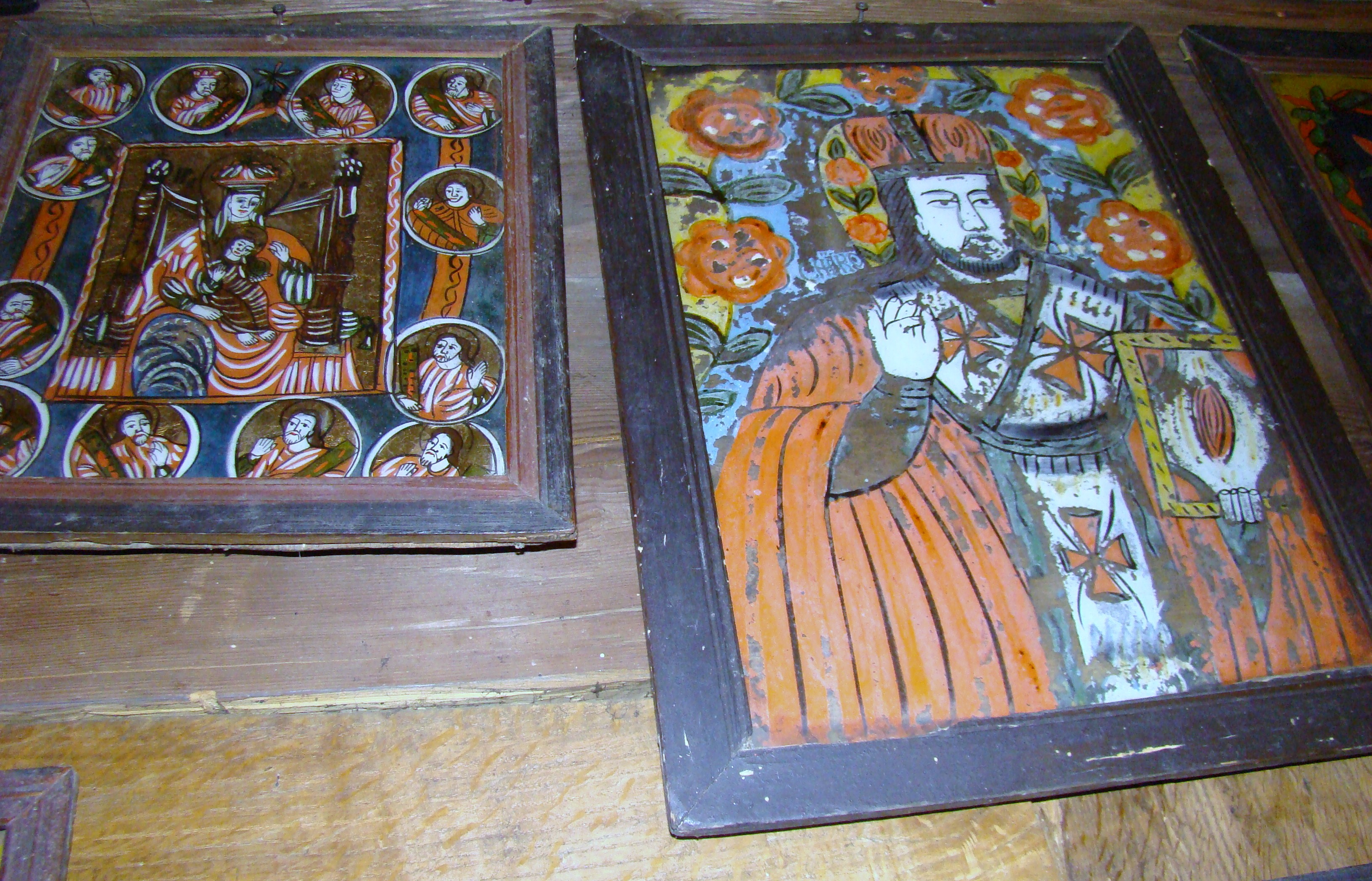
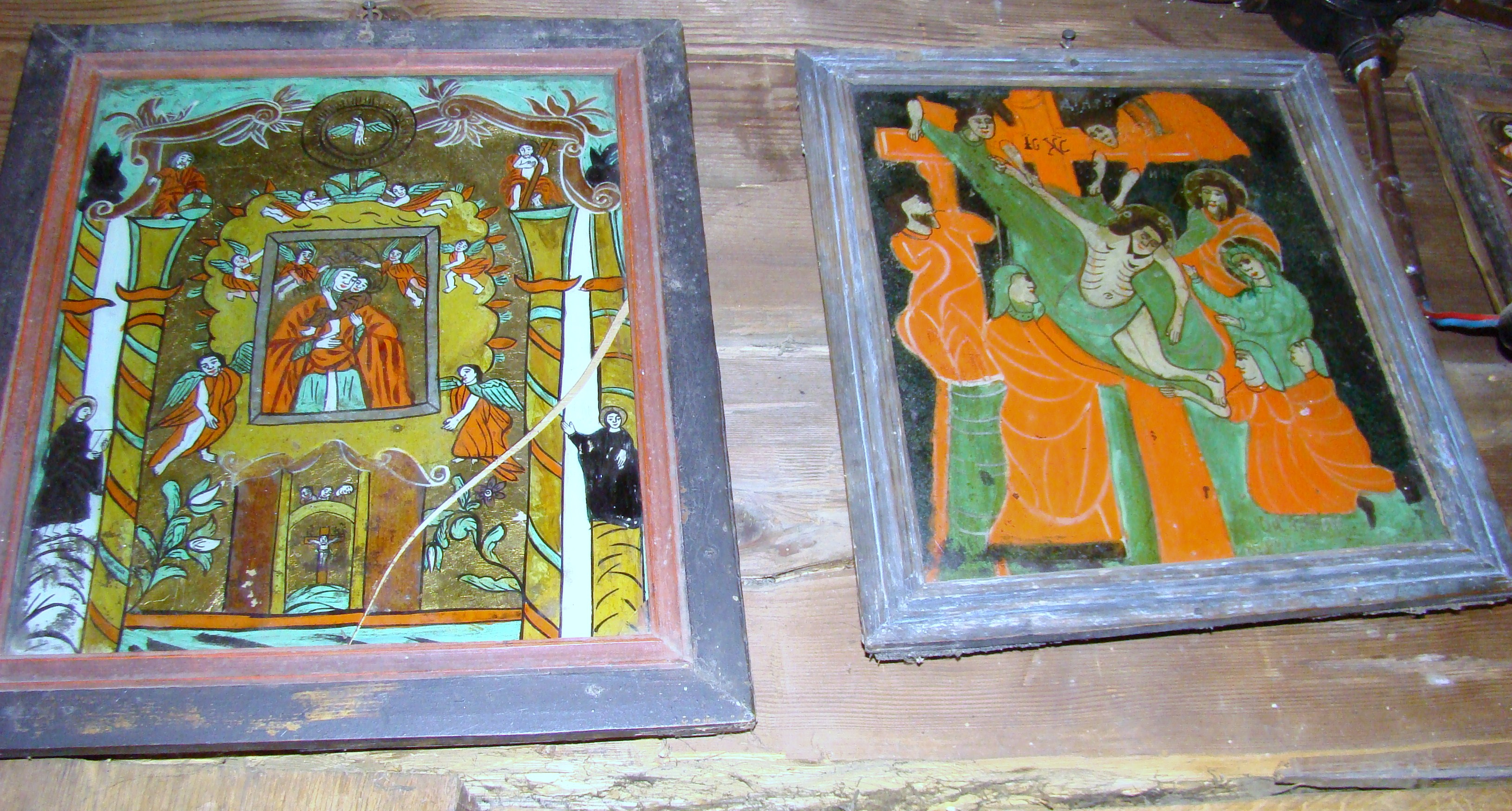
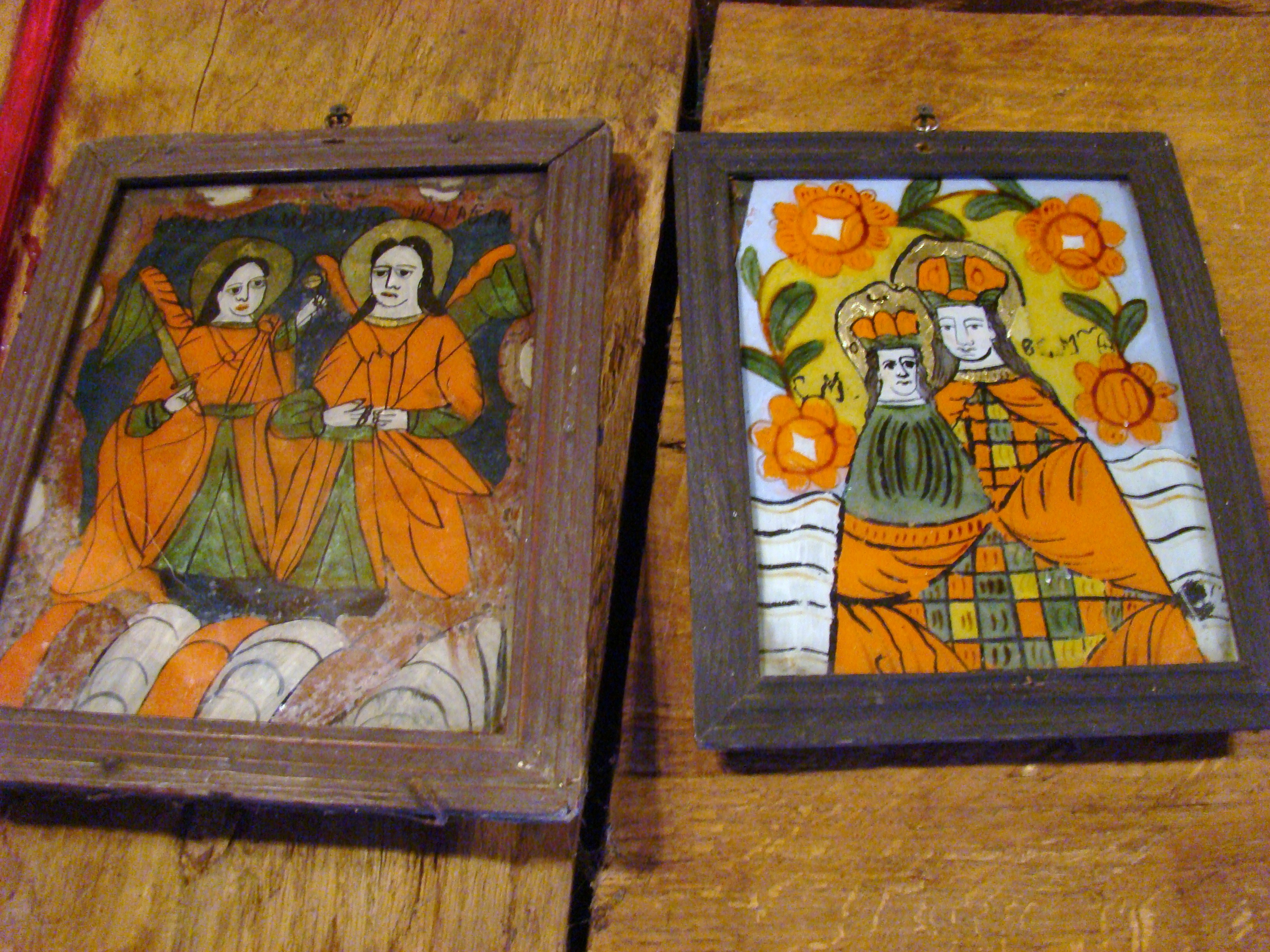
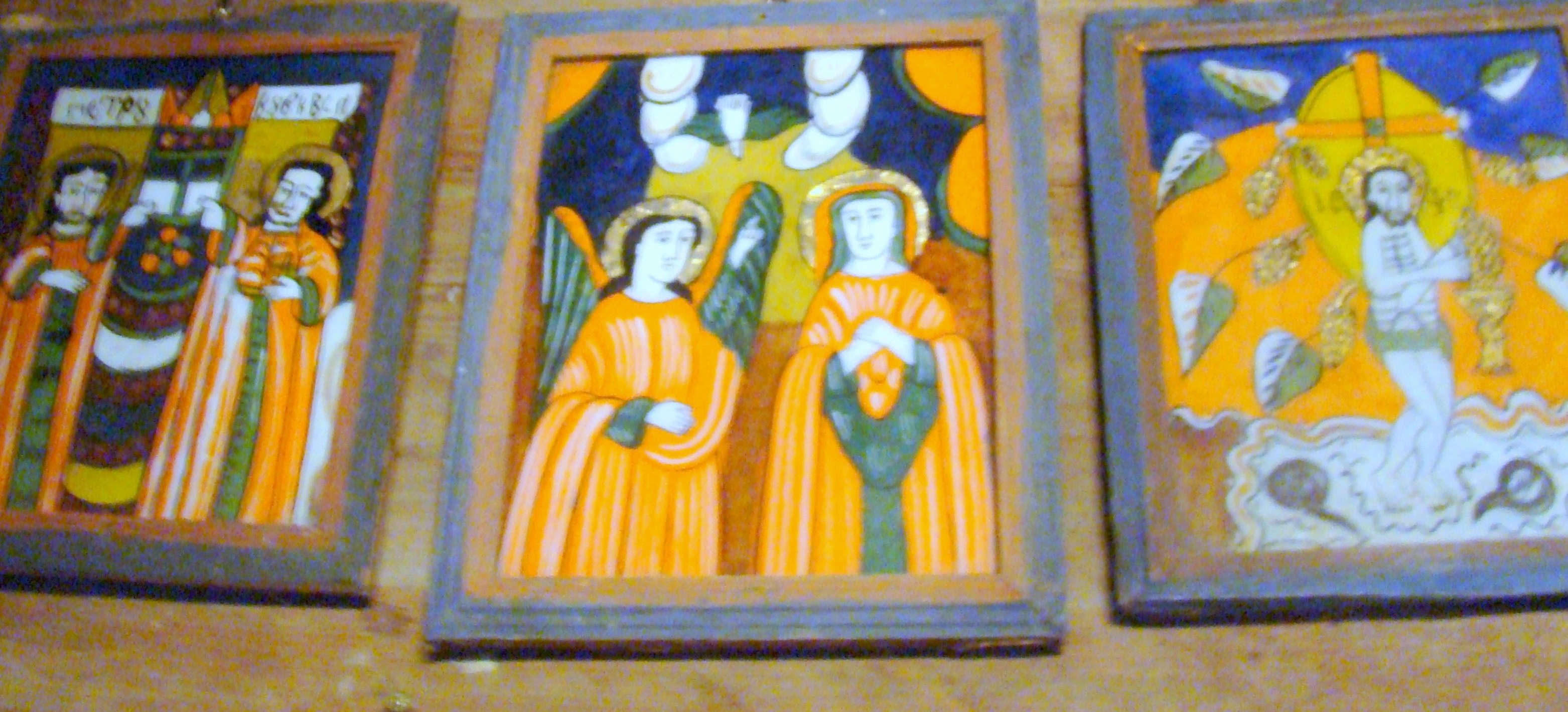
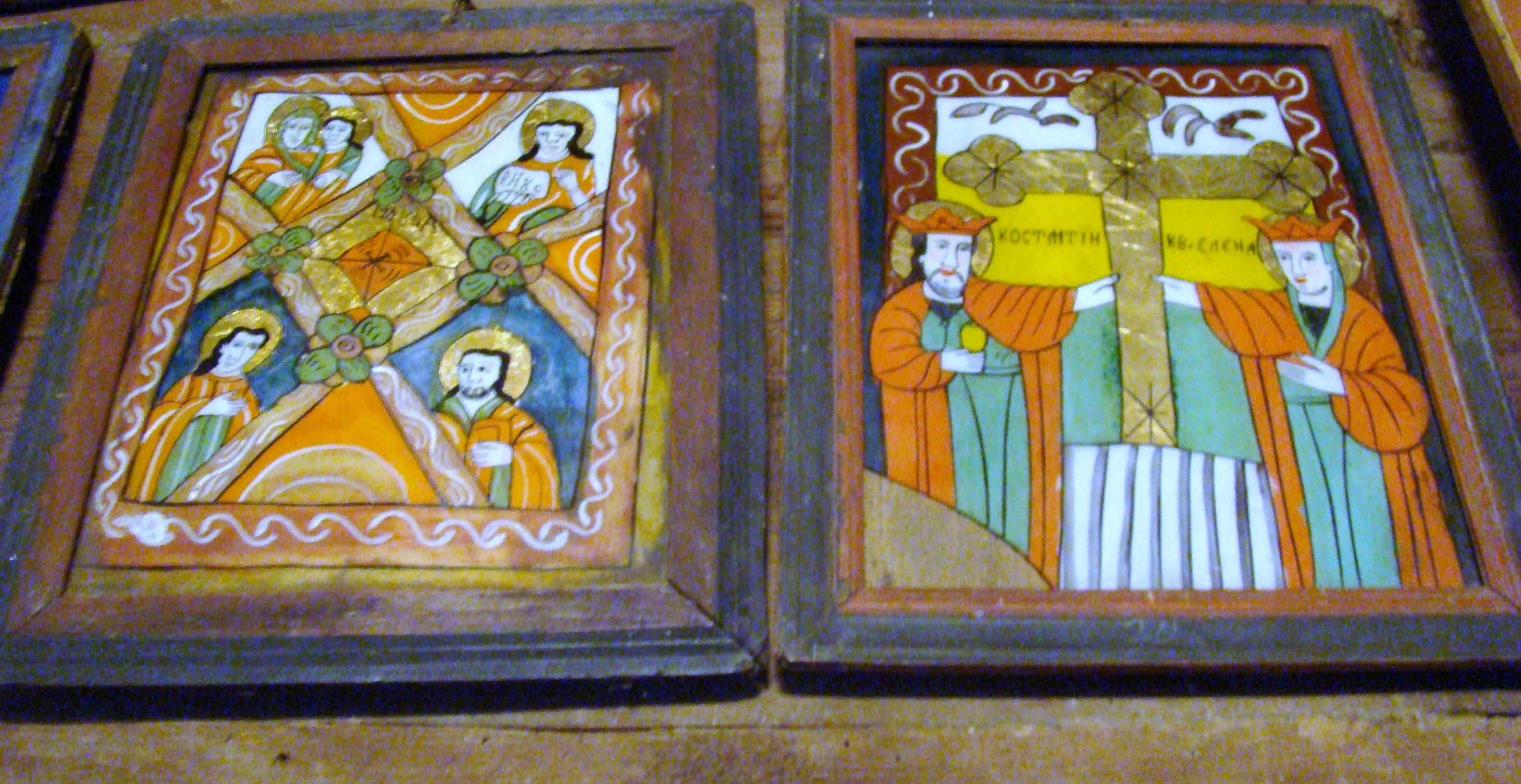
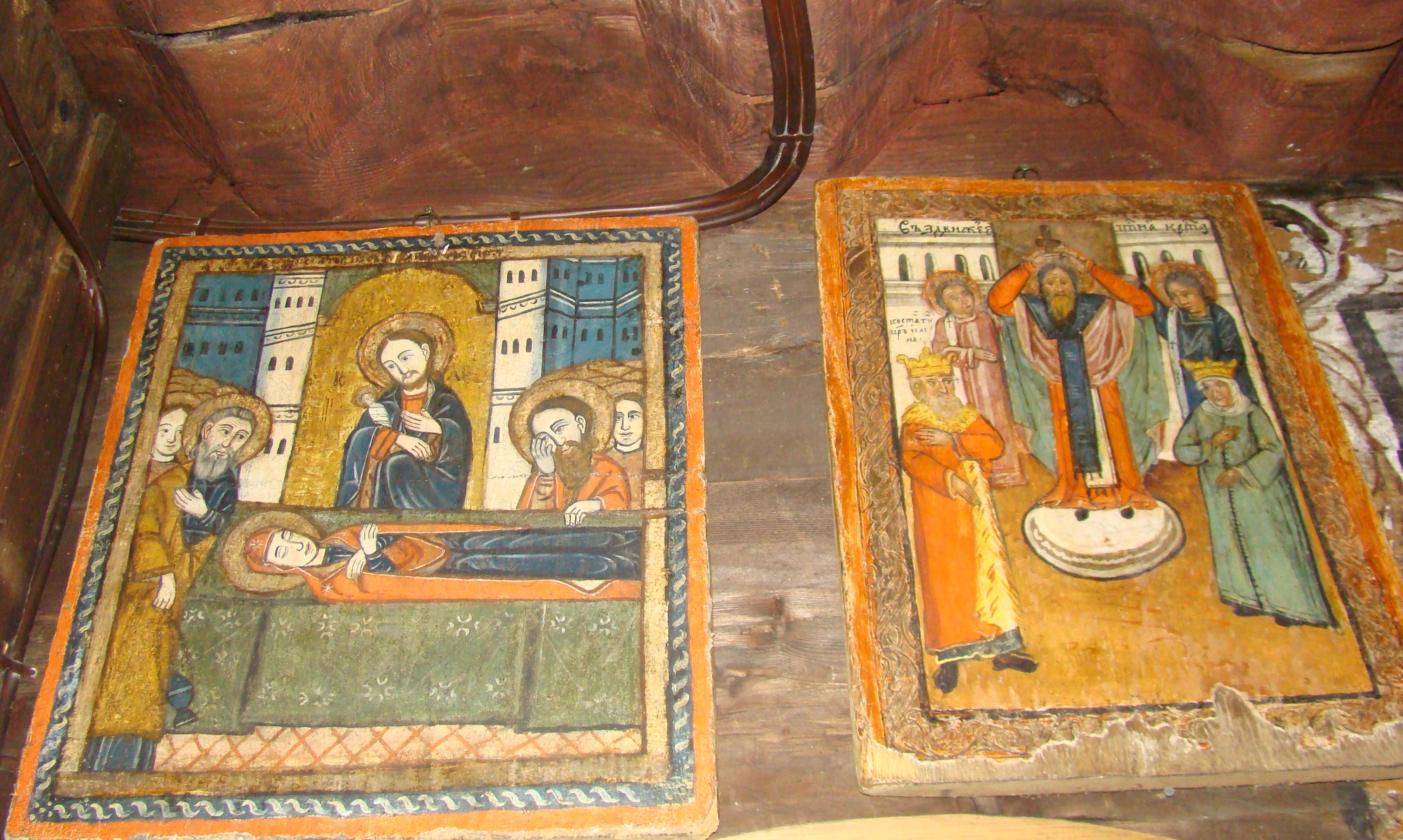
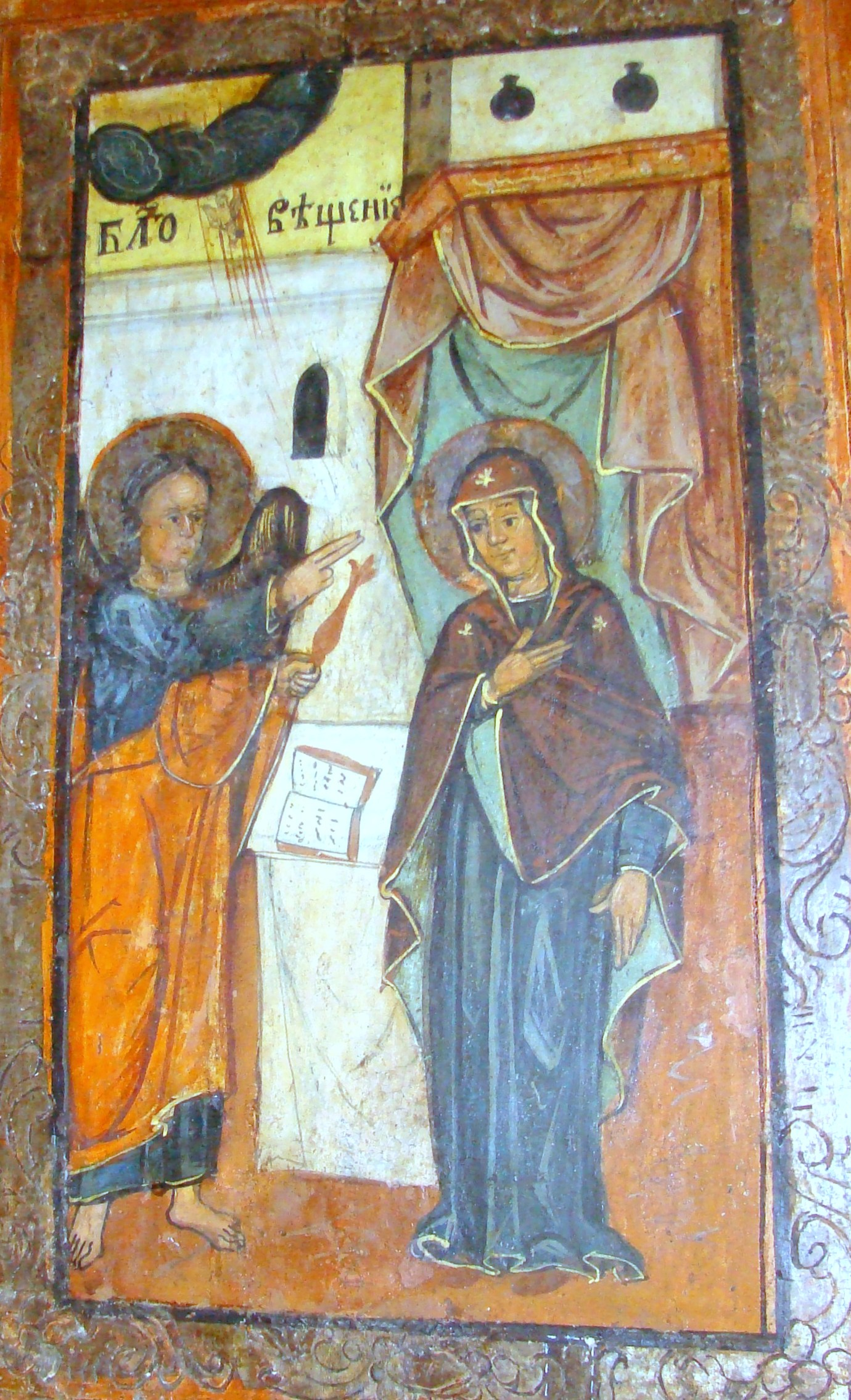
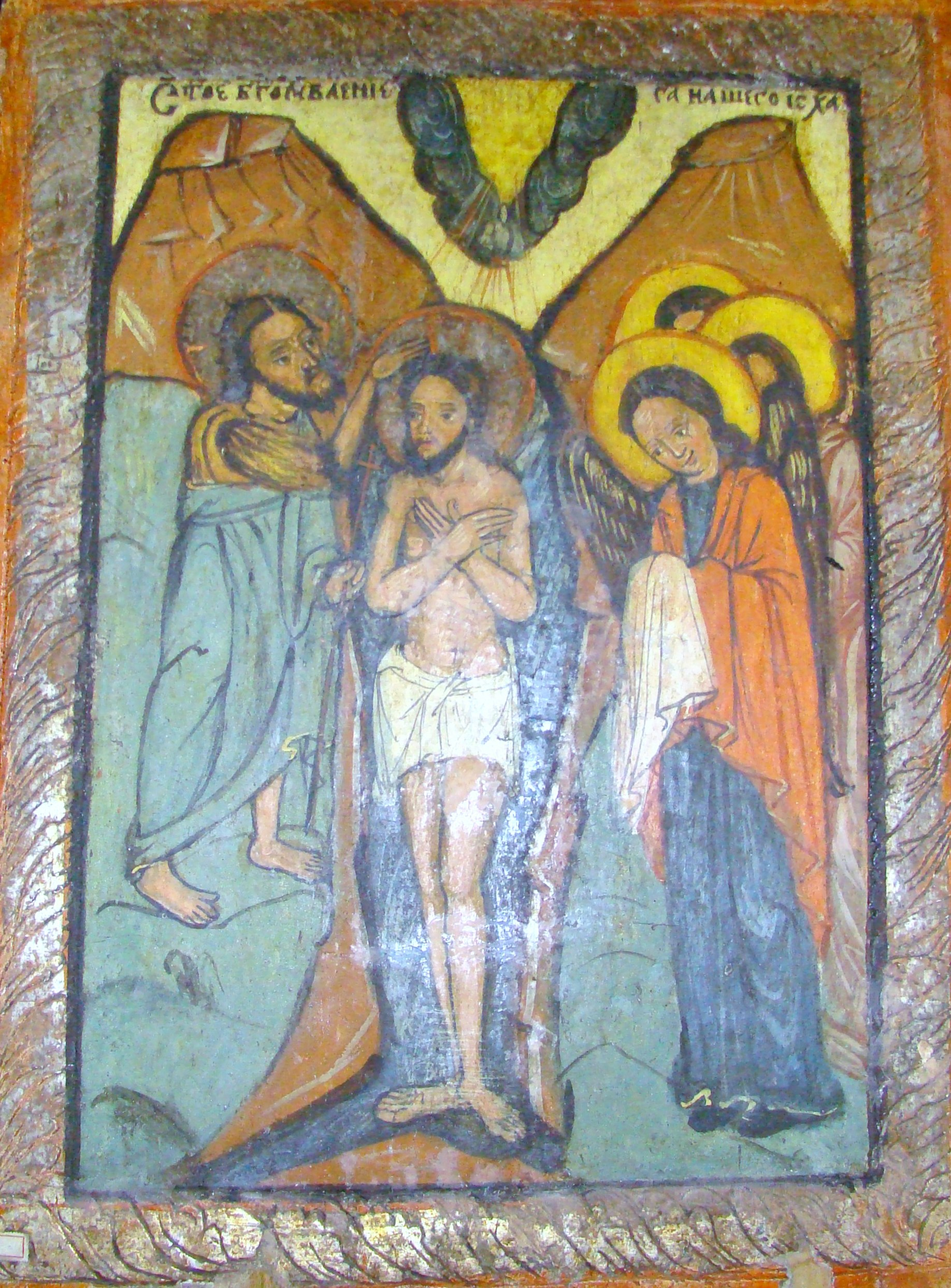
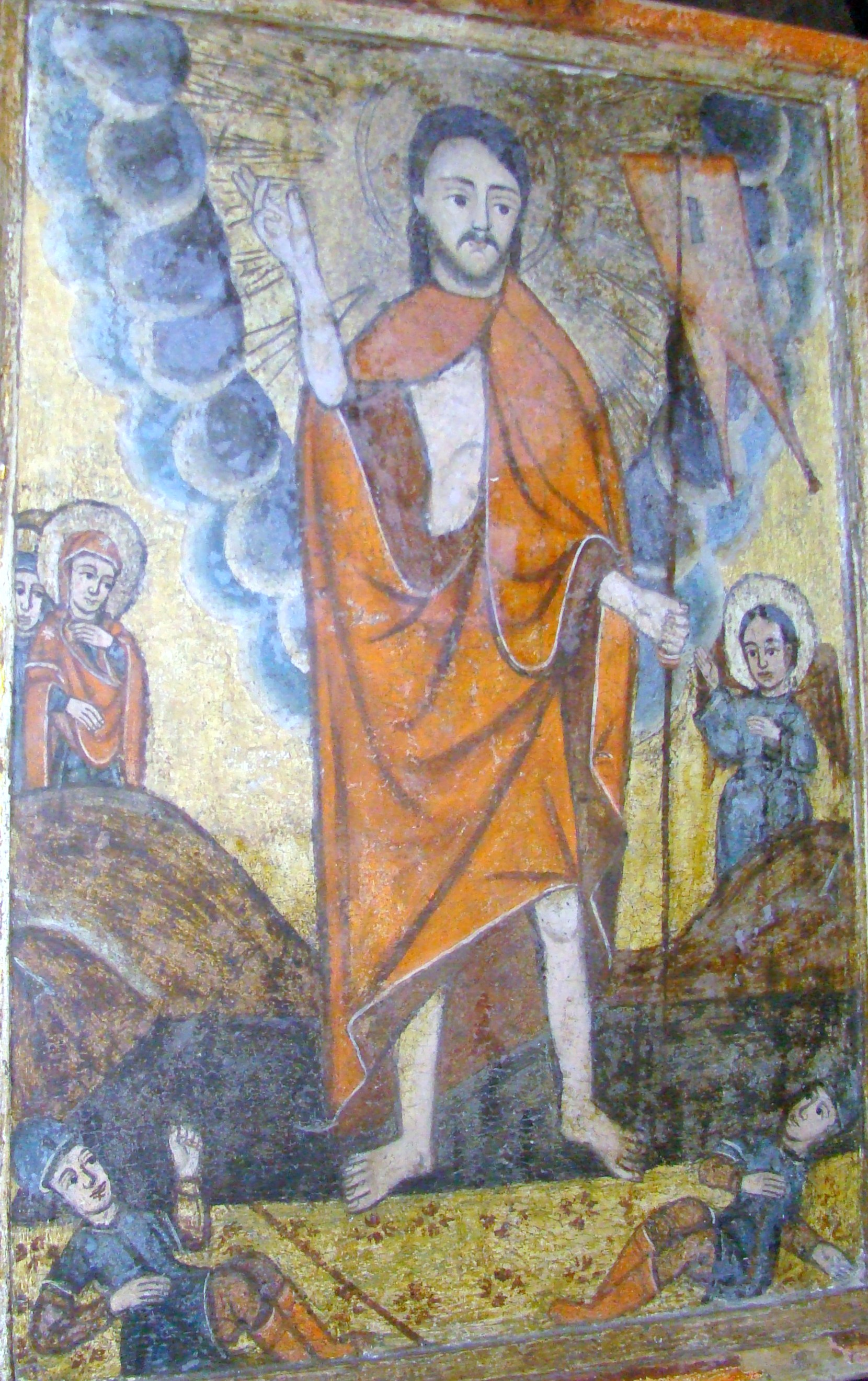
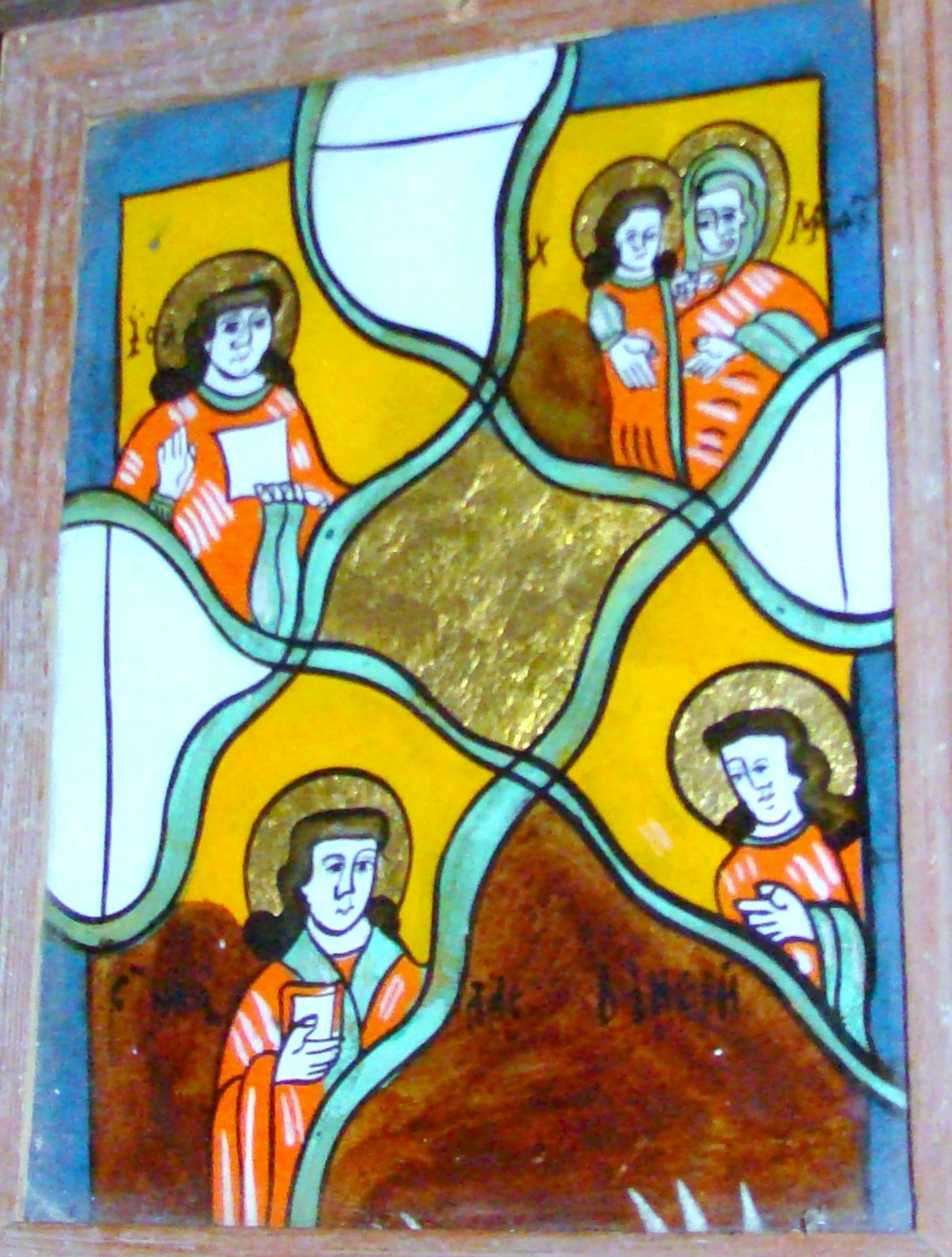
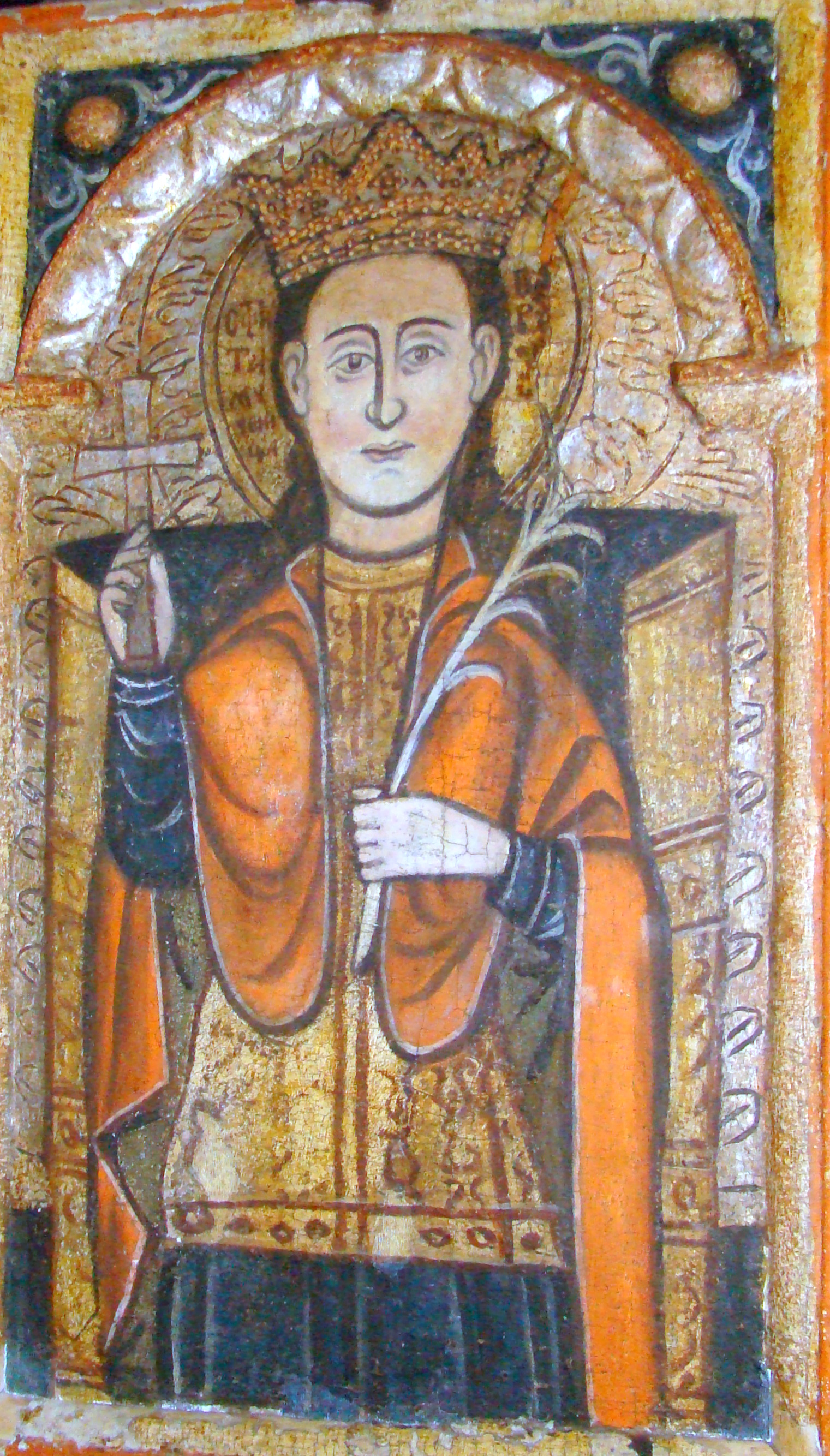
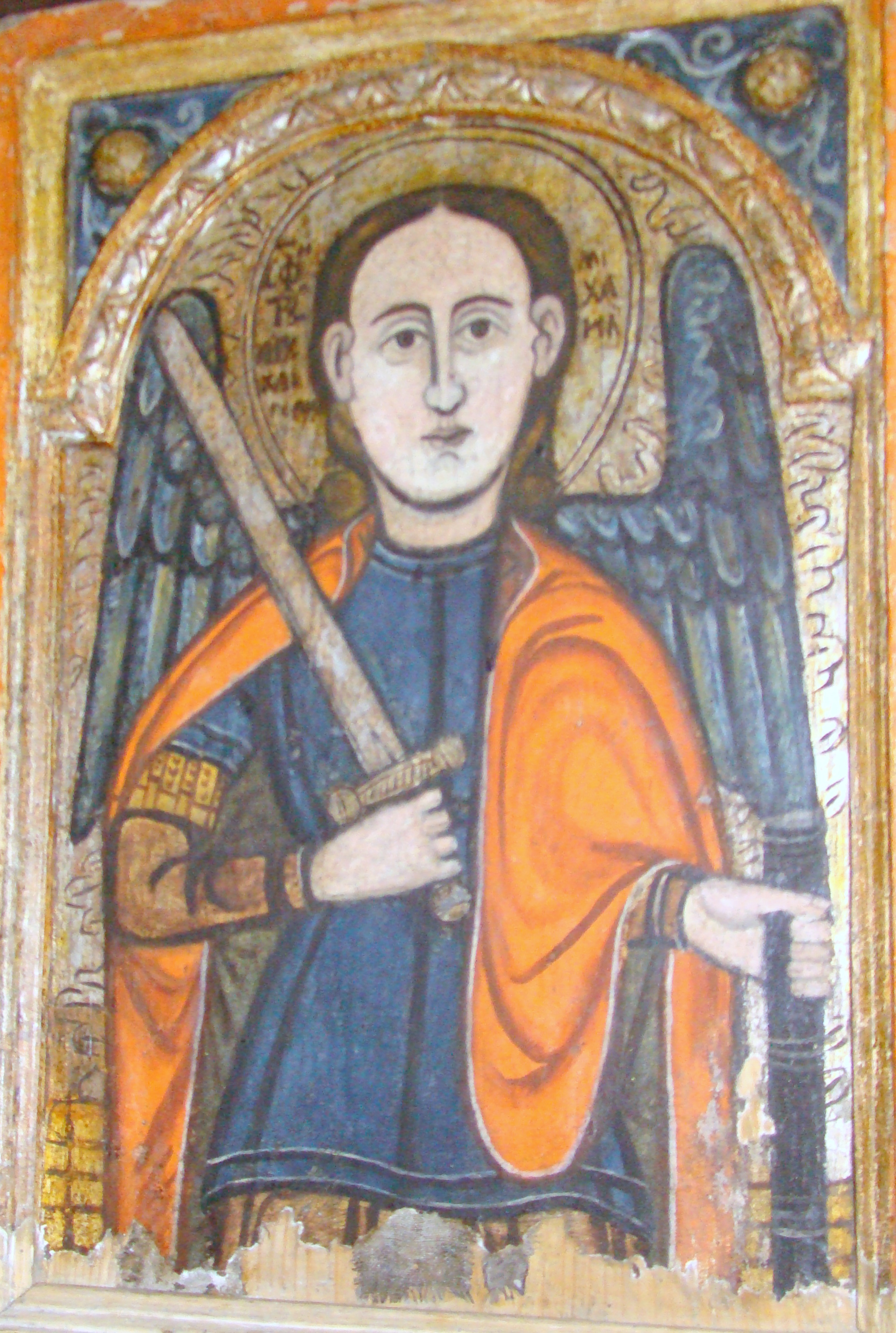
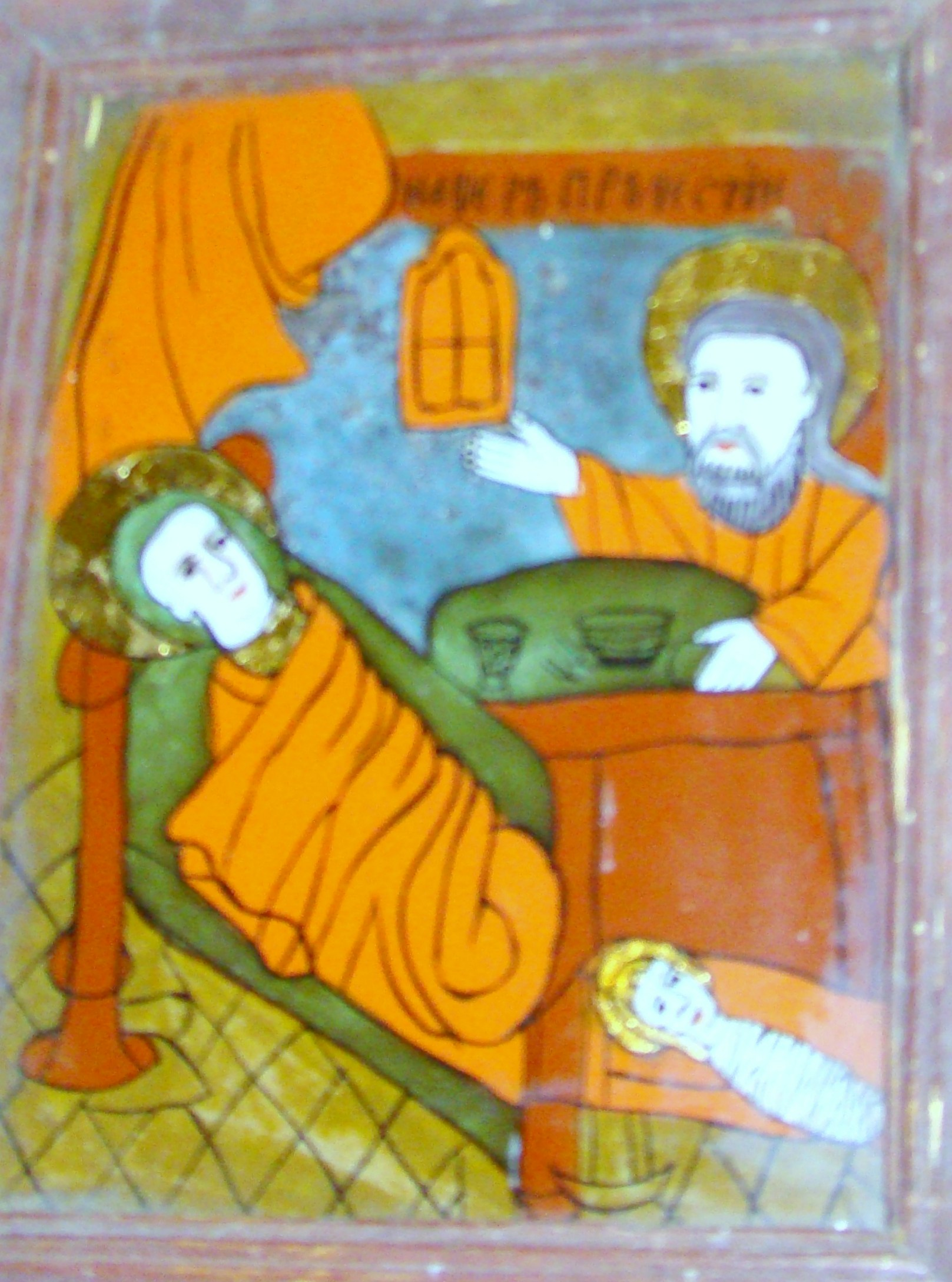
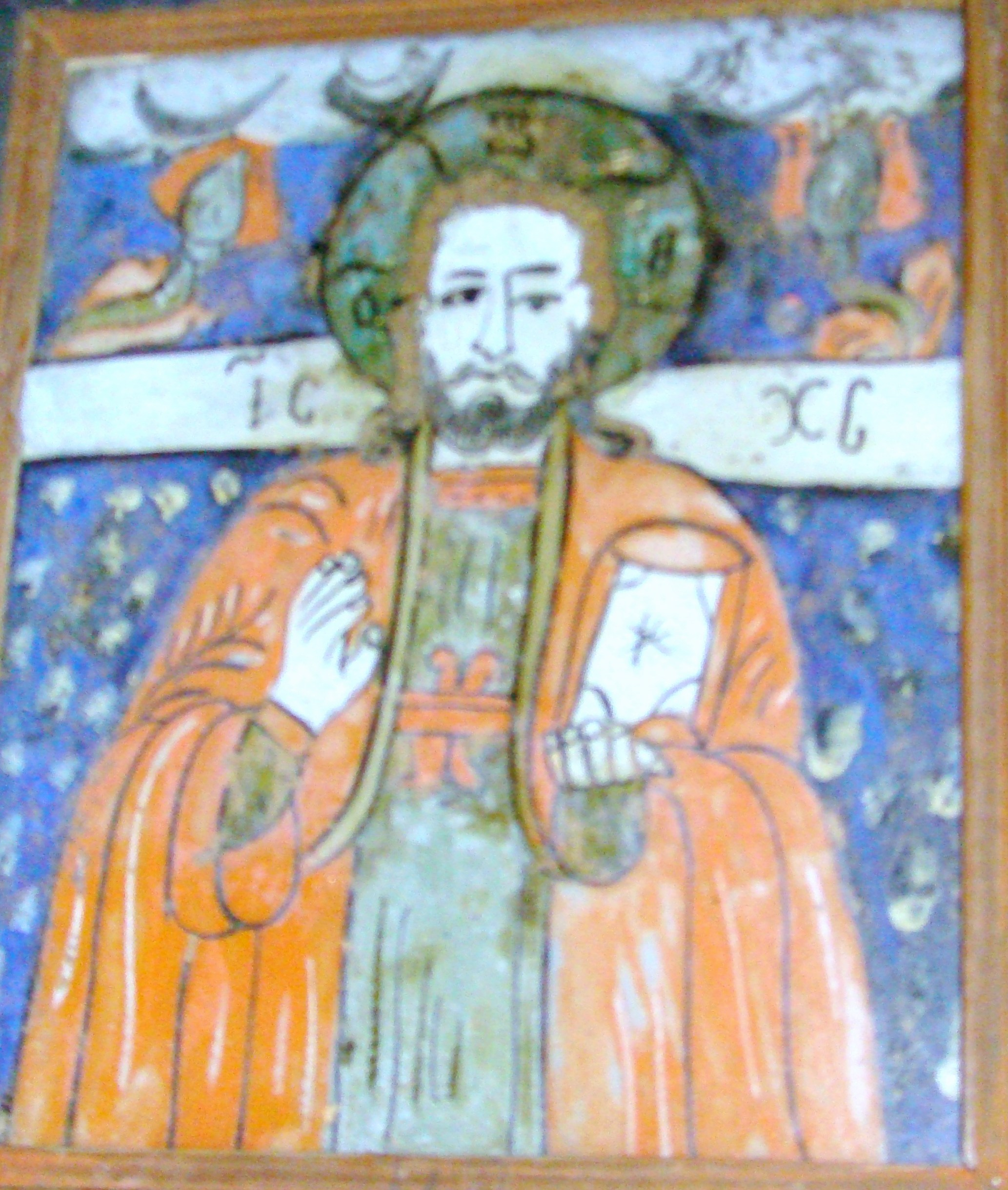
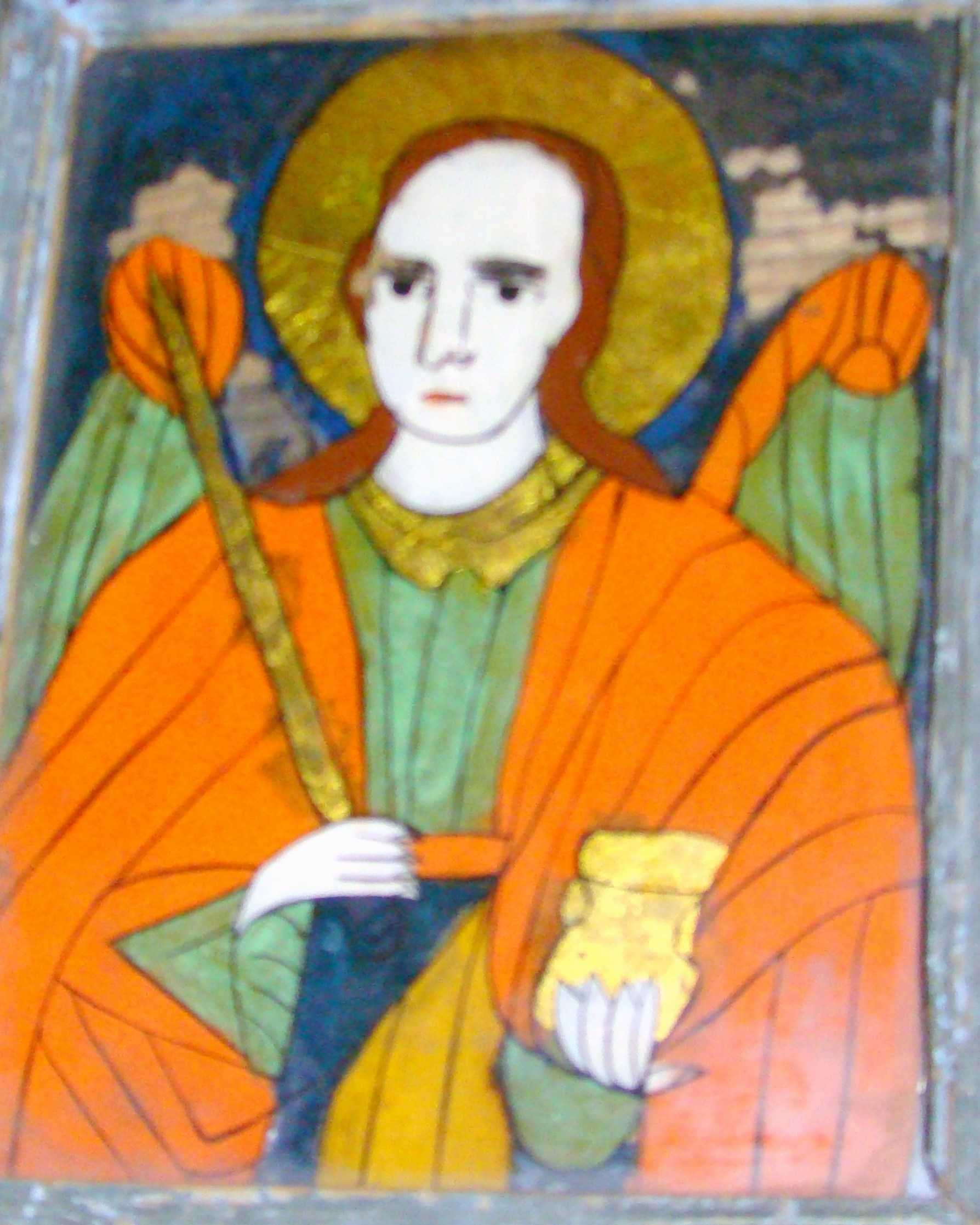
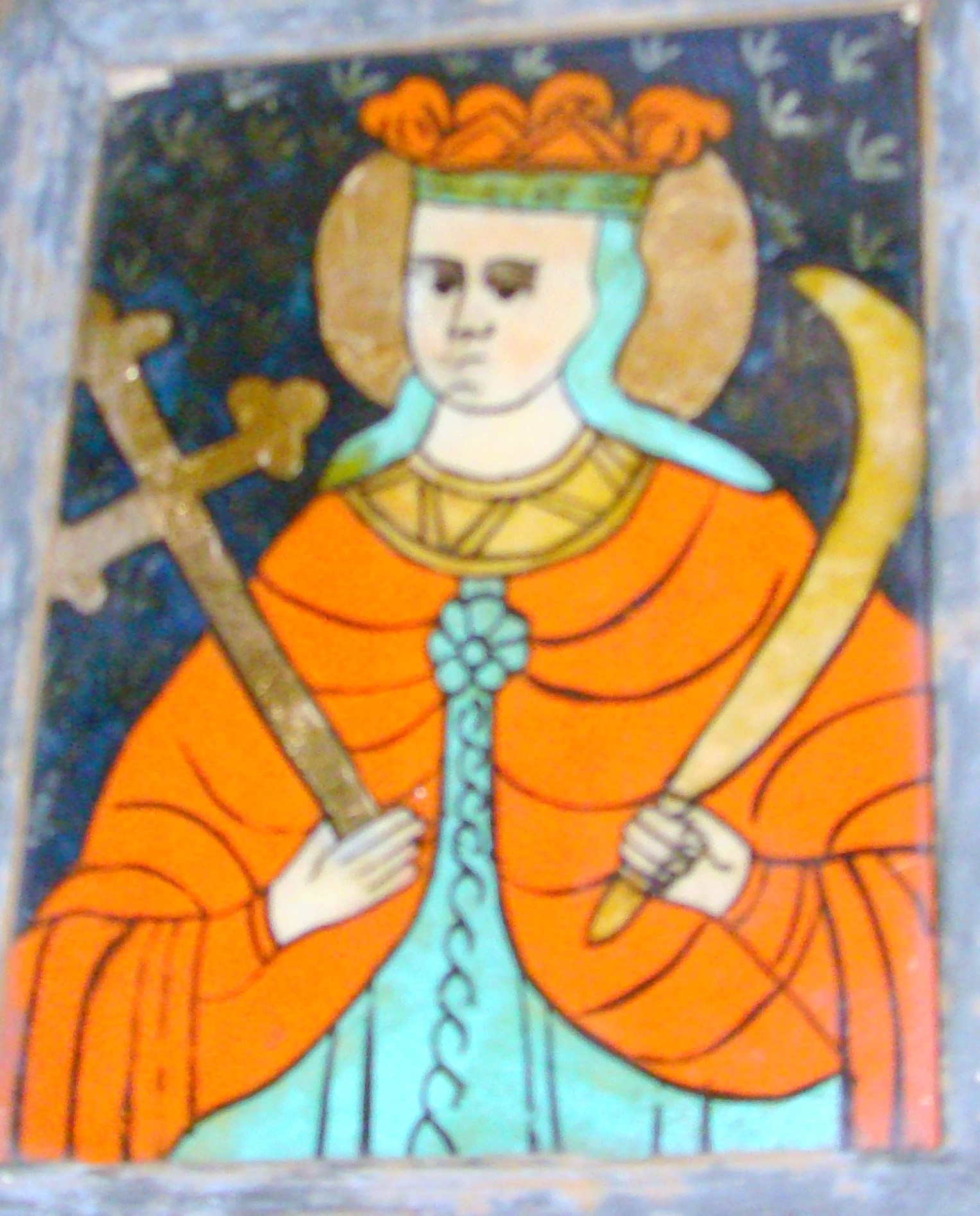
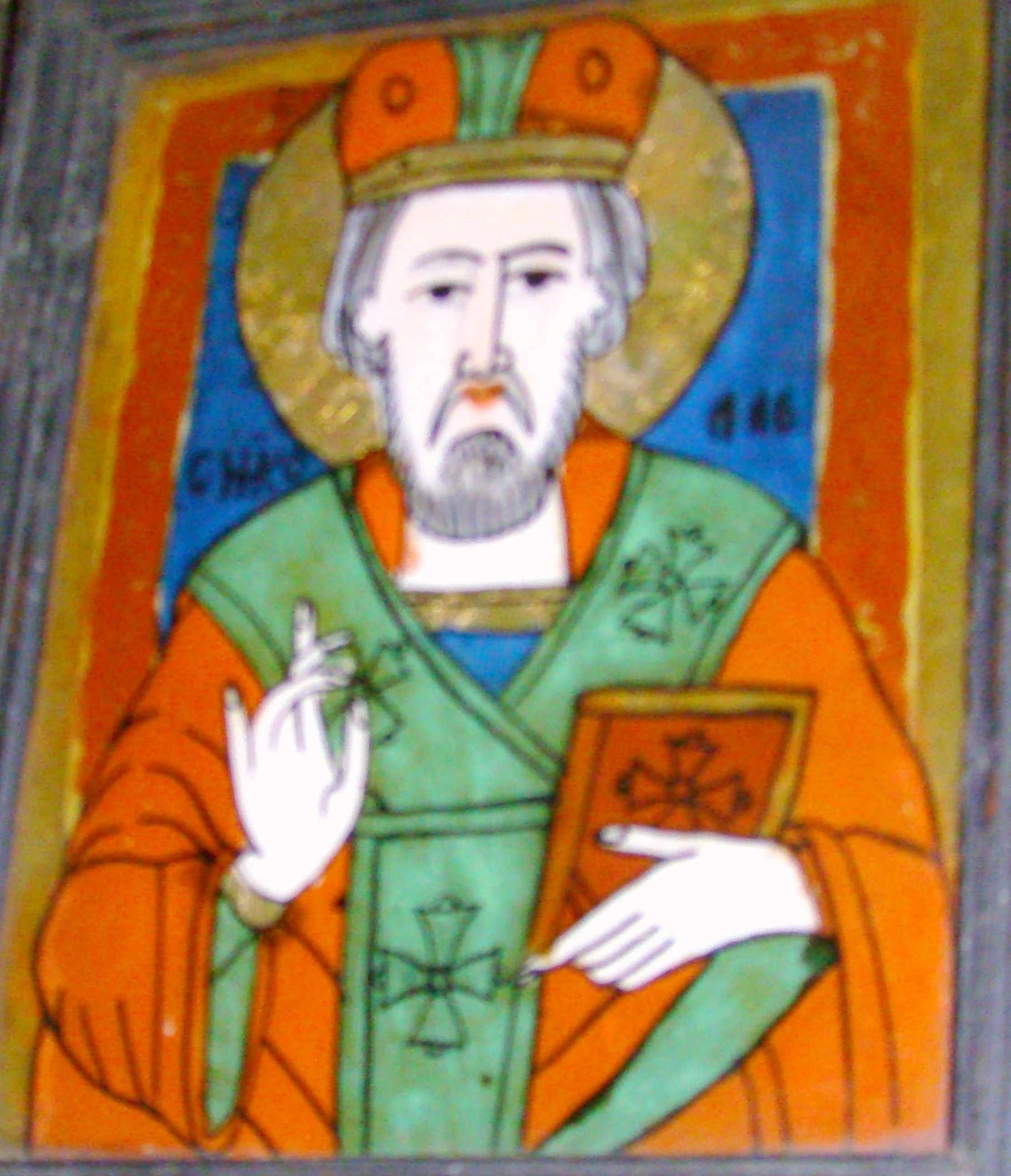
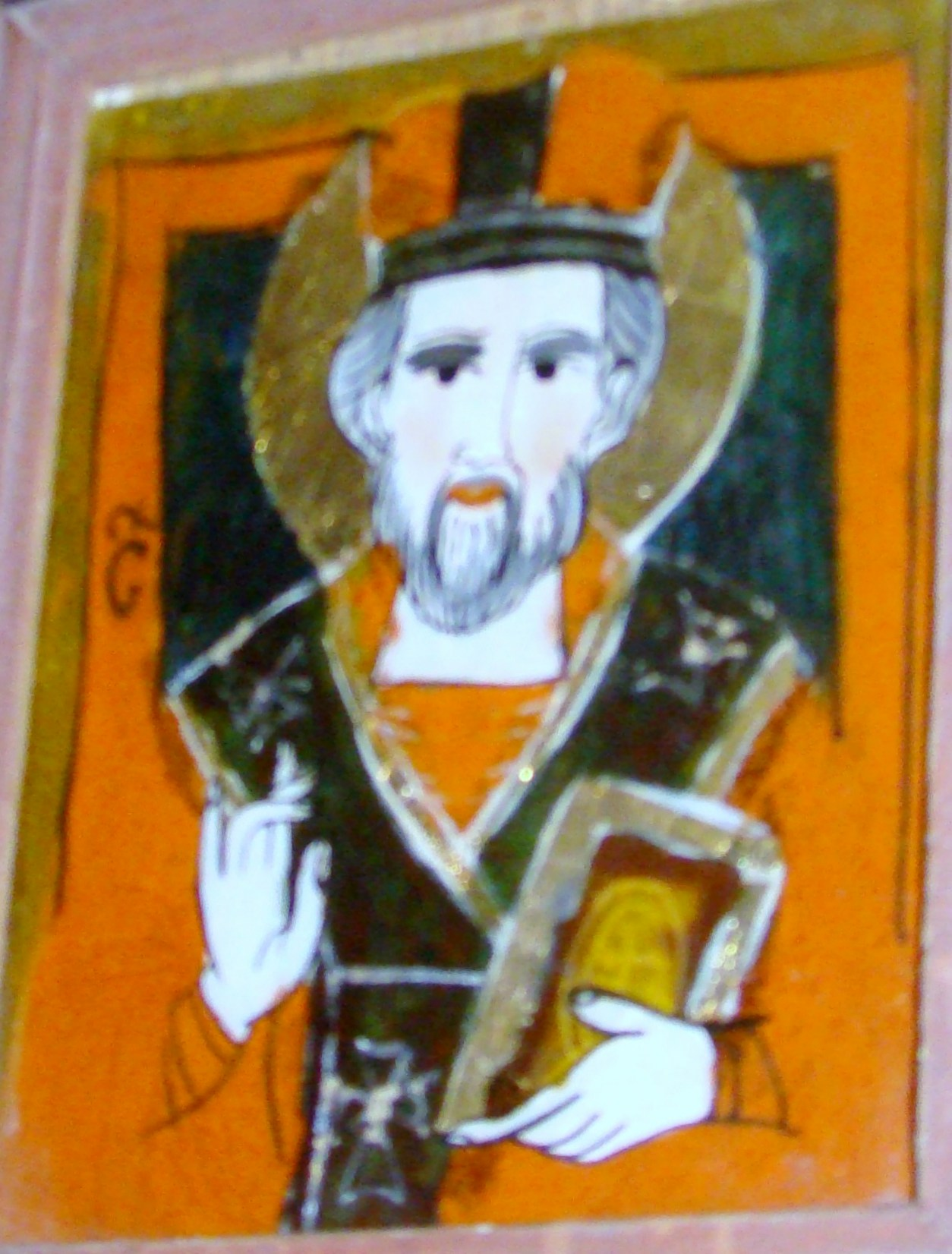
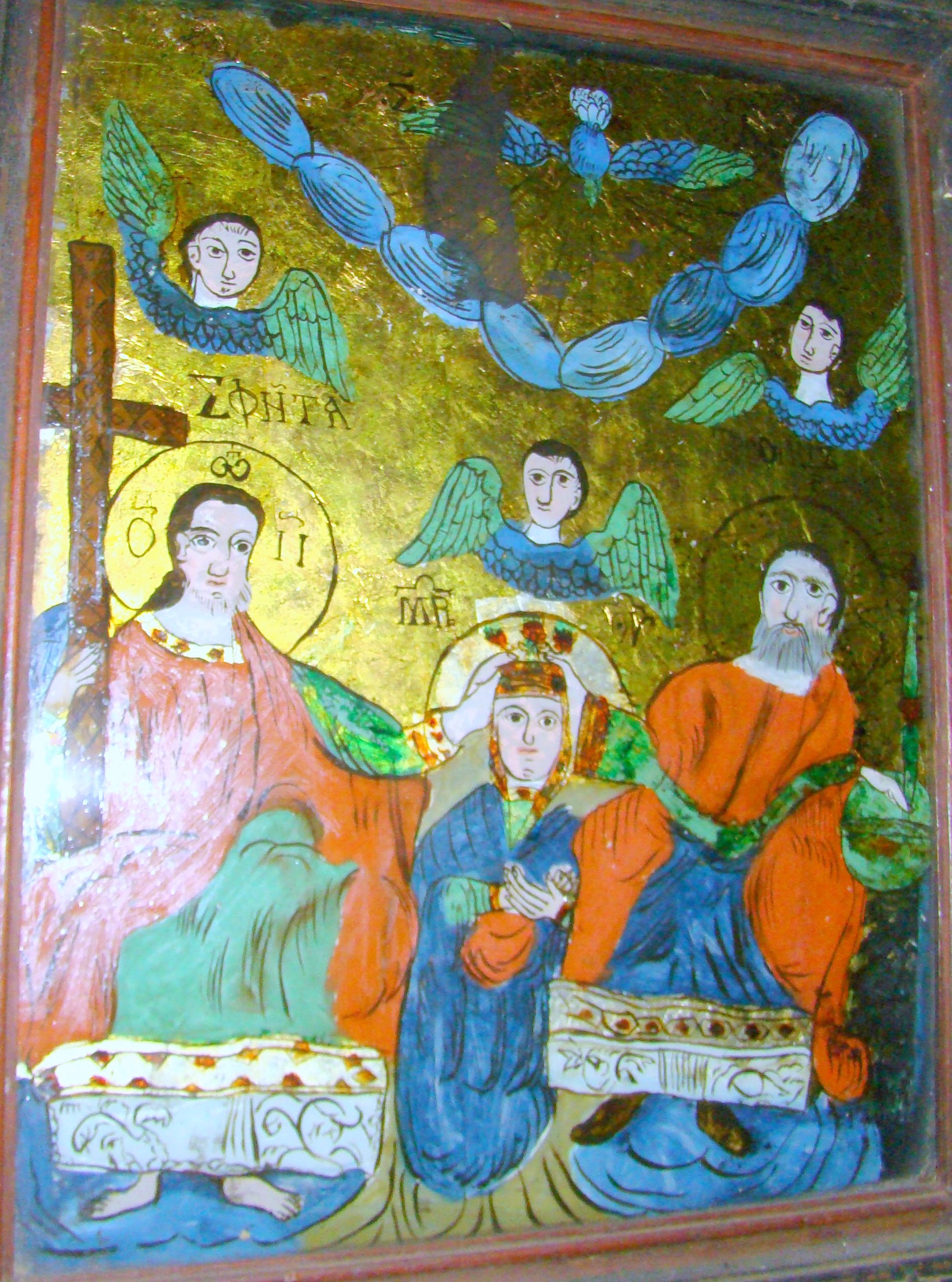
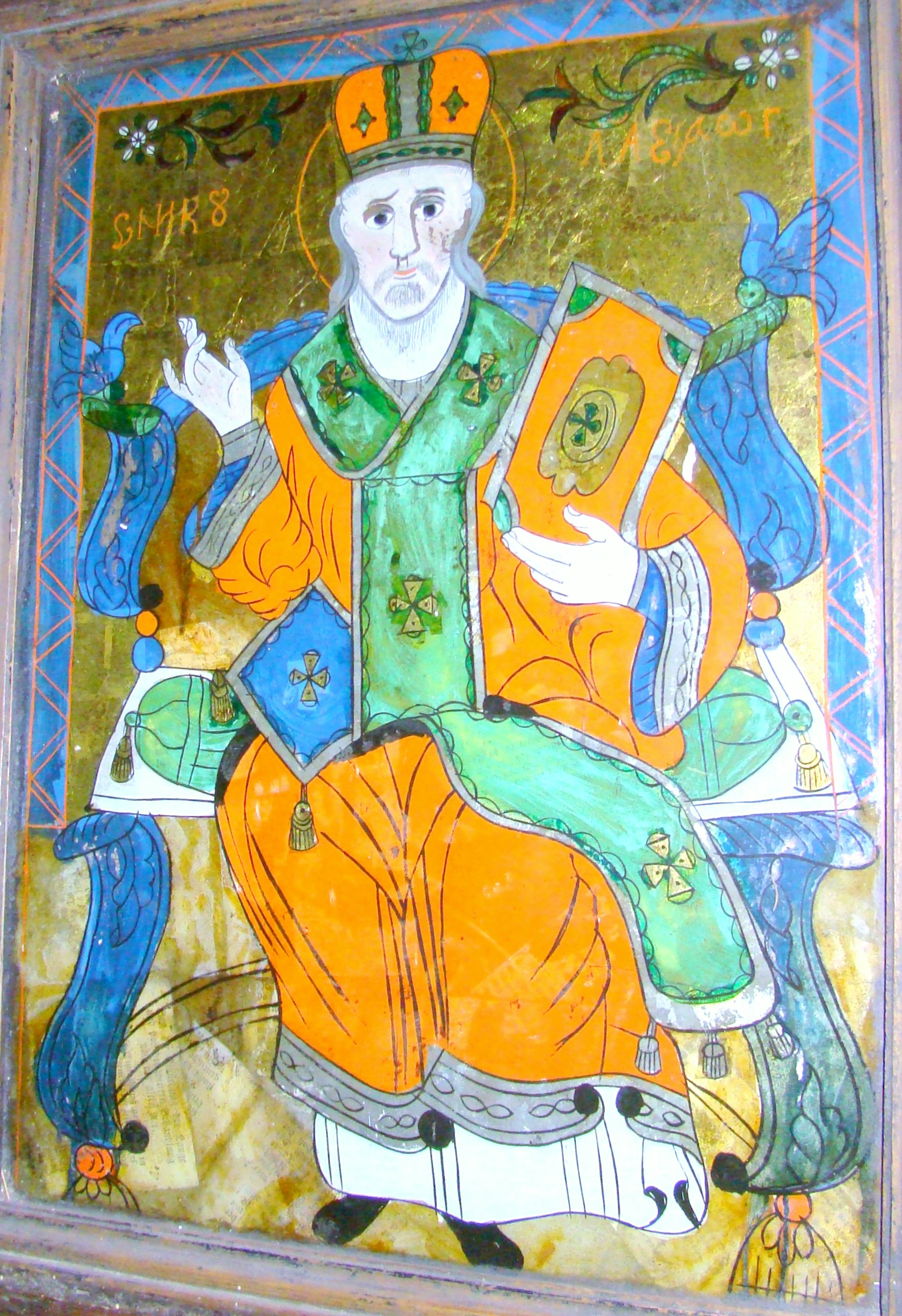
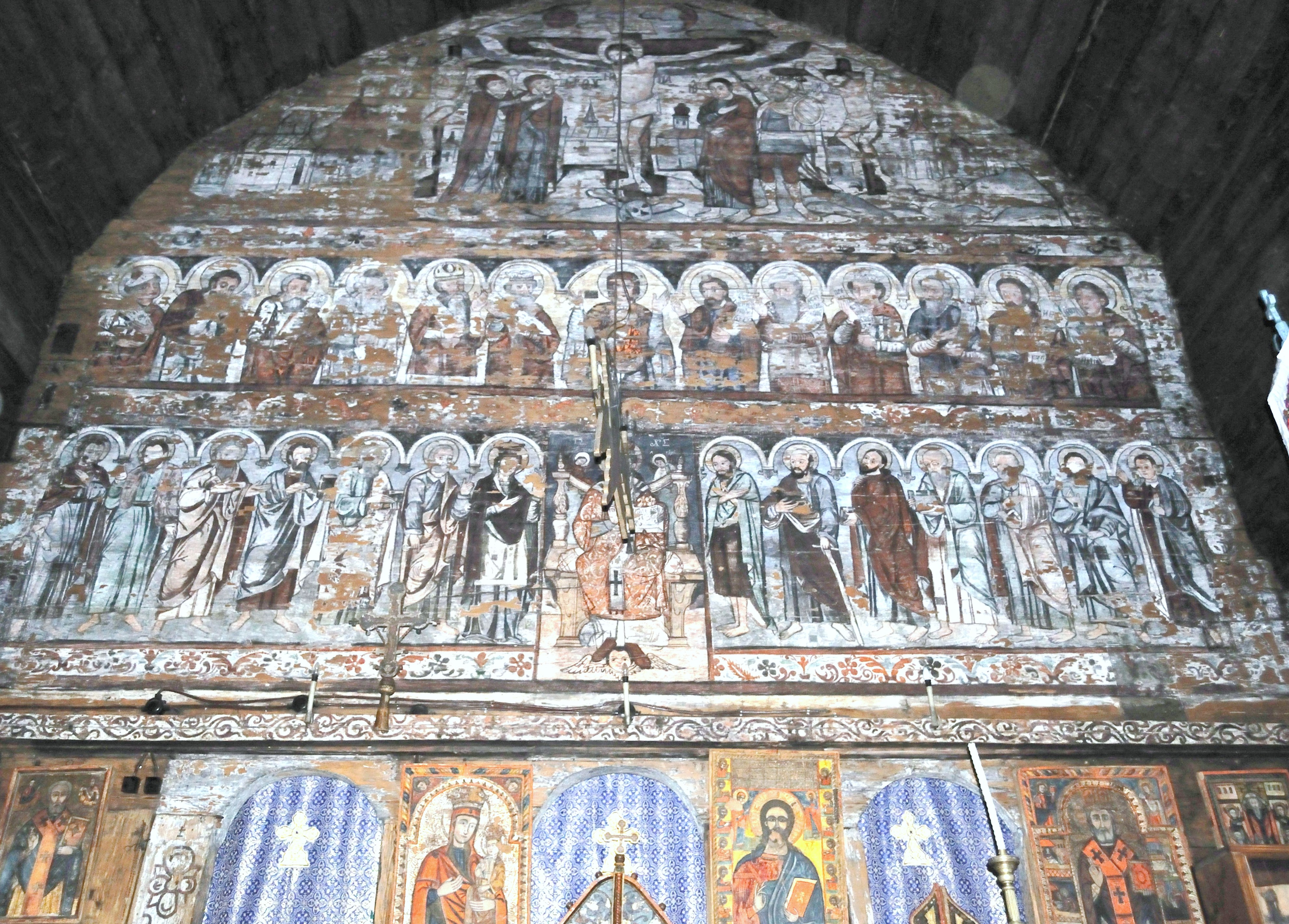
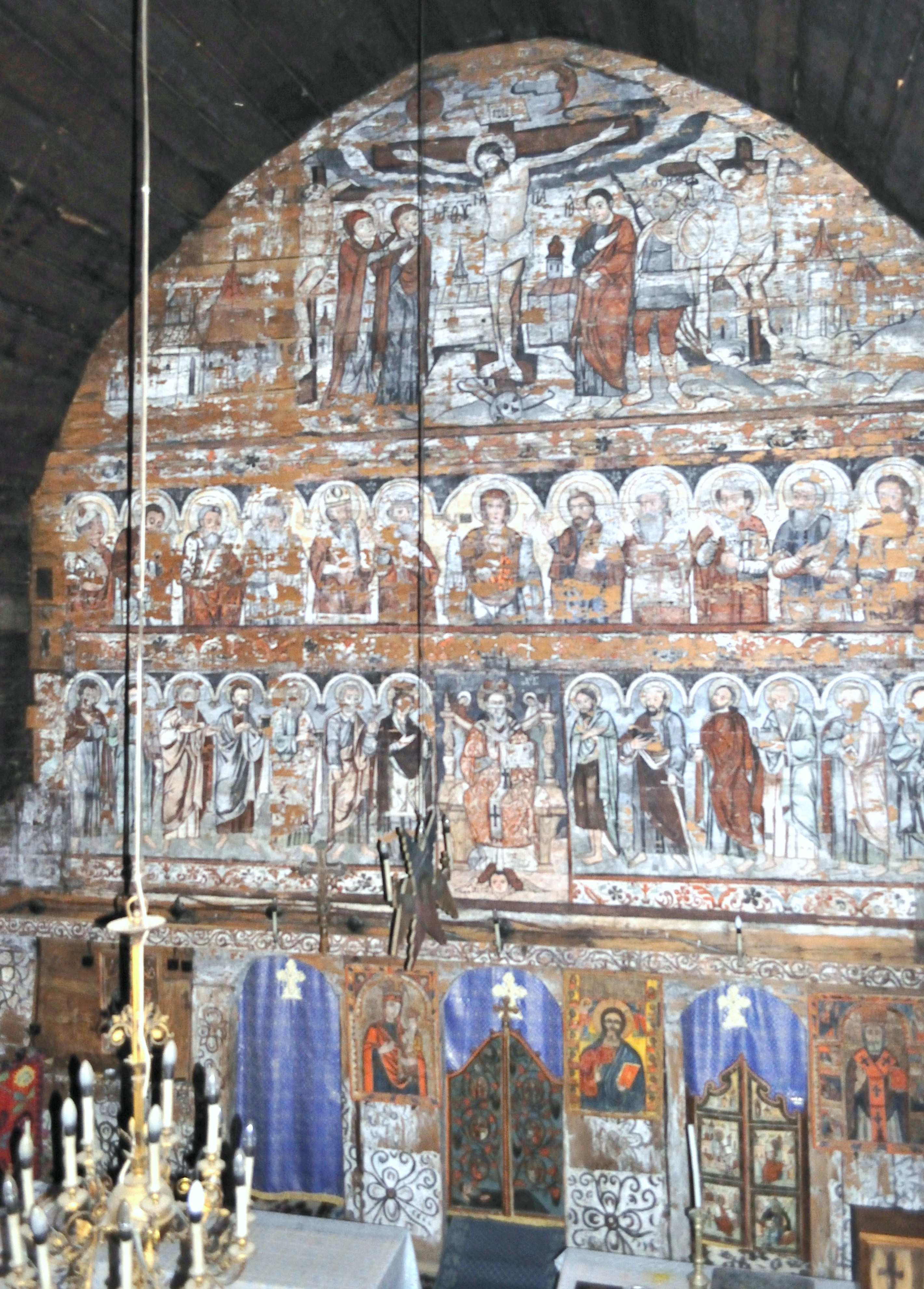
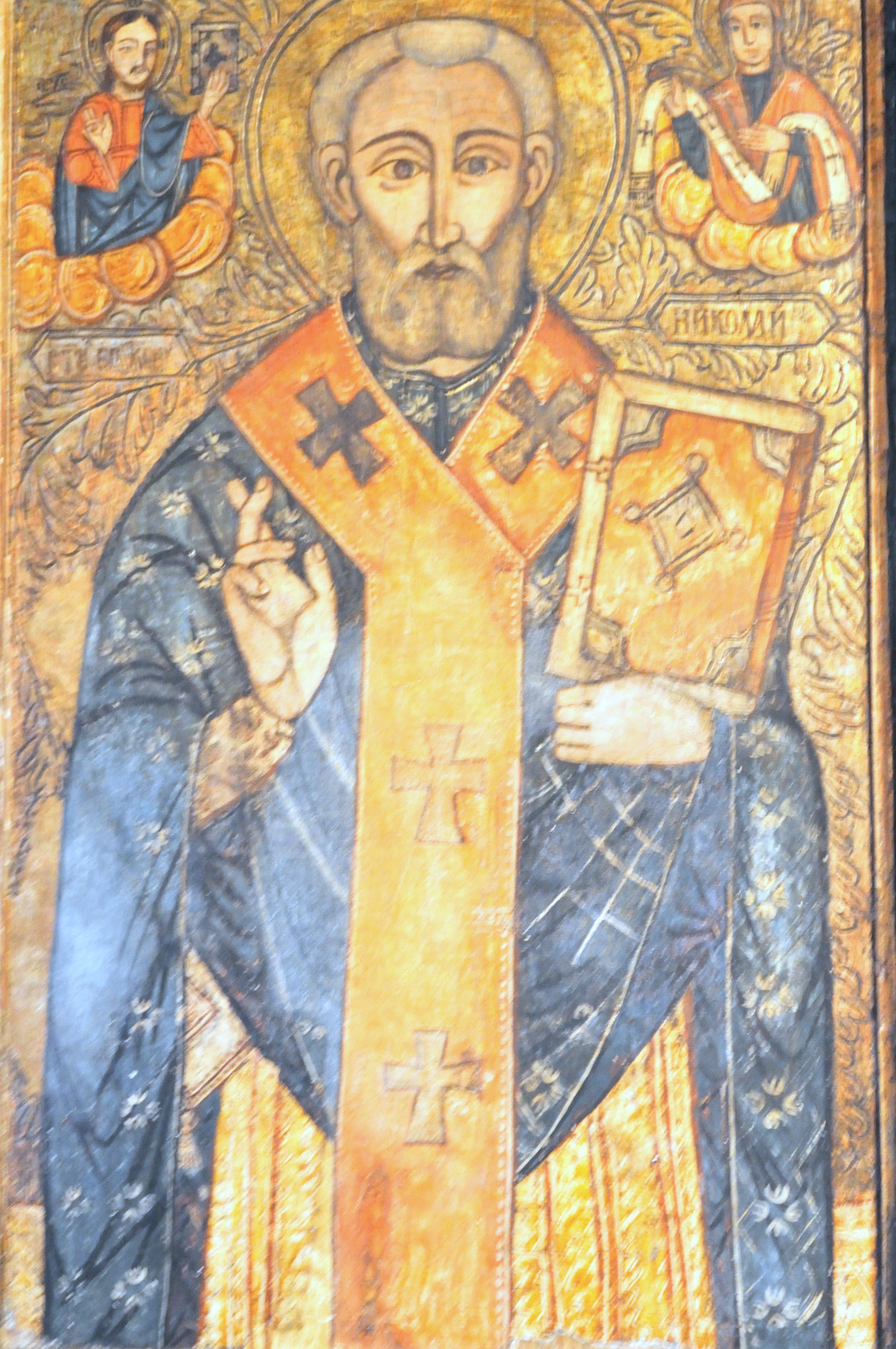
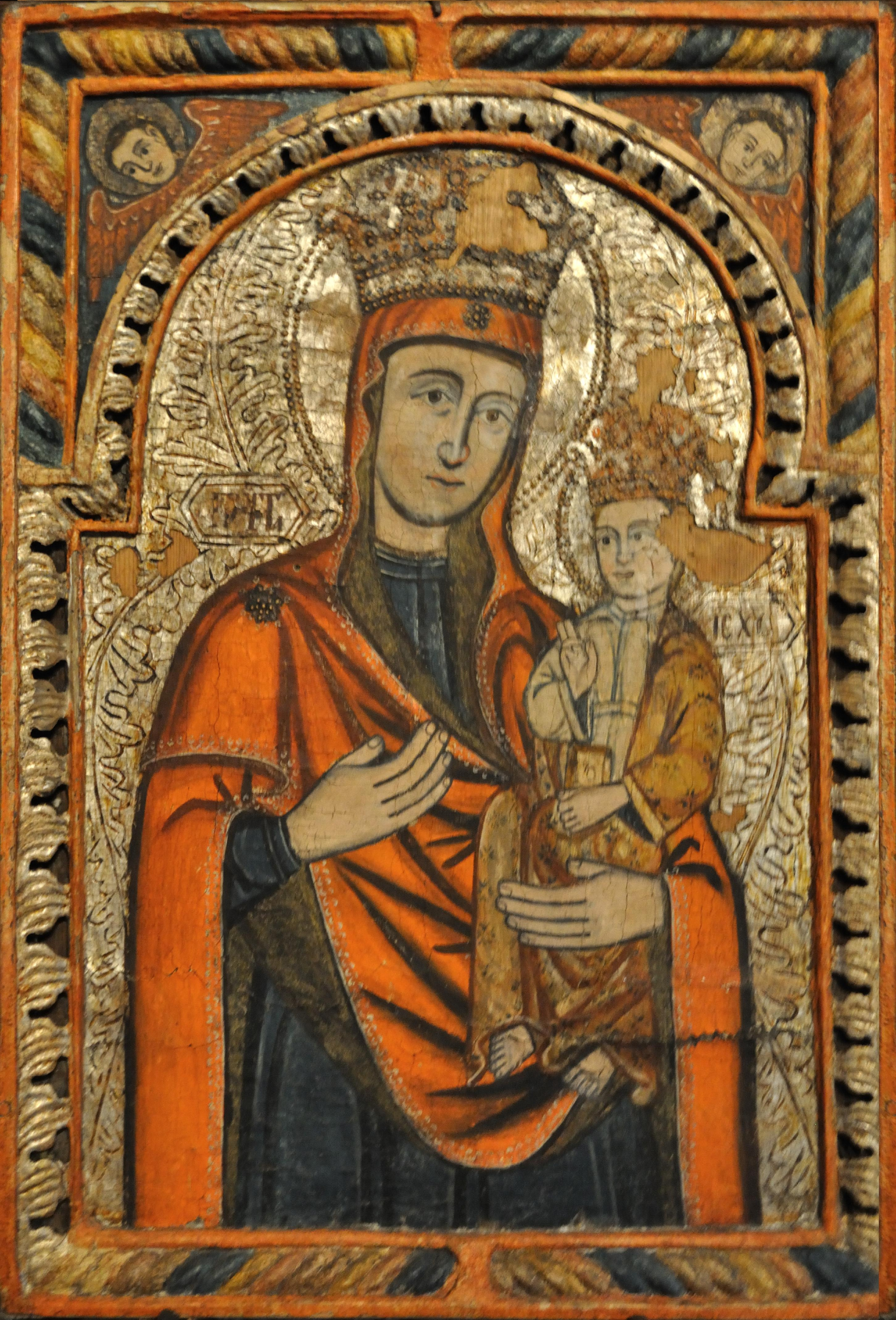
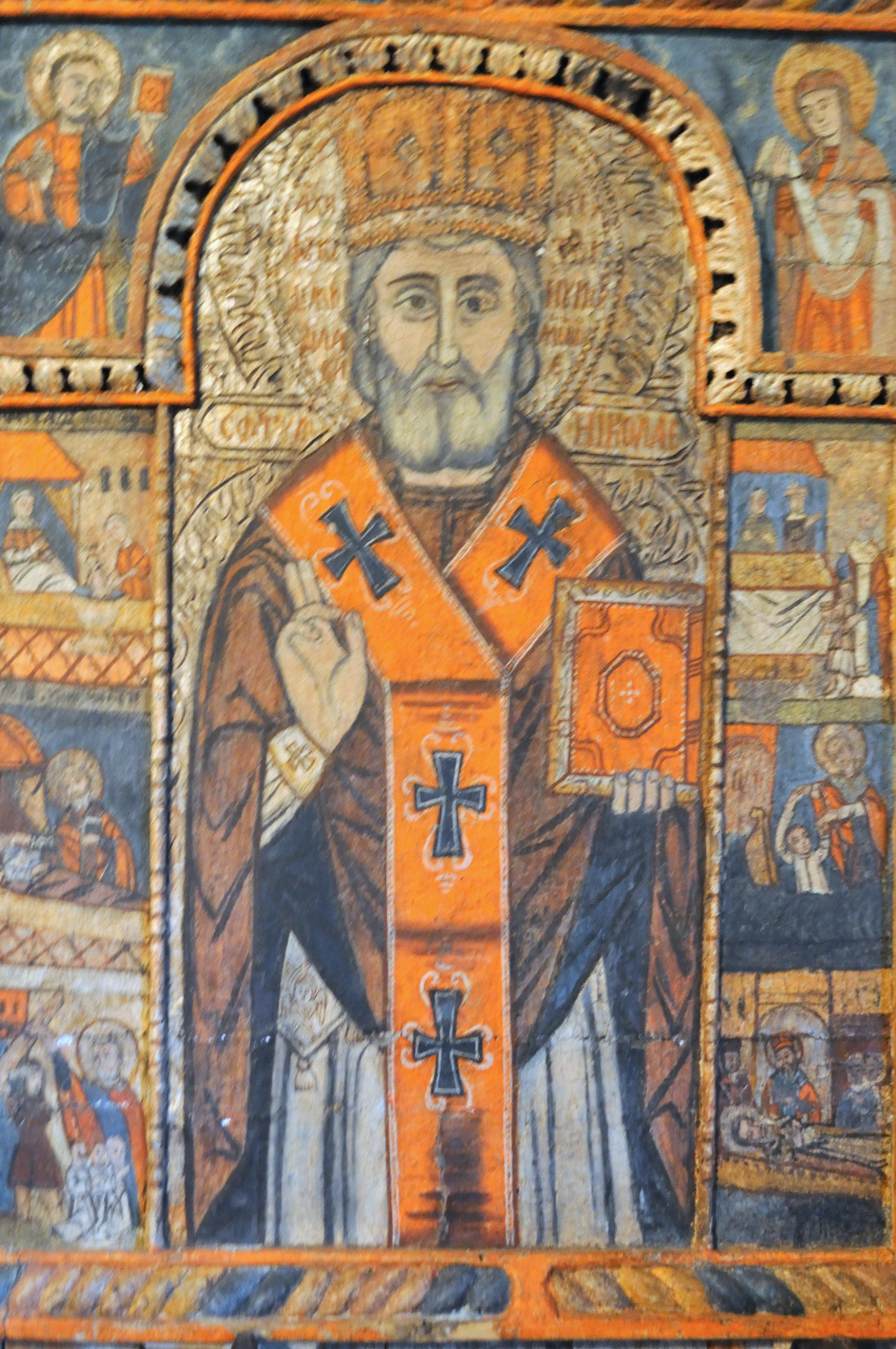
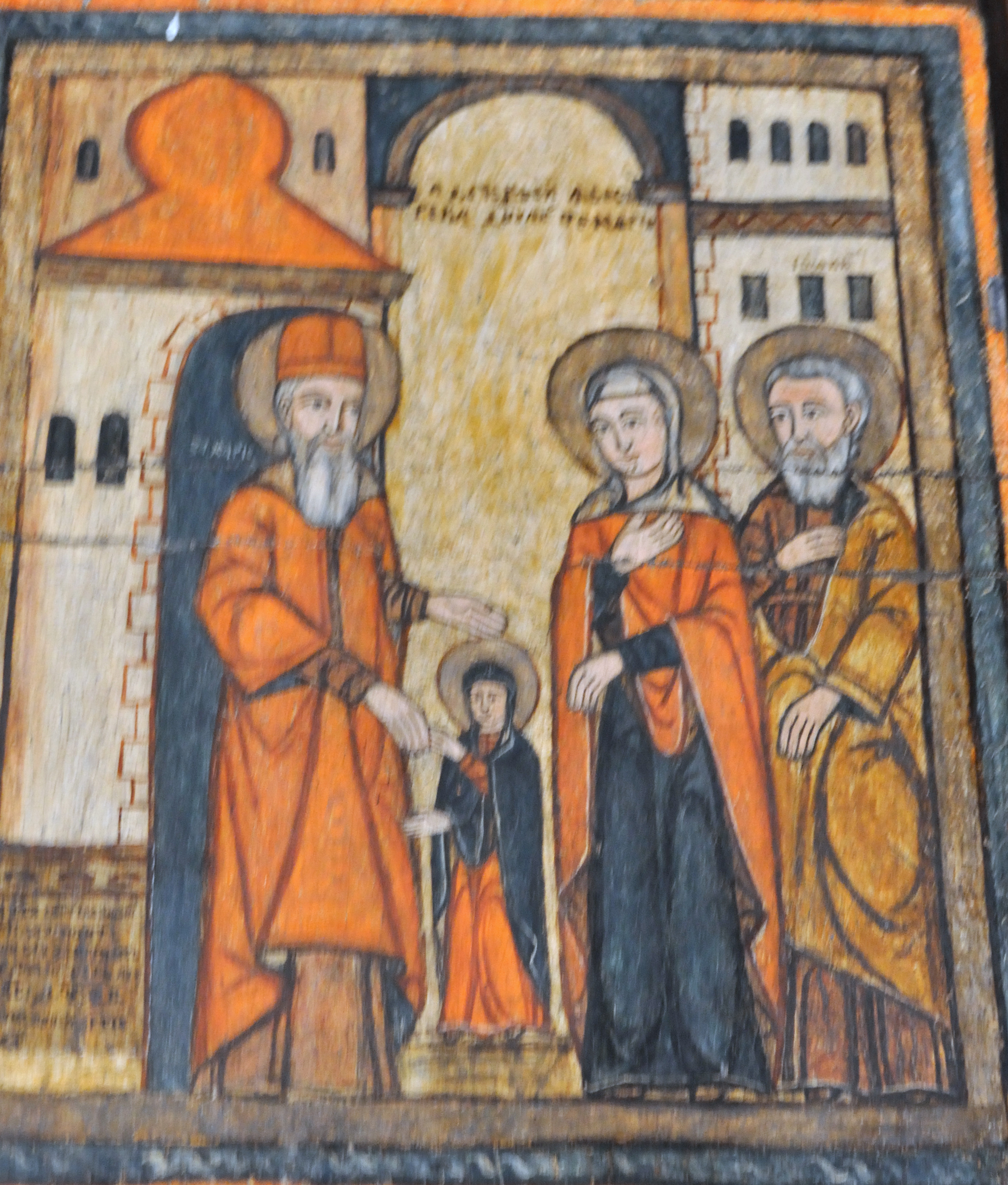
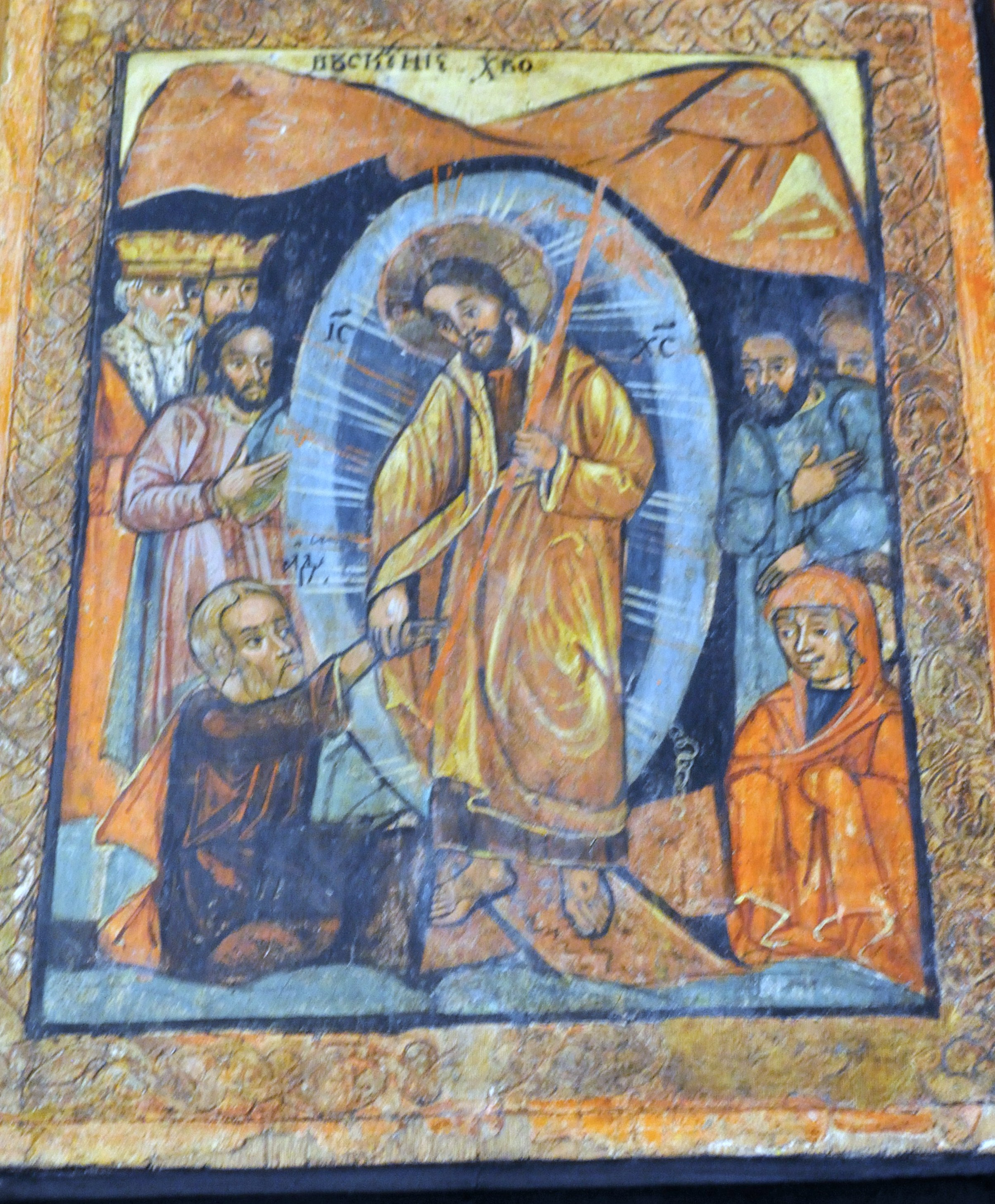
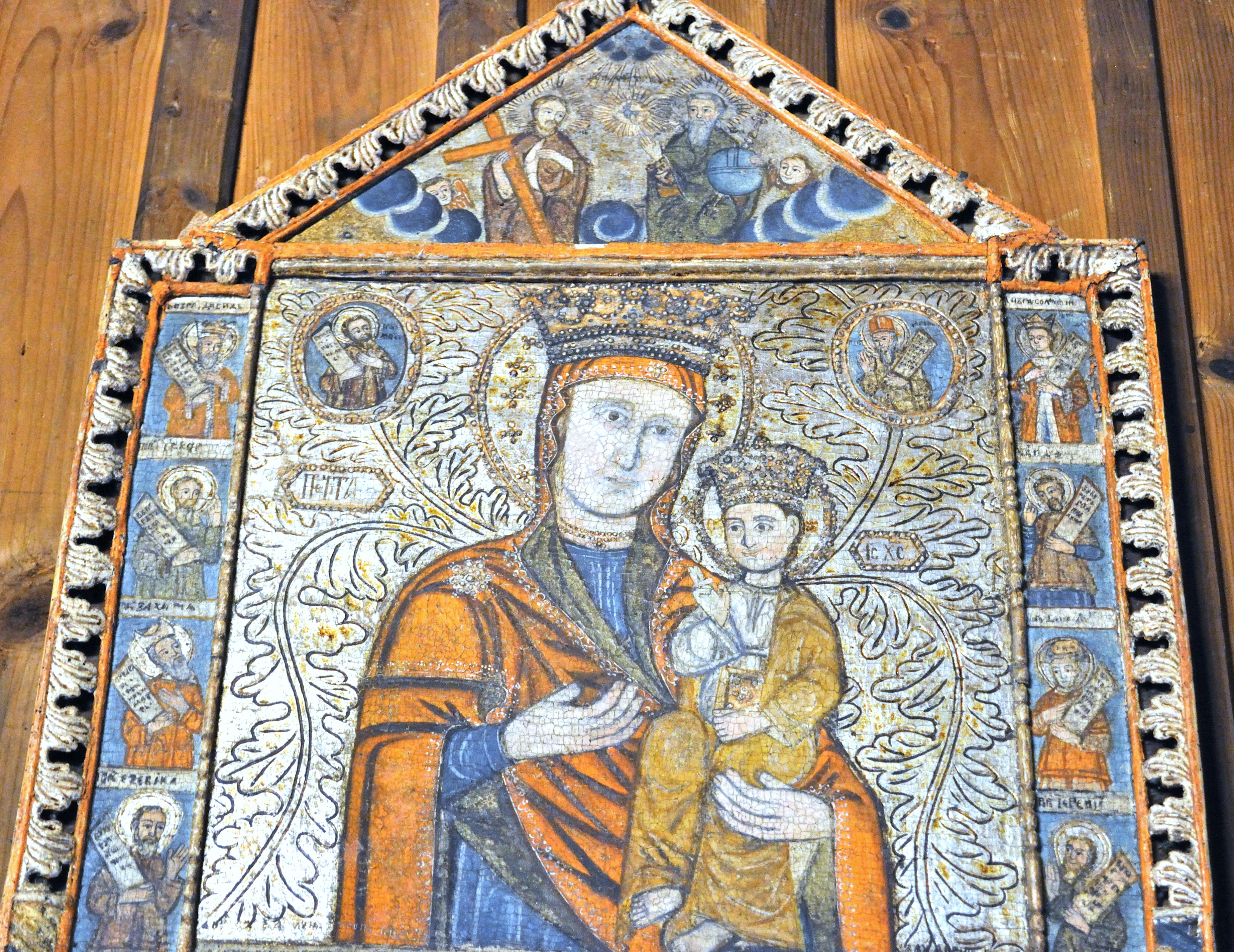
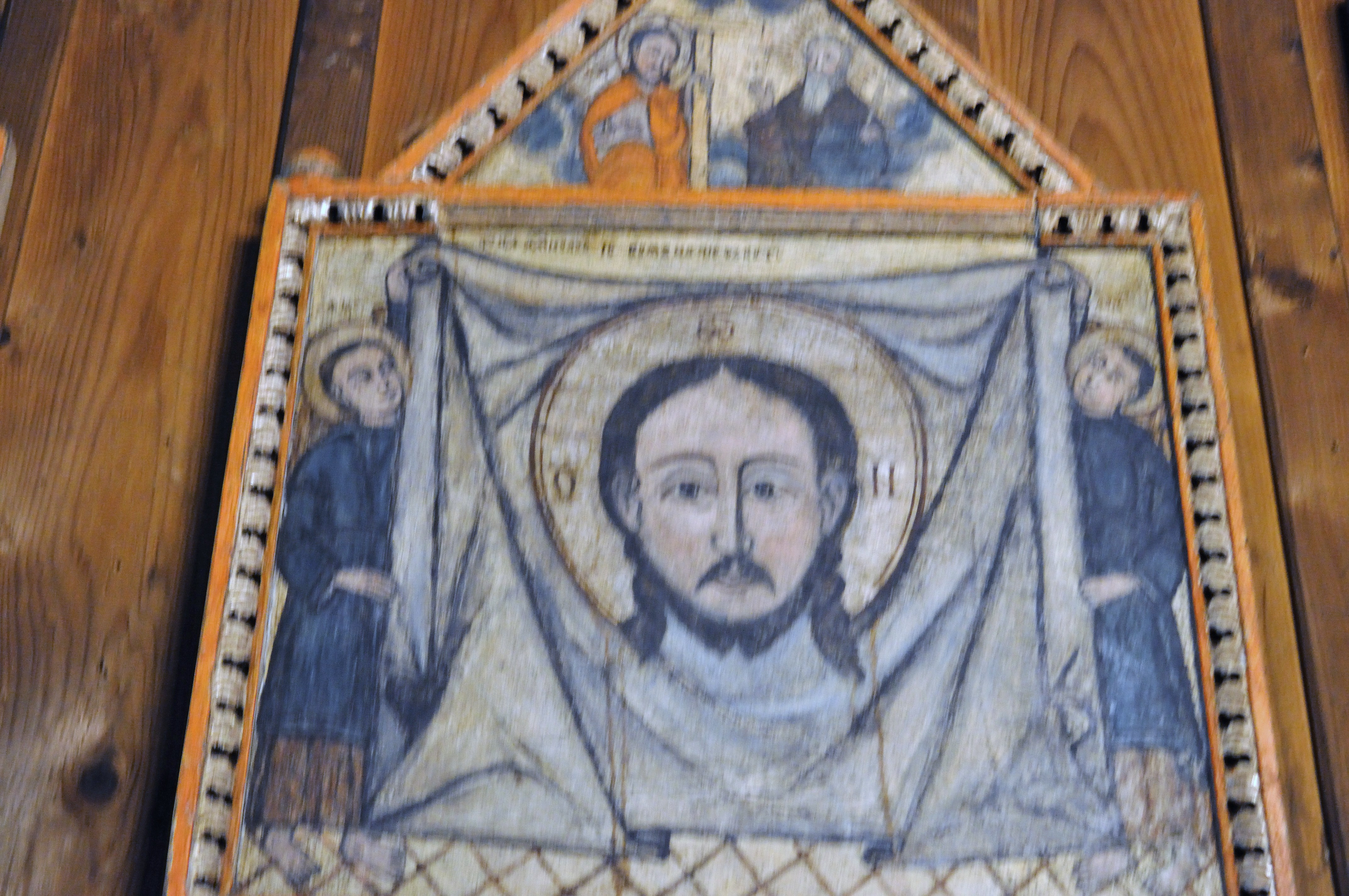
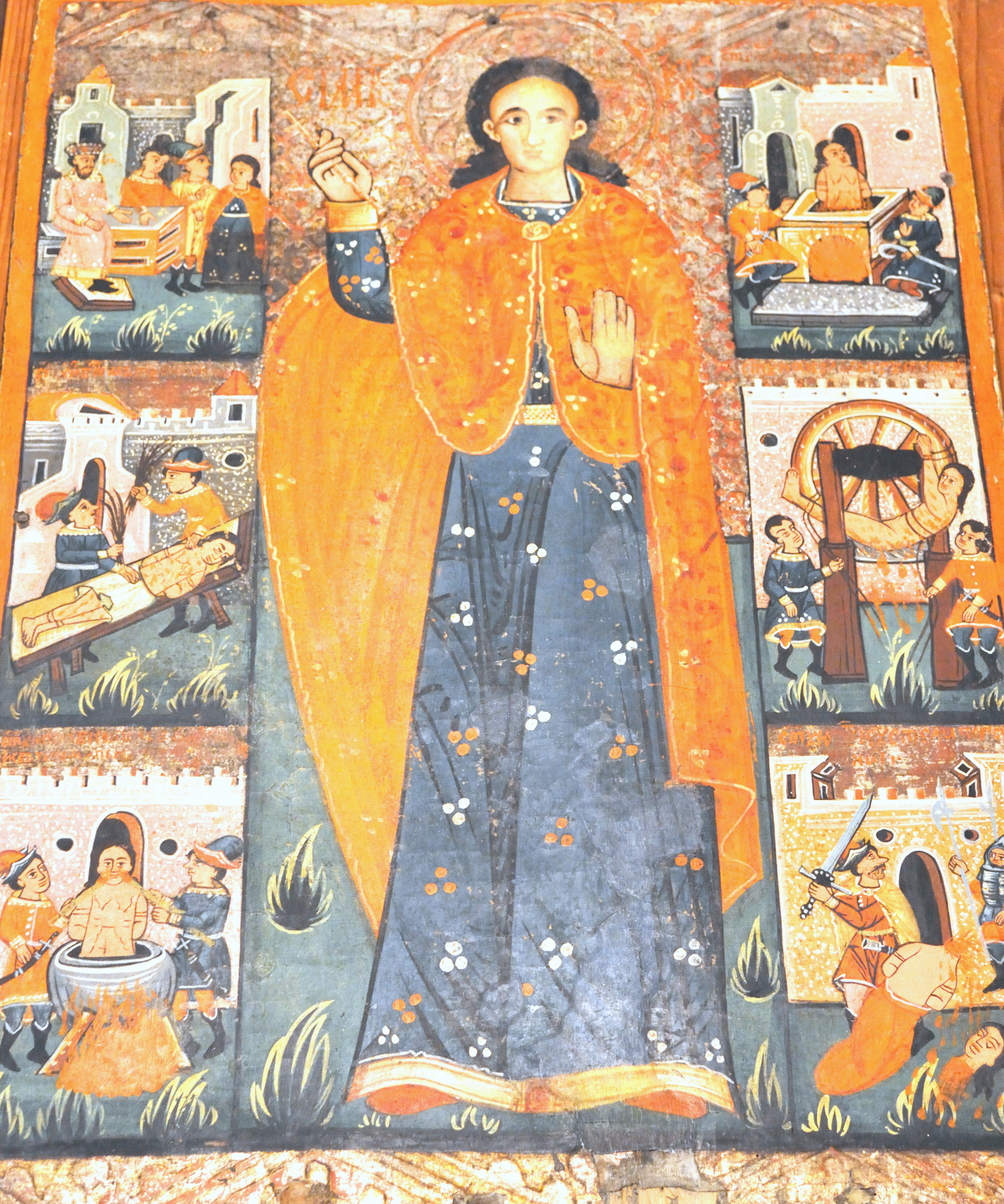
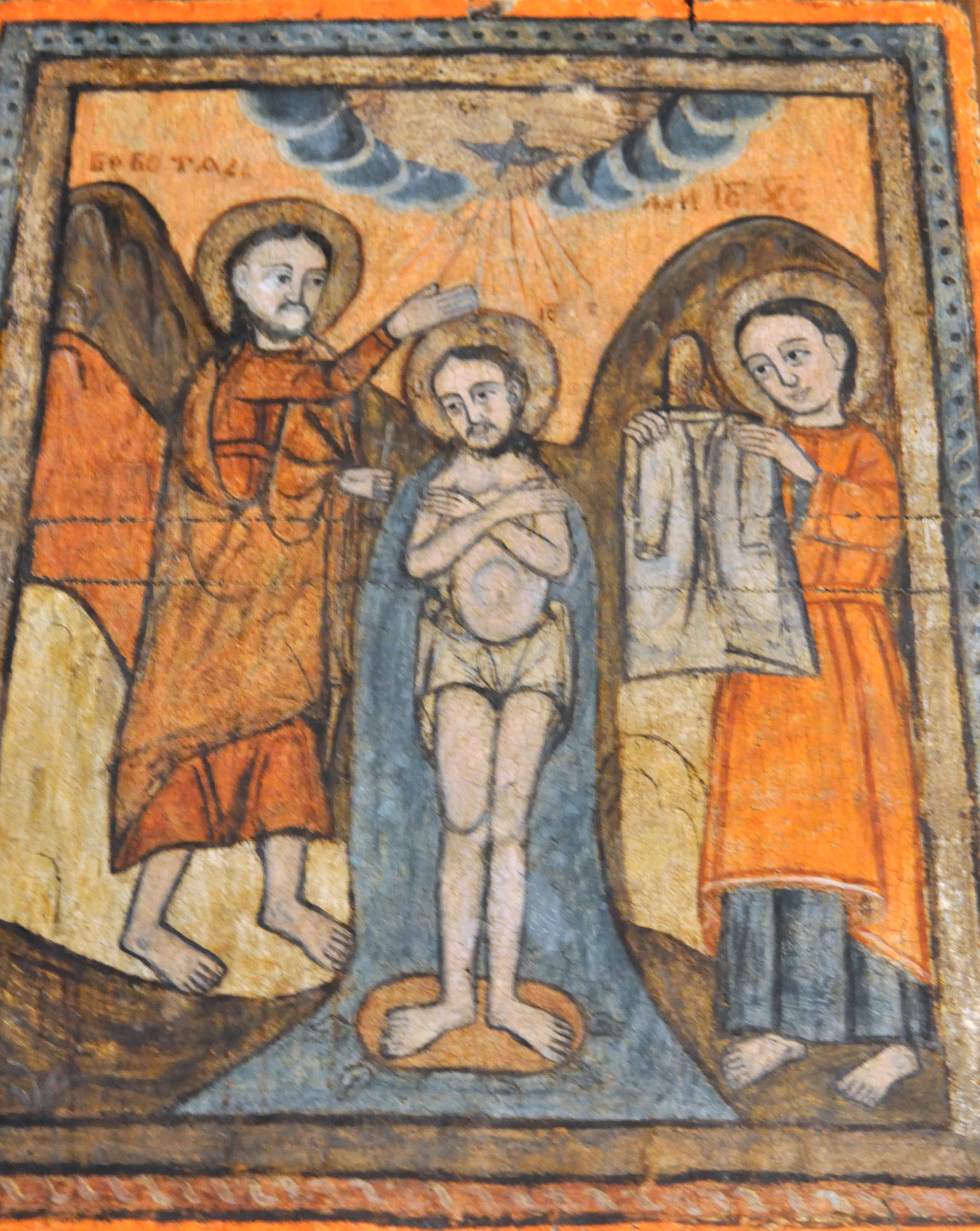
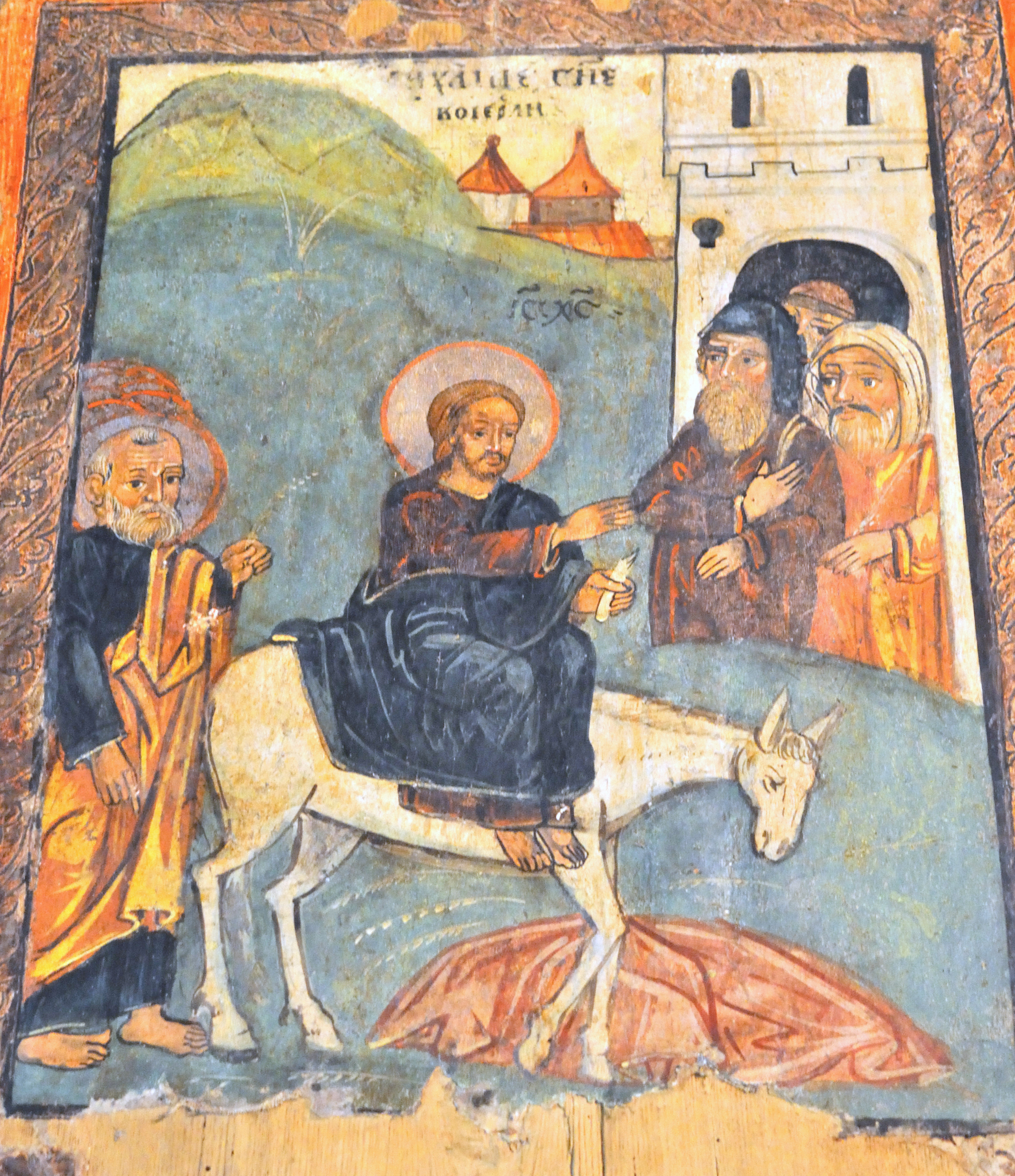
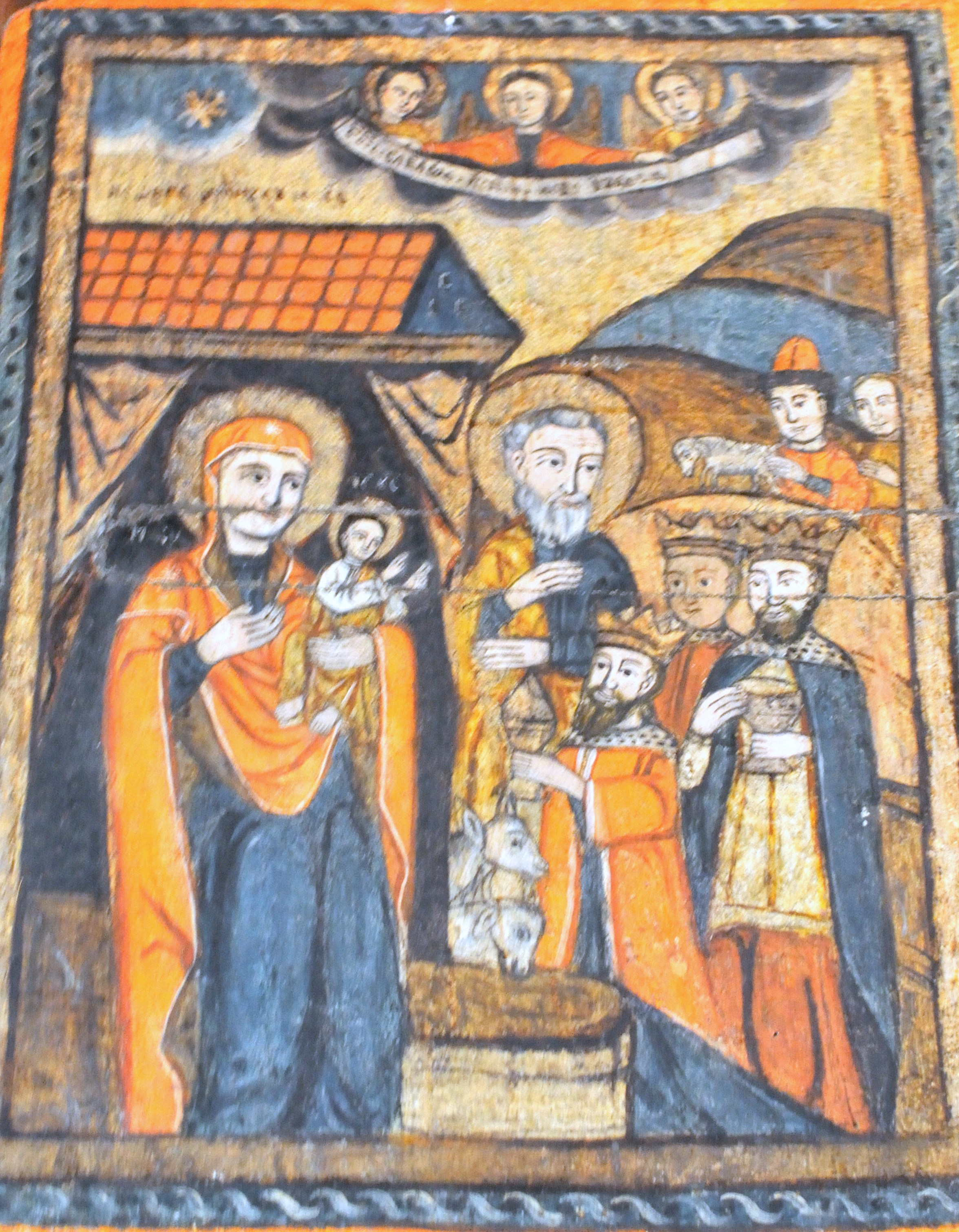
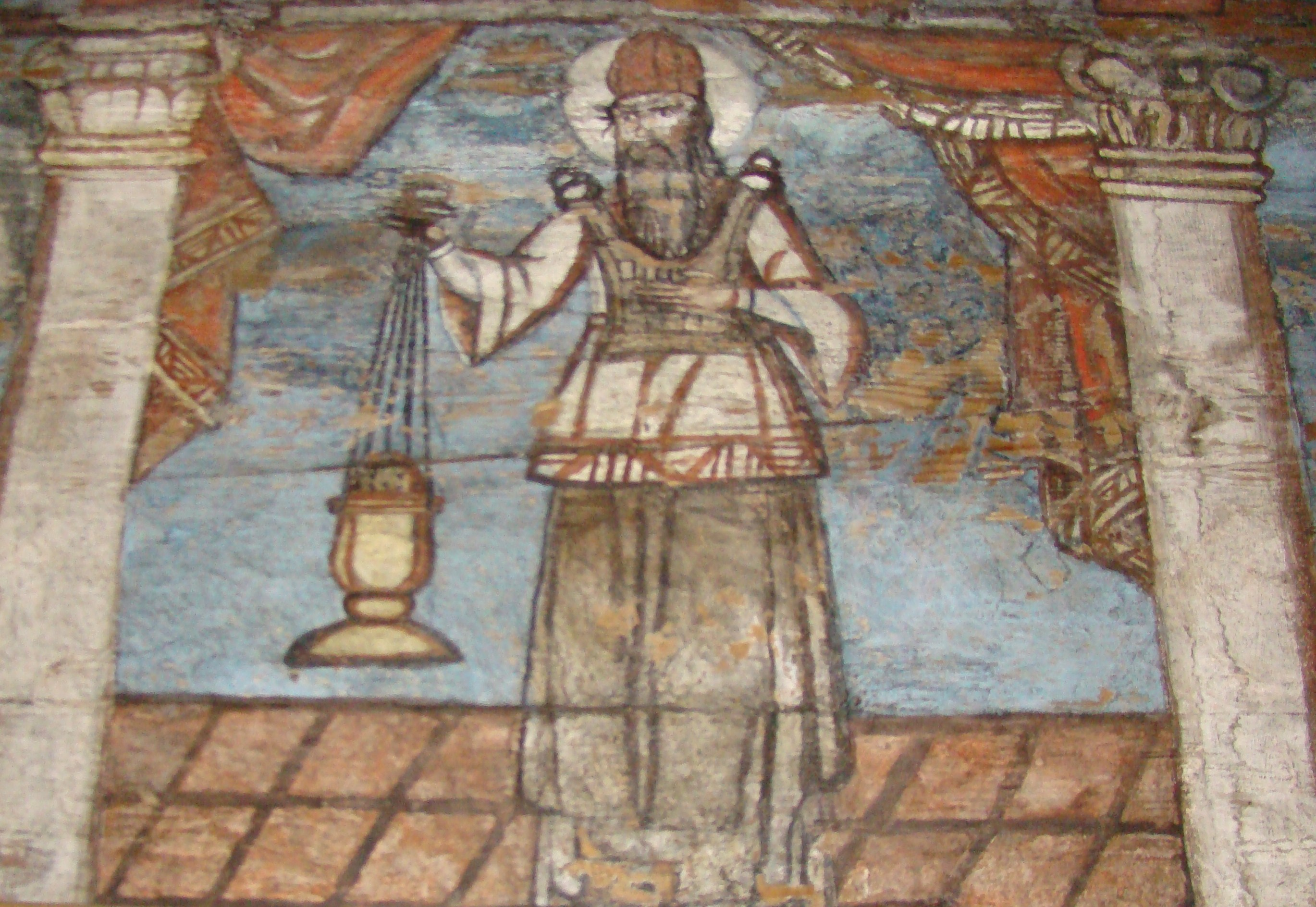
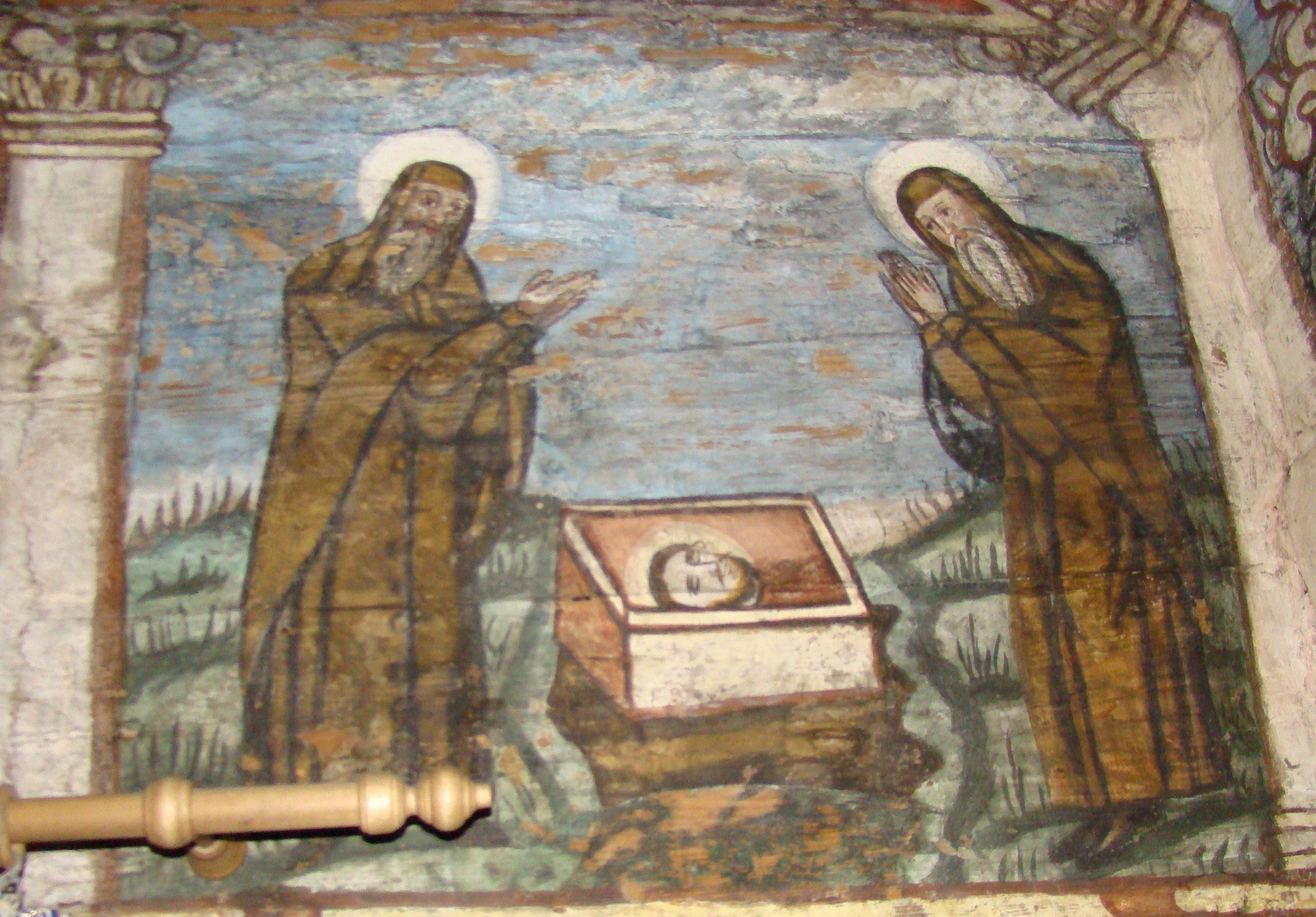
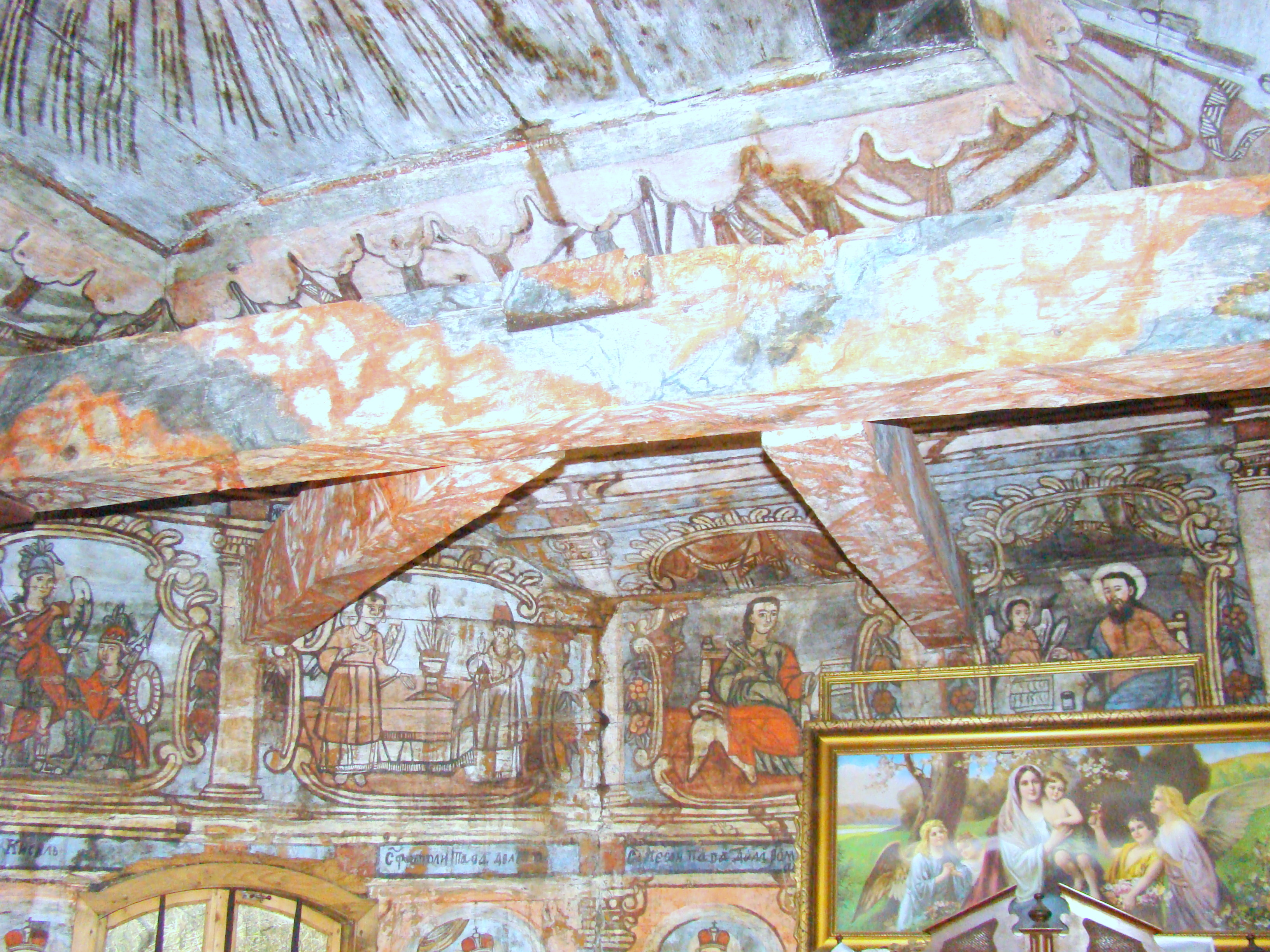
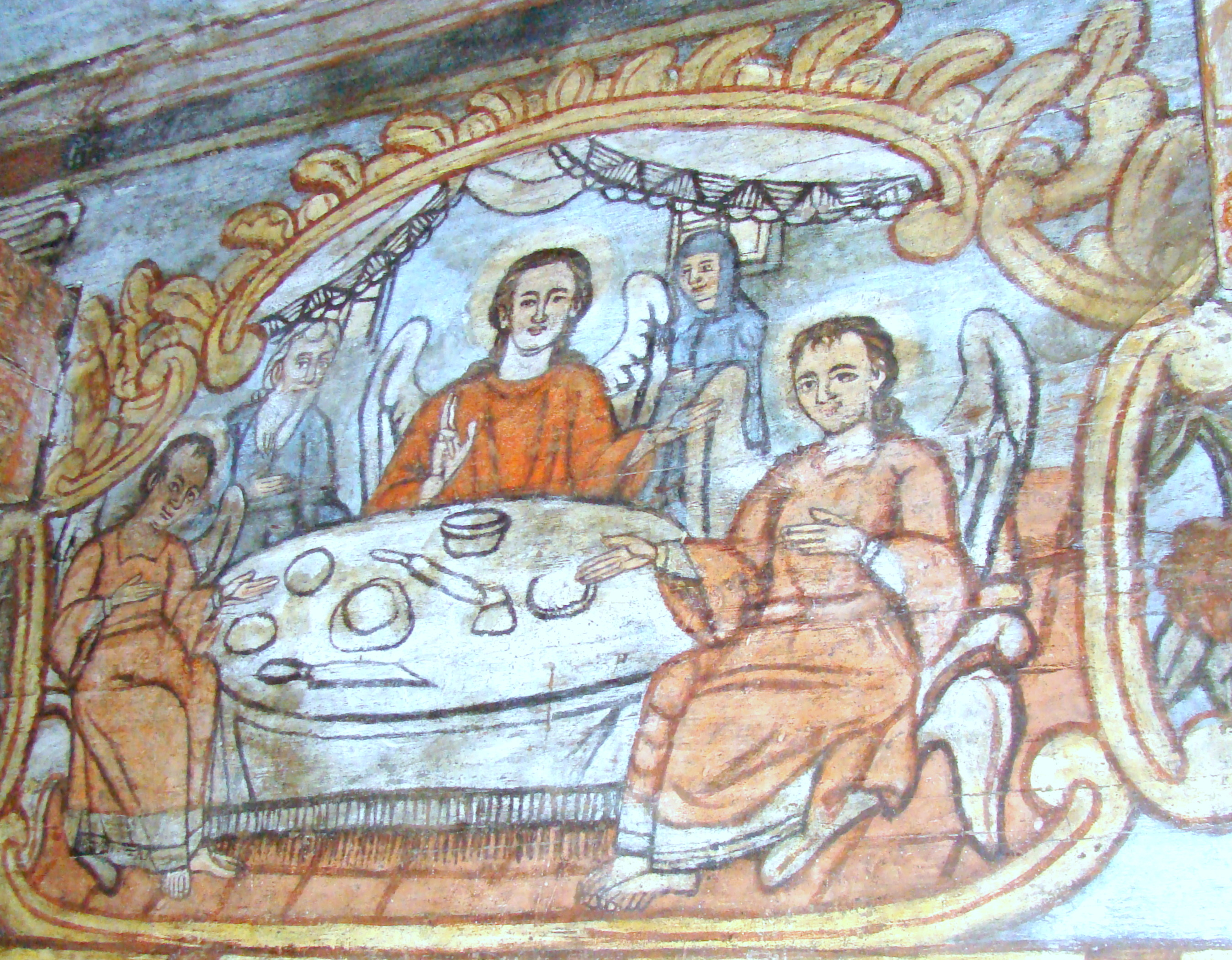
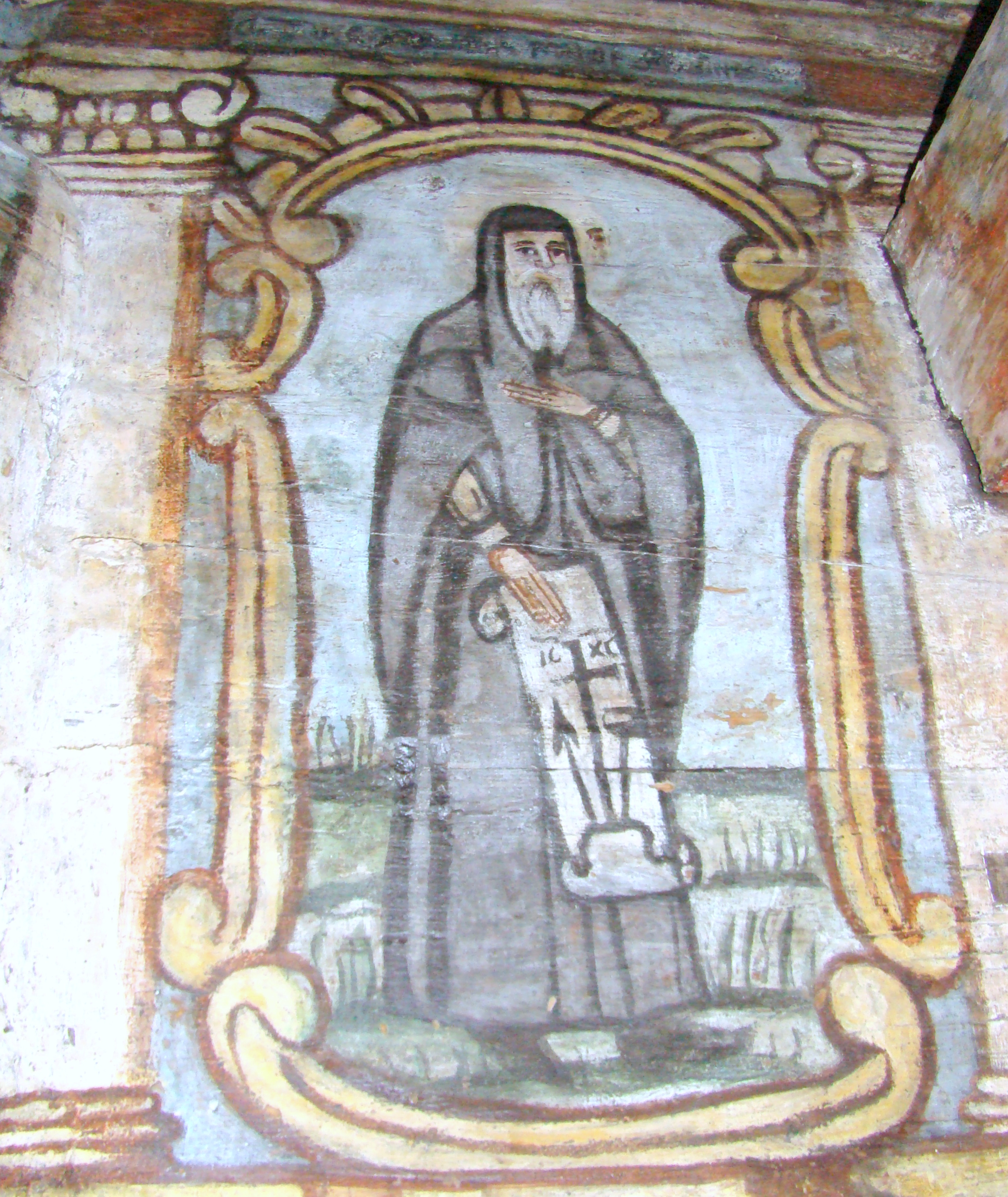
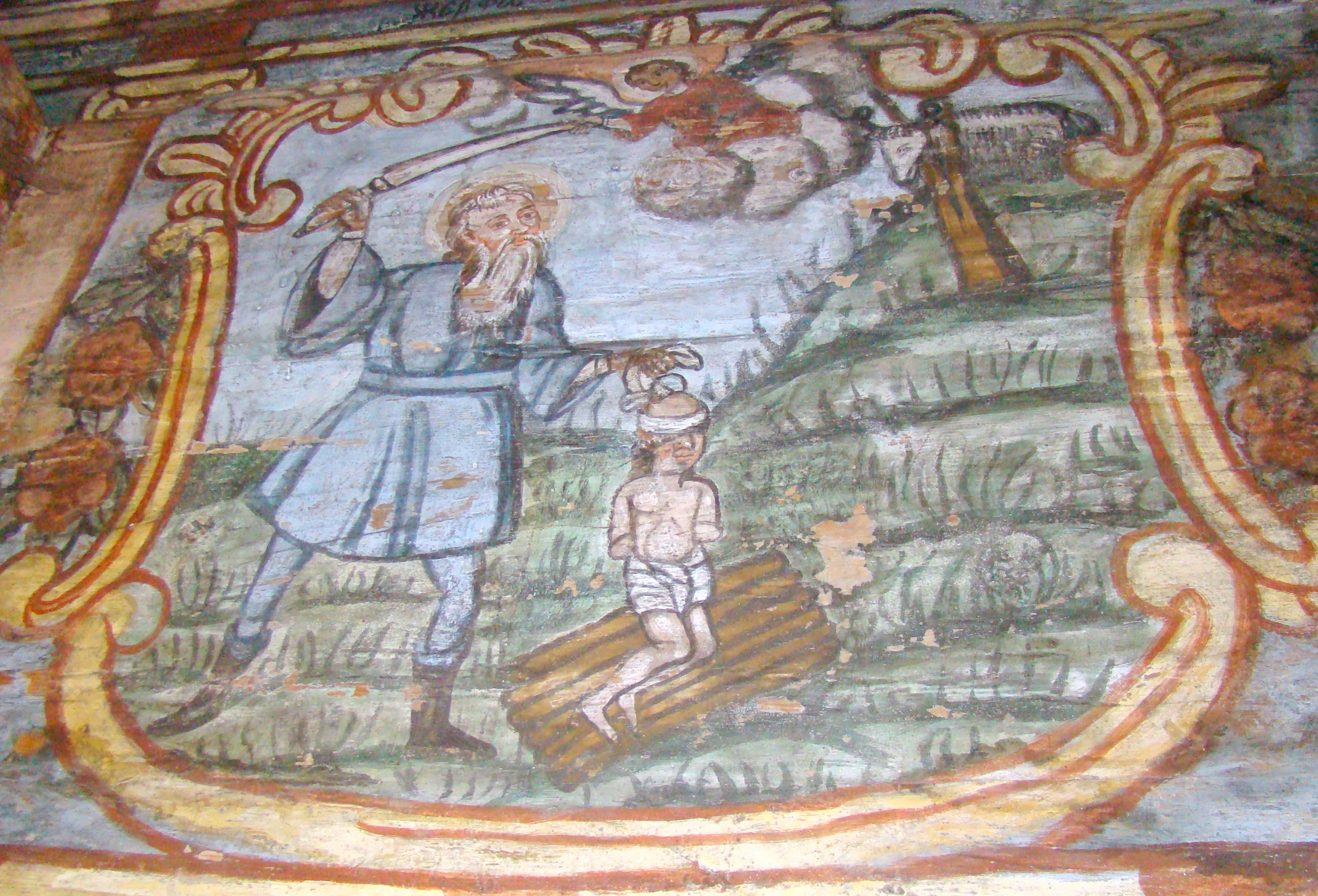
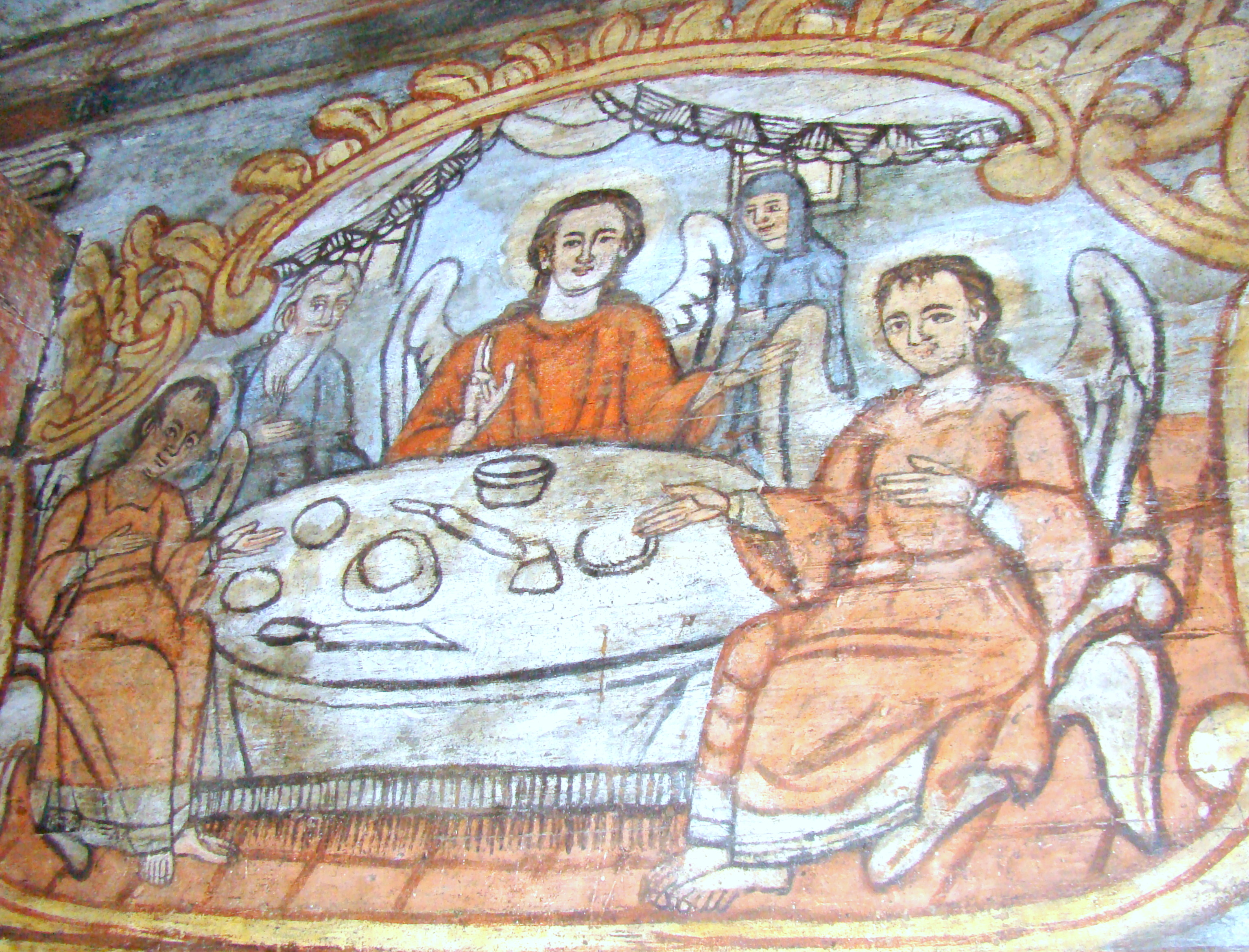
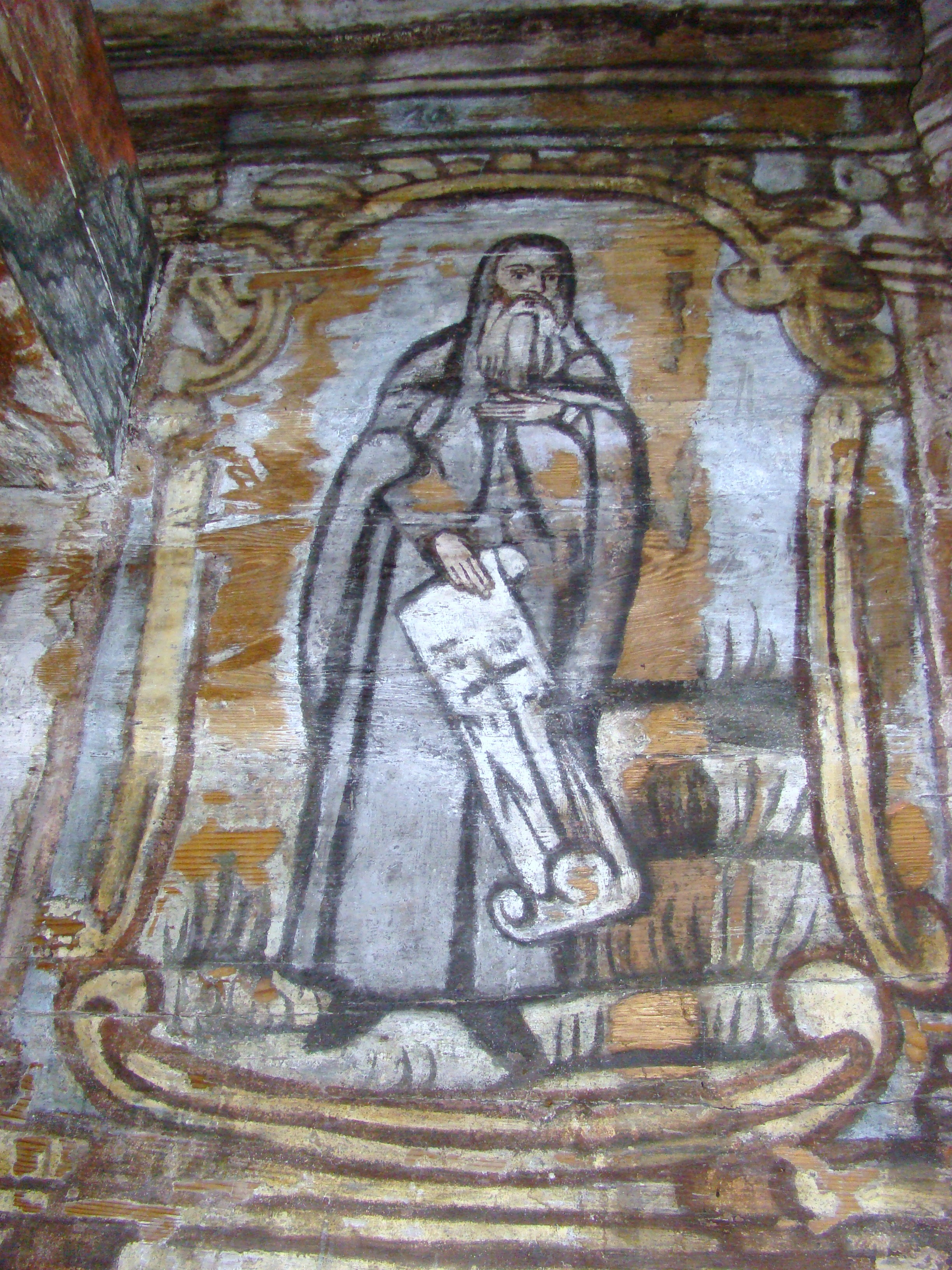
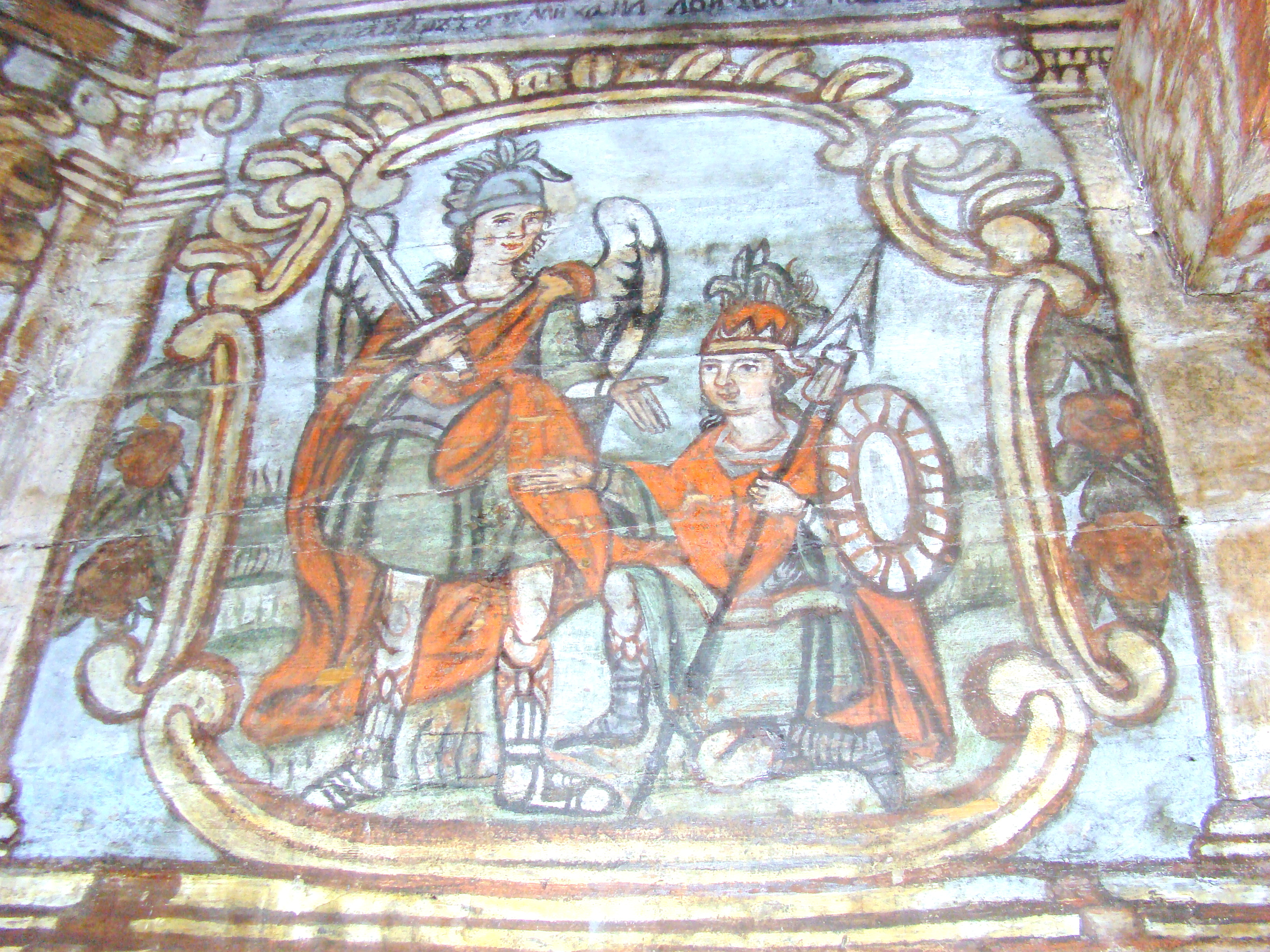
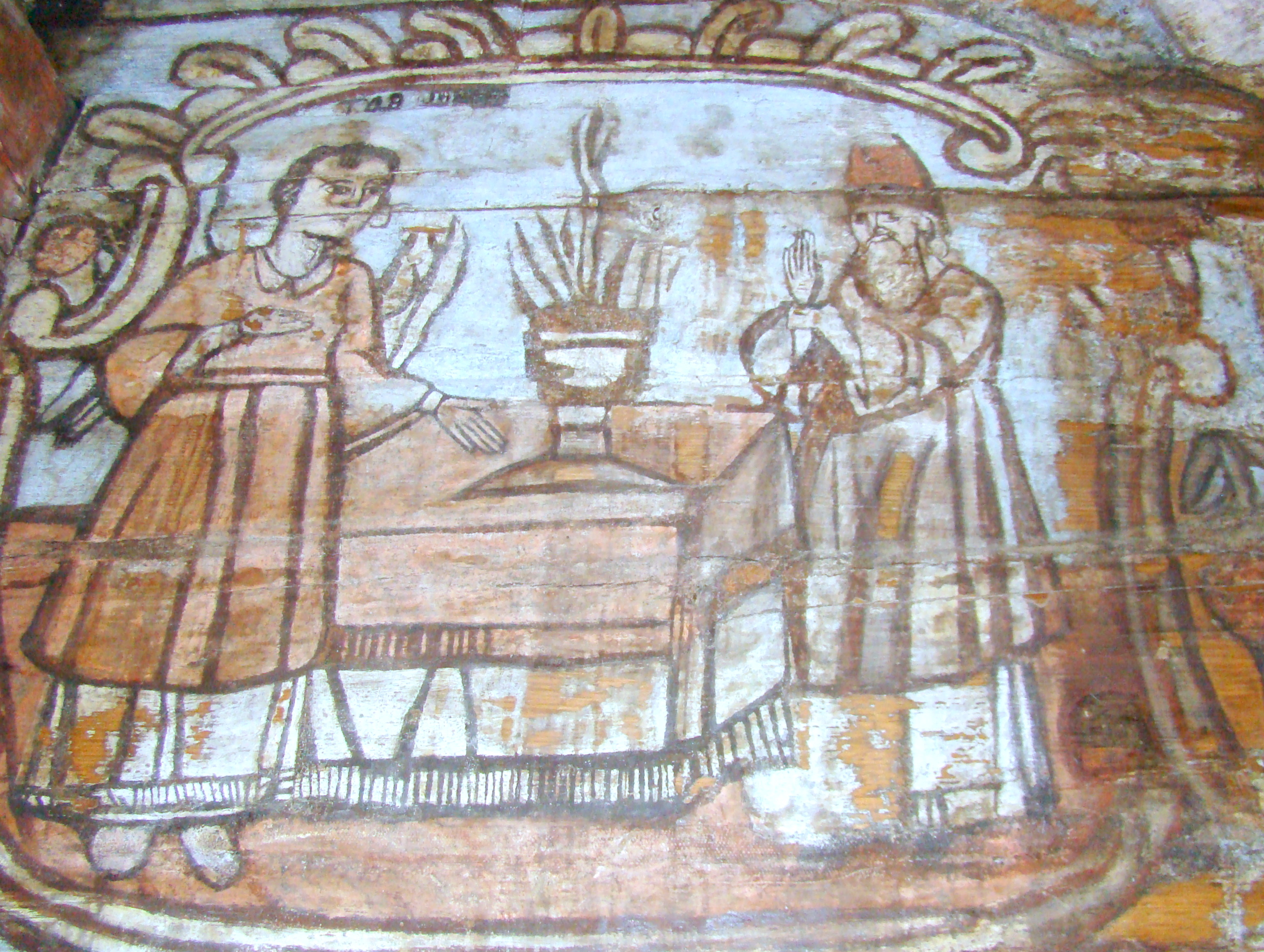
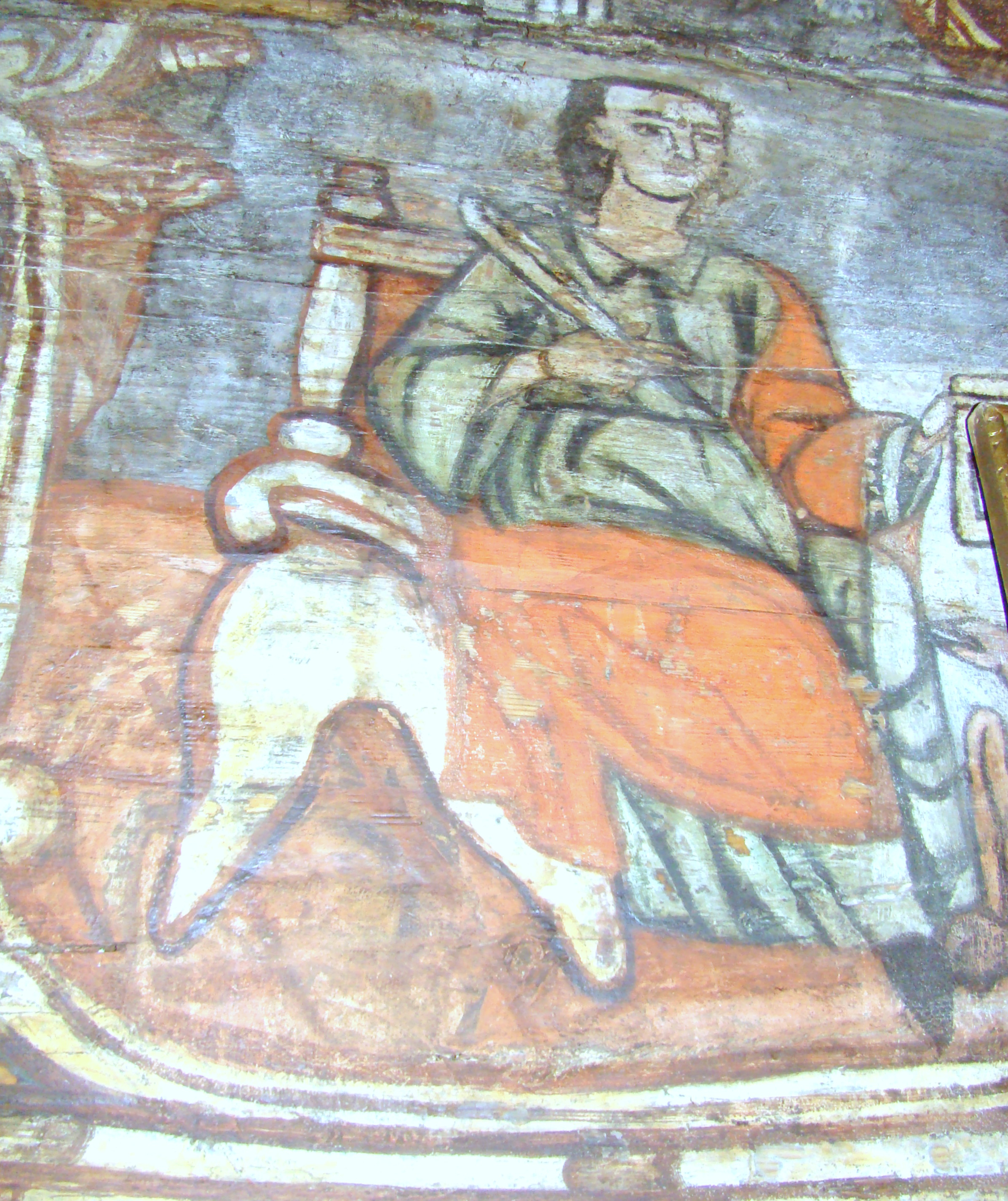
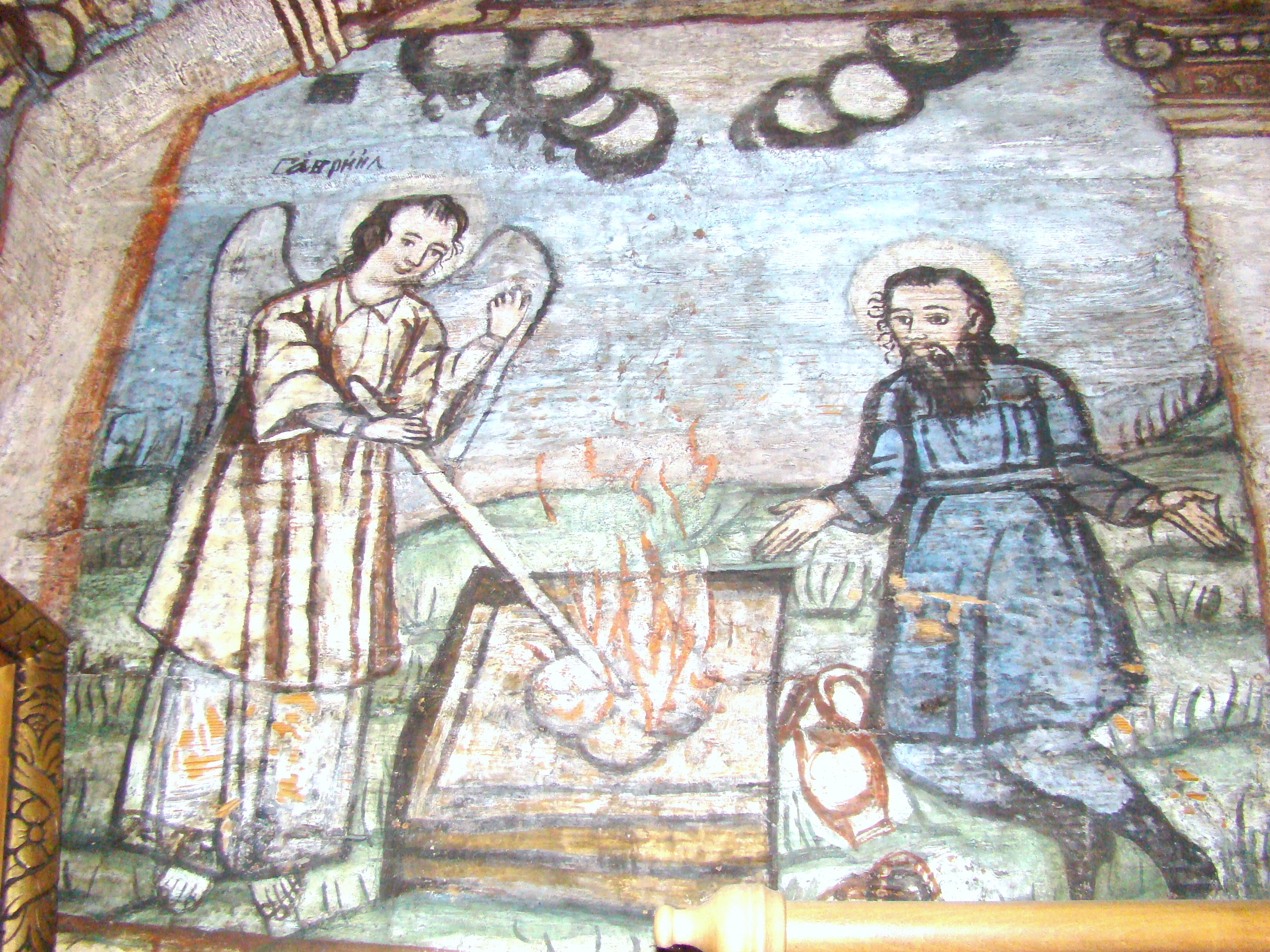
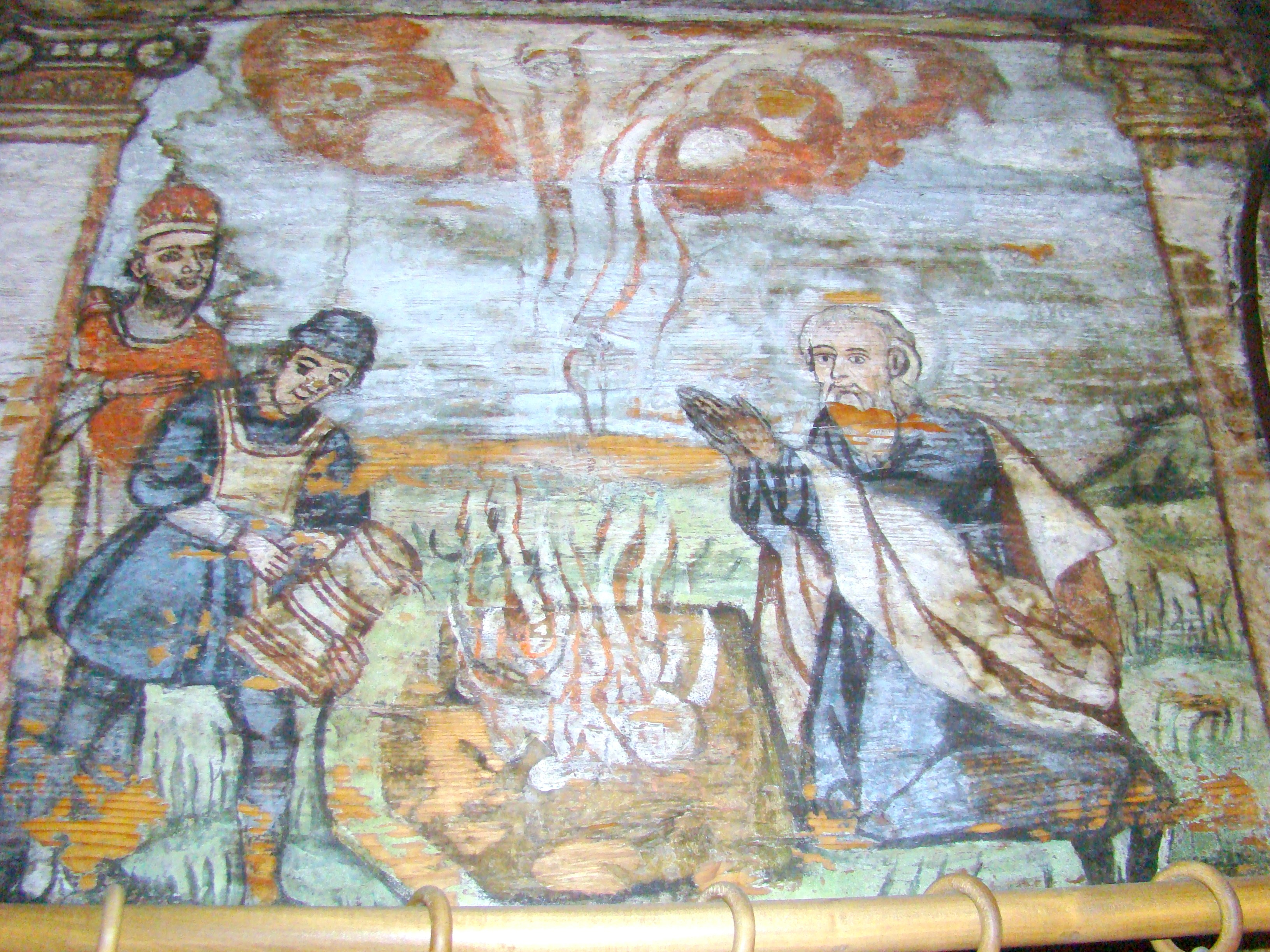
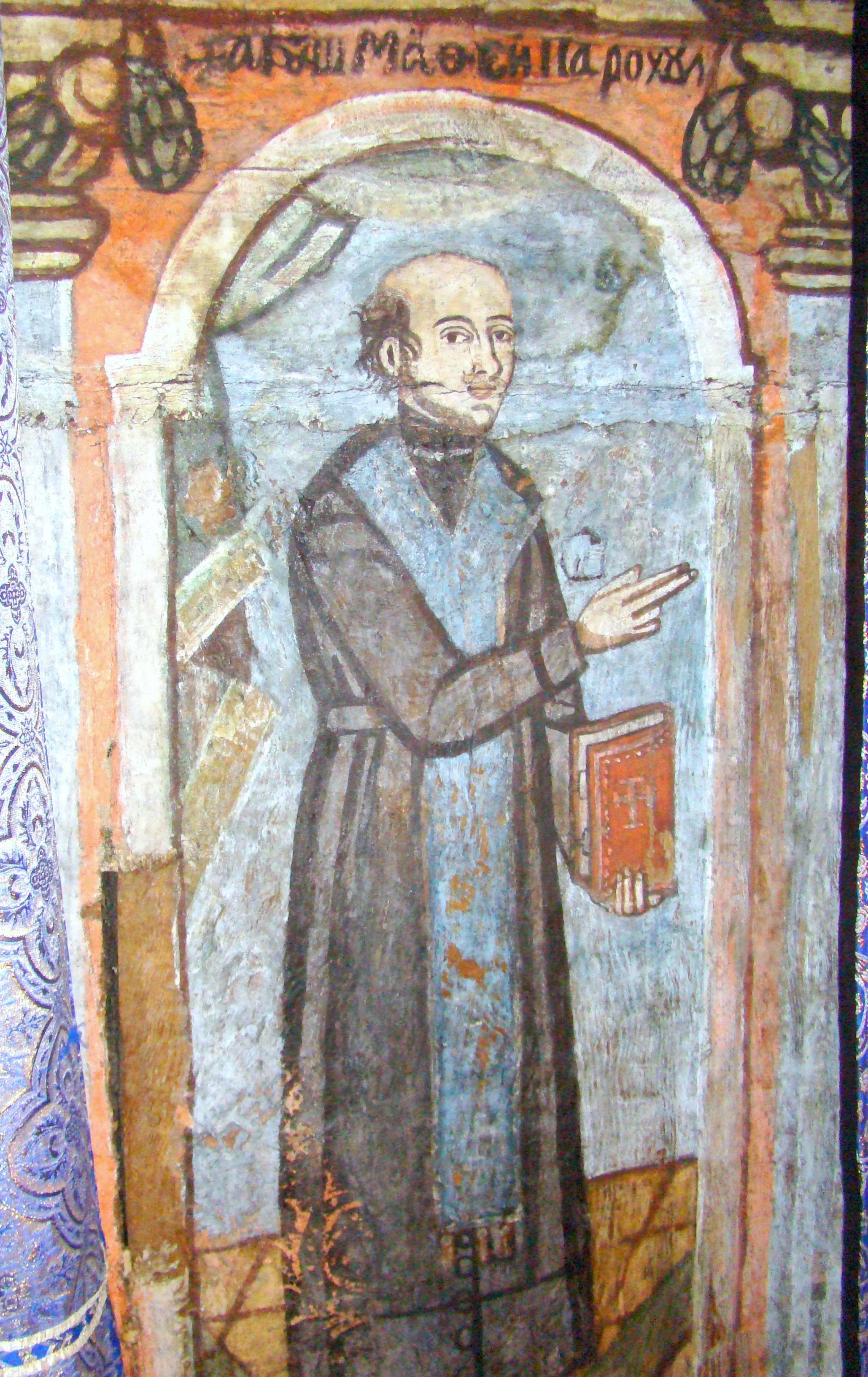
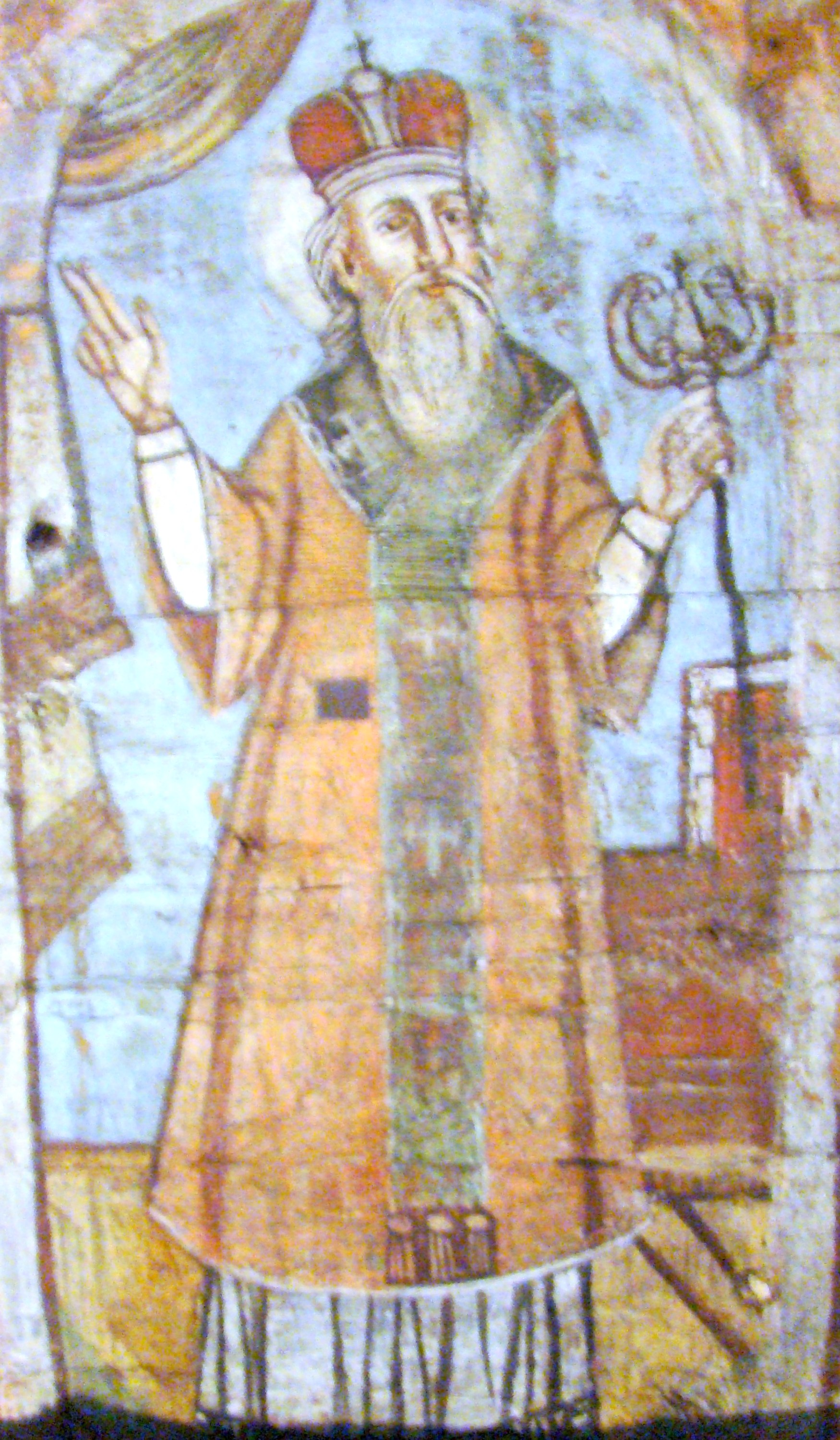
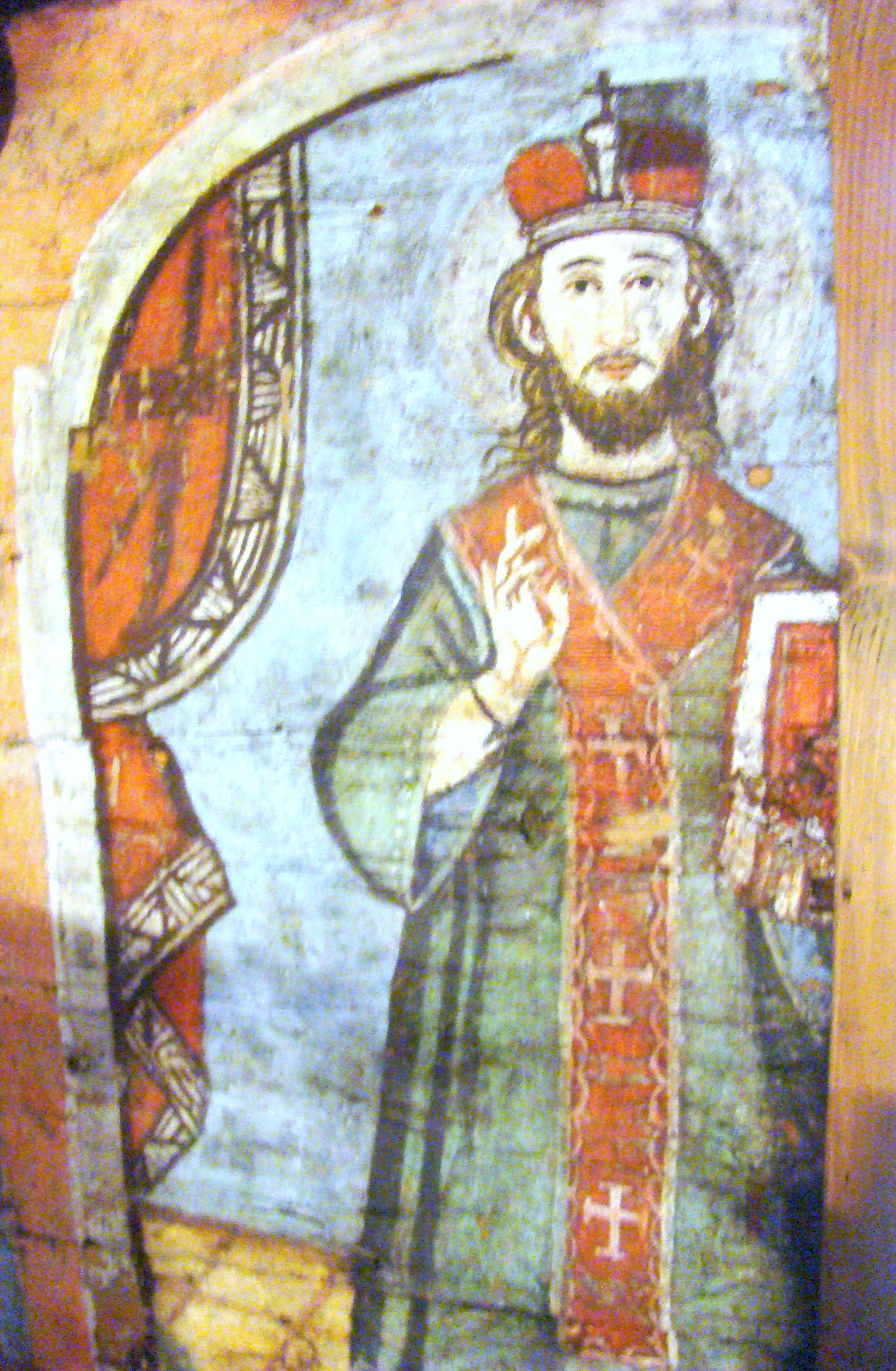
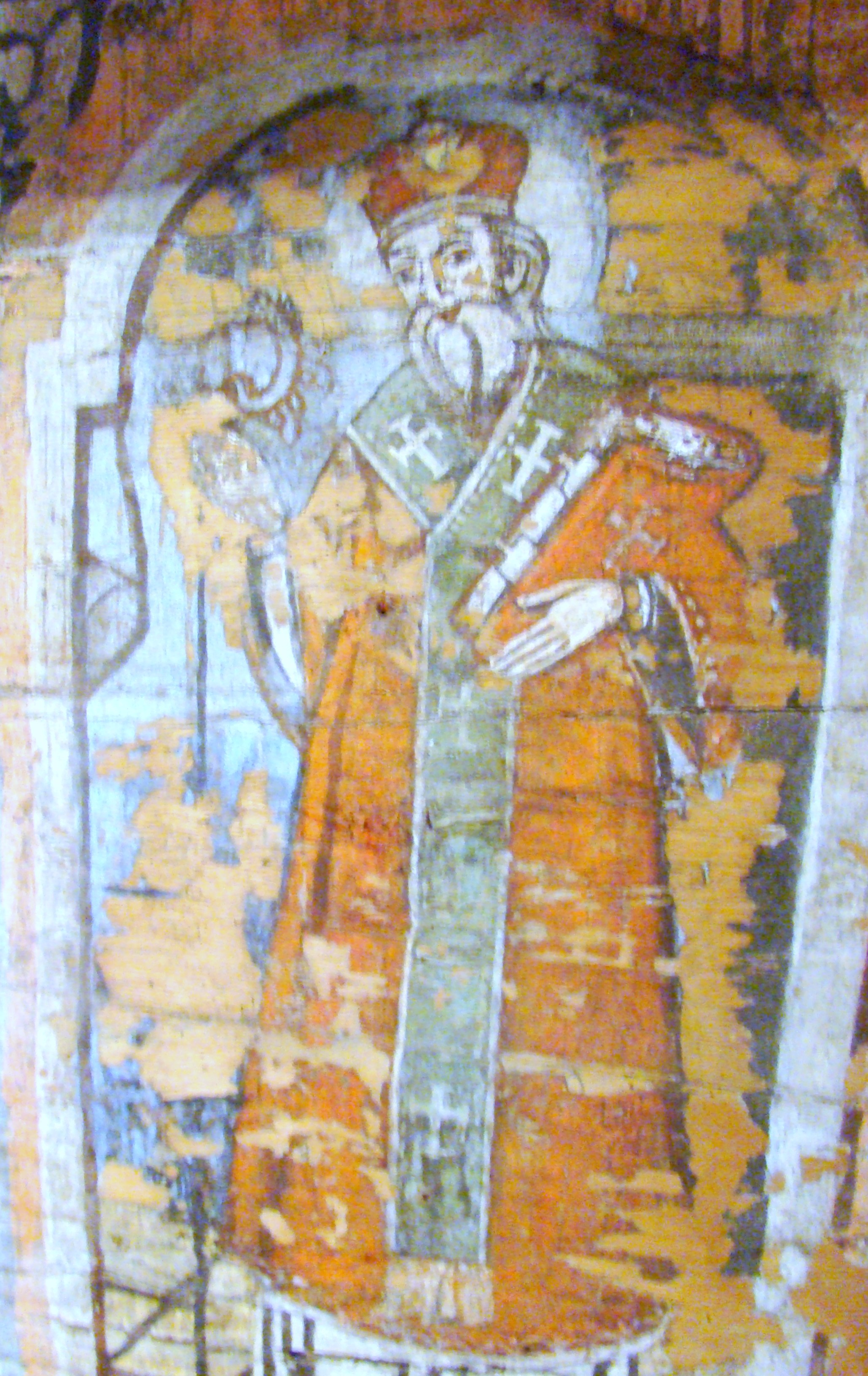
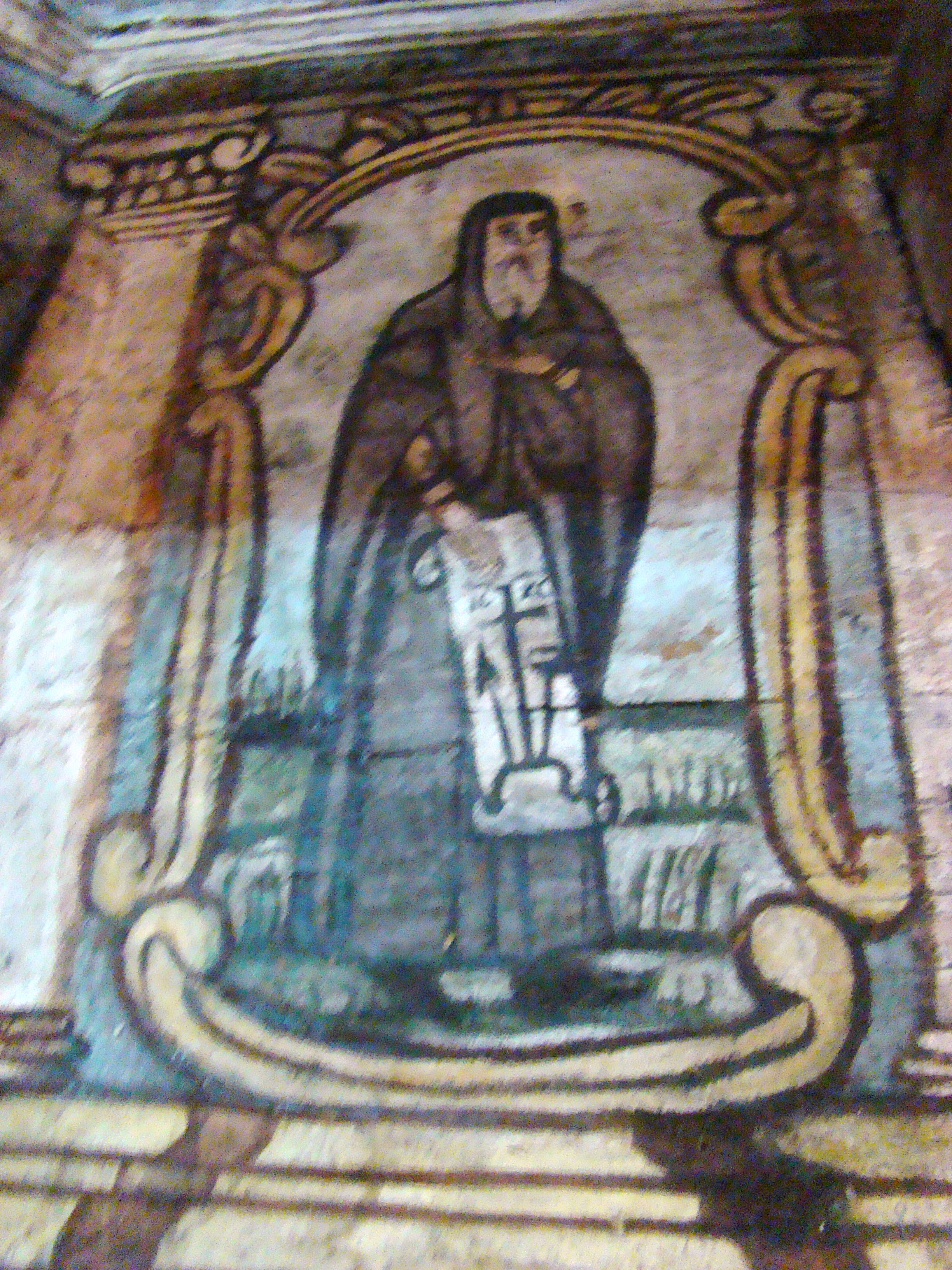
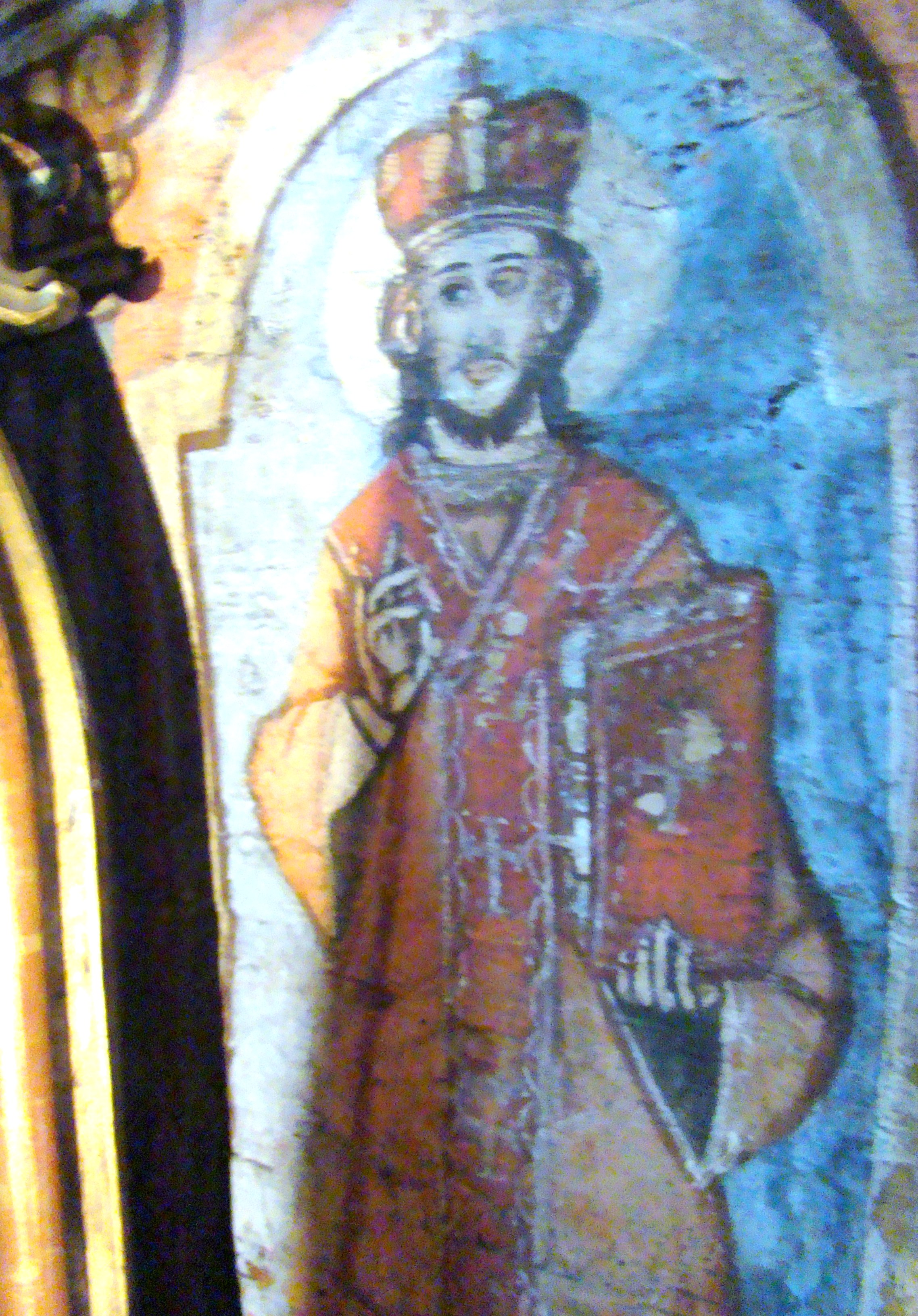
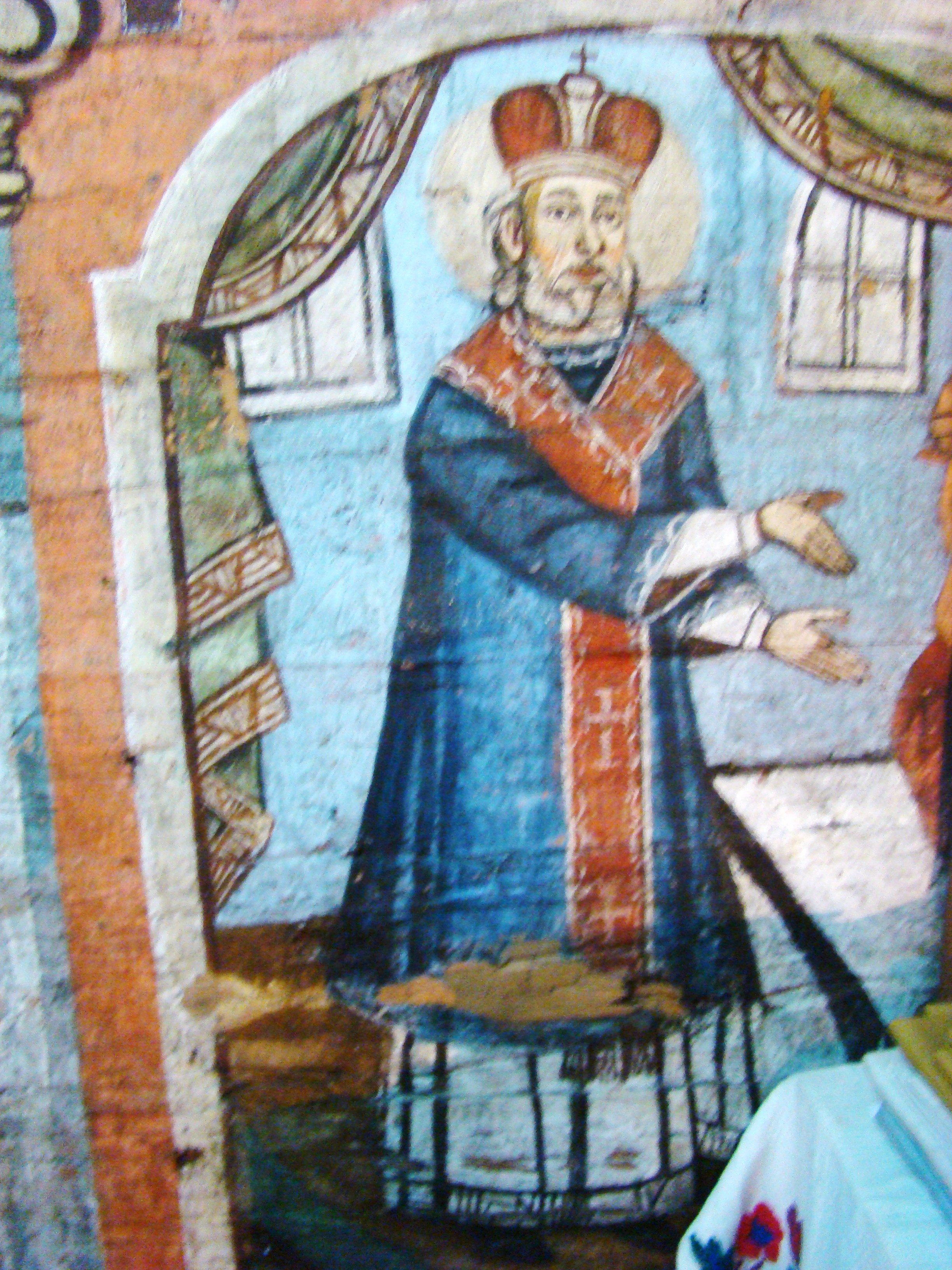
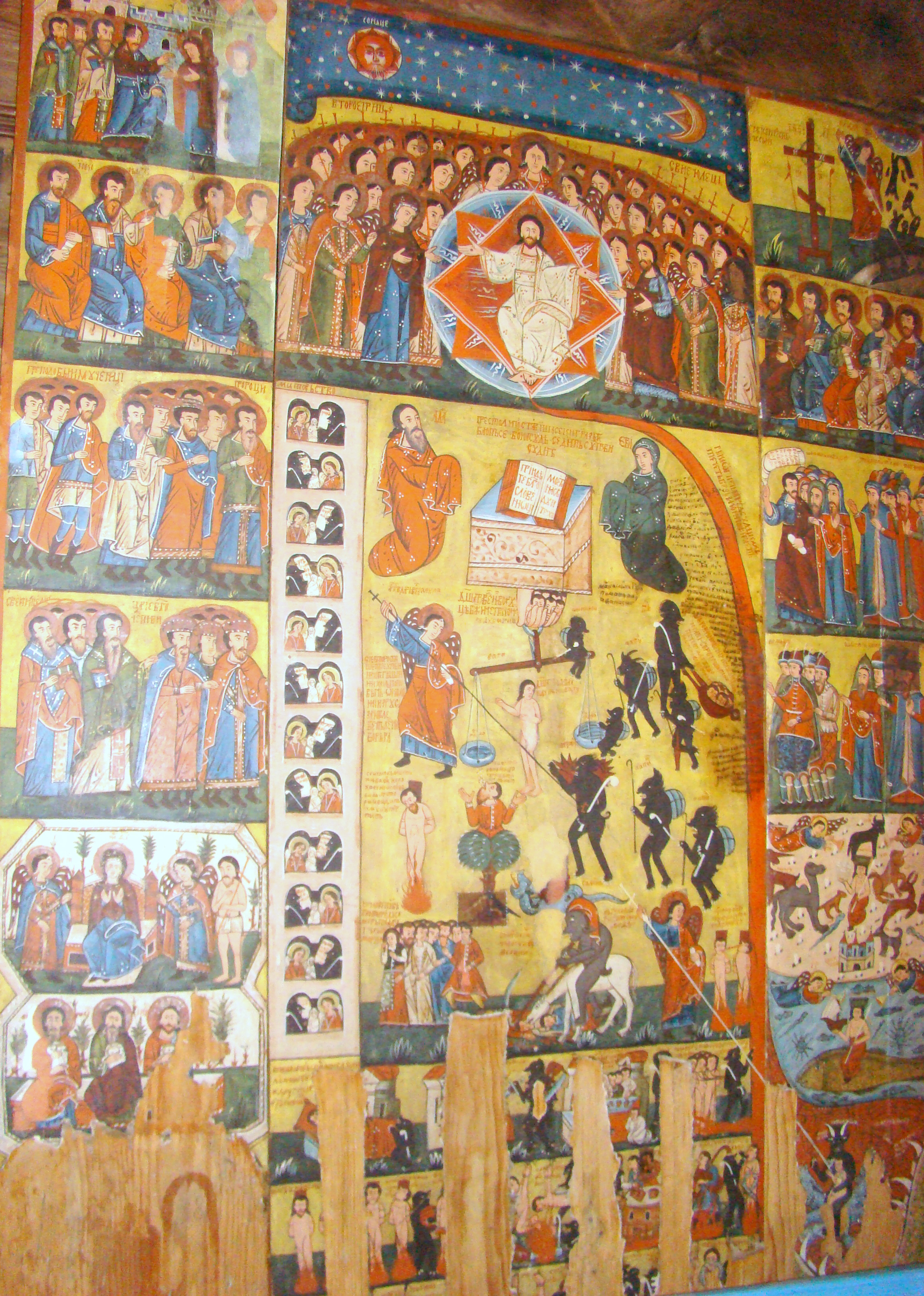
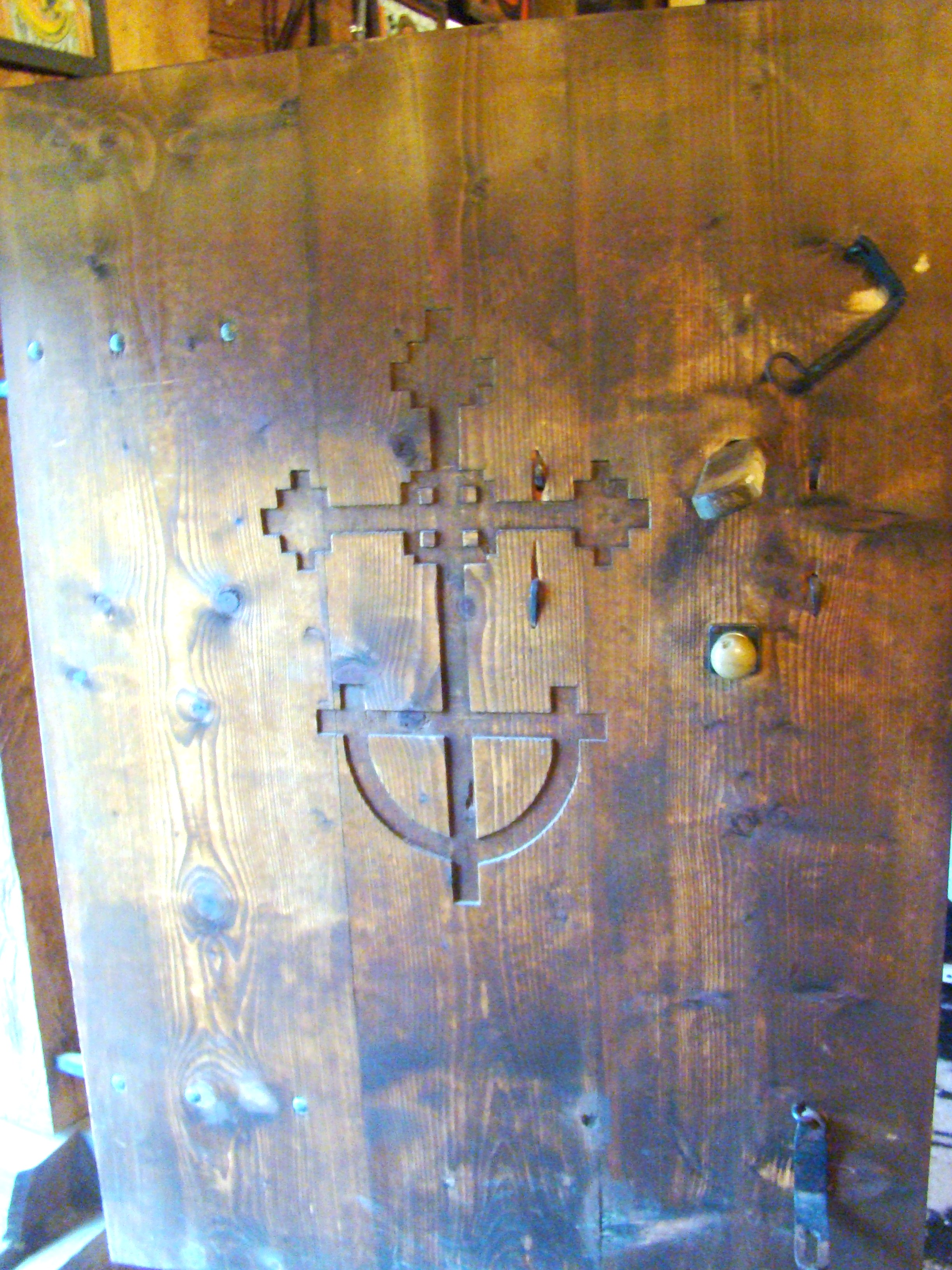